# Історія України
Істо́рія Украї́ни — історія земель сучасної України, українського народу, держави та інших її мешканців, що проживають на території України, від доісторичних часів до сьогодення.
Територію України первісні люди почали заселяти з давніх-давен (перші сліди датуються близько 1 млн років до н. е.), після чого вже її не полишали навіть в часи найбільшого просування льодовиків на південь [⇨]. Територія країни належить до найперших вогнищ цивілізації та містобудування, вона входить до первісного ареалу приручення коня, винаходу колеса та освоєння перших металів людством [⇨]. Різні хвилі міграції індоєвропейців до Європи та пізніші в зворотному напрямку склали підґрунтя різнобарвної картини її населення.
Поділ території на великі природні лісову й степову смуги зумовив різні форми господарювання й заклав характер подальших історичних процесів, в яких степ український завжди залишався невід'ємною складовою загальноєвразійських історичних і етноміграційних процесів у Великому степу [⇨]. Грецька колонізація морського узбережжя увібрала територію України до орбіти античної цивілізації як її північний фронтир [⇨]. В результаті великого переселення народів першої половини першого тисячоліття н. е. [⇨] територію України заселили слов'янські племена [⇨].
Першим історичним правителем на київському престолі вважається князь Олег Віщий, тому він вважається засновником Руської держави — початок української державності, однак у ранні часи в ній була присутня значна варязька еліта, що швидко асимілювалася. На початку XI століття, українські племена консолідувалися навколо Русі, під владою Києва перебувають й різні інші народи [⇨]. За правління Володимира Великого та Ярослава Мудрого проводиться християнізація держави. За Ярослава з'являється перший збірник законів — Руська Правда. Цей період відзначається розквітом та піком руської могутності [⇨]. Після смерті Ярослава відбуваються процеси феодального дроблення, які були закріплені на Любецькому з'їзді 1097 року. За Володимира Мономаха та Мстислава Великого держава трималася в єдності, але після смерті Мстислава удільні князівства фактично стали незалежними [⇨]. У 1237-1240 роках монгольські війська вторглися в Русь та спустошили землі Наддніпрянщині [⇨]. Після цього, західне Галицько-Волинське князівство на певний час стає осередком русинської-української культури, утворивши Королівство Руське як наслідок коронації Данила Романовича [⇨].
Від Золотої Орди руські землі звільнило Велике князівство Литовське, яке, шукаючи союзників у боротьбі з Московським царством та балтійськими німцями тісно інтегрується із Польським королівством [⇨]. Утворюється потужна східноєвропейська держава ранньомодерного часу — Річ Посполита [⇨], соціально-політичні процеси в якому й нагальна потреба в захисті від кочовиків на півдні призводять до появи козацтва, в епоху якого "Україна" починає застосовуватися як назва країни [⇨]. Козацтво саме невдовзі стане провідною силою в процесах руйнації Речі Посполитої, становленню нової української нації, розбудові самостійної держави — Гетьманщини [⇨]. Українська нація, затиснута між трьох світів, мусульманського півдня, католицької твердині на заході й нового православного центру на сході, намагається торувати власний шлях, проте понурюється у період міжусобиць, відомих як «Руїна» [⇨].
Завдяки культурному просвітництву хвилі мігрантів з Подніпров'я, що знайшли місце застосування власним талантам на Москві, остання поступово частково європеїзувалася та трансформувалася у потужну євразійську силу — Російську імперію [⇨]. Ця сила за декілька століть поглинула майже усі українські етнічні землі, намагалася асимілювати їхнє населення.
Придушуючи всі спроби власної національної розбудови українців [⇨], намагається не дати іншим державам відірвати їх до власних орбіт, поєднуючи силу та підступність, перманентно нав'язує власну волю українському народові [⇨]. Народові, що наприкінці XX століття виборов для себе ще один шанс бути господарем на своїй землі [⇨]. Український народ продовжує боротьбу за власну незалежність [⇨].

## Історичні назви українських територій
Перша засвідчена у писемних джерелах назва історичної території України — Руська земля. У X—XIII ст. цю назву вживали у двох значеннях: конкретному — на окреслення ядра політичної спільноти — Середнього Подніпров'я, і розширеному, що охоплювало усі території, які спершу підпорядковувались Києву, а згодом тяжіли до нього. Понад 400-літня традиція ототожнення себе з Руською землею не зникла і після розпаду цієї єдності. Тільки Галицько-Волинська держава, увійшовши до складу Корони Польської як особистий домен короля, офіційно іменувалася з першої третини XV ст. Руським воєводством.
Константинопольський патріархат задля розпізнання нового — московського і старого — київського святительських церковних осередків у першій половині XIV ст. вперше почав вживати поняття Micra Rosia (Мала Росія)‚ на відміну від Megale Rosia (Велика Росія). У церковно-адміністративному значенні поняття Мала Росія вживав Константинополь для позначення українських єпархій. З константинопольських грамот цей вислів в останній чверті XIV ст. перейшов до церковного письменства як урочистий синонім українського православного простору Польщі та Литовського князівства, а з кінця XVII — початку XVIII ст. став ототожнюватися з територією Козацької держави, аж врешті офіційно замінив її попередню назву (Україна).
На західноєвропейських географічних мапах зе́млі колишніх північно-східних князівств послідовно позначалися як Moscovia. Натомість терени колишніх Чернігівського, Київського і Галицько-Волинського князівств, ототожнювані з первісною, материнською Руссю, завжди позначені як Russia чи Ruthenia (з XVI ст. — також Roxolania).
Паралельно у внутрішньому вжитку з XVI ст., а особливо після укладення Люблінської унії 1569 р. нарівні зі словом Русь починають дедалі активніше вживати поняття Україна (саме ця назва зустрічається також у деяких іноземних документах — наприклад, у списках студентів Сорбонни). Характерно, що, як колись у княжі часи — Руська земля, слово Україна вживали у двох значеннях: конкретно-географічному — на означення Подніпров'я, і розширеному — як синонім усього українського простору.
Остаточно і юридично назва Україна закріпилася на початку XX століття за часів УНР.

## Доісторичний період

### Кам'яна доба
Палеоліт (1,5 млн — 11 тис. років тому). Перші люди на території сучасної України з'явилися в епоху раннього палеоліту, так звану ашельську добу, понад 900—800 тис. років тому. Найдавніша стоянка первісної людини на території України, Королево-1 на Закарпатті, віком від 1 млн років (гюнцьке зледеніння). У верхніх шарах пізнього палеоліту сліди культури ашель і мустьє. Останнє палеолітичне поселення існувало тут на початку вюрмського зледеніння — близько 50 тис. років тому. Заселення відбувалося із заходу на схід, кількаразовими хвилями, і тривало до 100 тис. років тому. Знаряддя праці цих людей, у яких археологи вбачають пітекантропів, виявлено окрім Закарпаття також на Наддністрянщині, Житомирщині, Донбасі та в Криму. Проте викопних решток пітекантропів не знайдено. Антропогенез проходив в умовах періодичних зледенінь: гюнцького, міндельського, ріського (максимальне, льодовик доходив до умовної лінії Дніпро — Львів) і вюрмського, які формували природні зони України: тундру, лісостеп і степ.
У середньому палеоліті, у так звану мустьєрську добу, що тривала 100—35 тис. років тому, територію України займали неандертальці. Дослідники виявили понад 300 стоянок і поховань цих людей, переважно у гірських районах Закарпаття, Прикарпаття, Надпоріжжя, ряд стоянок в печерах східної частини Кримських гір — Киїк-Коба, Пролом I, Буран-Кая III, Вовчий Грот. На стоянці Молодове на Дністрі була знайдена лопатка мамонта з малюнками на ній.

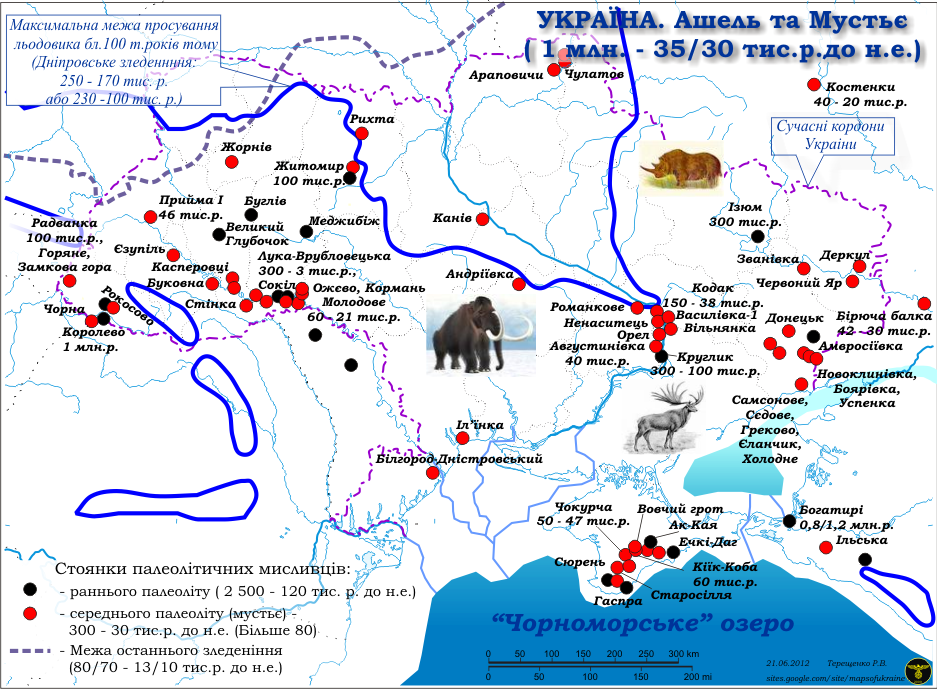
Ранній та середній палеоліт України
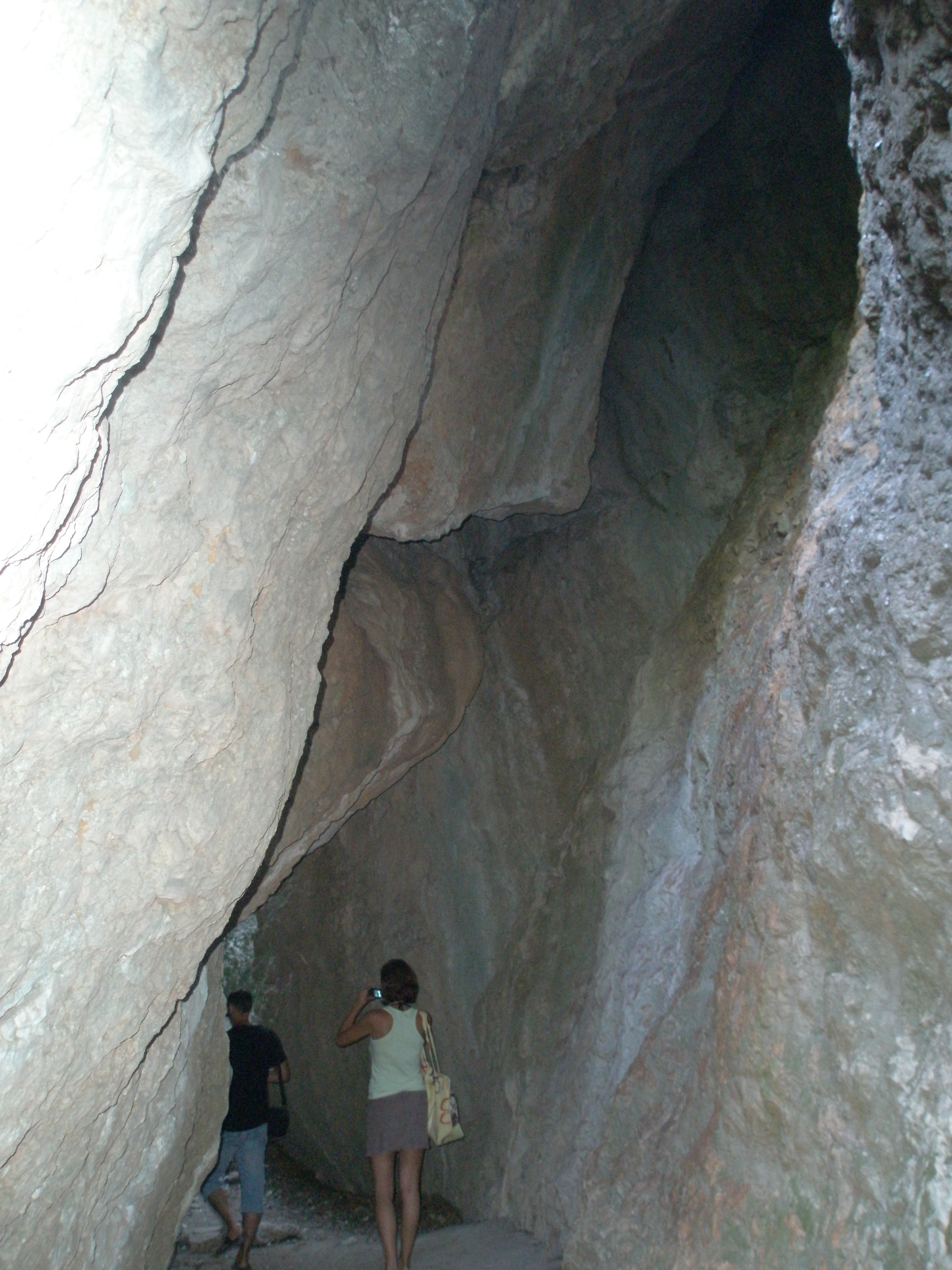
Печера Киїк-Коба, неандертальська стоянка
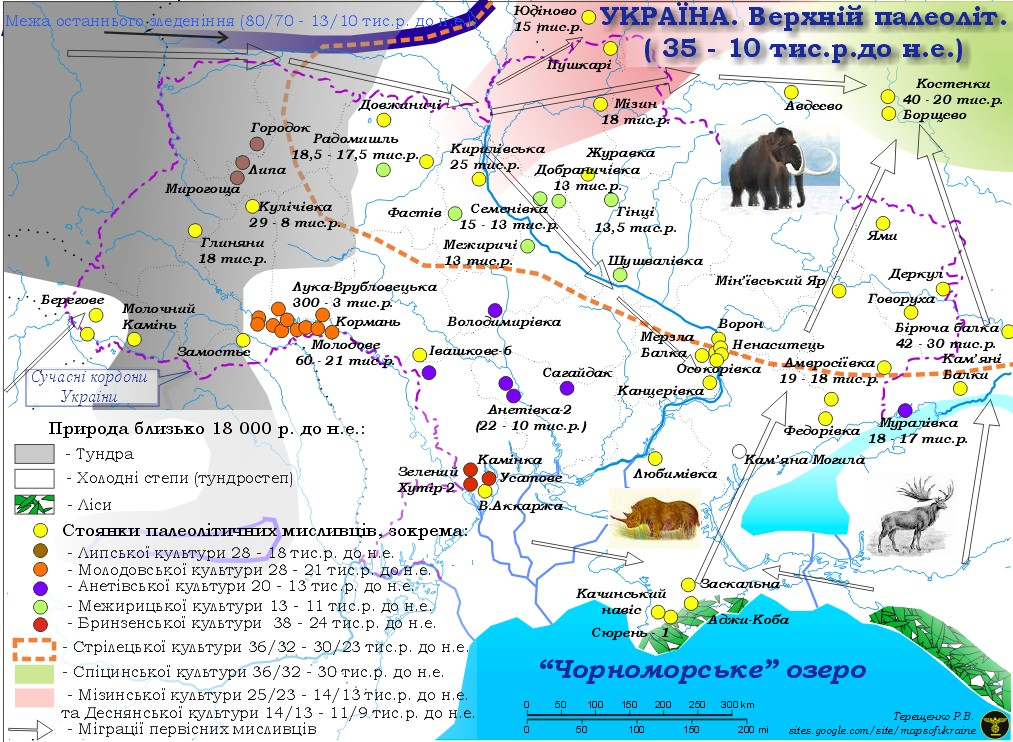
Верхній палеоліт України
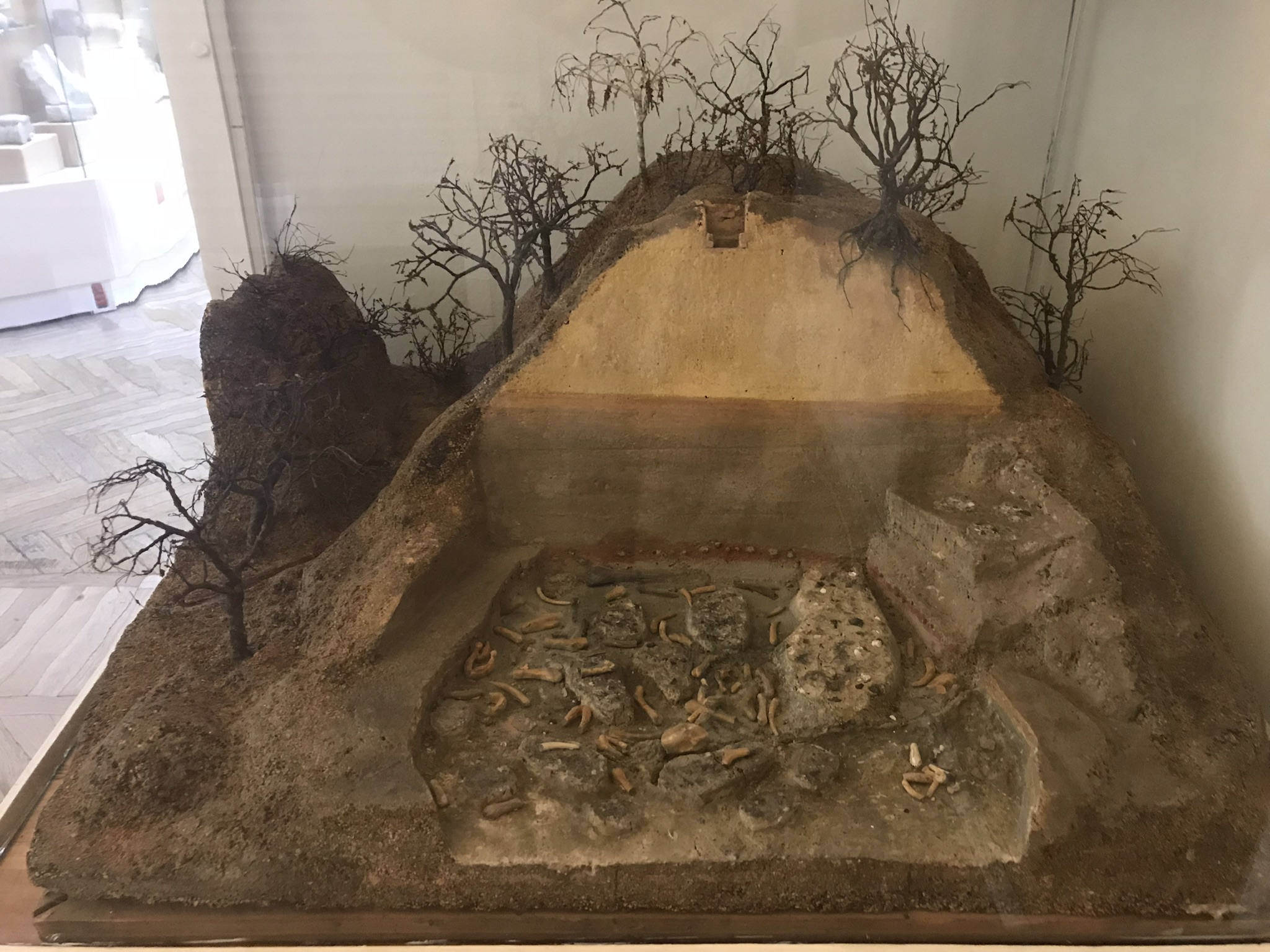
Макет Кирилівської стоянки
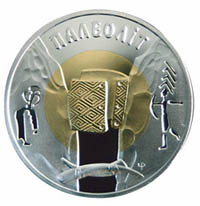
Мізинський браслет з мамутового ікла на монеті України

Люди сучасного типу, Homo sapiens sapiens, або кроманьйонці, сформувалися у період верхнього палеоліту, понад 40—35 тис. років тому. На теренах України мешкали представники європеоїдної раси, які витіснили неандертальців. Кроманьйонці мали примітивну родову організацію і були суспільством мисливців-збирачів. Археологи знайшли близько 800 пам'яток цих людей в Україні і виділяють їх у закарпатську, дністровську, волинську, середньодніпровську та степову групи. На сході країни визначною пам'яткою пізнього палеоліту слугують перші петрогліфи Кам'яної Могили (останець часів Сарматського моря), це місце було культовим центром кроманьйонців степової зони. Відомі стоянки часів пізнього палеоліту на території України: Мізин (на правому березі Десни), Межиріч (Черкащина), Кирилівська (у межах Києва). У цей час люди призвичаїлись використовувати природні джерела вогню, пізніше навчились видобувати його самостійно, виготовляти одяг, облаштовувати штучні житла. Форма господарювання була привласнювальною (збиральництво, мисливство). Формуються найфундаментальніші основи сучасної суспільної організації, зароджуються перші вірування, первісне мистецтво.
Мезоліт (11-8 тис. років тому). Період збігся з таненням льодовика та початком нової геологічної доби — голоцену. Загальне потепління сприяло збільшенню кількості населення. Апогей розвитку мисливського господарства. Зникнення льодовикової фауни внаслідок комплексу факторів (від кліматичних змін до прямого винищення людиною) призводить до остаточної кризи палеолітичних засобів мисливства. У цей період людина одомашнила собаку, винайшла лук і рибальське знаряддя. Замість колективного полювання на стадних тварин ця справа стає індивідуальною. Відбувається загальна індивідуалізація способу життя, побутове виокремлення родин від спільного роду. Одночасно відбувався поступовий перехід від кочового до осілого життя. Формувались перші територіальні громади. Середня очікувана тривалість життя збільшилась від 20-25 років до 35. У цей час на території сучасної України відбувається поширення мікролітів. В Україні виявлено понад 300 мезолітичних місцезнаходжень, які класифікують у південно-степову та полісько-лісостепову культурно-територіальні зони. Криза привласнюваного мезолітичного господарства поступово змусила людей взятися за відтворювальні форми господарювання.
Неоліт (8-6 тис. років тому). Відбувається неолітична революція (термін запропоновано Гордоном Чайльдом) — перехід від привласнювального господарства (полювання, збиральництво) до відтворюючого (тваринництво, землеробство). Населення переходить до осілого способу життя, винаходить кераміку (що посіла важливе місце в поліпшенні засобів приготування й зберігання їжі), займається землеробством і скотарством (одомашнено більшість сучасних свійських тварин), що через нерівномірність географічних умов призводить до територіального поділу праці й розвитку торгівлі. З'являється ремісництво (особливо плетіння, на основі якого в деяких груп населення виникло ткацтво) і прошарок людей-організаторів з яких викристалізовується з часом аристократія. Стабілізувався ландшафтний поділ України на лісову, лісостепову і степову зони, утворився гумусний покрив землі. Неолітичні культури України формувалися під впливом досягнень осередків Близького Сходу, які імпортувалися переважно через Балканський півострів і Подунав'я. До цього часу відноситься буго-дністровська культура.

### Початок доби металів
Енеоліт, або мідна доба (7-5 тис. років тому).
Ця епоха позначена впровадженням мідних знарядь праці. Стала виразнішою господарча спеціалізація природно-кліматичних зон: скотарство у степу, хліборобство в лісостепу і мисливство в лісовій смузі. Час великих землеробських культур на теренах України, перш за все трипільської (VI—III тисячоліття до н. е.) — культури величезних як на той час (10-15 тис. мешканців) концентричних протоміст з двоповерховими будівлями. Трипільці мали гончарні печі та власну знакову систему, тобто були близькі до створення власної цивілізації. Однак цьому завадив екстенсивний характер хліборобства, який розпорошив сили трипільців. Трипільці відомі власною оригінальними розписами на кераміці, дрібними статуетками людей і тварин, керамічними моделями будівель, саней, тронів та сокир і біноклеподібними келихами. Цю археологічну культуру вперше відкрив Вікентій Хвойка, пізніше ретельно дослідили археологи Тетяна Пассек та Михайло Відейко. На сході України ці часи представлені середньостогівською культурою.

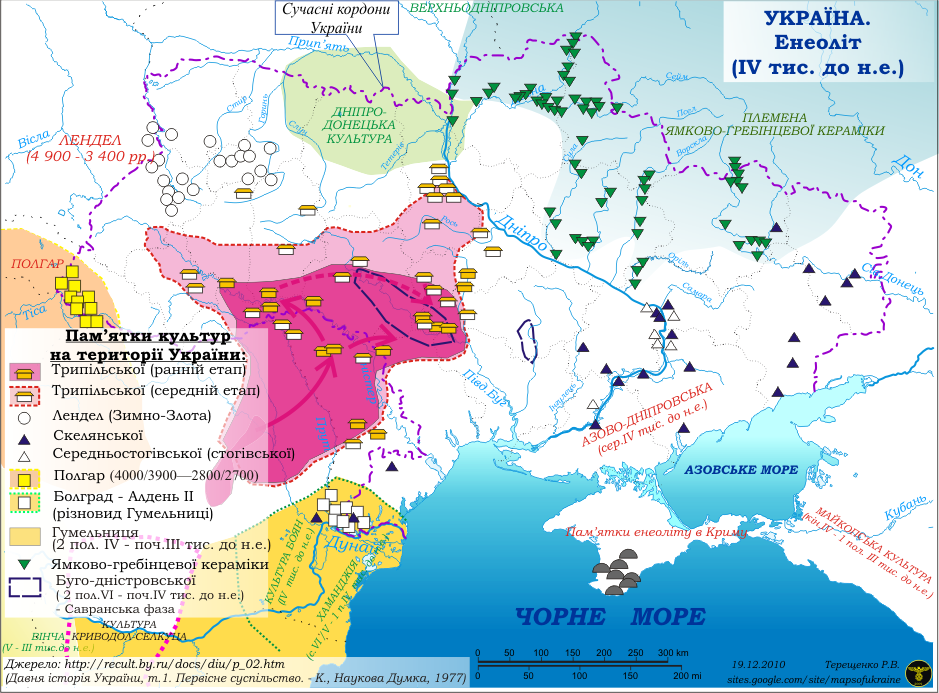
Енеолітичні культури України
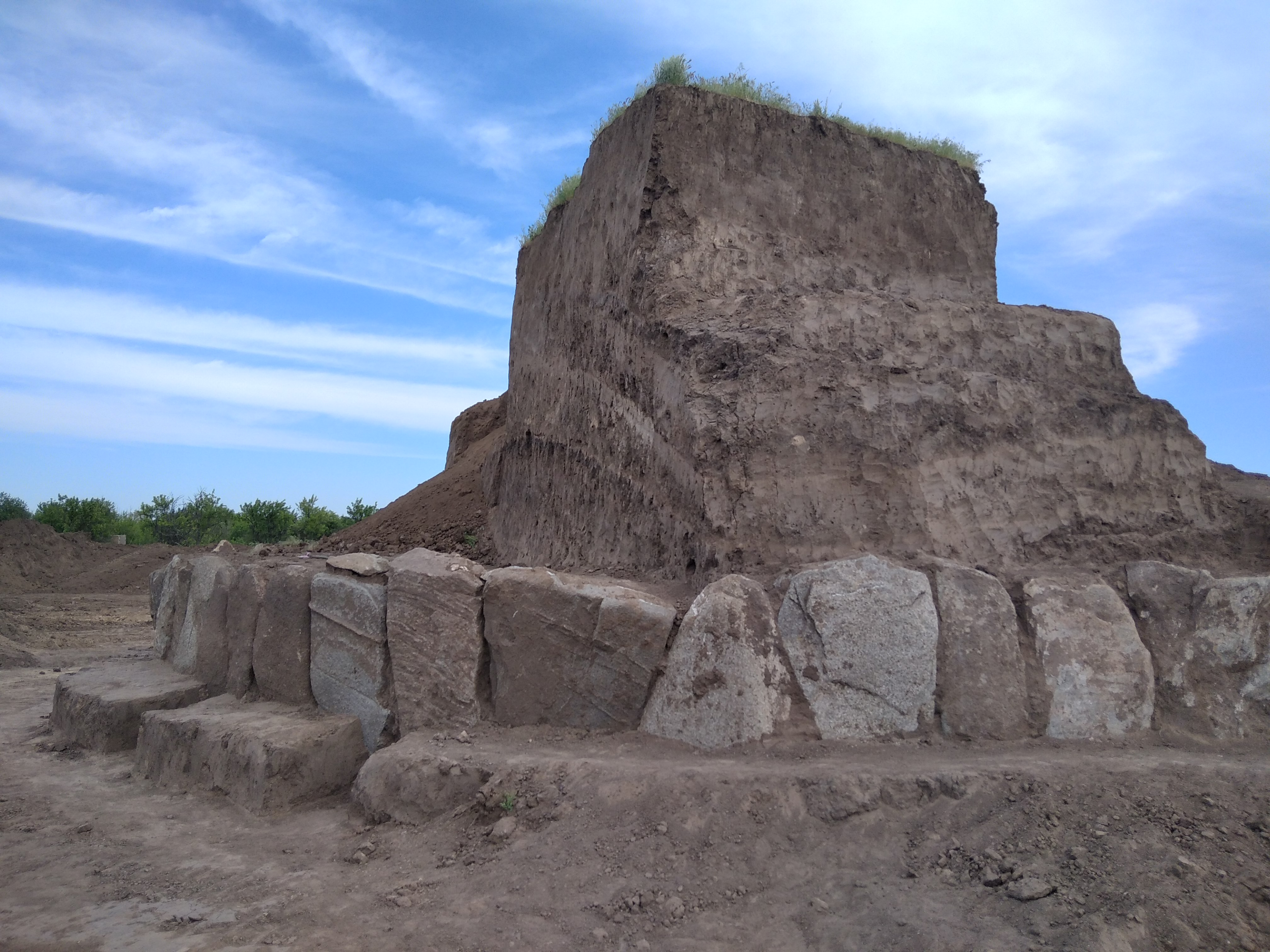
Новоолександрівський курган бронзової доби під час розкопок 2021 р.
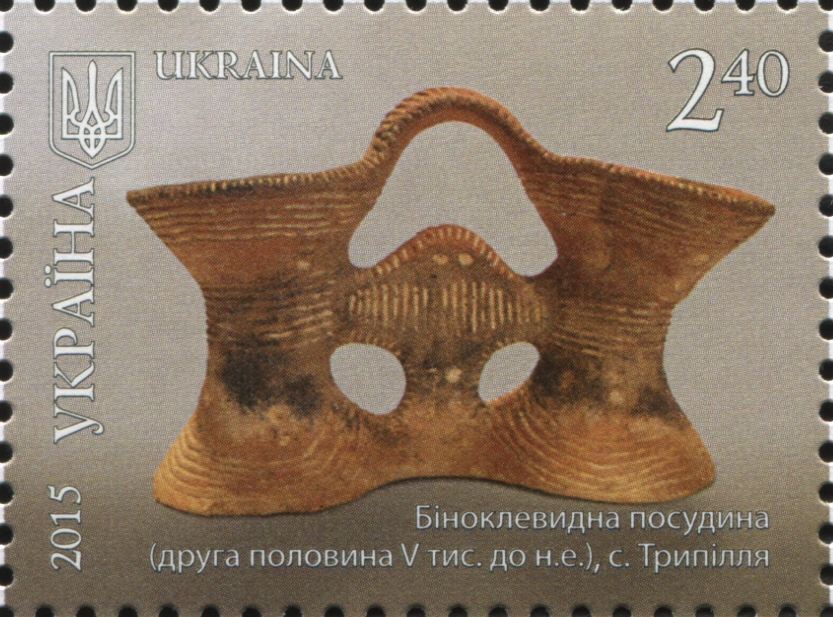
Характерна трипільська біноклевидна посудина на поштовій марці України
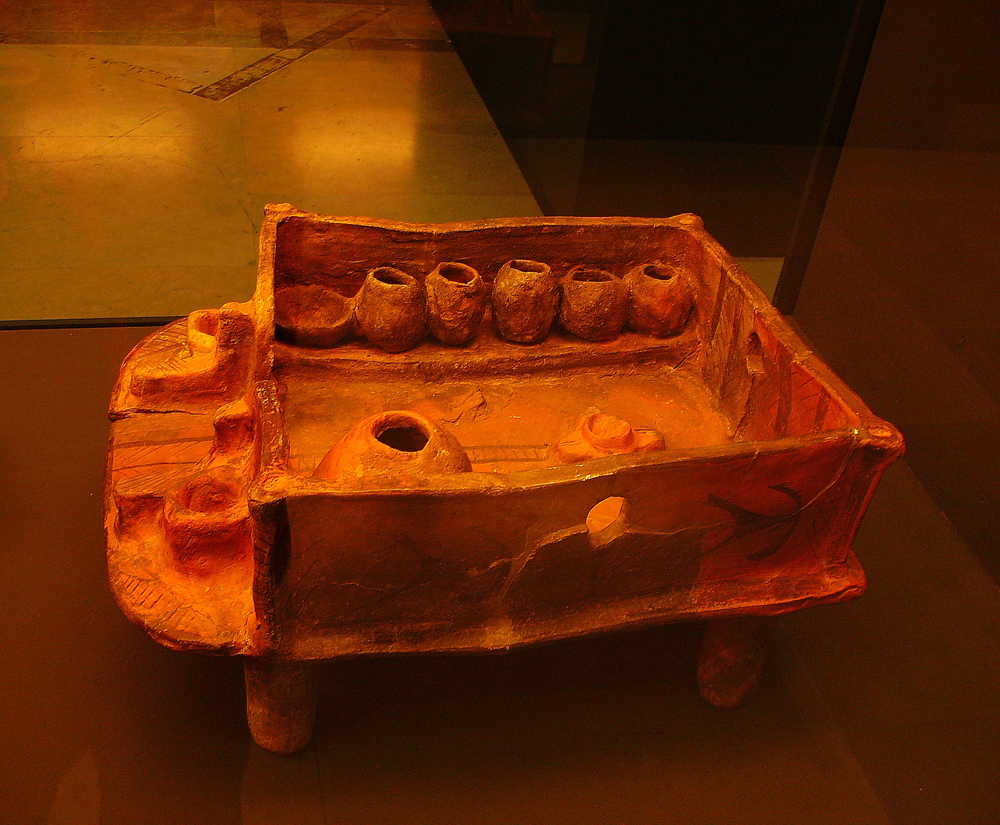
Автентична модель трипільського житла
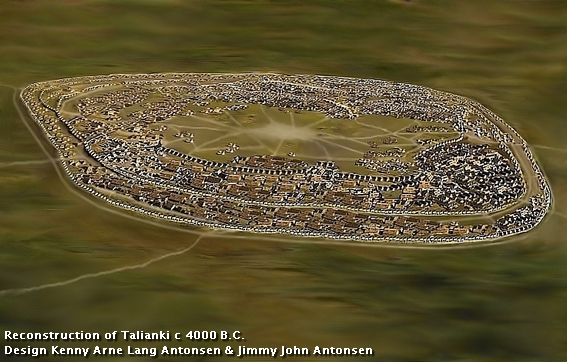
Реконструкція трипільського протоміста (Тальянки)
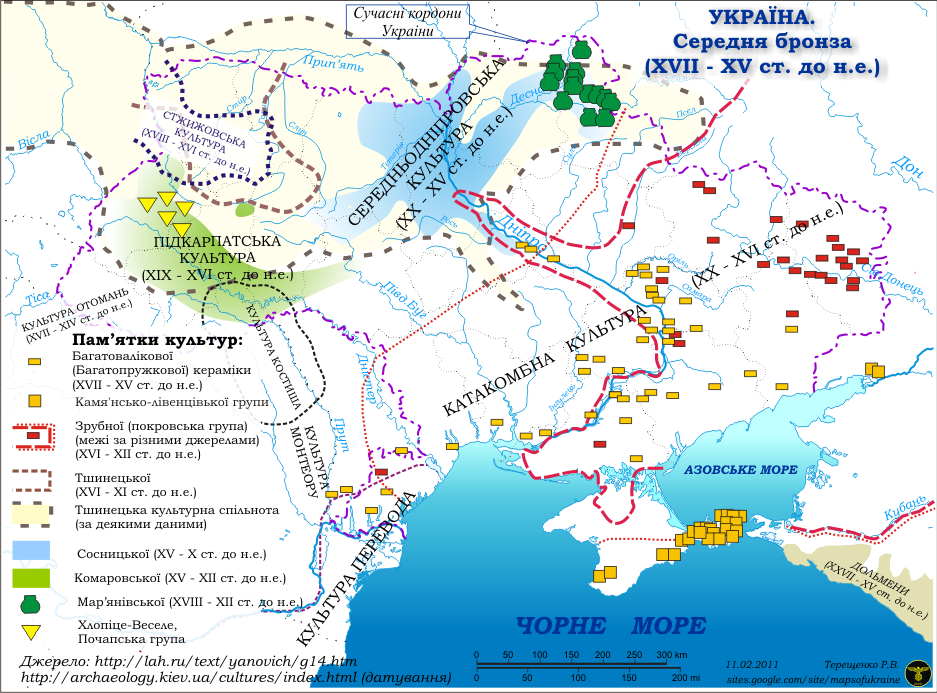
Культури бронзової доби України

Бронзова доба (III тисячоліття — XII століття до н. е.). Період поширення виробів із бронзи (сплаву міді з оловом, або миш'яком). Аридизація клімату пожвавлює розвиток засобів виробництва, змушує степові племена розвивати кочове скотарство, а лісостепові — орне землеробство. Розширюється асортимент культурних рослин, зароджується садівництво. Продуктивність праці пожвавлює посилення майнової нерівності. Занепад трипільської культури позначився консолідацією скотарів і появою ямної культури (2800—2300 до н. е.), у носіях якої вчені вбачають аріїв, індоєвропейців. Вони охоплювали територію від Криму до Київського Полісся. На базі цієї культури на південному сході Україні постає катакомбна культура (2300—1300 до н. е.), носії якої перебували у контактах з хліборобською культурою шнуркової кераміки (2300—1700 до н. е.), що займала територію північного заходу країни. Після XVII століття до н. е. катакомбну культуру заступила зрубна культура (1700—1300 до н. е.), яка асоціюється з іраномовними племенами скотарів, а культуру шнуркової кераміки на теренах України витіснила тшинецька культура (1700—1200 до н. е.), яку пов'язують із праслов'янсько-балтською спільністю хліборобів.
На XII—X століття до н. е. територія України залишалася розділеною між різними культурними спільнотами, північні ліси на заході займали праслов'яни, а на сході — прафіно-угри; у лісостепу мешкали фрако-іллірійські, а у степу — північноіранські племена.

## Давня історія

### Скіфо-сарматська доба
Кімерійці — найдревніший народ, який проживав на теренах сучасної України, назва якого була задокументована та збереглася до наших часів. Це були племена скотарів, які заселили степову й лісостепову зони і належали до іраномовної групи. Вони перші принесли з собою залізне знаряддя (залізні мечі, оздоблені бронзою руків'я) й започаткували нову добу — залізну. Поховання робили як й інші іранці в курганах. У Гомера кімерійці згадуються в «Одіссеї» під етнонімом «гіпемологи», тобто ті, що п'ють кобиляче молоко. Про «уславлених кобилодойців» повідомляє не тільки Гомер, але й такі відомі античні автори, як Геродот, Каллімах, Страбон. Ассирійські клинописні джерела згадують цей народ під назвою «гамірра». Кімерійці займали значну територію між Дністром і Доном, а також Кримський півострів, де вони мали укріплені городища. Саме кімерійці збудували близько 1250 року до н. е. перше відоме місто-порт на території України. Їхнім головним заняттям були військові походи. Вважається, що кімерійці є гілкою давньоіранського кочового народу, генетично близького до скіфів. Їхня матеріальна культура дійшла до нас у вигляді прикрас із кісток, різноманітної зброї (луки, кинджали, мечі, молоти) з поховань зі стелами.
Скіфи, інші іранські племена з Центральної Азії, у VII столітті до н. е. витіснили кімерійців зі степу. Вони також були скотарями, кочовиками, полюбляли воювати. У Криму вони мирно асимілювалися з таврами, які жили тут з I тис. до н. е. й займалися скотарством, рільництвом та рибальством. Через тісні торговельні й культурні зв'язки з грецькими колоністами Північного Причорномор'я їхня культура, побут, міфологія та звичаї були добре описані («Скіфія» їхнього сучасника, давньогрецького історика Геродота) й дійшли до нас. У прикрасах характерною рисою тої доби є звіриний стиль (пектораль із Товстої Могили). У Північному Криму та нижній течії Дніпра відома велика кількість скіфських поховань-курганів (Товста могила, Солоха). Розрізняють скіфів-орачів на півночі (Чорноліська культура) та скіфів-скотарів на півдні. Серед південних скіфів вирізнялись, так звані «царські», які панували над іншими, збираючи з них данину. Царські скіфи поступово під впливом греків переходять до осілого способу життя (Неаполь Скіфський), утворюється перше державне об'єднання, відоме під назвою «царство Атея». 513 року до н. е. перський цар Дарій робить невдалий військовий похід до Скіфії з метою підкорити її народи, але отримує від непокірних скіфів замість «води й землі» лише «птаха, жабу, мишу і п'ять стріл».

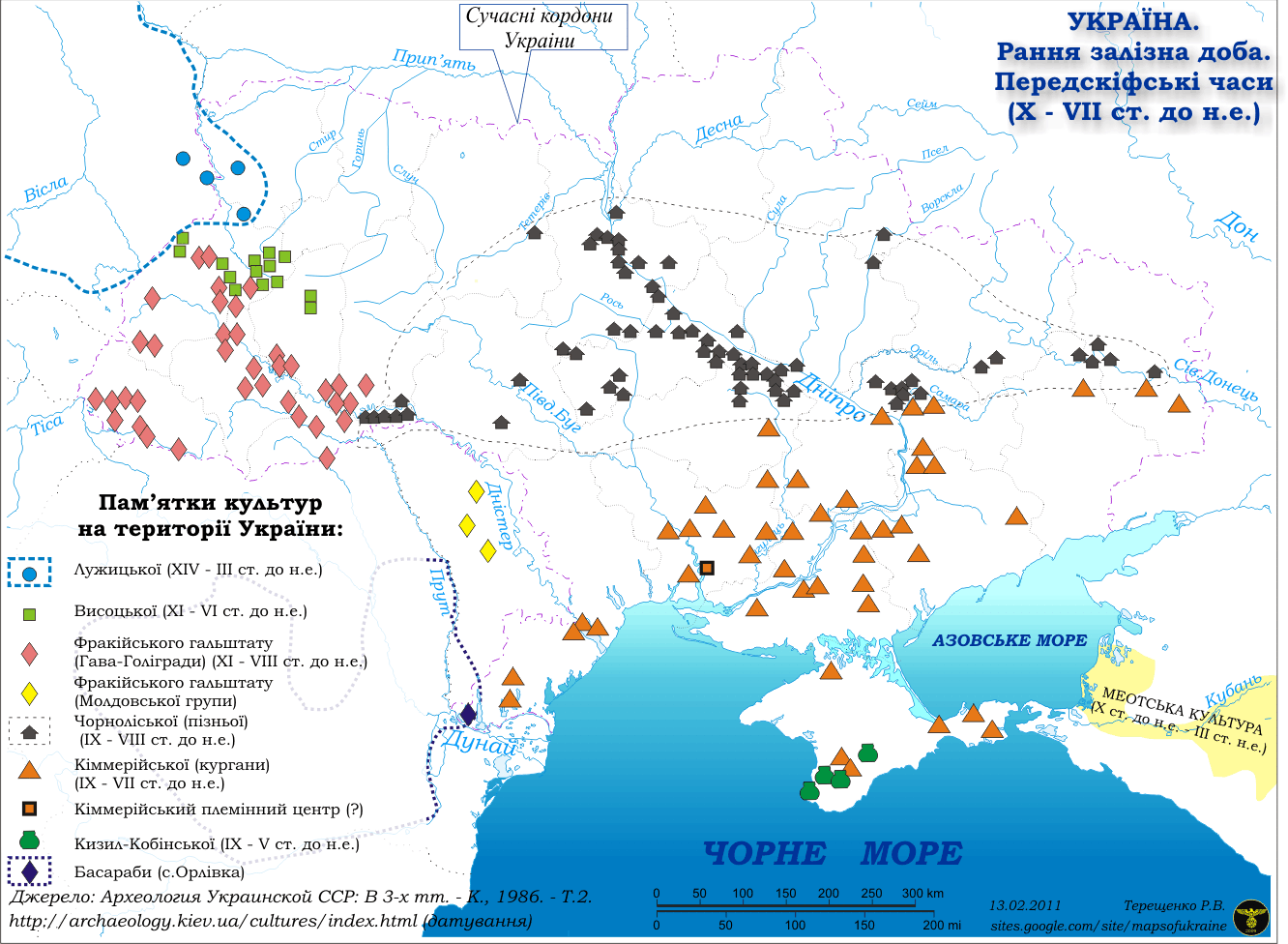
Рання залізна доба України
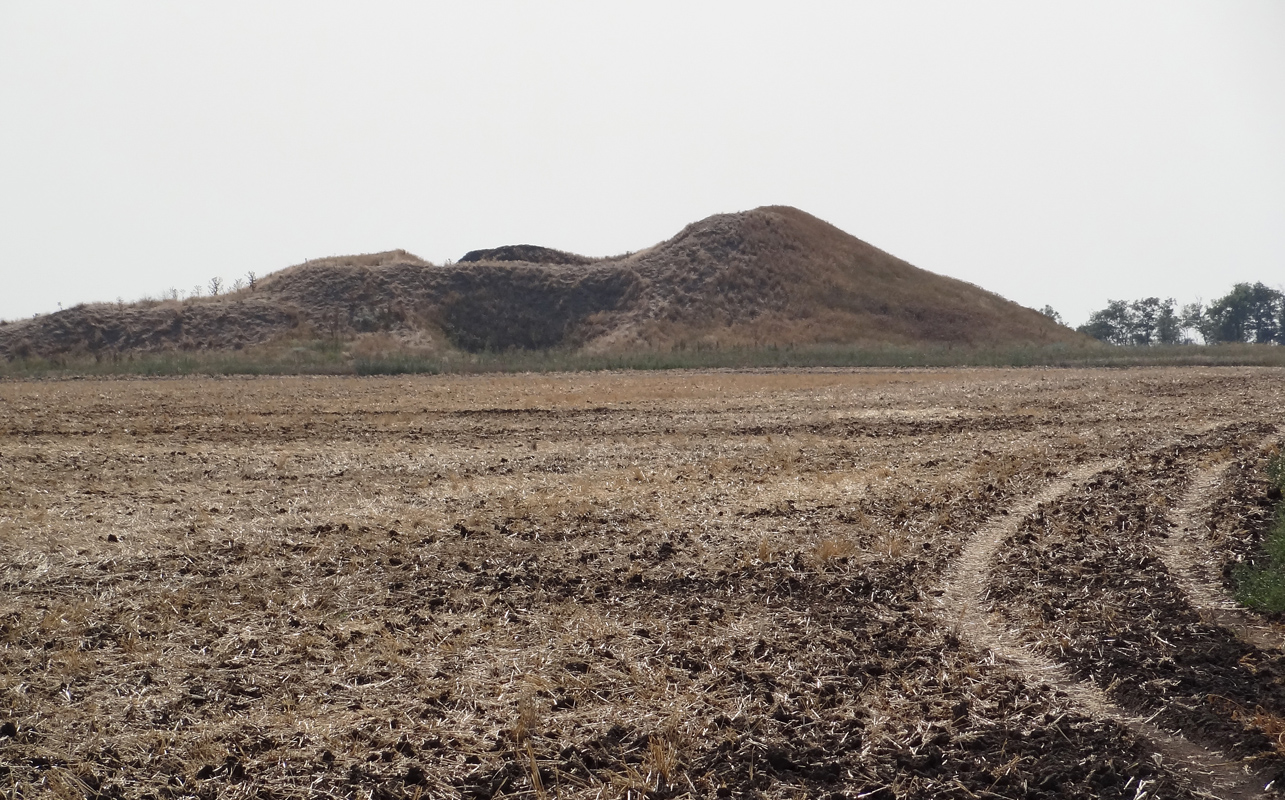
Розритий скіфський курган Солоха
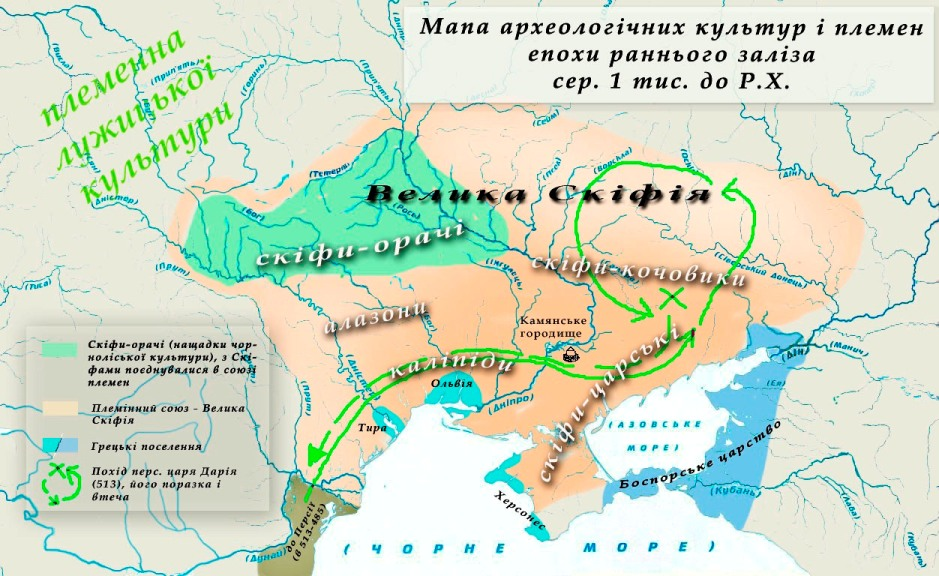
Розселення скіфів в Україні
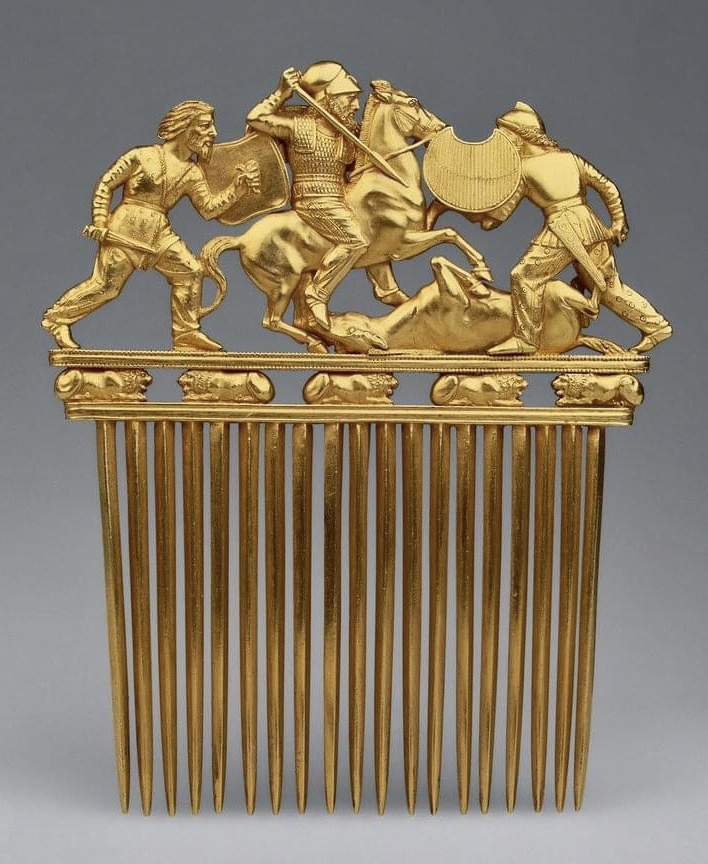
Золотий скіфський гребінь
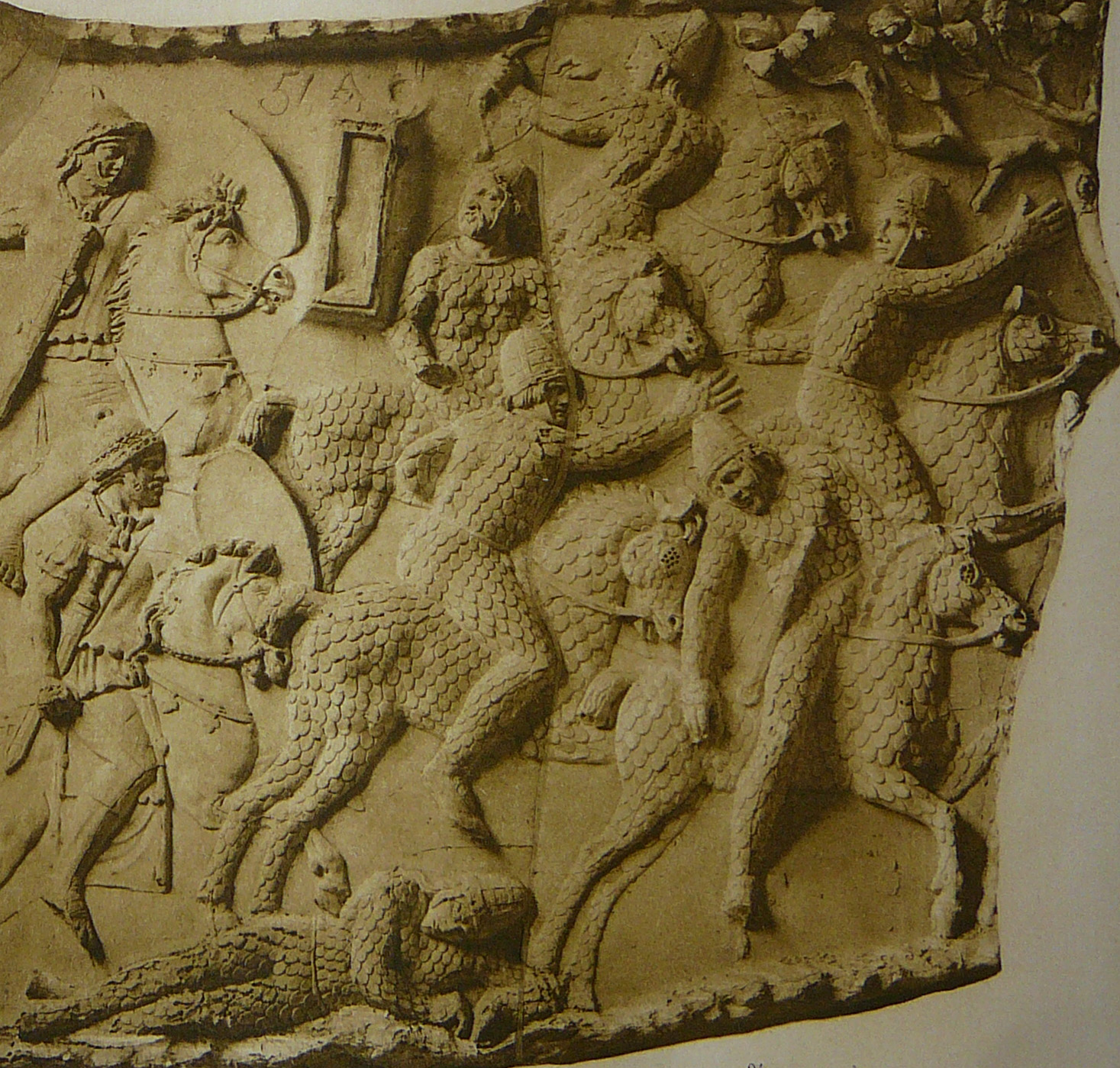
Бій римлян з сарматами, колона Траяна

У II—III століттях скіфи поступово зі сходу витискуються іншими кочовими скотарськими іранськими племенами — сарматами (савроматами). Ці народи добре відомі своєю войовничістю і міцною статурою. Вони, як і представники катакомбної культури до них та алани після, робили собі штучну деформацію черепів. Важка сарматська кіннота була затребувана римською армією в різних куточках імперії. Значну роль у житті сарматів відігравали жінки-амазонки. Археологічна культура сарматів значно бідніша за скіфську, для предметів ювелірного мистецтва (особливо фібул) сарматів також характерний звіриний стиль, але його відрізняє велика кількість коштовного каміння (бірюза та червоні самоцвіти).
З IV століття після перенесення столиці Римської імперії до Костянтинополя, а згодом й розділу держави на західну та східну частини, територія України починає інтенсивніше потрапляти під культурний вплив Візантії.

### Давньогрецькі колонії
У VIII столітті до н. е. в Греції відбувається демографічний вибух. Через брак родючих земель це спричинює масоване розселення і грецьку колонізацію Середземноморського світу (за словами давньоримського історика Плутарха, греки на берегах Середземного моря розсілися «немов ті жаби на берегах ставу»). Колонізація торкається й північних берегів Чорного моря. Ці процеси підсилюють незалежність окремих громад, дають альтернативу царській тиранії в полісах, отже пожвавлюють перехід до демократичних форм правління. VI століттям до н. е. датується вік появи першого грецького поселення на острові Березань в гирлі Дніпра (Борисфеніда). З часом на півдні сучасної України з'являються інші міста-держави: Тіра і Ніконій (на Дністрі), Ольвія (іонійська культура на Південному Бузі), Херсонес (дорійська культура біля сучасного Севастополя), Пантікапей (біля сучасної Керчі), Феодосія, Танаїс (в гирлі Дону). Економіка давньогрецьких полісів базувалась на високорозвиненому ремісництві, землеробстві (пшениця, виноград) та торгівлі з місцевими. До материнських полісів направляли хліб, вино, рибний соус гарун, виміняне хутро, мед, худобу. У полісах була розвинена рабовласницька демократія — уся влада належала громадянам («демосу»), що зі зброєю в руках боронили власну громаду й радились на агорах, шляхом голосування вирішували важливі питання. Окрім громадян поліси населяли безправні раби, інші греки, що не були громадянами, займались здебільшого торгівлею («метеки») та іноземці «ксени». Головним джерелом постачання рабів був військовий полон, народження від рабині чи купівля на невільничих ринках. Колонії складалися власне з поліса та сільськогосподарських округів. Міста було оснащено водогоном та водостоком, були поширені ремесла й торгівля, карбувались власні монети. Нащадки давніх греків мешкали в Криму аж до кінця XVIII століття, коли за наказом Катерини II їх було насильно переселено у Приазов'я.

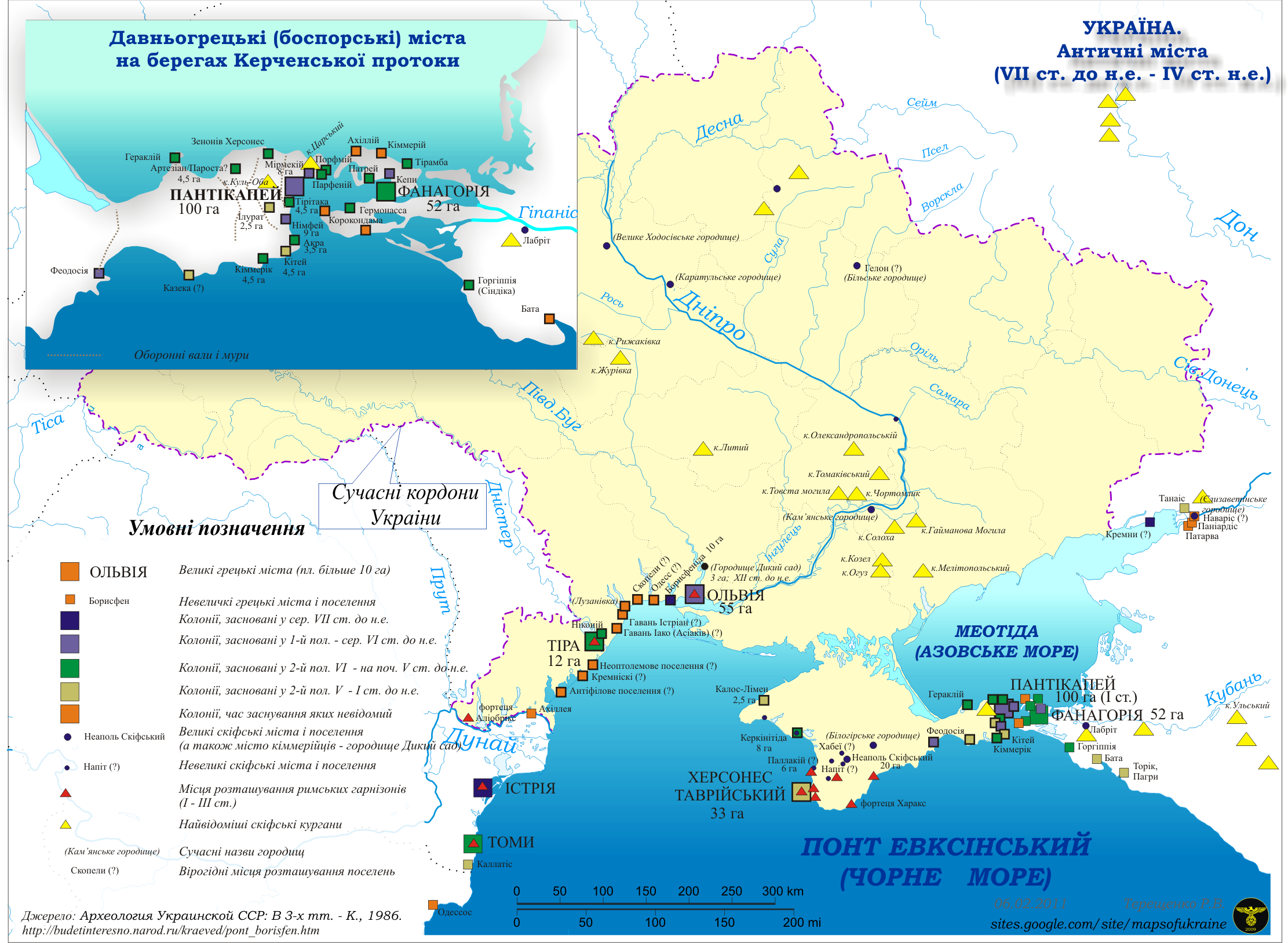
Античні міста України
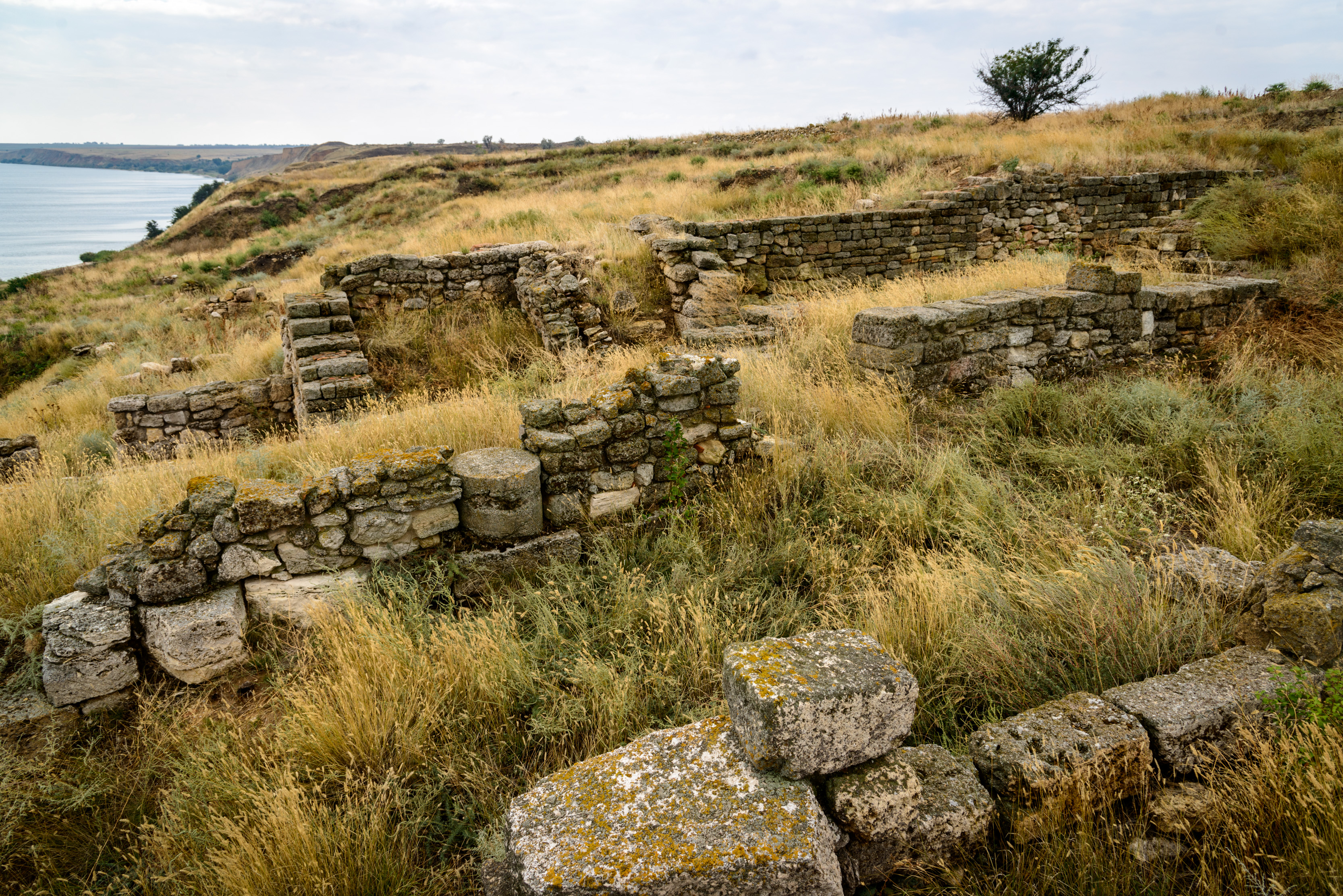
Руїни Ольвії
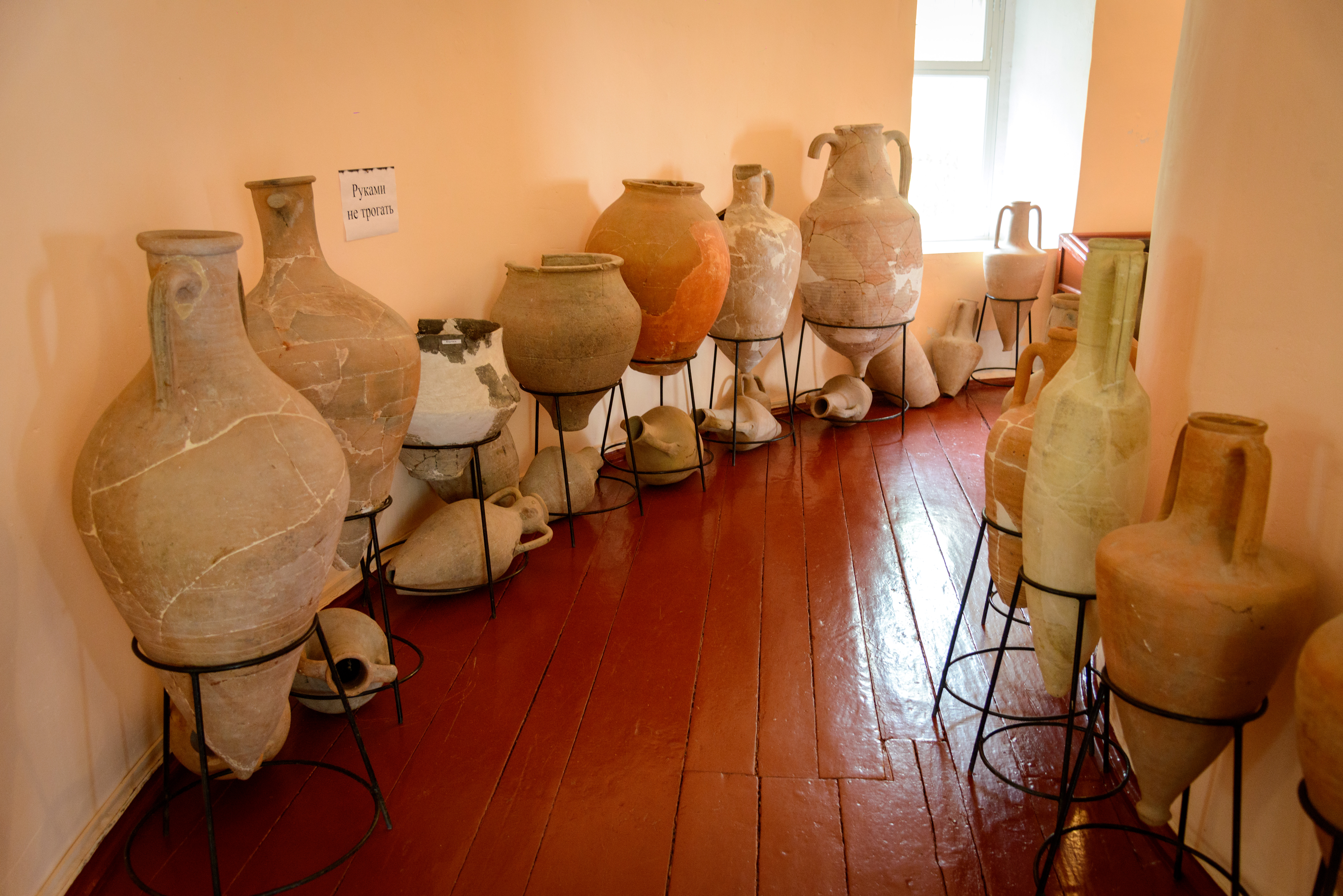
Кераміка, що була знайдена в Ольвії
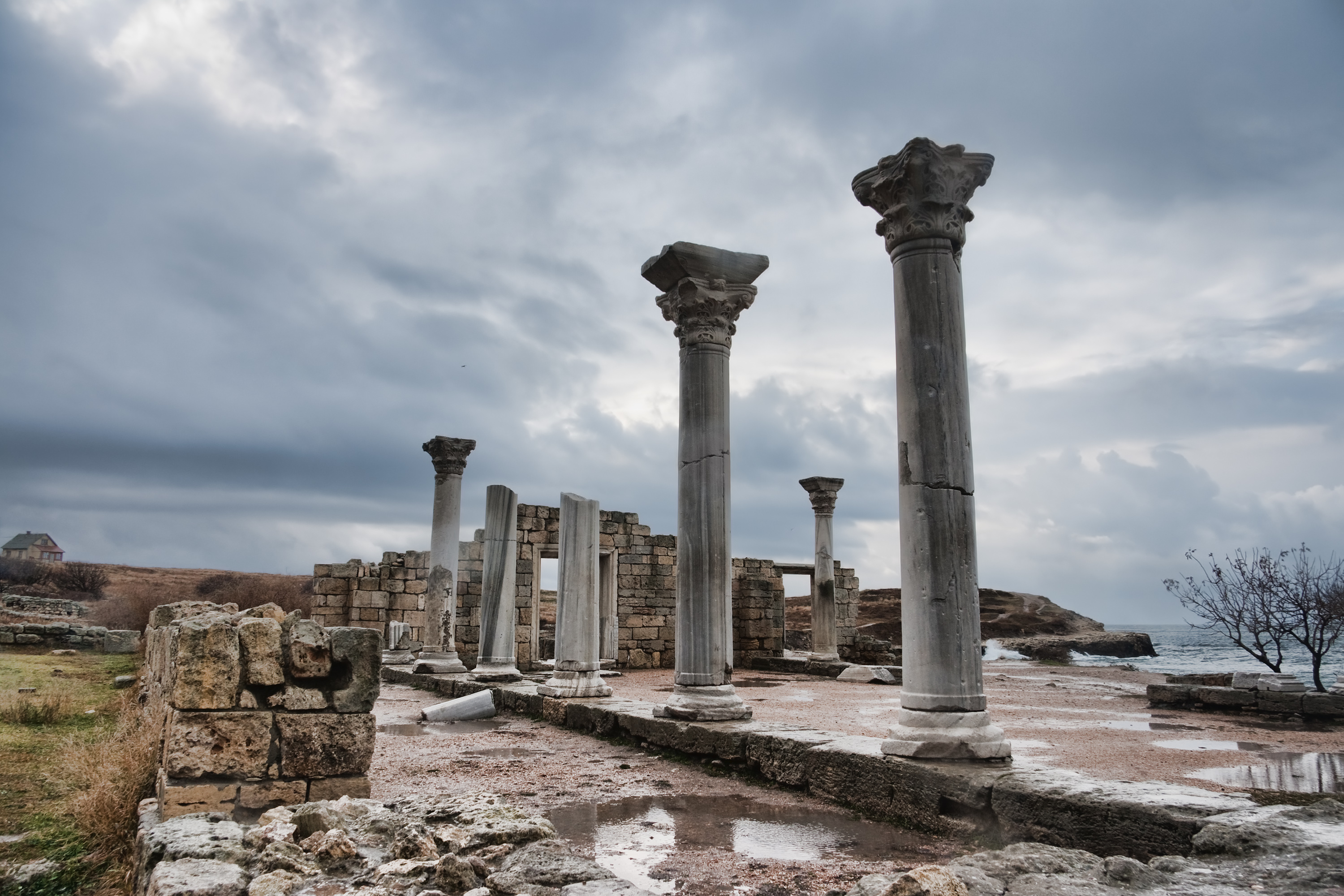
Руїни Херсонесу
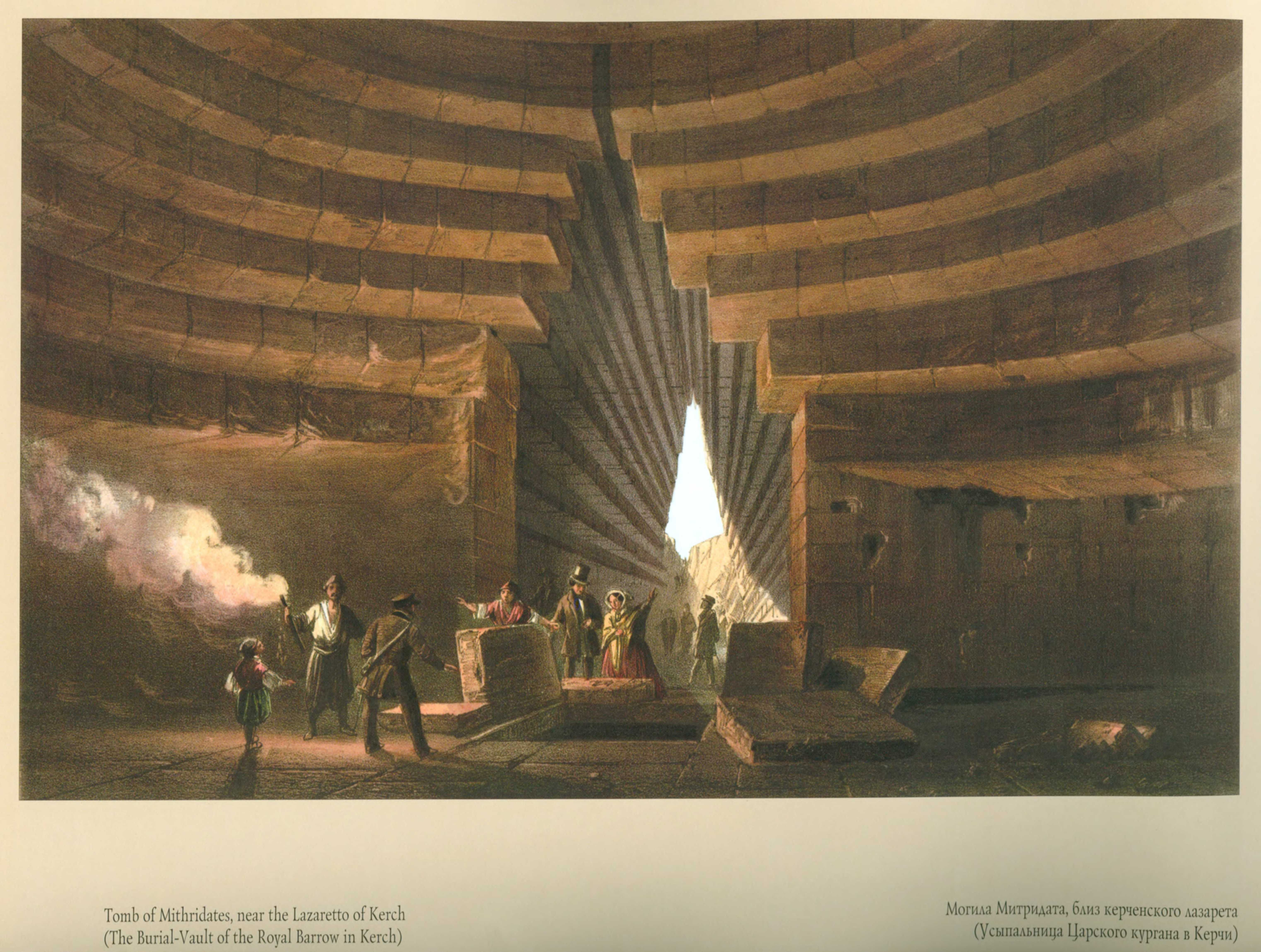
Царський курган на картині Карло Боссолі, 1856 рік

У V столітті до н. е. на берегах Керченської протоки, між Керченським та Таманським півостровами утворюється сильна централізована Боспорська держава. Спершу це був союз полісів (Феодосія, Фанагорія та ін., столицею був Пантікапей), які мали певну автономію, та згодом це об'єднання перетворилося на абсолютну монархію. Економіка цього царства була побудована на сільському господарстві та торгівлі з Афінами, куди вивозили до 5 млн пудів зерна щорічно. З часом Боспор тривало протистоїть експансії Риму на північний схід. Останній її правитель Мітрідат VI Євпатор у I столітті до н. е. зазнав остаточної поразки й вкоротив собі віку. Північне Причорномор'я потрапляє під вплив Римської імперії, хоча офіційні кордони держави проходили Дунаєм-Дністром (Траянові вали) і Кавказькими горами, а в Криму римські гарнізони перебували лише в окремих полісах.
Давньогрецька культура принесла до Північного Причорномор'я античну архітектуру, мистецтво, освіту, розвинену науку (особливо медицину), виноградарство та виноробство. Як наслідок грецької колонізації: розвиток демократичного устрою, технологій землеробства і ремесел, урбанізація, уведення в обіг монети, південний вектор цивілізаційної орієнтації населення.

## Пізня античність. Велике переселення народів
Після розколу Римської імперії на Західну та Східну настав візантійський період в історії Північного Причорномор'я. У середині III ст. н. е. з басейну Вісли (вельбарська культура) на землі Середнього і Нижнього Подніпров'я переселяються скандинавські племена готів, нову країну вони назвали Оюм. Військова вправність та вождівська організація дозволила їм за часів Германариха підкорити величезні території в Східній Європі, місцеве землеробське населення лісової частини Подніпров'я (легендарна страта антського вождя Божа) та витіснити його на північ, вигнати іранські племена сарматів зі степу та завоювати Крим. Це призвело до заснування ними власного королівства (описаного в праці «Гетика» римського історика Йордана) зі столицею Данпарстад (ймовірно, городище біля села Башмачка, Дніпропетровської області). Деякі вчені вважають, що готи також були причетні до формування черняхівської археологічної культури (кінець II — середина V століття н. е.) — одного з найцікавіших явищ у дописемній історії на землях України. Нині відомо близько 5 тис. черняхівських старожитностей, переважно поселень, а їх географія ототожнюється із значною частиною сучасної території України. Зокрема, зафіксовано, що саме в цей час на території України уперше стали використовувати гончарний круг та залізні лемеші, запровадили склоробне виробництво, всебічно розвинули металургію та різноманітні залізообробні ремесла.

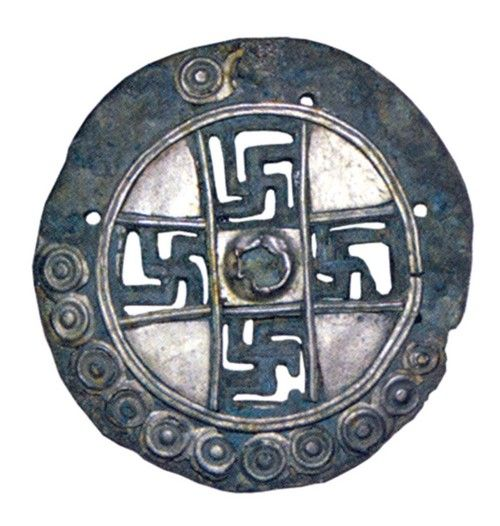
Артефакт київської культури, II-III століття
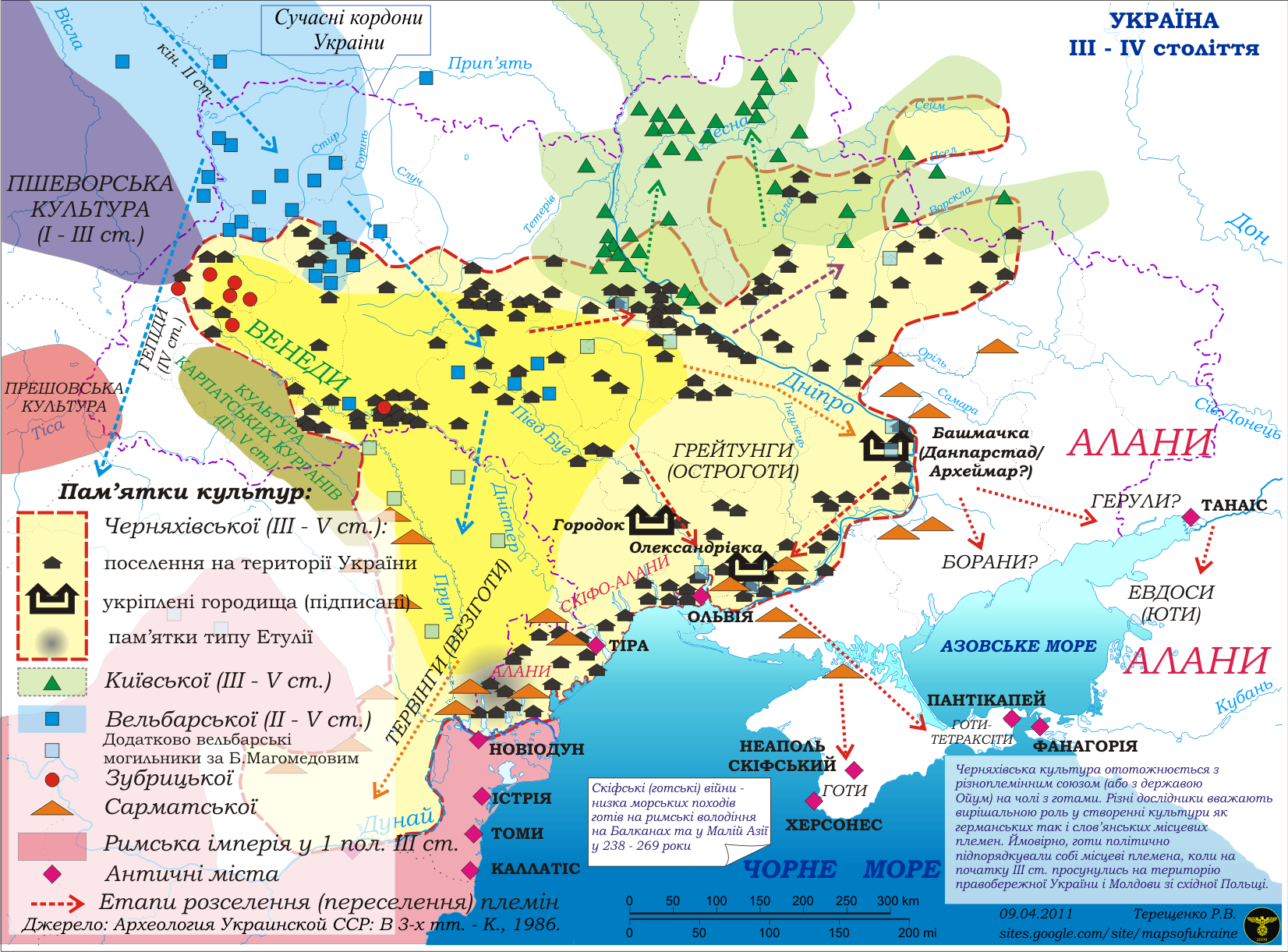
Черняхівська культура, III-IV століття
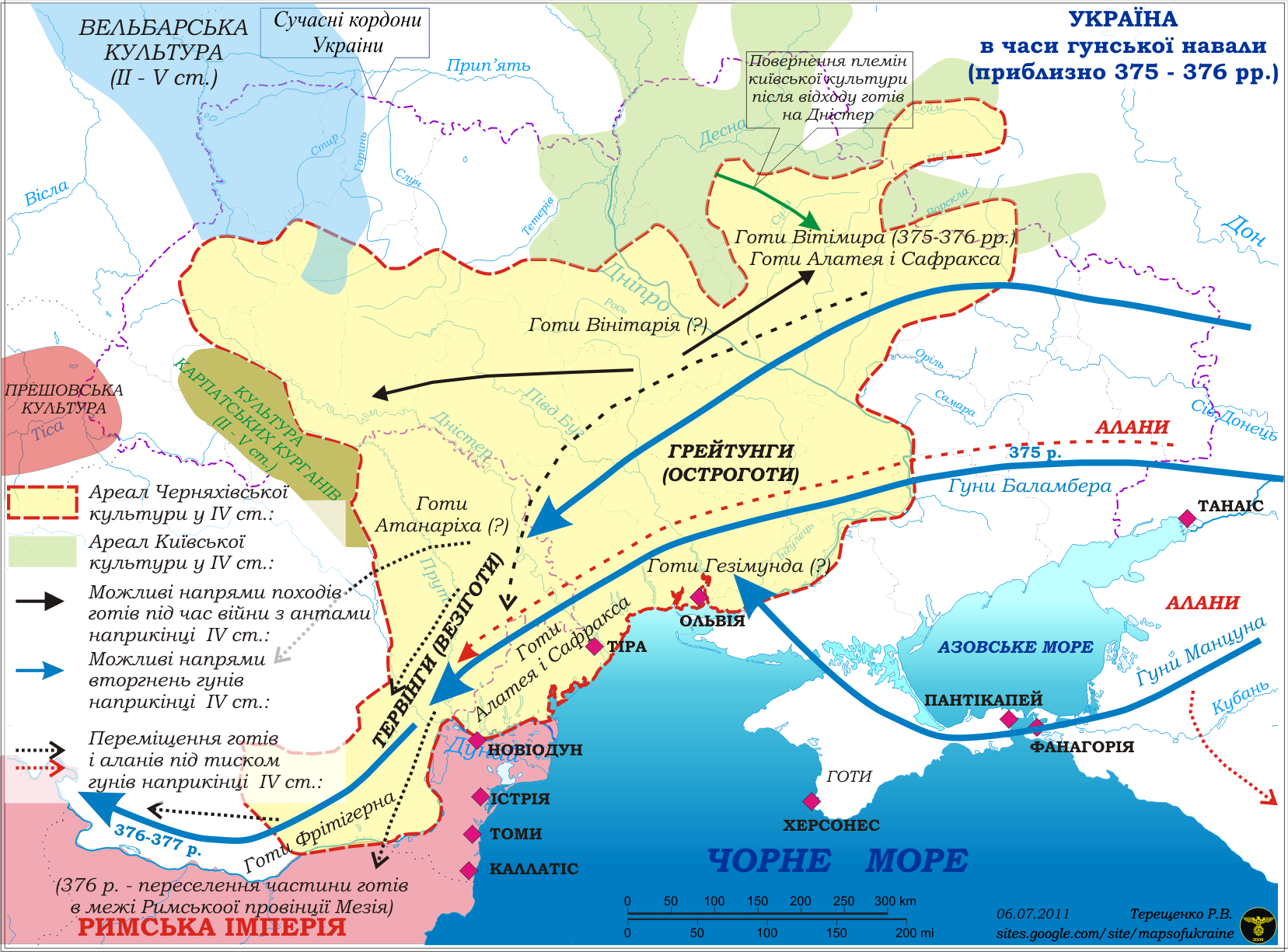
Територія України в IV столітті
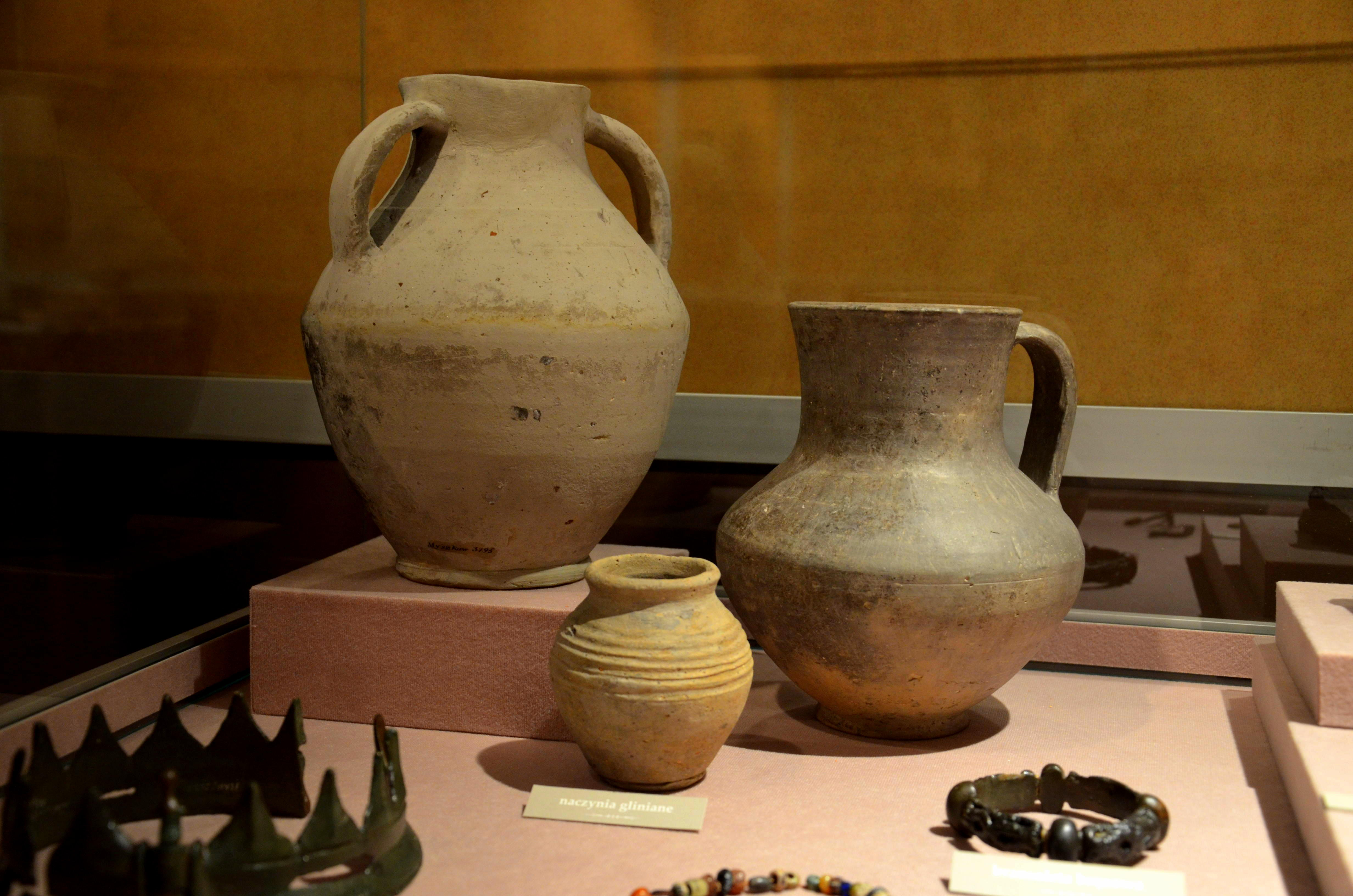
Остготська кераміка Лівобережної України
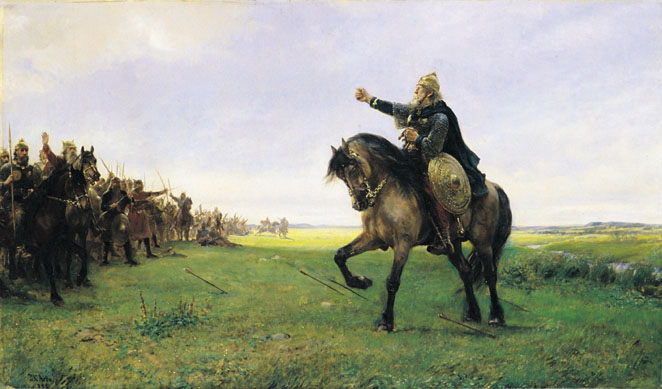
«Гізур викликає гунів на бій», Пітер Арбо, 1886 рік
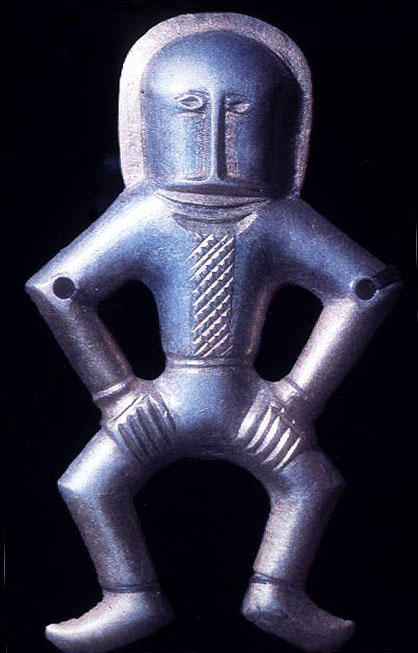
Артефакт пеньківської культури, VI-VII століття

Панування готів у Подніпров'ї було припинено у 375 н. е., коли союз кочових азійських племен гунів, яких очолював Баламбер завдав їм поразки і змусив мігрувати на захід, що стало одним з перших етапів великого переселення народів. Невдовзі гуни створили між Доном і Карпатами могутню державу, на чолі якої став Аттіла (помер 453 року). Після кількох поразок від римлян і союзників вона втрачає силу і розпадається.
Ці процеси дали змогу нащадкам племен київської культури, що сформувалась на основі пізньозарубинецької та була витіснена готами на північ, знову вийти на світову арену й поновити розселення праслов'ян (колочинська, пеньківська культури) на південь в лісостеп і степ, перейти Карпати і Дунай і потрапити до Паннонії та Візантійської імперії. Скориставшись наслідками юстиніанової чуми VI століття слов'яни заселяють майже спустошені Балкани й стають головним етно-культурним рушієм цього регіону на наступні 1,5 тис. років.

### Міграція кочових племен V—VIIIст.
Після гунів у Північне Причорномор'я продовжили прибувати нові і нові кочові племена. Так, у VI ст. прийшли авари, які надовго не затрималися і рушили у Паннонію. Невдовзі за ними прибули булгари, які у VII ст. на правобережжі Дніпра утворили кочову державу — Велику Булгарію (632—668), яка розпалася відразу після смерті свого засновника, хана Кубрата. Під тиском новоприбулих хозарів, булгари розділилися і частина з них рушила на терени сучасної Болгарії під проводом кагана Аспаруха, де вони утворили Перше Болгарське царство, якому ще деякий час належало пониззя Дністра і Дунаю.
Хозари у VII—VIII ст. змогли підкорити залишки попередніх кочових племен, частина з яких вже почала осідати, і утворили свою державу — Хозарський каганат, що археологічно представлений салтово-маяцькою культурою від Дніпра до Волги. Хозарський каганат контролював важливе степове відгалуженням великого торгового шовкового шляху між Китаєм та Візантією і зміцнився настільки, що зміг на певний час зупинити міграцію інших кочовиків та змусив деякі слов'янські племена виплачувати данину.

## Раннє середньовіччя

### Слов'яни у давнину
Прабатьківщина слов'ян не має загальновизнаної локалізації. Перші згадки про слов'ян трапляються у римських авторів I—II століття н. е. Плінія Старшого, Тацита, Птолемея, де слов'яни виступають як «венеди» або «венети». Етнонім «склавіни» вперше використовують візантійські автори. Йордан сповіщає, що в VI столітті вже були три гілки слов'ян: венеди (на північ і схід від Вісли й Карпат), анти (між Дністром і Дніпром) і склавіни (Нижнє Подунав'я). Більшість вчених вбачає у процесі розселення цих племен початок формування окремих слов'янських народів, зокрема українського. Пізніше слов'ян більш детально описав візантійський історик Прокопій Кесарійський у своїй трилогії «Історії війн» імператора Юстиніана (527—565). Це були часи, коли на спустошені юстиніановою чумою Балкани з півночі під тиском Великого переселення народів переселялись і слов'янські племена.
Між V—VII століттями на території склавинів та антів формуються локальні культурні ареали, які поступово кристалізувалися у союзи місцевих слов'янських племен. Племінні союзи слов'ян на теренах сучасної України: поляни (з центром в Києві), сіверяни (Чернігів), деревляни (Житомир), дуліби й бужани — у верхів'ях Дністра та басейні Західного Бугу, уличі (бузько-дністрове межиріччя), тиверці (дністрово-прутське межиріччя), білі хорвати або хорутани (Прикарпаття). На території Східноєвропейської рівнини також жили інші слов'янські племена: дреговичі, радимичі, в'ятичі, кривичі, ільменські словени (Новгород). Економічною основою східнослов'янських племен була родова власність на землю, коли знаряддя праці, продукти та майно поступово розділяють між родинами. Характерною рисою суспільного ладу була наявність сільської громади як об'єднання індивідуальних господарств. Слов'яни провадили осілий спосіб життя, що вимагало орне хліборобство — основа господарства. Вирощували пшеницю, жито, просо, ячмінь та ріпу. Зерно мололи на зернотертках, а потім — на жорнах. Поширене було й тваринництво, переважно розводили велику рогату худобу, свиней, овець, кіз. Менше значення мало рибальство, а полювання велось для здобуття цінного хутра. У релігійному світогляді формується культ природи на чолі з Перуном.

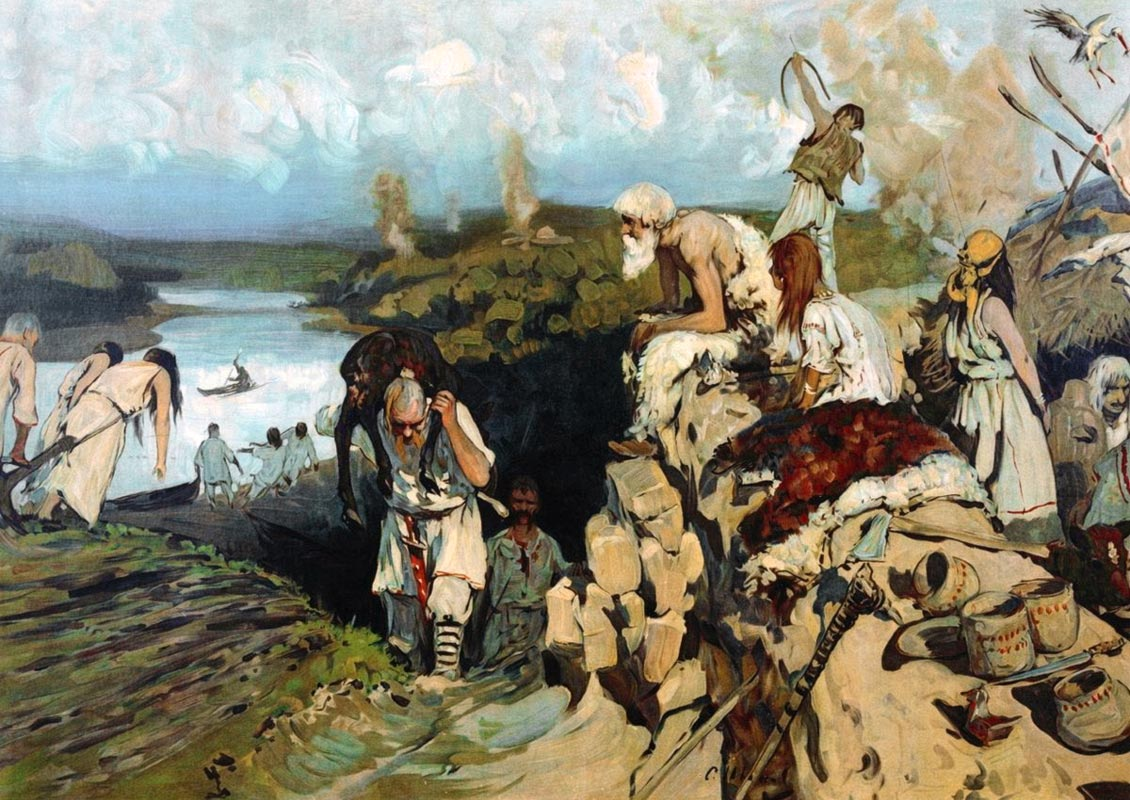
«Прадавні слов'яни», Іванов С. В., 1909 рік
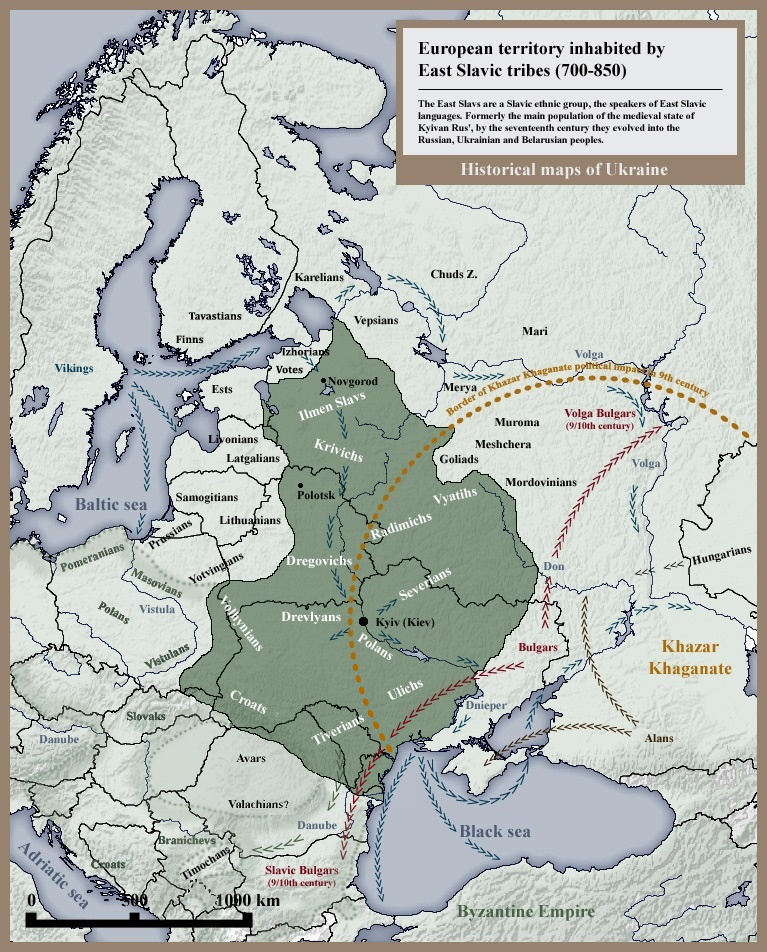
Східнослов'янські племена, 700—850 роки
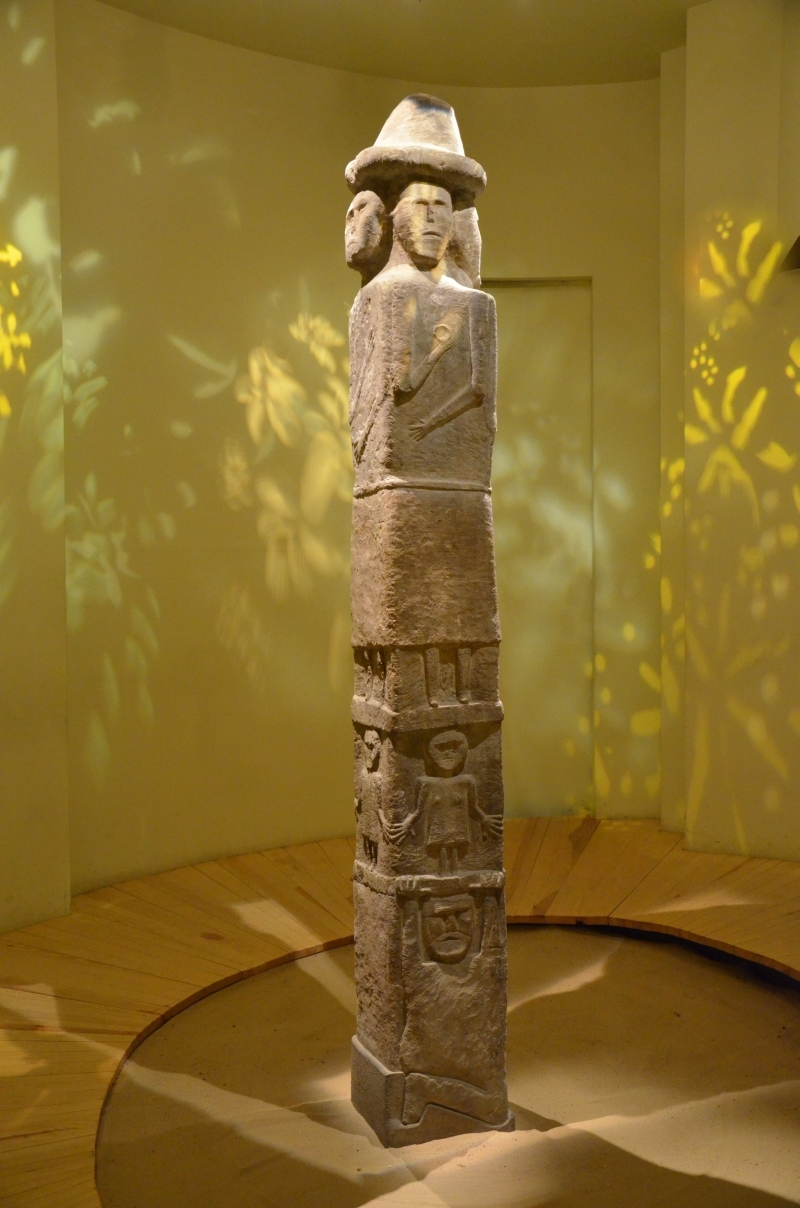
Збруцький ідол
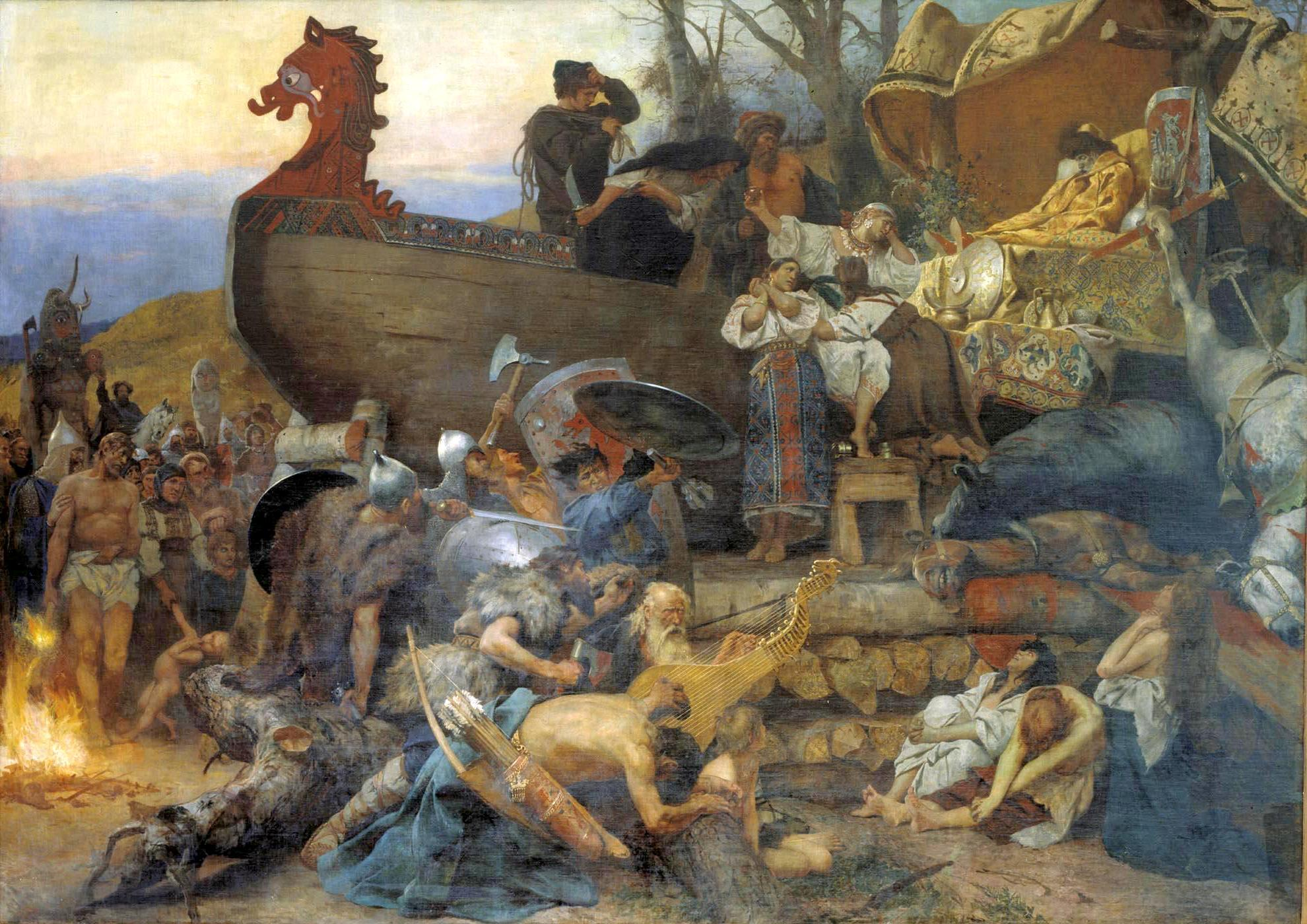
«Поховання шляхетного руса в Булгарі», Генріх Семирадський, 1833 рік

Вождівство було владним устроєм в слов'янських племенах. Вождь — виборна посада, заснована на особистих рисах і вчинках лідера. У IX столітті виборні вожді поступово замінюються аристократією та успадкуванням посад. У боротьбі з узурпацією влади племінною верхівкою та з міжусобицями всередині самої аристократії альтернативою виступають запрошені з боку військові лідери. У другій половині IX століття арабські джерела згадують про формування у Східній Європі (з проблематичною локалізацією) трьох політичних утворень народу русів: Куяби (Київ?, Повіслення?), Салавії (Ладога?) та Арсанії (Скандинавія?, Тмуторокань?).

## Київська Русь

### Утворення та становлення
Перша достеменна згадка про русів датується 839 роком у франкській хроніці «Бертинські аннали», де написано, що русами себе називали представники посольства, яке прибуло з півночі до Візантійської імперії.
Вдруге гучно руси заявили про себе у 860 році, коли здійснили морський похід на Царгород, розграбували передмістя столиці і безперешкодно відпливли — так описали події очевидці-греки.
Найдавніше джерело про історію Середнього Подніпров'я, що було написано не раніше ХІ ст., Повість временних літ, у своїй «легендарній» частині розповідає про цей похід русів і про утворення держави зі столицею у Києві у др. пол. ІХ ст. Зокрема, повість вказує імена очільників походу на Царгород — Аскольд і Дір, та називає їх дружинниками скандинавської династії Рюриковичів. Представник цієї династії Віщий Олег, начебто, прийшов у Київ з Новгороду у 882 році, вбив Аскольда і Діра та став правити Київською державою. Ця розповідь містять низку помилок (наприклад, неправильно датується рік походу на Царгород — 867) і не узгоджується з археологічними дослідженнями, які підтверджують виникнення Новгороду лише у Х ст. Тому сучасні історики вважають, що оповіді про ІХ ст, які подаються у літописі, є дуже сумнівними і сконструйованими автором повісті.
Процеси державотворення на Середньому Подніпров'ї дослідники пов'язують з появою відомого торгового шляху зі Скандинавії до Константинополя, що отримав назву «шлях із варягів у греки». Значна частина цього шляху проходила Дніпром, а Київ був важливим перевалочним пунктом, що дозволяв контролювати торгівлю річками Дніпром, Прип'яттю та Десною, а також місцем, де подорожні нормани зупинялися на деякий час для поповнення запасів. На чолі з норманами навколо Києва у кін. ІХ ст. починає формуватися новий союз племен, ядром якого стали поляни. Зокрема, у грецьких джерелах згадується Русько-візантійський договір 911 року, який підтверджує існування держави вікінгів на схилах Дніпра.
З пер. пол. Х ст. відомий перший підтверджений з іноземних джерел правитель Київської держави — Ігор Старий, якого Повість временних літ називає князем. Літописні відомості про устрій держави тих часів вже вважаються більш достовірними. Значне місце в управлінні тоді займала князівська дружина, з якою правителі ходили в походи та займалися збиранням данини з підкорених місцевих слов'янських племен. Отримана данина (хутро, мед, шкіри, віск, раби) йшла на експорт переважно у Візантію, а виручені кошти витрачалися на купівлю зброї, предметів розкоші, вина, що складали основу імпорту. Коли умови торгівлі вже не влаштовували князя, він здійснив невдалий похід на Царгород у 941, в наслідок якого було укладено новий Русько-візантійський торговий договір у 944 році. Повість временних літ розповідає про намагання Ігорем отримати більше данини з підкорених слов'ян, в наслідок чого повстали деревляни і вбили його у 944 або 945 році.

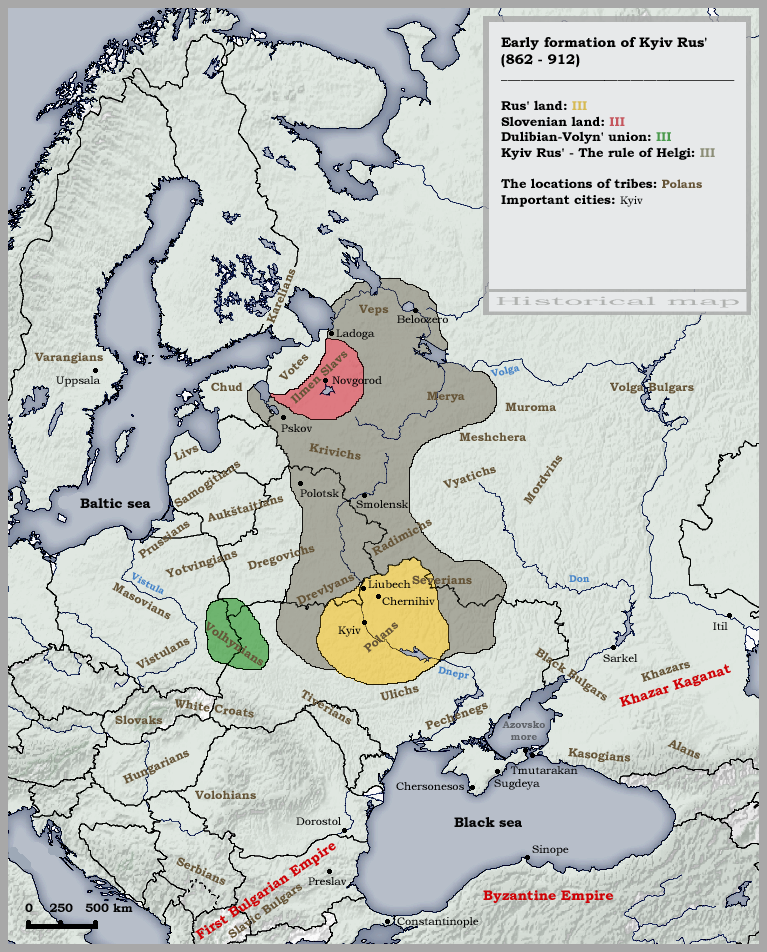
Становлення Русі (862-912)
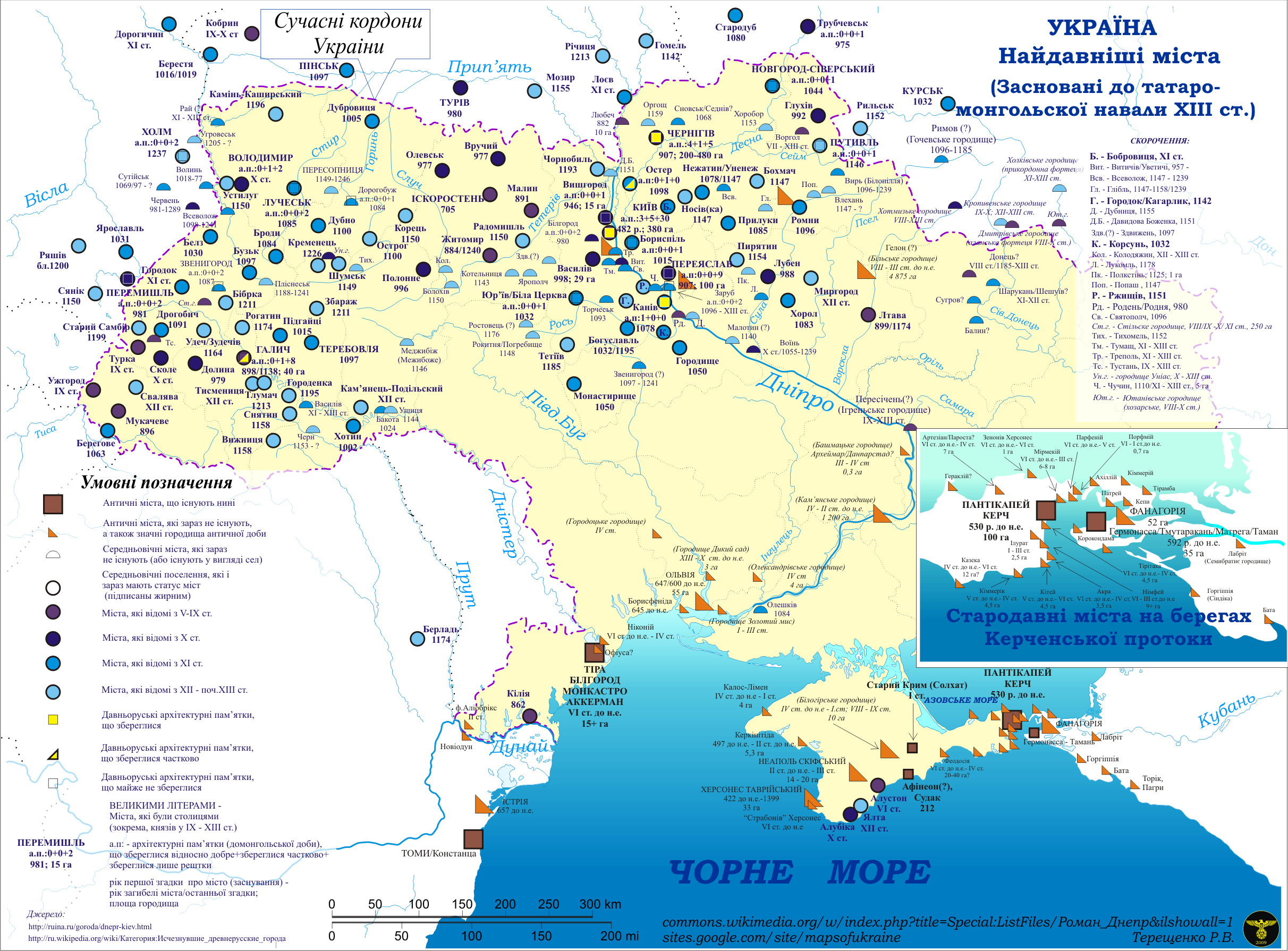
Найдавніші міста України
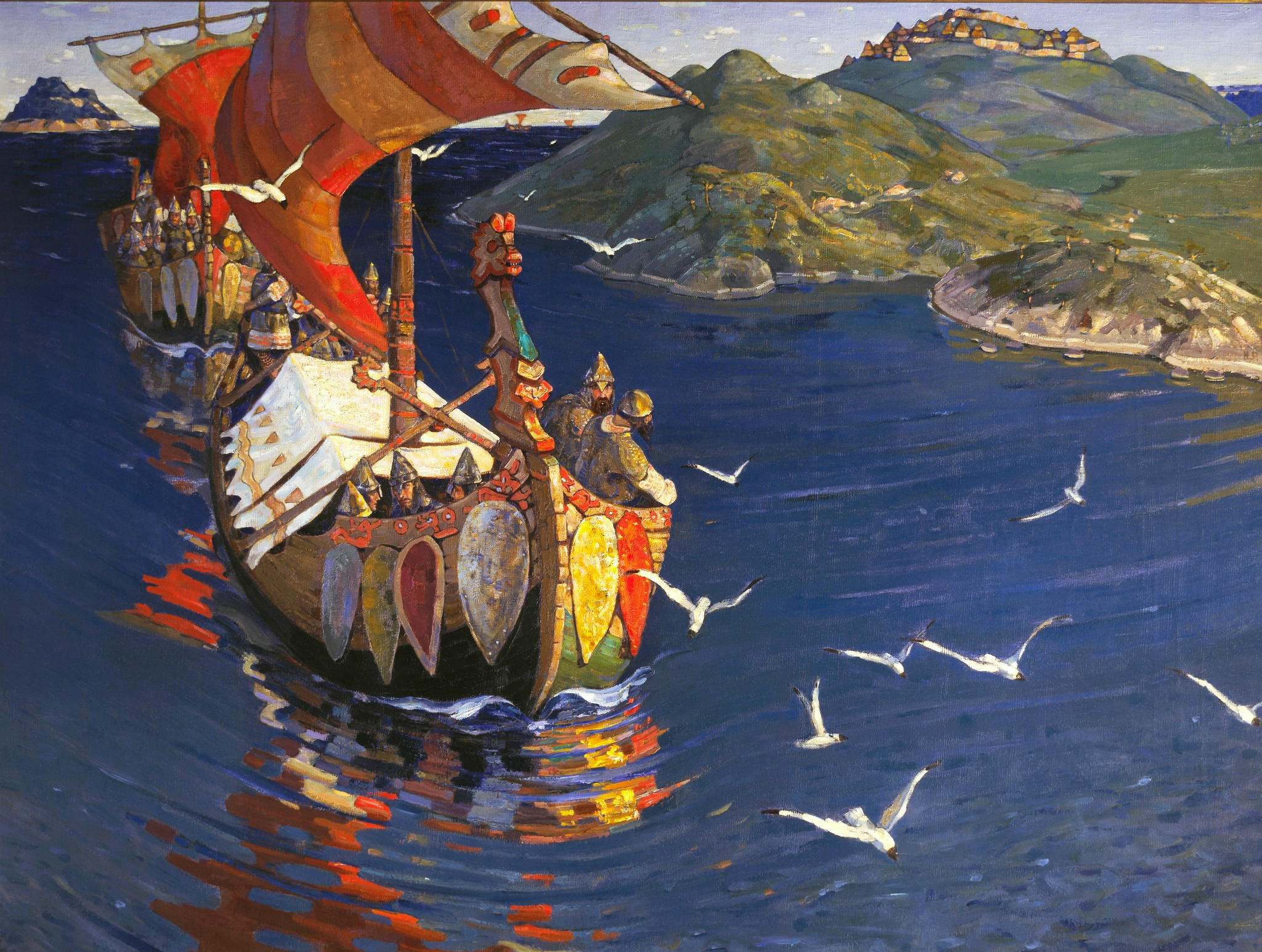
«Гості з-за моря», Микола Реріх, 1901 рік
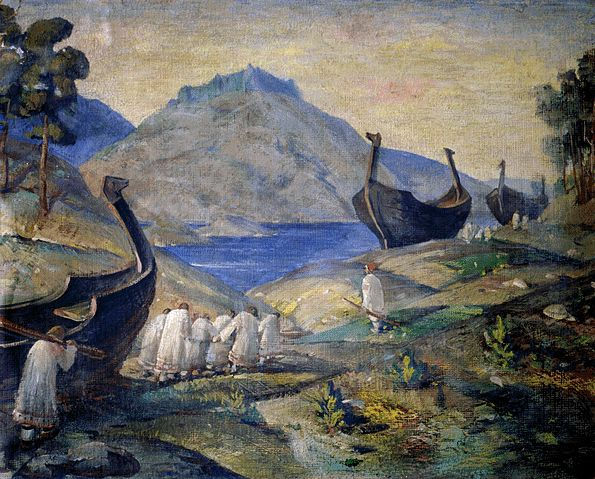
«Волокуть волоком», Микола Реріх, 1915 рік
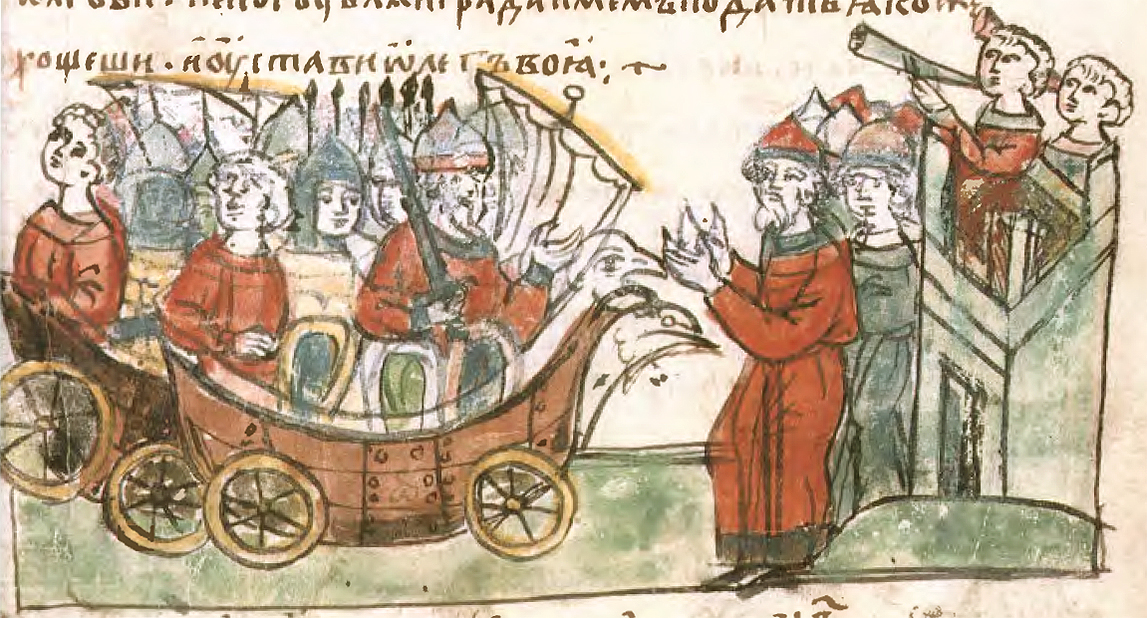
Похід Олега на Костянтинопіль, 907 рік

Ольга, вдова Ігоря, жорстоко помстилася за смерть чоловіка. Вона провела податкову реформу, яка впорядкувала збір данини й запровадила погости (місця її збору); заснувала дипломатичні відносини з німецьким імператором, Папою Римським, Візантією та прийняла християнство. Київське князівство Ольга передала 964 року Святославу (сину Ігоря), який був войовничим язичником, провів майже все життя в походах — останній «справжній варяг» на княжому престолі. Він підкорив в'ятичів, ясів і касогів і розгромив Хозарський каганат, державне утворення хозарів на сході; вів успішні війни з болгарами та Візантією, навіть хотів перенести столицю власної держави до Переяславця. Але 971 року потрапив в облогу у фортеці Доростол, через що йому довелося повернути завойовані землі та повернутися до Києва. Дорогою, біля дніпровських порогів, його вбили печеніги, що були у змові з імператором. Розділ Святославом Русі між трьома своїми синами (Ярополком, Олегом та Володимиром) призвів до першої міжусобиці по його смерті, з якої переможцем вийшов Володимир.

### Хрещення і розквіт
За роки правління Володимира Святославича (978—1015) Русь значно збільшується за рахунок завоювання та приєднання Червоної Русі, Закарпаття й Корсуня. Тобто Київська Русь стає найбільшою державою Європи з населенням понад 5 млн людей та територією 800 тис. км². Соціально-економічний устрій держави не відрізнявся від устрою інших тогочасних європейських держав. Основу його складало натуральне господарство, громадське володіння землею, підсічно-вогневе землеробство, скотарство. Володимир провів реформу місцевого самоврядування, ліквідувавши племінні автономії та ставлячи своїх намісників. 988 року Володимир оголосив про прийняття християнства Візантії, хрестив киян в Почайні, збудував перший кам'яний храм — Десятинну церкву, впровадив і «Статут про церковні суди і десятини». На відміну від спроб Ольги та Аскольда, це торкнулося широких верств населення, стало вирішальним кроком подальшої історії українських земель. Провів адміністративну, монетарну та військову реформи: посадив у великих містах намісників і синів, карбував власні златники та срібники, роздавав прикордонні землі вірним васалам в обмін на організацію оборони. Саме за вказівкою Володимира створено систему захисних споруд, відомих у народі як «Змієві вали», що простягалися на 1000 км.

Златник Володимир Великого
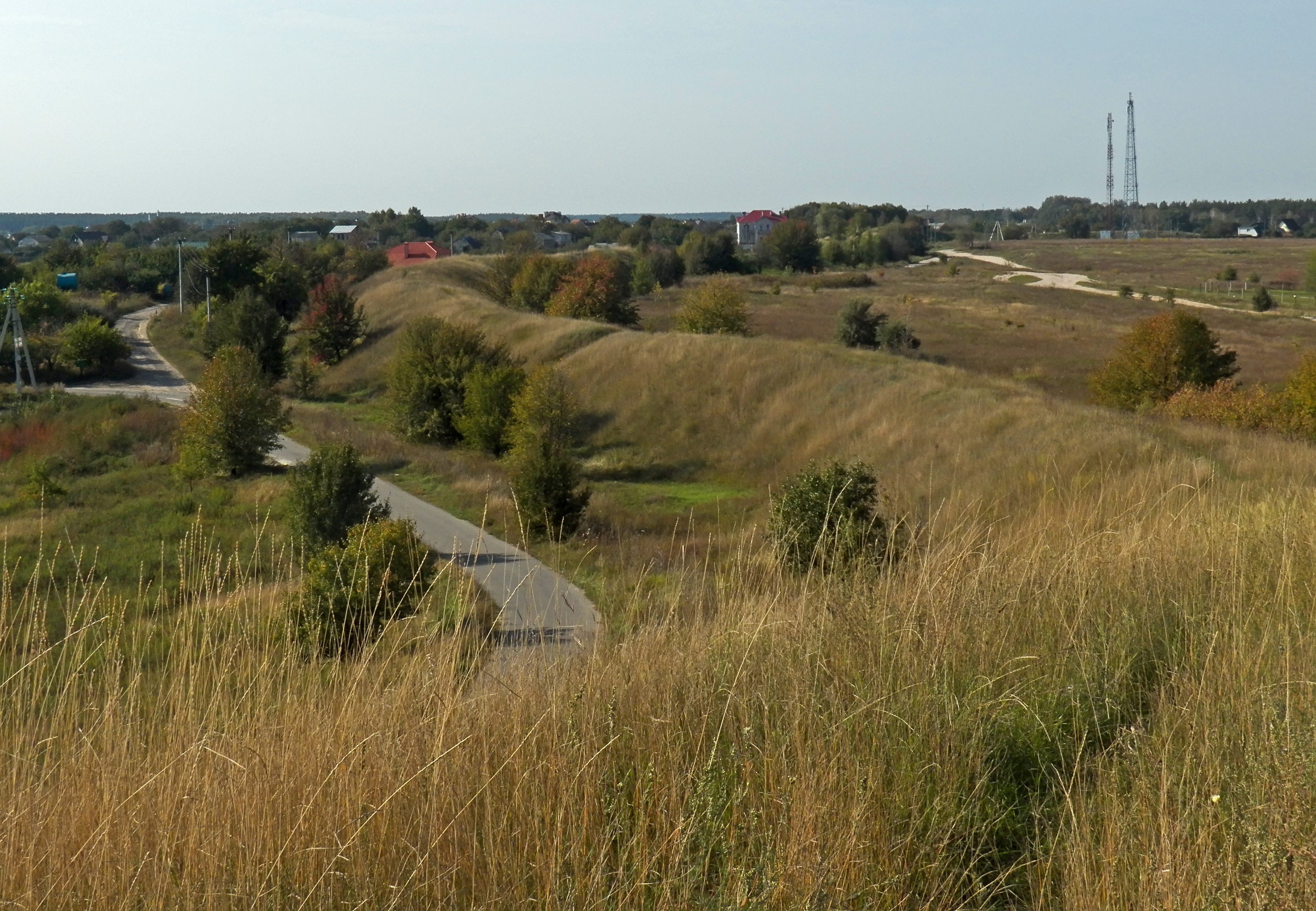
Змієві вали
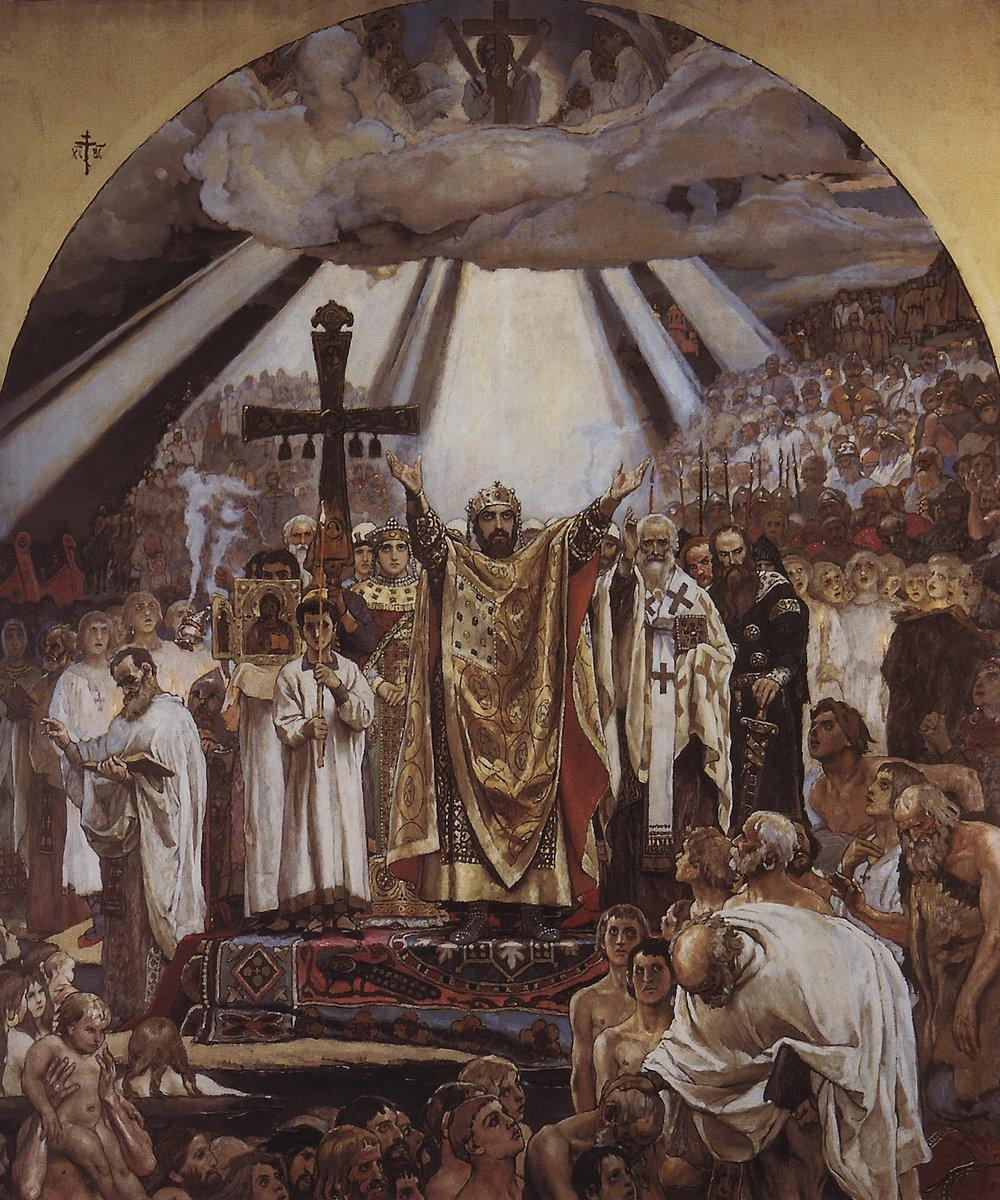
«Хрещення Русі», Васнецова В. М.
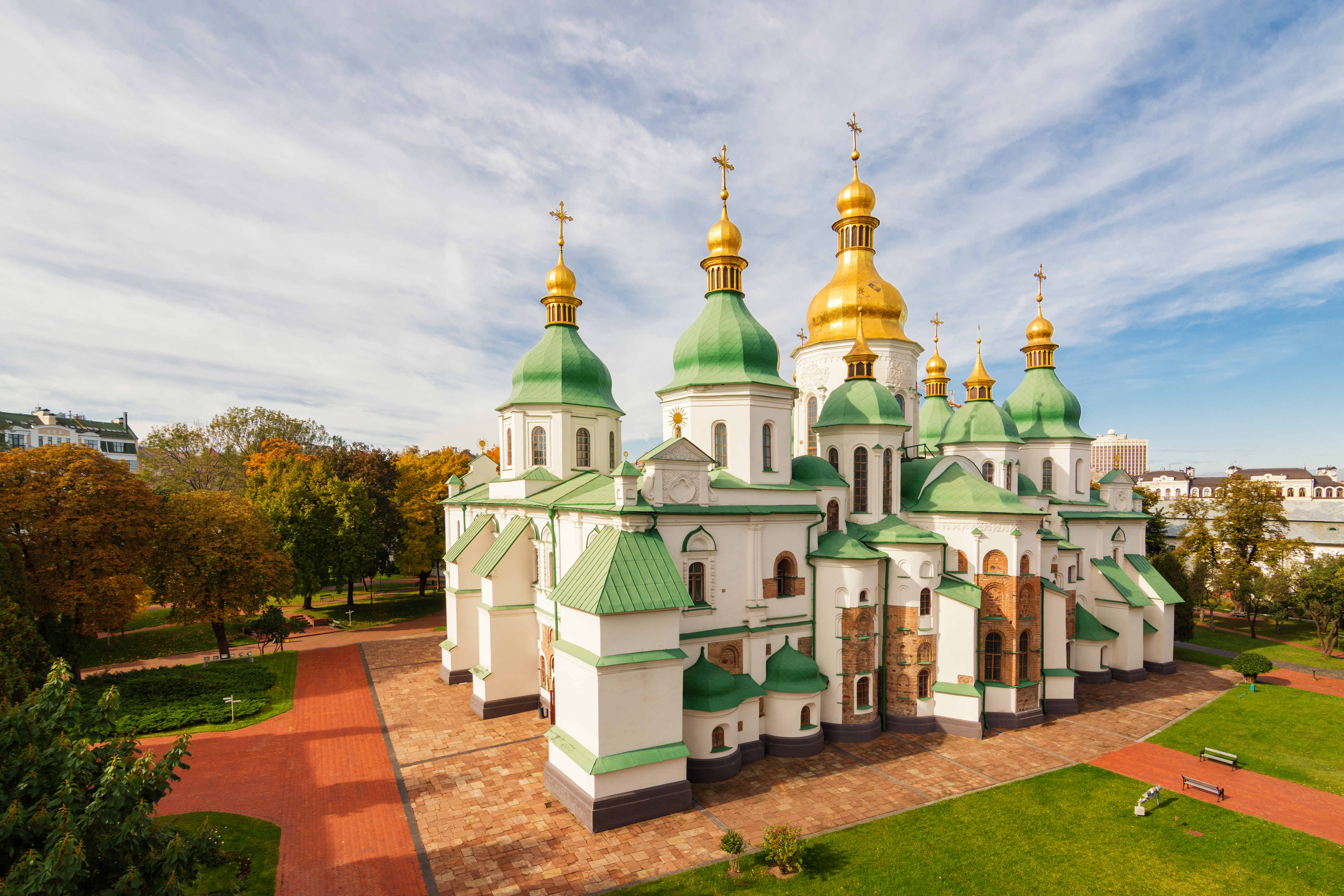
Софійський собор
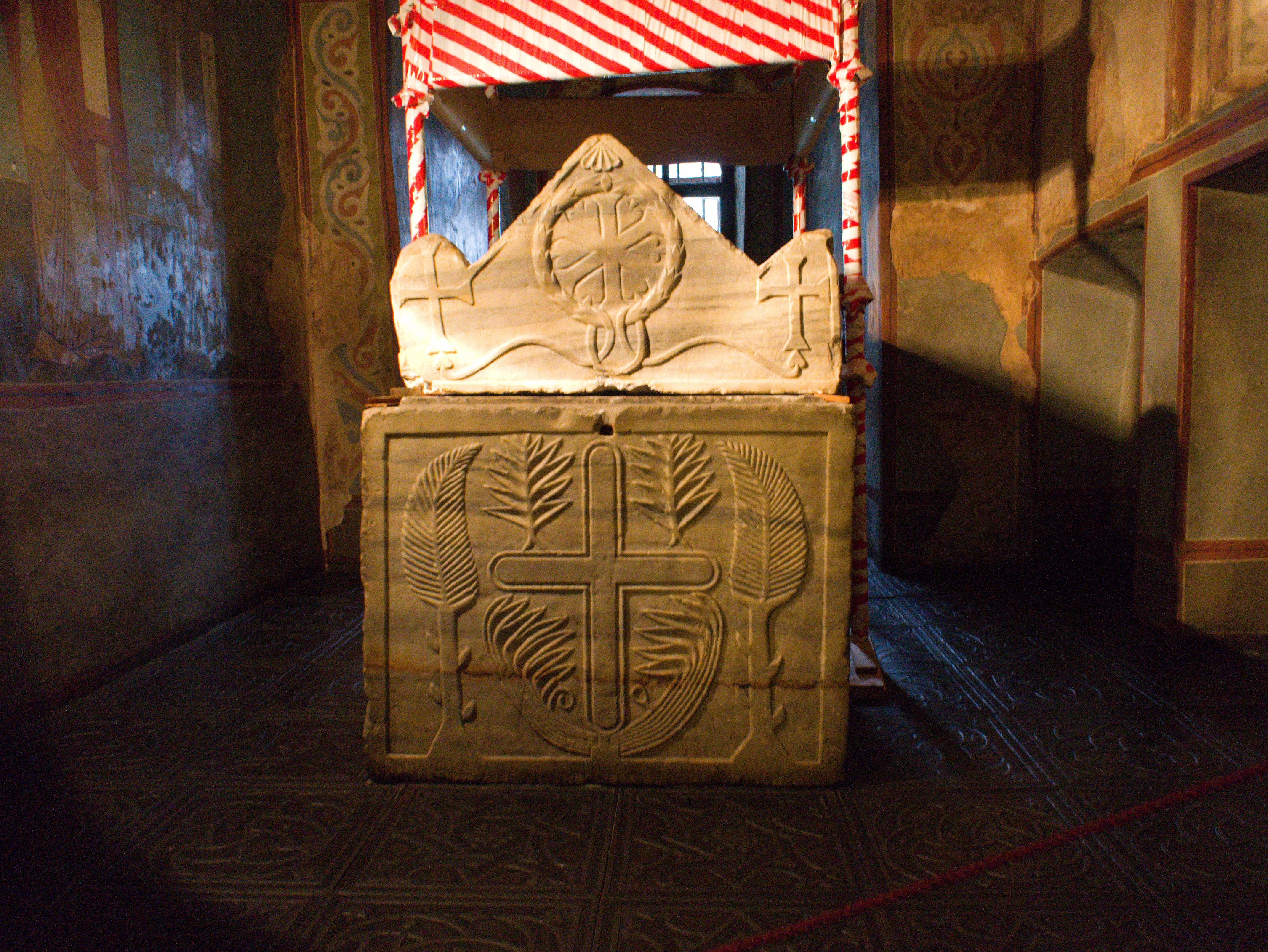
Саркофаг Ярослава Мудрого у Софійському соборі

Попри ці значущі зміни та зміцнення в устрої держави, після смерті Володимира Русь вступає у період міжусобної боротьби 1015—1019 років. Перемогу у протистоянні з братами здобув Ярослав Мудрий (1019—1054), який до 1036 року правив Руссю спільно з братом Мстиславом. Цей правитель остаточно розгромив печенігів, які здавна завдавали значної шкоди Київській Русі. й на тому місці збудував у Києві Собор святої Софії, що стоїть донині. Впродовж 1037—1039 років було створено перший літописний звід, побудовано перші книжкові майстерні. Було засновано Києво-Печерську лавру, обрано київського митрополита Іларіона. Проведено судову реформу — запроваджено першу на Русі збірку законів — «Руська правда». На півдні він приєднав землі Поросся, на заході — ряд земель Польського королівства. Ярослав Мудрий широко застосовував шлюбну дипломатію, активно одружував дочок з європейськими правителями.

### Кочівники Північного Причорномор'я у ІХ—ХІІІ ст.

#### Печеніги
Печеніги були правлячою елітою українського степу з середини X ст. і до 1036 року. Печеніги воювали з хозарами та торками, а також вели торговельні і військові взаємодії з Русю та Візантією. Київська Русь, купувала у печенігів рогату худобу, овець і коней, а Херсонес Таврійський віск та шкіру. Для них печеніги були посередниками торгівлі з Азією, гарантами безпеки шляхів міжнародного купецтва. Взаємодії з ранньою Русю були союзницькими, зокрема князь Ігор Рюрикович уклав з печенігами договір, а в 944 року за їхньої участі відбувся похід на Візантію. З того моменту взаємини між двома народами були дружніми: Русь платила печенігам за прохід по їх територіям, а печеніги ставали одними з учасників військових походів Русі. Такий стан речей змінився під час балканських війн Святослава Хороброго, коли він перестав платити союзникам. Це, а також фактор значного посилення Святослава, дозволяє Візантії посіяти розбрат у русько-печеніжських відносинах. З того моменту, не дивлячись на етапи перемир'я, відносини так і не нормалізувалися, а періодичні війни ослабляли як Русь так і Печенігію.
Населення Печенігії було різноманітним. Основу кочовиків складав булгарський субстрат, що був розбитий по печеніжським родам. Також були наявні слов'яни землероби, алани. Верхівка самих печенігів користувалася перською мовою. За степовою традицією печеніги ділили свої території на два крила по Дніпру. Старшим було лівобережне, ним керував каган. Ставка кагана та місце загальної ради було Поросся. Кожне крило, складалося з 5 орд, що поділялись 40 родів. Кожен рід та орда керувалася старійшиною, беком, які поєднували світську й релігійну владу; для ухвалення надзвичайних рішень скликалися загальні збори та ради старійшин.
За релігією печеніги були язичниками. У 1007 р. Бруно Кверфуртський відвідав Київську Русь, зустрівся з Володимиром Святославичем і з його участю охрестив частину печенігів, хіротонізував для них єпископа. Після чого близько 1010 р. ісламські місіонери піддали ісламізації велику частину печенігів.

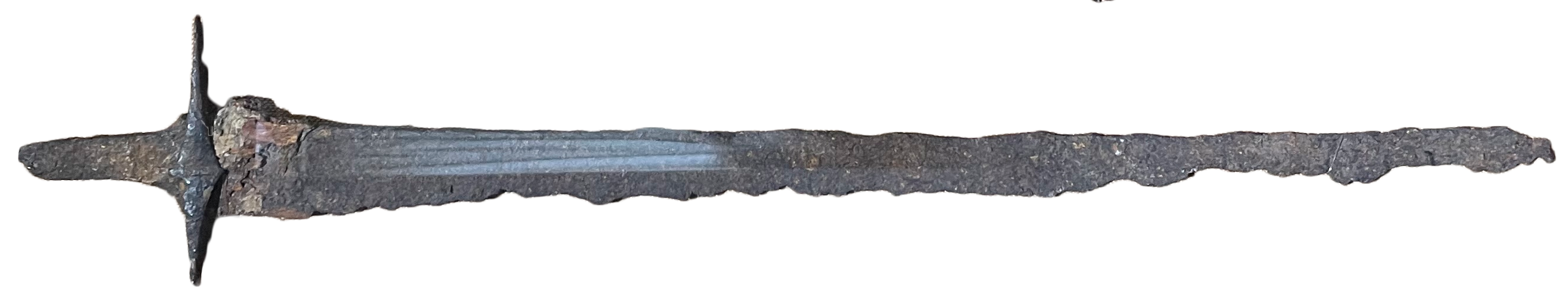
Шабля з печенізького поховання

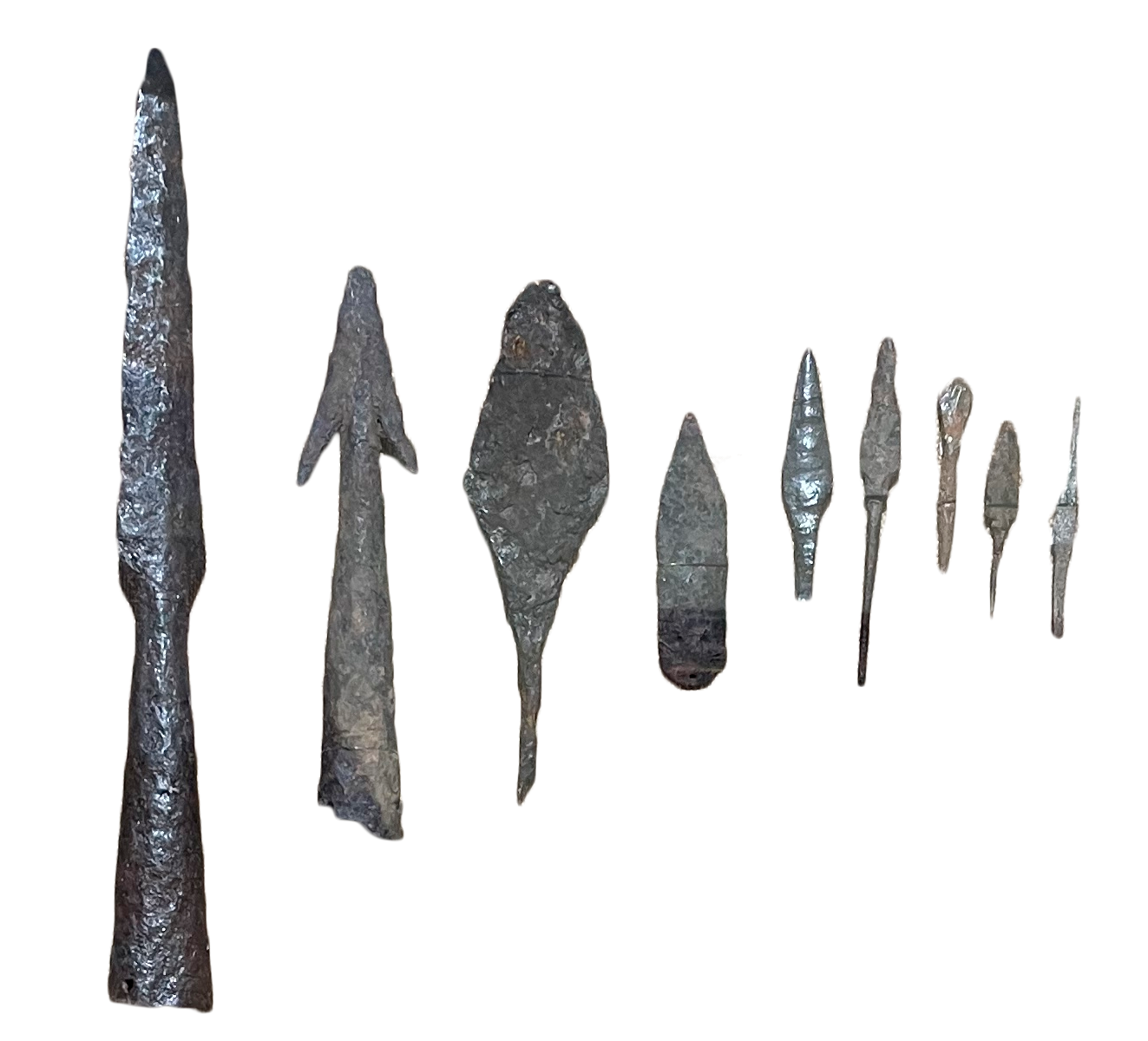
Наконечники спису та стріл з печенізького поховання

Напад на Київ у 1036 році обернувся для печенігів розгромною поразкою. Під тиском інших кочівників (торків і берендеїв), більшість печенігів мігрує на захід до Дунаю, частина йде на службу до руських князів.
Частина новоприбулих кочівників разом з ковуями теж визнають себе васалами Русі, займають землі у Пороссі, і охороняють її південне пограниччя. Згодом їх об'єднання отримало назву чорних клобуків. Після приходу монголів у ХІІІ ст. частина клобуків була увійшла до складу українського етносу, інші мігрували і приєдналися до Орди.

#### Половці
Половці з'явилися в українських степах у XI столітті. Самоназва цього народу була кипчаки, а грецьки джерела називають їх куманами. Вибивши у союзі з Візантією печенігів, половці організували місцевих кочовиків у свої роди. В цей час половецька мова поширується степом. При цьому купці були здебільшого персидського, вірменського та єврейського походженняю. Крім того були присутні слов'яни землероби по річках- бродники. Значною частиною населення були алани. Релігією половців було язичнецтво. Культи відправляли шамани (ками), функції яких (камлання) могли виконувати і голови племен. Культ предків вилився у спорудження спеціальних кам'яних святилищ на вершинах курганів та встановлення кам'яних скульптур — так званих «половецьких баб», що уособлювали померлих. На теренах України зареєстрована велика кількість цих пам'яток, особливо в Донецькій, Луганській і Запорізькій областях. Половці вірили в потойбічне життя і в те, що в ньому похований отримував вищий соціальний статус, ніж за життя. Із 2-ї половини ХІІ ст. серед половців почало поширюватися християнство. Також у половецькі степи проникав і іслам.

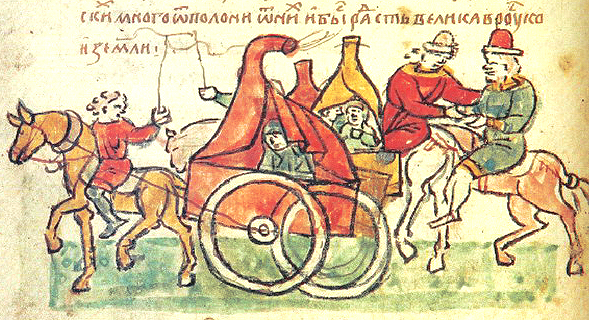
Половецькі вежі

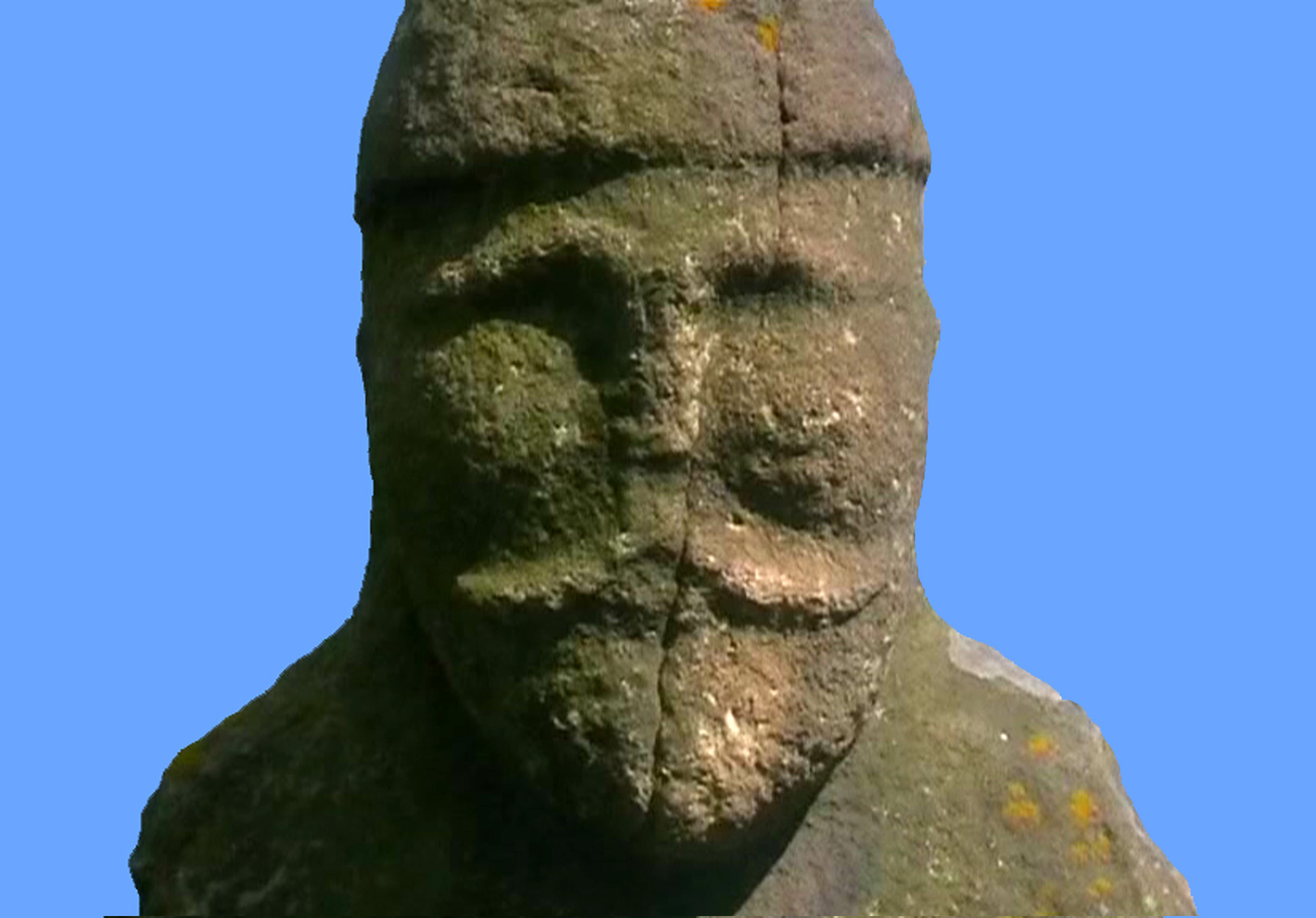
Половецька баба

Основу економіки Куманії, складало кочове скотарство, а також торгівля. Саме при половцях в України починають розводити верблюдів. Помітну роль грали рибальство та полювання. Щоб забезпечити худобу пашею, влітку кочували на півночі, ближче до лісостепу, а взимку на півдні, біля морського узбережжя- так званого Лукомор'я. Половці будували зимівники, де загатавлювали фураж для отар, стад та табунів. Окрім зимівників, були і міста які за данину зберігали самоврядування. Прикладами таких містечок можуть бути Шарукань, Азак, Ялта, Сугдея, Сугров, Балин, деякі історики відносять до половецьких міст і Лтаву. Поряд в степах існували і бродницькі поселення: Адомах, Бургунка, Протолче тощо. Куманія складалася з родів, які також називаються куренями. Рід складався з кількох сімей, що господарювали самостійно, але користувалися спільними пасовиськами та іншими угіддями — «кошем». Роди об'єднувалися в орди. Серед загальної кількості родів виділялися шляхетні — на чолі з беками, очільників простих родів іменувалися отаманами. Був і поділ на два крила: старшу Чорну Куманію та молодшу Білу Куманію. Чорна Куманія знаходилася навколо річок Сіверський Донець та Дон, складалася з Поморської, Донецької, Нижньодінської, Надволзької та Передкавказької орд. Головними родами були Тертер-оба (Тертровичі) та Ольберлю (Ольберлюєви). Столицею було місто Шарукань, що ототожнюють з сучасним містом Чугуїв. На початках домінували перші, пізніше другі. Біла Куманія знаходилася навколо Дніпра та у Криму, найбільш сильним родом цього крила був Кай-оба(Каєвичі). Столицей було місто Матлука, що за деякими припущеннями розташовувалося на річці Молочна.
Взаємодія половців з Русю на початках була у вигляді військового протистояння, але після одруження Володимира Мономаха з дочкою половецького хана Аепи взаємини починають бути взаємовигідними. Еліти половців та русинів перемішуються, часто виступають однією силою, підтримують один одного в військових походах, зокрема в битві на Калці. Половці стали одними з учасників етногенезу українців, а також інших коріних народів України- кримських татар, караїмів та кримчаків.

### Феодальна роздрібненість
Смерть Ярослава Мудрого 1054 року принесла новий період міжусобиці між його синами (Ізяслав, Святослав і Всеволод). Набула постійного характеру практика з'їздів через необхідність розробки законодавства, результатом яких став 1072 року документ — «Правда Ярославичів». 1097 року Володимир Мономах скликав з'їзд князів у Любечі, на якому було запроваджено новий вотчинний принцип спадкування княжого престолу — закріплено феодальну роздрібненість. На деякий час цей процес був призупинений Володимиром Мономахом, який після повстання 1113 року був запрошений киянами на престол. За його правління було побудовано перший міст через Дніпро. Він розробив додаток до «Руської Правди» — «Устав». Умілими військовими та дипломатичними діями контролював дві третини держави Ярослава, активно боронив місто від навал половців.
Після смерті Мстислава, старшого сина Володимира Мономаха, 1132 року Русь остаточно втратила свою єдність. До середини XII століття на території єдиної держави сформувалося близько 15 великих удільних князівств, кожне з яких жило по суті самостійним політичним життям, лише номінально визнаючи старшинство великого київського князя. На території сучасної України це були: Київське, Чернігівське, Переяславське, Волинське і Галицьке. У пізніших літописах саме цим періодом (1187 рік) уперше датується топонім «Україна». Починається активний процес боротьби за владу. За підрахунками Степана Томашівського, у Києві між 1146 та 1246 роками правителі мінялись 47 разів; повертаючись по кілька разів на престол, тут правили 24 князі, причому 35 княжінь тривало менше року кожне. Головними силами протистояння на українських землях стали руські сім'ї- сіверських Ольговичів, волинських Мстиславичів, галицькі Ростиславичі та половецькі роди- донецькі Ольберлюєвих, приазовські Тертровичі та придніпровські Каєвичі.

Князівства власне Руської землі, 1220-1240 роки
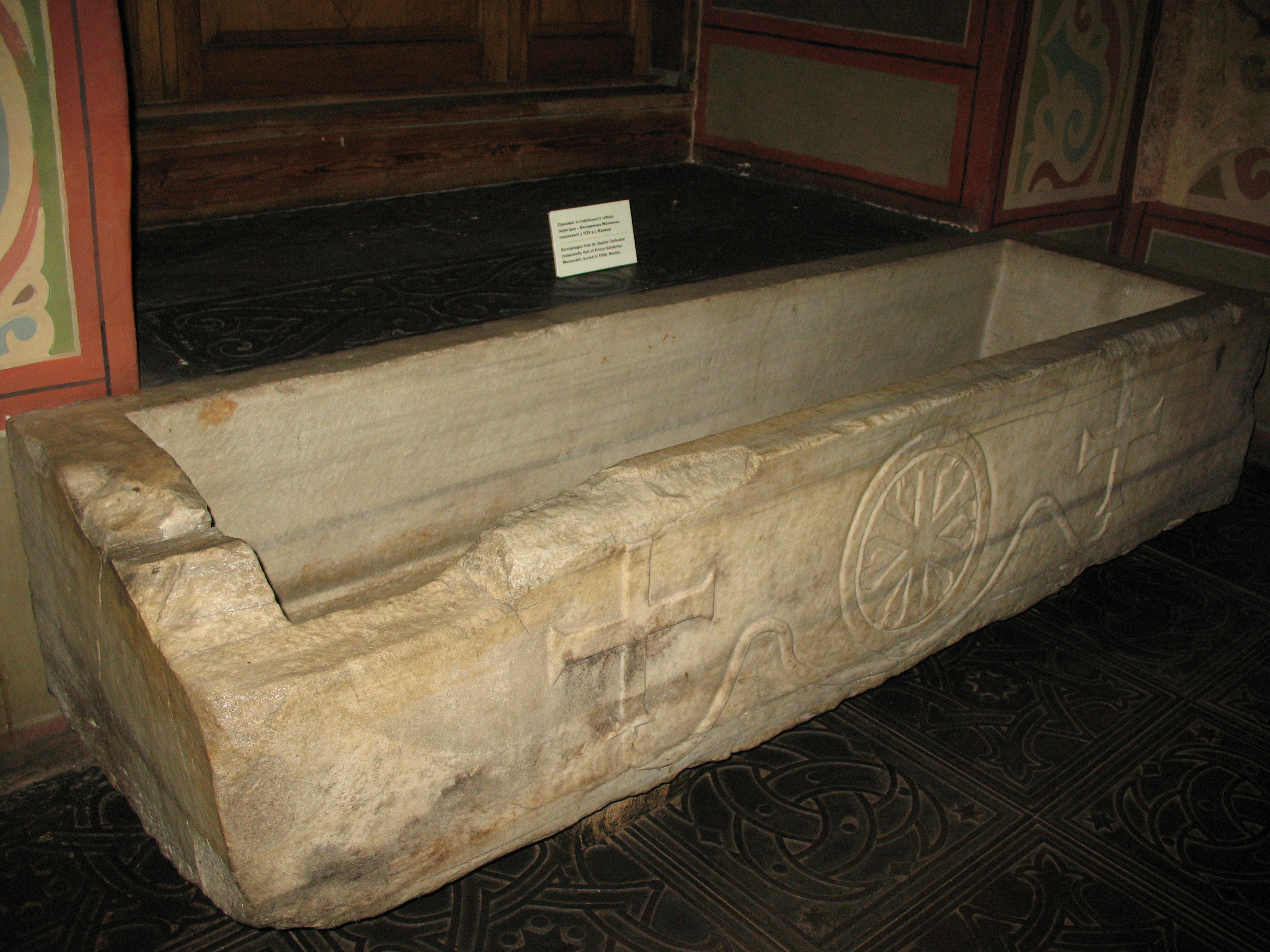
Саркофаг Володимира Мономаха у Софійському соборі
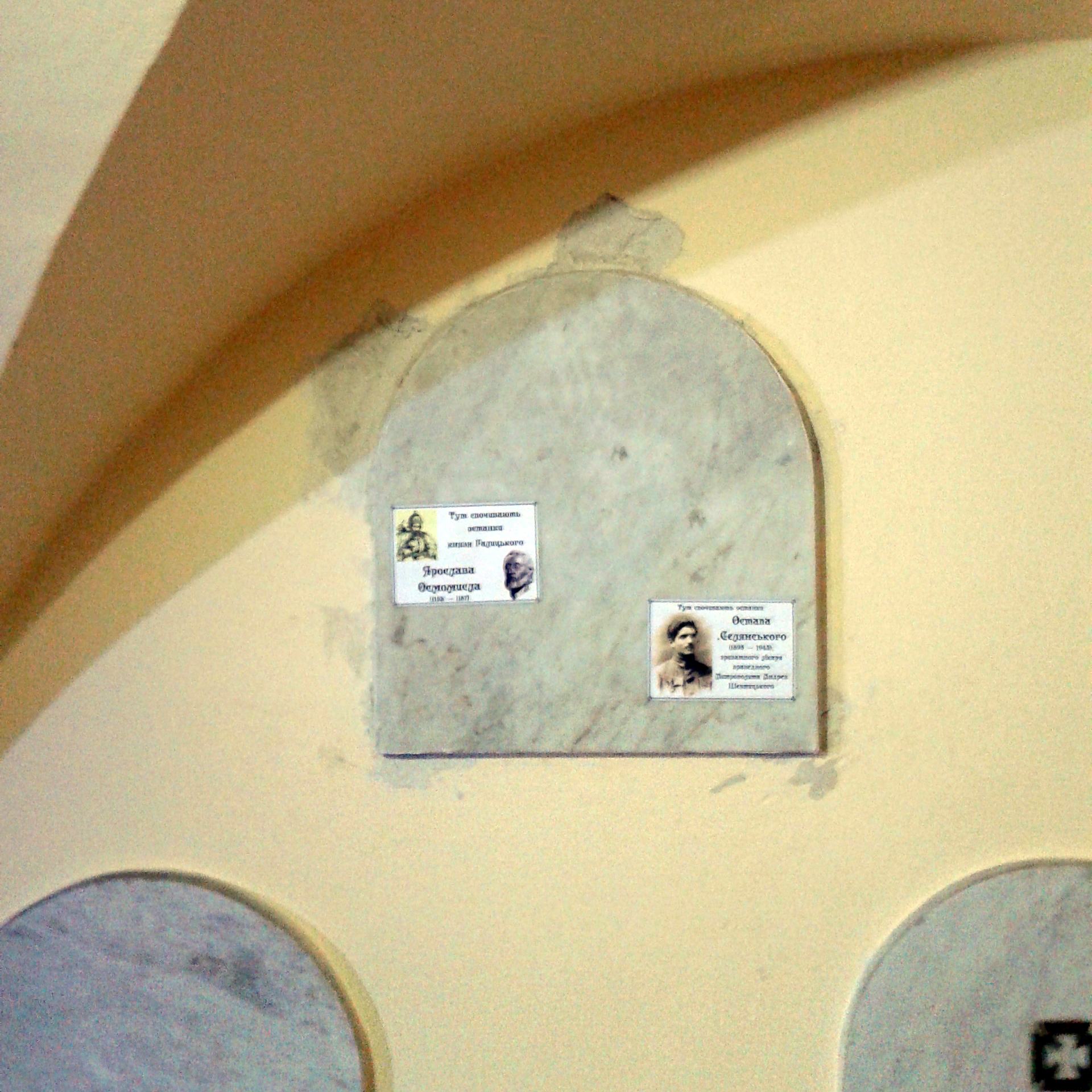
Ніша із похованням Ярослава Осмомисла в соборі Святого Юра
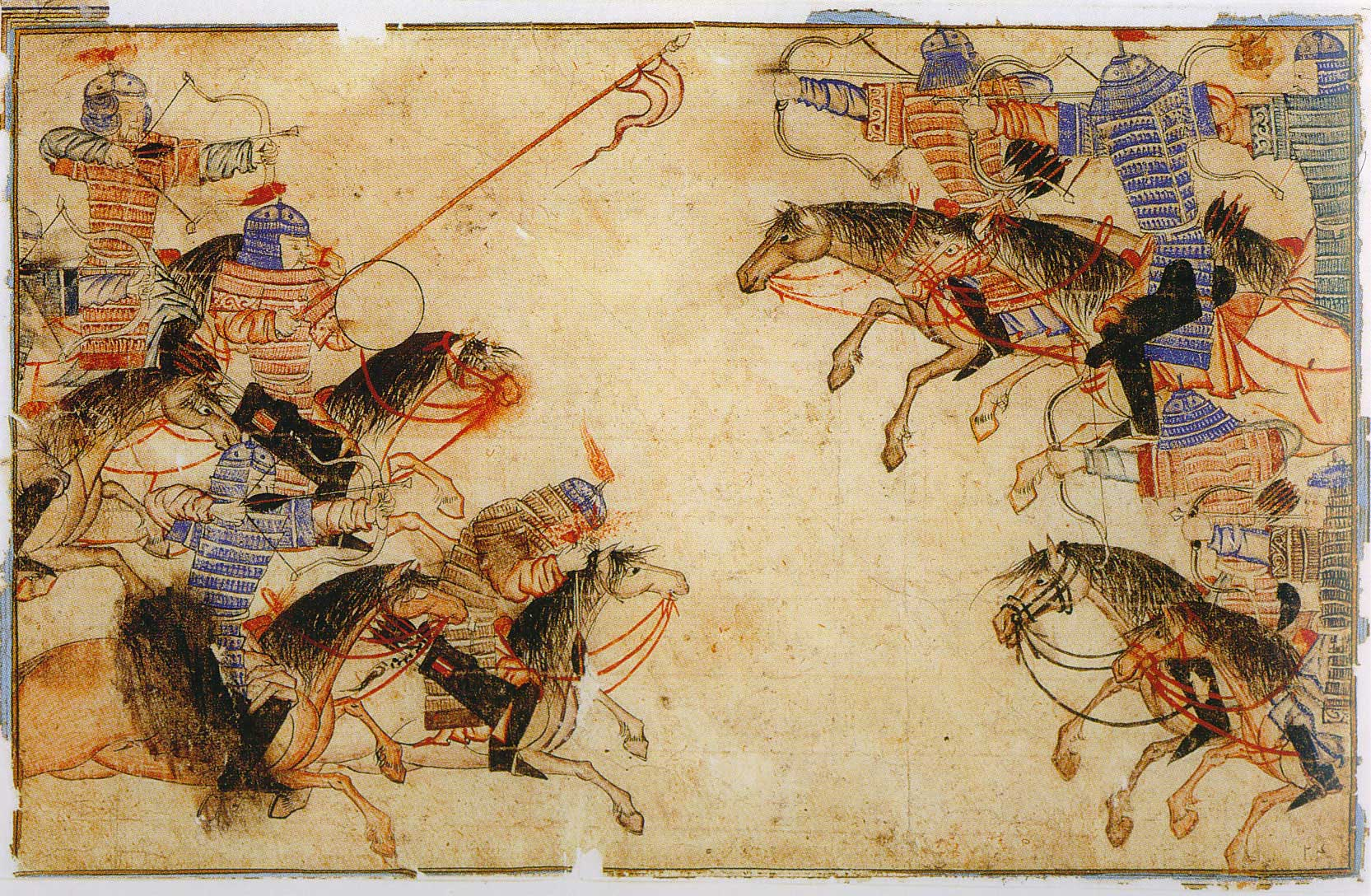
Монголи в бою, мініатюра XIII століття
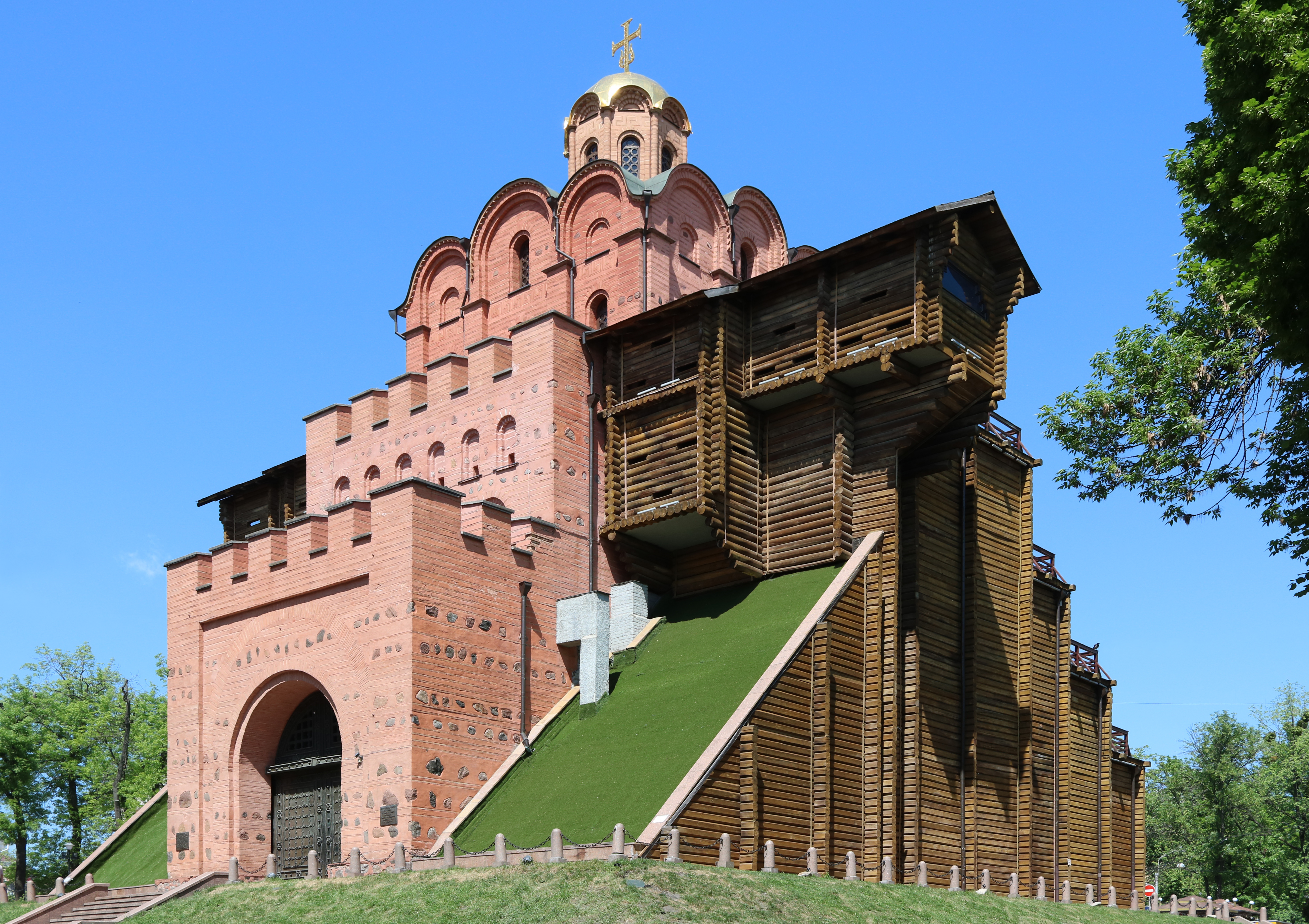
Золота брама граду Ярослава часів монгольської навали (реконструкція)

### Монгольська навала
У 1222 році у причорноморські степи прийшли нові кочівники — войовничі монголи, які завдали поразки половцям. Половці, які мали родинні зв'язки з руськими князями, звернулися до них по допомогу. Об'єднане русько-половецьке рушило в степ, але в битві на річці Калці 1223 року через незгоди між князями і відсутність єдиного командування, зазнали катастрофічної поразки. Втім, після цього монголи на 14 років відступили на схід.
В кін. 1230-х монголи повернулися зі значно більшими силами під проводом Бату-хана. 1240 року вони захопили Київ та інші князівства. Після Батиєвої навали еліта половців була майже знищена, більшість беїв було або знищено або підкорено, а просто степове населення підкорюється Ордою. Частина кочівників мігрує в інші країни.
Навала також стала поворотним моментом в історії українських земель: у Київській і Переяславській землях правління князів припинилося і ці терени керувалися ординськими баскаками. В інших землях князі опинилися під важкою залежністю від Золотої Орди і перетворилися на данників хана. Частина руської людності добровільно йде на союз з монголами: а саме бродники та болохівці. Князі Галицько-Волинського князівства також змушені визнати себе васалами монголів, але на дещо легших умовах.

### Галицько-Волинське князівство
Галицьке князівство відокремилося від Києва 1097 року, найбільшої могутності сягнуло за часів Ярослава Осмомисла (1153—1187), галицького князя, що створив могутню державу, розбудовував міста, воював із половцями. За нього князівство доходило до Дунаю та Чорного моря, а також вело успішні війни з угорцями й поляками. Галицьке й Волинське князівства існували окремо, але 1199 року волинський князь Роман Мстиславич захопив Галич і створив єдине Галицько-Волинське князівство. 1203 року він захопив і Київ, який після спустошення 1169 року Андрієм Боголюбським не мав вже того значення. На той час князь Роман створив могутню державу, папа Іннокентій III пропонував йому стати королем Русі за перехід до католицтва, але той відмовився. По його смерті під час польського походу, впродовж 1205—1238 років у державі заправляла олігархічна боярська верхівка. 1238 року син Романа Данило Галицький, повернувшись із угорського вигнання, захоплює Галич та стає повновладним правителем князівства. Після походів монголів до центральної Європи, він у битві під Ярославом 1245 року остаточно перемагає боярську опозицію. Отримавши ярлик від монголів на правління, відновлює фортеці, зводить мури Кременця і Холма, переносить свою столицю до останнього. Укріпившись, 1252 року він розпочинає війну з монголами. Шукаючи допомоги, 1253 року в Дорогичині приймає королівську корону від папи Інокентія IV, який декларував хрестовий похід проти монголів, який так і не відбувся. Через що Данило не пустив до себе католицьких місіонерів й розірвав стосунки із папською курією. Данило Галицький брав участь у війні за австрійський престол, робив військові походи на Чехію і Польщу, Литву і землю ятвягів, але 1258 року скорився монгольській владі, поновив ярлик на князювання й зруйнував укріплення своїх міст.

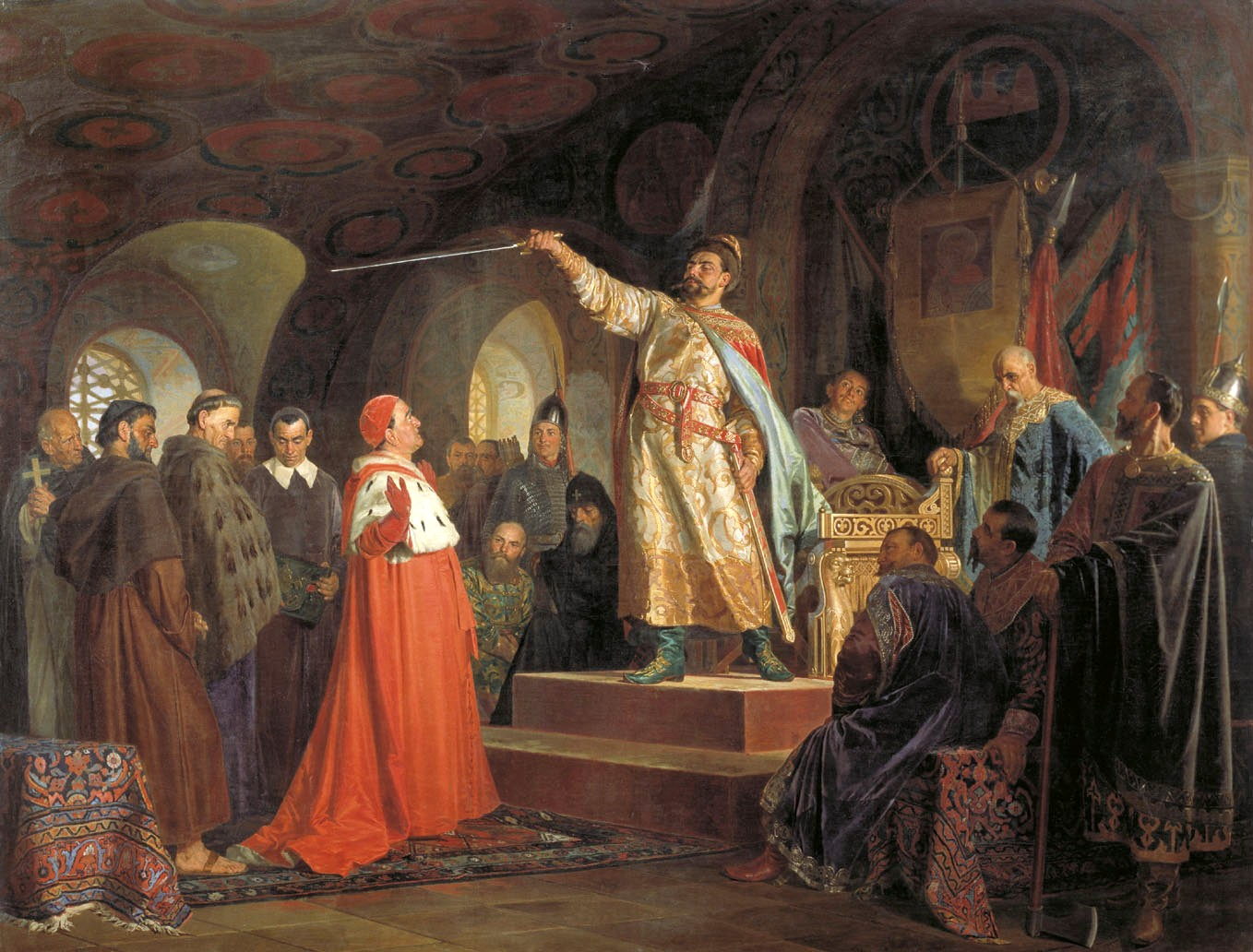
«Роман Галицький зустрічає папських легатів», Микола Неврев, 1875 рік
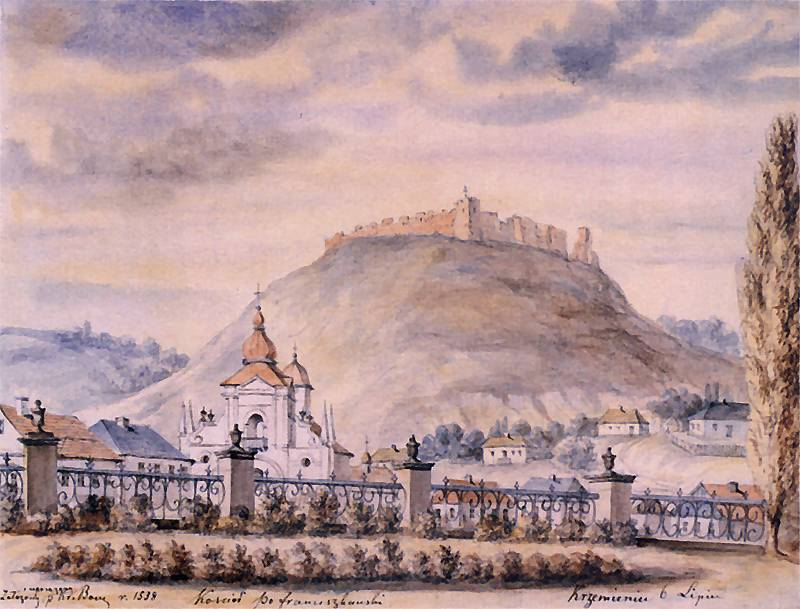
«Замкова гора Кременця», Наполеон Орда, 1862 рік
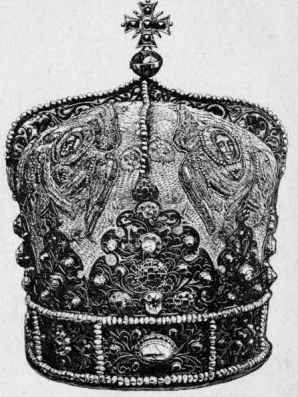
Єпископська митра, ймовірна корона Данила
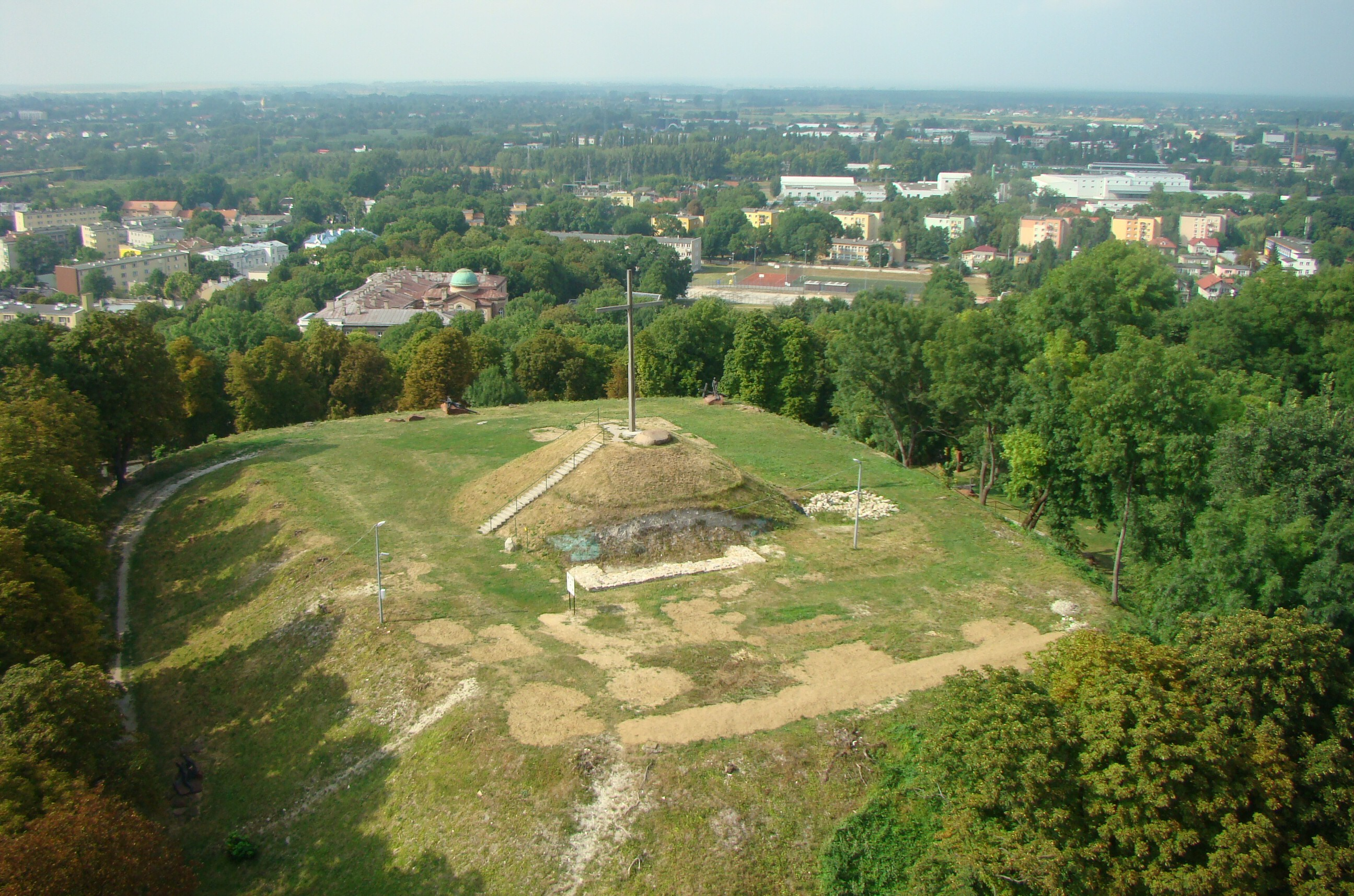
Місце данилового града в Холмі, Польща
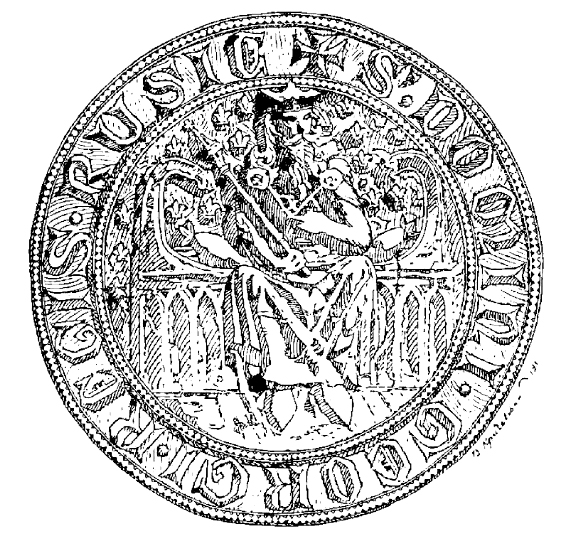
Печатка Юрія Львовича

Після смерті Данила 1264 року престол зайняв його син Лев Данилович (1264—1301). Він переніс столицю до новозбудованого Львова, воював з угорцями (приєднав Мукачево) і поляками (захопив Люблінську землю). По смерті Лева, престол зайняв його син Юрій I (1301—1308), який втратив Люблінську землю, переніс столицю до Володимира-Волинського, титулував себе «королем Русі, князем Володимирії», увійшов до союзу із Тевтонським орденом проти інших слов'янських князівств та заснував 1303 року православну Галицьку митрополію. 1325 року на престол було запрошено польського князя Болеслава Тройденовича, який відомий під іменем Юрій ІІ Болеслав, за його часів розпочалось активна полонізація українських земель. 1340 року, з отруєнням невдоволеними боярами Юрія ІІ, єдина Галицького-Волинська держава припинила своє існування.

## Пізнє середньовіччя. Під владою Литви і Польщі
У XIV столітті утворюється Молдавське князівство, що закріплює північно-східні межі своїх володінь долиною Дністра, 1359 року Буковина стає його частиною як Шипинська земля. У цей саме час польська шляхта та литовські князі з роду Гедиміновичей вдало скористались початком занепаду Золотої Орди в процесі збирання і переділу західноруських земель. Починаючи з XIII століття, у боротьбі з німецьким Тевтонським орденом та галицько-волинськими князями формується литовська держава. До складу Великого князівства Литовського тривалий час входили білоруські й українські землі, та й пануванню на цих теренах Золотої Орди було покладено край значною мірою зусиллями Великого князівства. 1340 року польський король Казимир захопив Львів. Того ж року литовський князь Любарт Гедимінович (хрещений під іменем Дмитра) зайняв Волинь. Пізніше Київські, Чернігівські та Подільські землі приєднав до своїх володінь литовський князь Ольгерд, завдавши 1321 року на річці Ірпінь поразки руським князям, а 1362 року на Синіх Водах татарам. Литовські князі виступили заміною Рюриковичам у процесі об'єднання руських князівств. Вони діяли за принципом «нового не вводимо, старого не міняємо», активно переймали руську культуру: право («Руська правда»), мову, православ'я, активно укладали шлюби із руською знаттю.
1370 року помирає останній польський король з династії П'ястів — Казимир III Великий. Престол успадкувала його онука Ядвіґа, що призвело до довгих дебатів, в результаті яких було вирішено запросити великого князя литовського Яґайла Ольґердовича. 1385 року була укладена Кревська унія — шлюбний договір, за яким Ягайло прийняв католицтво і став польським королем. Через 2 роки Галицька земля була передана під польську корону. Владу ж у «Великому князівстві Литовському, Руському і Жемайтійському» перебрав його двоюрідний брат Вітовт, що відстоював незалежність князівства. Він проводив державницьку політику, централізував владу, замінив удільних князів на намісників, ліквідував Київське, Подільське, Новгород-Сіверське і Чернігівське князівства, розширив володіння правим берегом Дніпра до Чорного моря, де заклав систему укріплень (Каравул, Білгород, Хаджибей). У цей час, 1399 року золотоординський темник Єдигей, засновник Ногайської орди завдає йому нищівної поразки у битві над Ворсклою, а 1408 року встановлює кордон із Московським князівством по річці Угрі. 1410 року Вітовт очолив спільну польсько-литовсько-руську рать і розбив німецький Тевтонський орден у Ґрюнвальдській битві. 1413 року уклав Городельську унію з Ягайлом, що підтверджувала незалежність Великого князівства. 1415 року в Новгородку висвятив всупереч волі константинопольського патріарха київським і литовським митрополитом Григорія Цамблака. Натомість сили кочовиків на південно-східному фронтирі його держави залишались при силі, 1416 року Єдигей спалив Київ, але не спромігся захопити його замок.

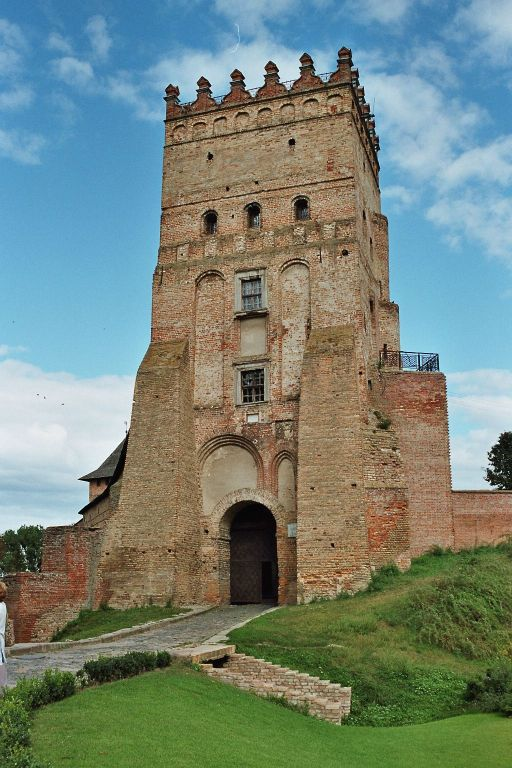
Замок Любарта у Луцьку
«Ґрюнвальдська битва», Ян Матейко, 1878 рік
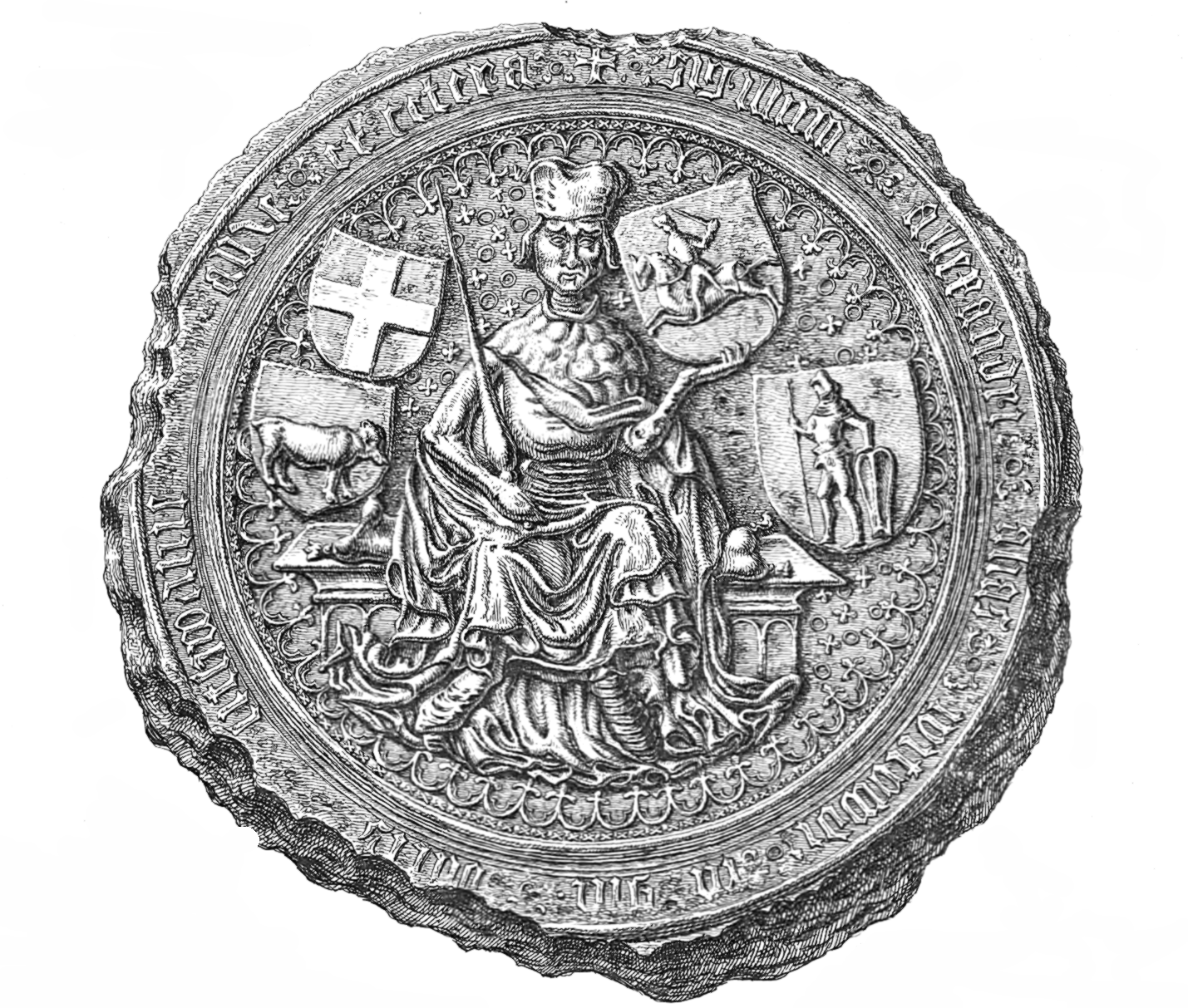
Печатка Вітовта з гербами Литви, Жемайтії та Русі (хрест)
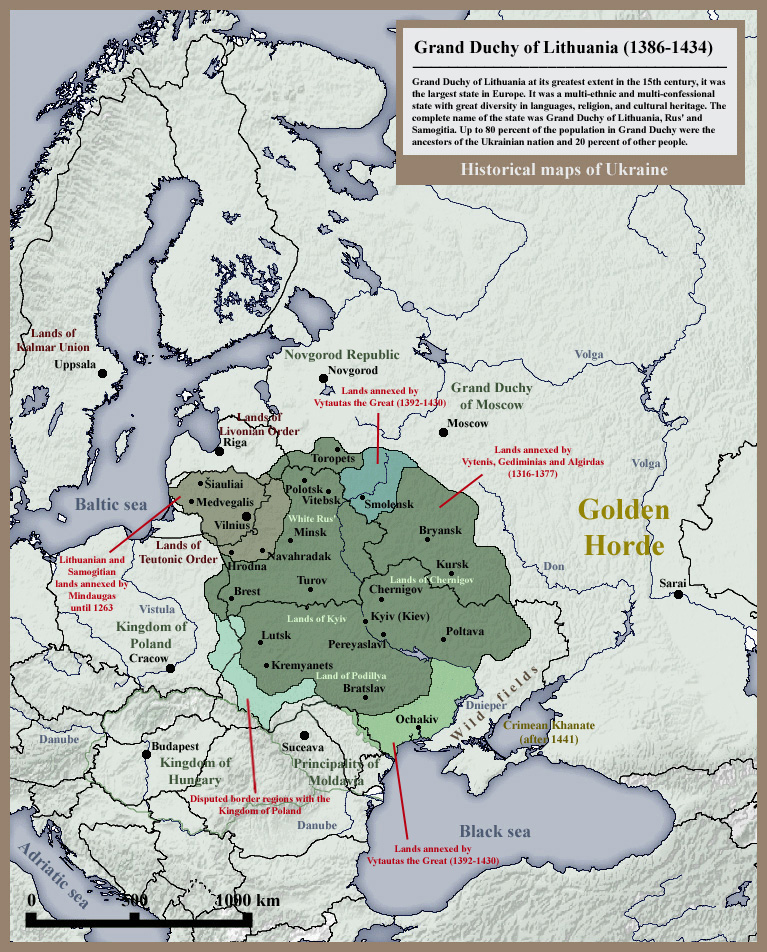
Велике князівство Литовське, 1434 рік
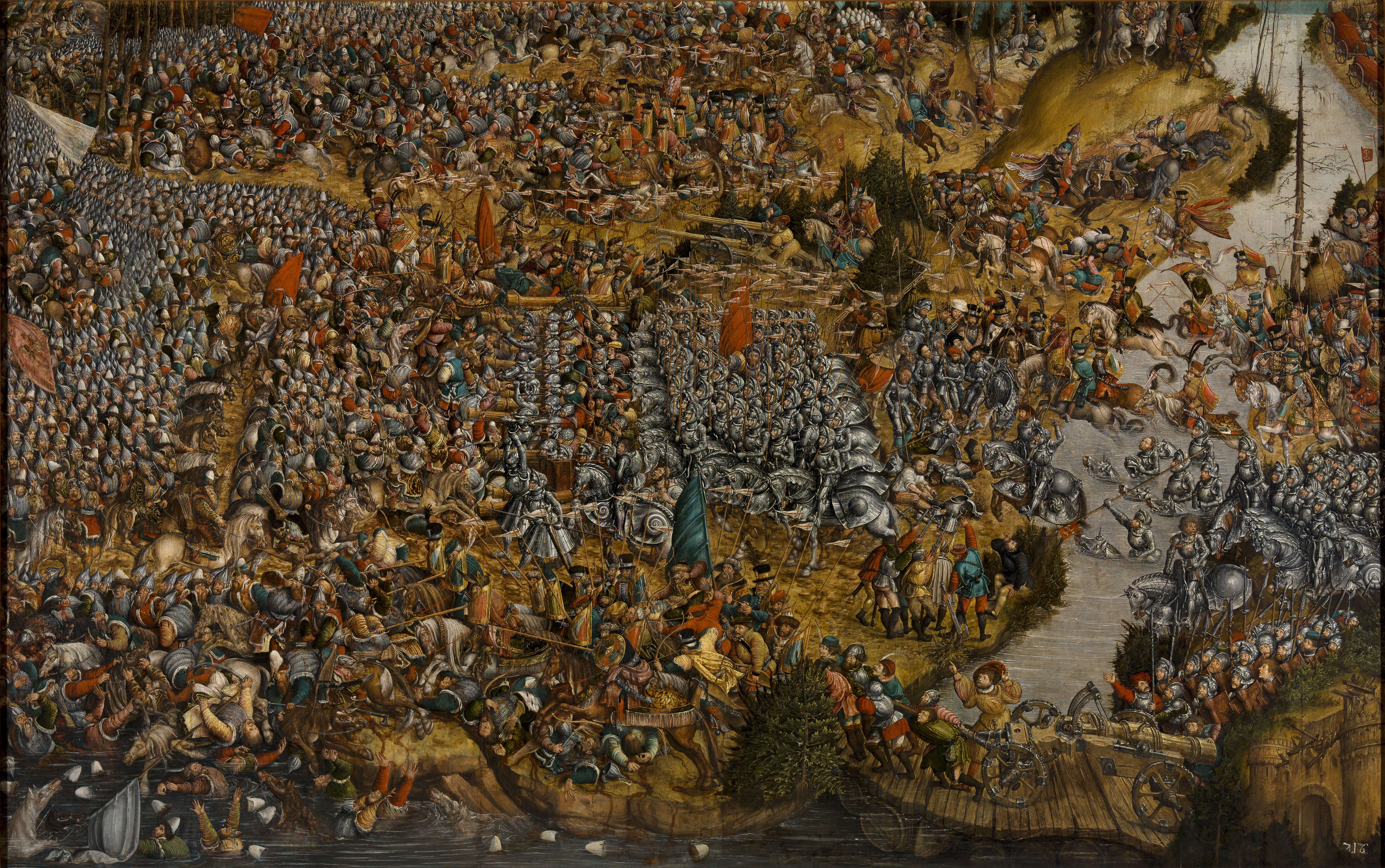
Битва під Оршею, 1514 рік

По смерті Вітовта 1430 року княжий розгорнулась боротьба за великокняжий престол між Свидригайлом, якого підтримали православні й промосковські бояри з князями, та Сигізмундом, що дотримувався прозахідного вектора розвитку князівства, яка переросла в громадянську війну, в якій остаточно перемогла партія Сигізмунда. Під час цієї смути протягом 3 років проіснувало Велике князівство Руське. Західні українські землі увійшли до складу Польщі як Руське і Подільське воєводства, боярам надали ті самі права, що були у польської шляхти, містам місцеве самоврядування — магдебурзьке право. 1452 року були остаточно ліквідовано Волинське князівство, а 1471 року — Київське. 1481 року князі-«самостійники» спробували утворити змову, але її було придушено у зародку. Останнім виступом руських князів, нащадків Рюрика, було повстання князів Глинських 1508 року. Воно було придушено, князі з частиною земель (Стародубщина, Чернігівщина, Новгород-Сіверщина) внаслідок московсько-литовської війни перейшли до Московщини. З початку XVI століття триває московсько-литовський конфлікт за руські князівства. 1514 року війська Костянтина Острозького у битві під Оршею розбили армію Василія III і зупинили на деякий час загарбання Москвою руських земель.

### Причорномор'я. Створення Кримського ханства
Золота орда за своєю суттю була кочовою державою і тому дуже нестабільною. Морська торгівля з країнами Середземномор'я здійснювалась за допомогою колоній і флоту Генуезької республіки (Джинестра, Чембало, Кафа, Солдая, Тана та ін.), що з'явились на півночі Чорного моря після падіння Костянтинополя через хрестові походи — Газарія. У цей час греко-готське православне населення колишніх візантійських земель зорганізовується в царство Феодоро (або Готія) з центром на плато Мангуп в Криму. 1449 року за підтримки Литви та генуезців від влади Орди звільнилось Кримське ханство на чолі з Хаджі I Ґераєм. До її складу увійшли кипчаки, хозари, ногаї та інші народи. Територія ханства охоплювала південні межі сучасної території України (в Криму північну степову частину) та Кубань. Столиця була в Солхаті. Проте вже 1478 року ханство потрапило під вплив від іншої сили — Османської імперії тюрків-османів. Османи швидко прибирають в свої руки всю морську торгівлю через Чорноморські протоки, генуезці покидають свої колонії, а кримські татари, позбавлені значних прибутків, потрапляють в скрутне становище.

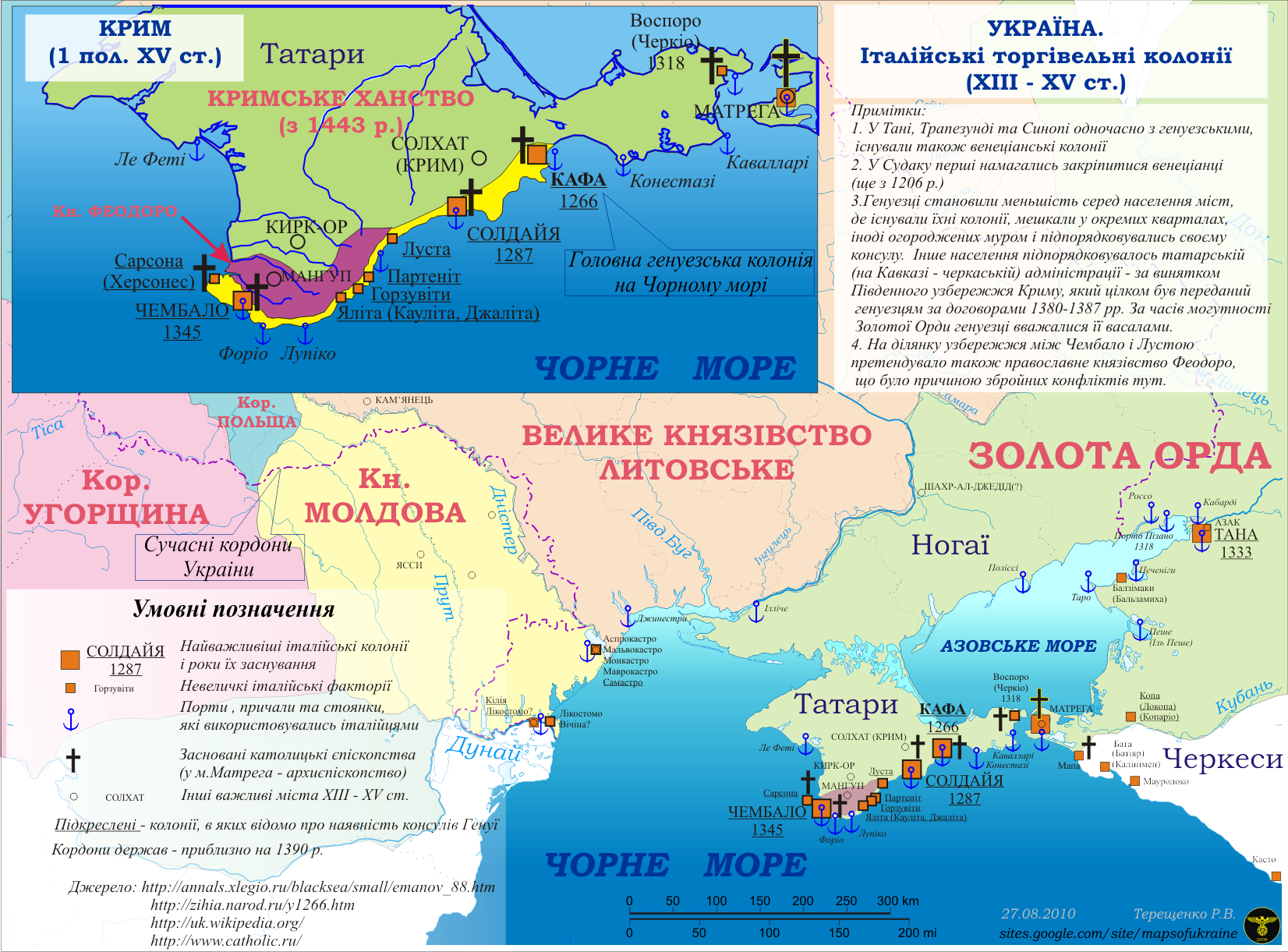
Карта півдня України, 1390 рік
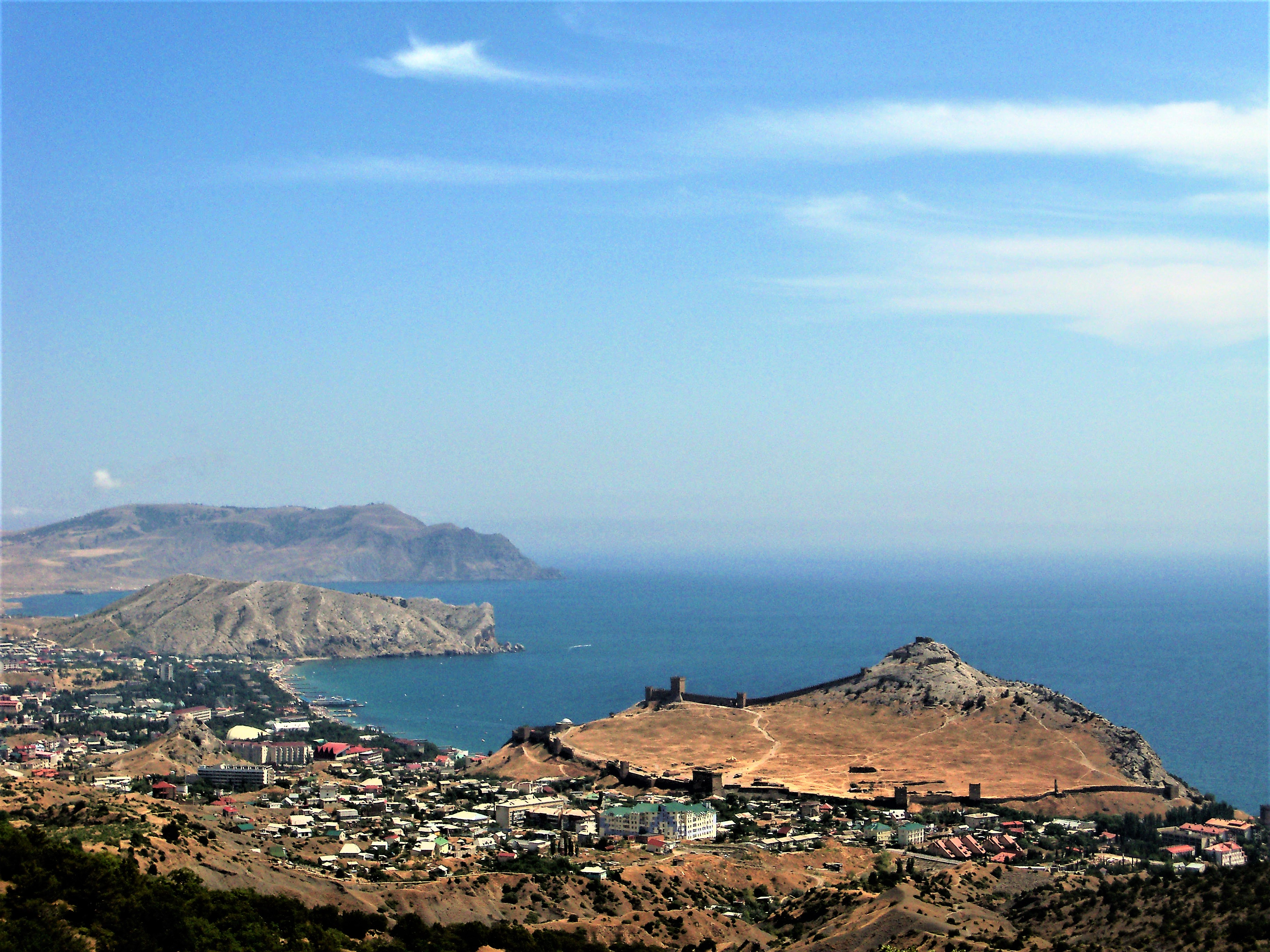
Генуезька колонія Солдая
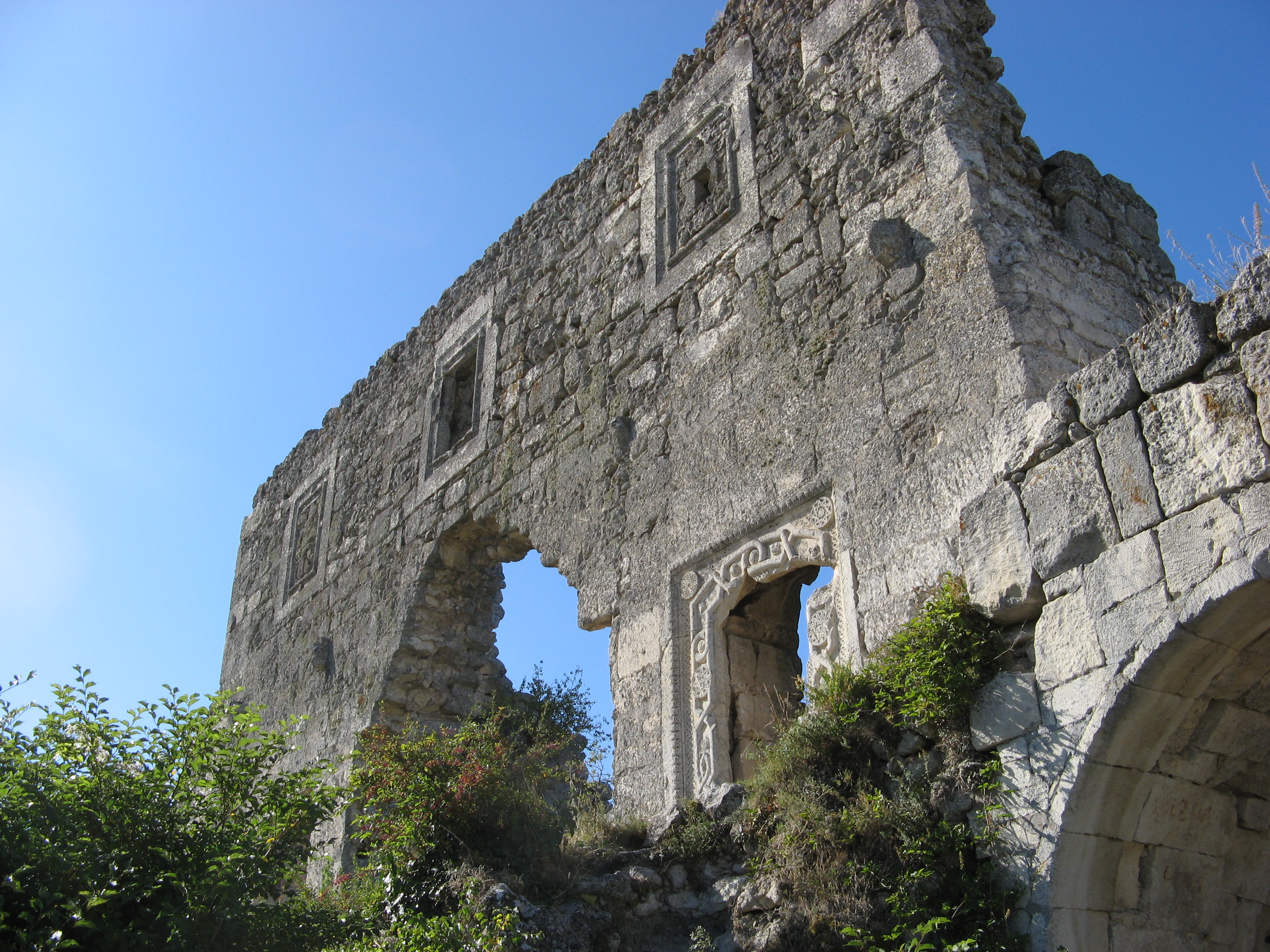
Руїни Мангуп-Кале
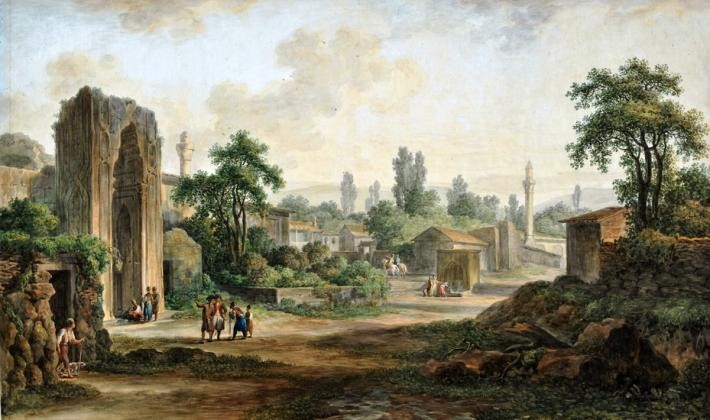
Руїни Солхата
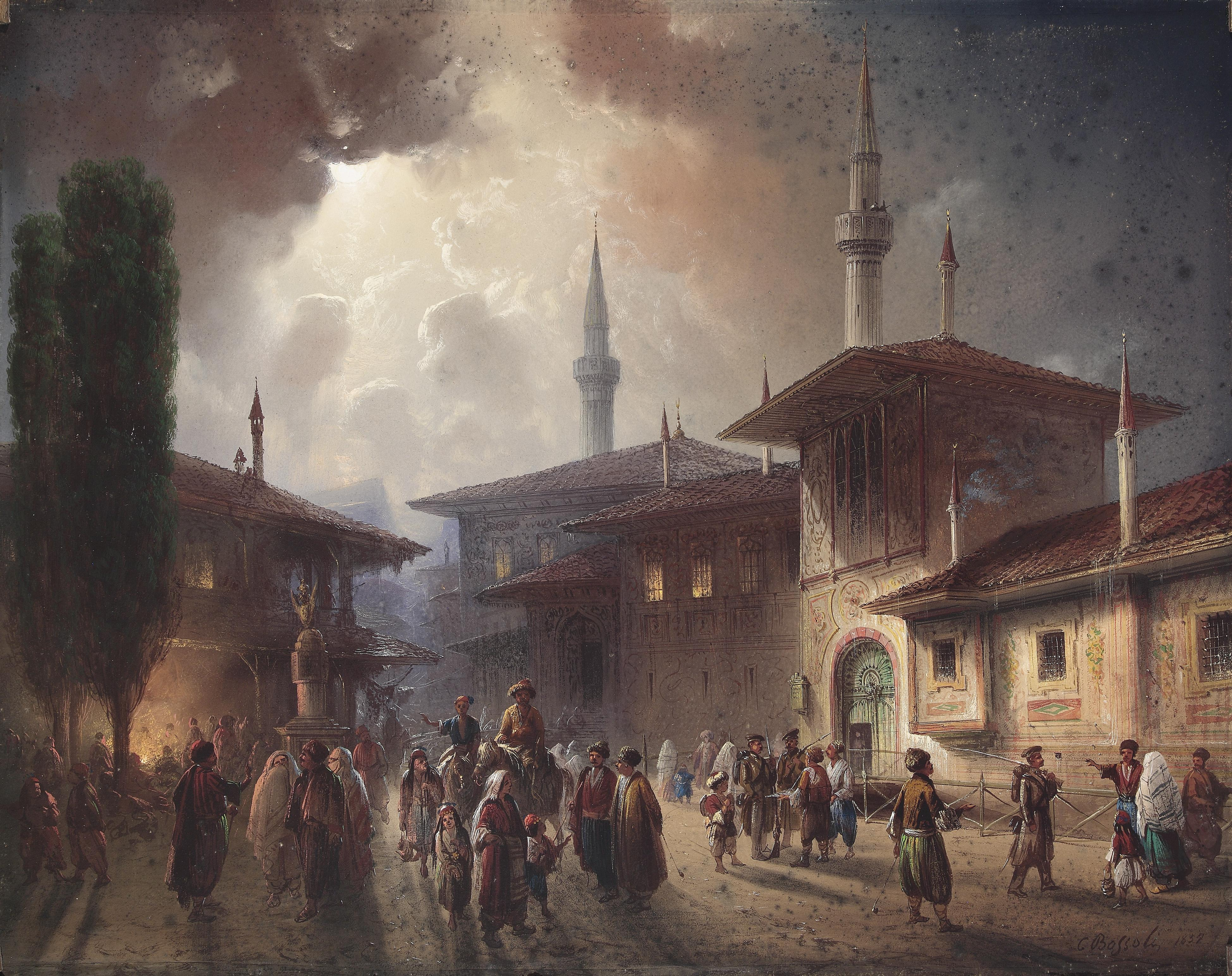
«Ханський палац у Бахчисараї», Карло Боссолі, 1857 рік
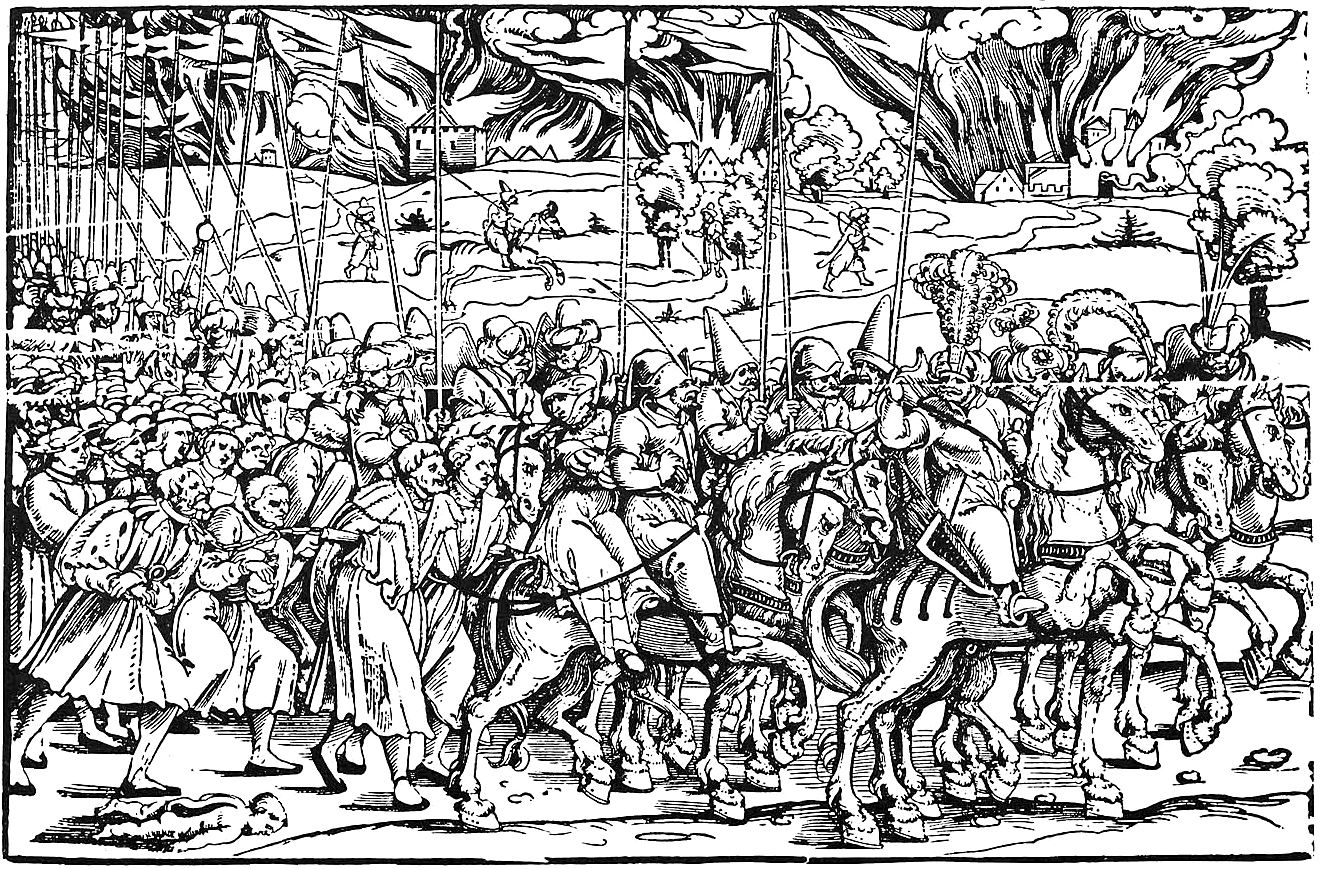
Збір ясиру на німецькій гравюрі

## Нова епоха
З XVI століття Європу наповнює золото й срібло з відкритої Америки, підживлюючи інфляцію, одночасно відбувається міграція робочої сили в зворотному напрямку та руйнація феодального натурального господарства, що спричинює стрімкий ріст цін на зерно. Польські й литовські магнати вирішують задовольнити цей попит на ринку шляхом створення великих товарних сільськогосподарських підприємств — фільварків. Задля роботи на яких закріпачується вільне населення. Невдоволена й пасіонарна частина населення якого втікає на необжиті простори Дикого Поля на південний схід. Князі з роду Острозьких та Вишневецьких на Волині очолюють цей стихійний процес, одночасно з реколонізацією лісостепових і колонізацією степових земель, створюючи укріплені міста за течією Дніпра та на Лівому березі (Гадяч, Корсунь, Лохвиця, Лубни, Пирятин, Прилуки, Ромни, Чигирин та інші), надаючи переселенцям певні пільги й послаблення. Так вони ставали ще заможнішими й могутнішими.

### Річ Посполита
Лівонська війна московського царя Івана Грозного за руську спадщину знов підштовхнула Велике князівство Литовське до союзу із Польським королівством, який був оформлений Люблінською унією 1569 року. Новоутворена держава, аристократична республіка Річ Посполита обох народів (лат. Res Publica Utriusque Nationis — «спільна справа двох народів») урівнювала в правах польську, литовську та руську шляхту, яка на спільному сеймі обирала собі короля. Утворювався спільний сенат, уводилась єдина валюта, скасувались внутрішні кордони та мита. Відбувається рецепція римського приватного права, протягом XVI століття приймаються три Литовські Статути, які були створені на основі давньоруських норм права, кодифікованих Ярославом Мудрим та наступними київськими правителями. На українських землях, що переходили під польську корону, утворювались 6 адміністративно-територіальних одиниць: Белзьке, Брацлавське, Волинське, Київське, Подільське і Руське воєводства. Литовська автономія залишалась в питаннях суду, війська, бюджету та адміністрування на землях сучасної Литви і Білорусі.

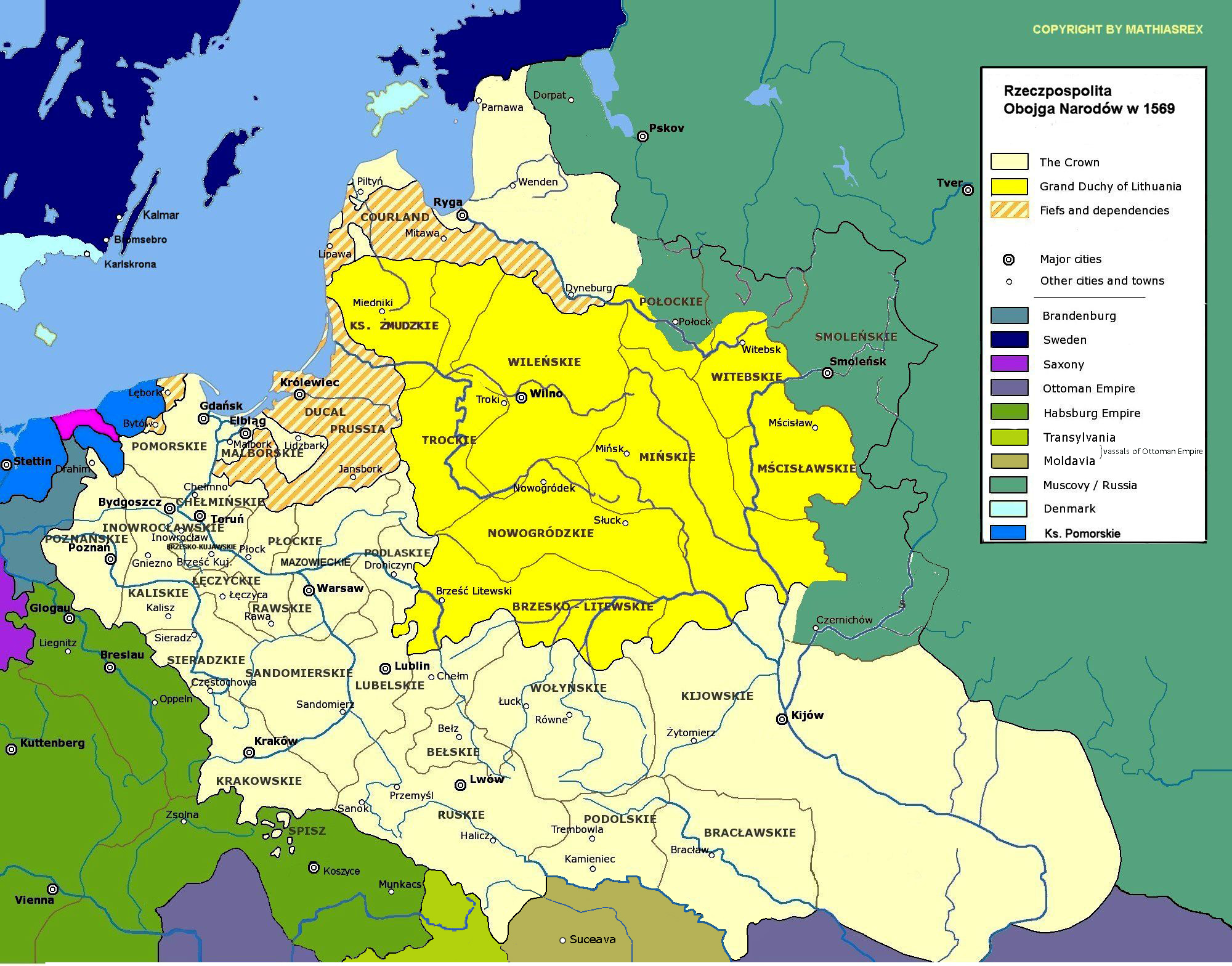
Карта Речі Посполитої, 1569 рік
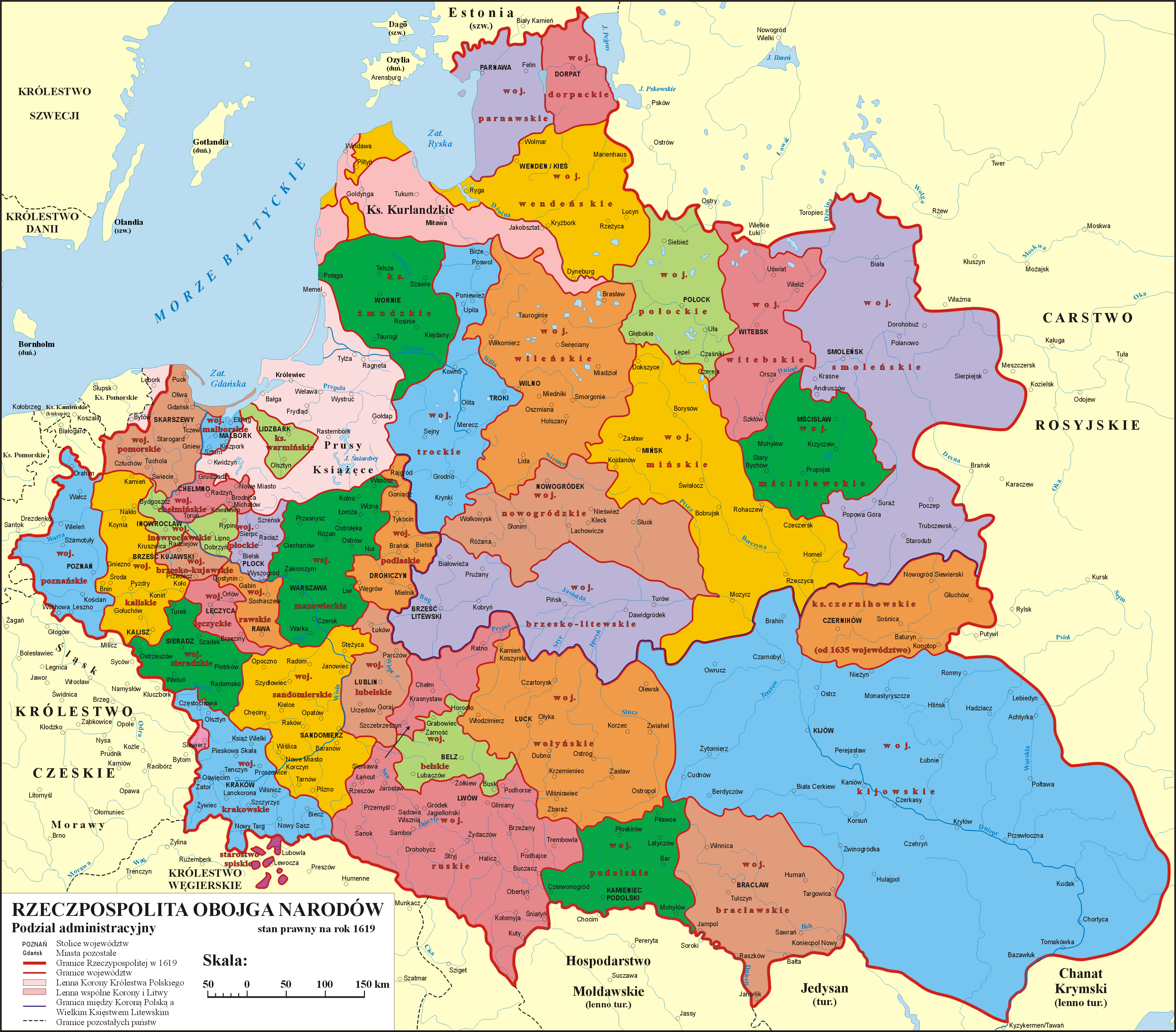
Адміністративний поділ Речі Посполитої, 1619 рік
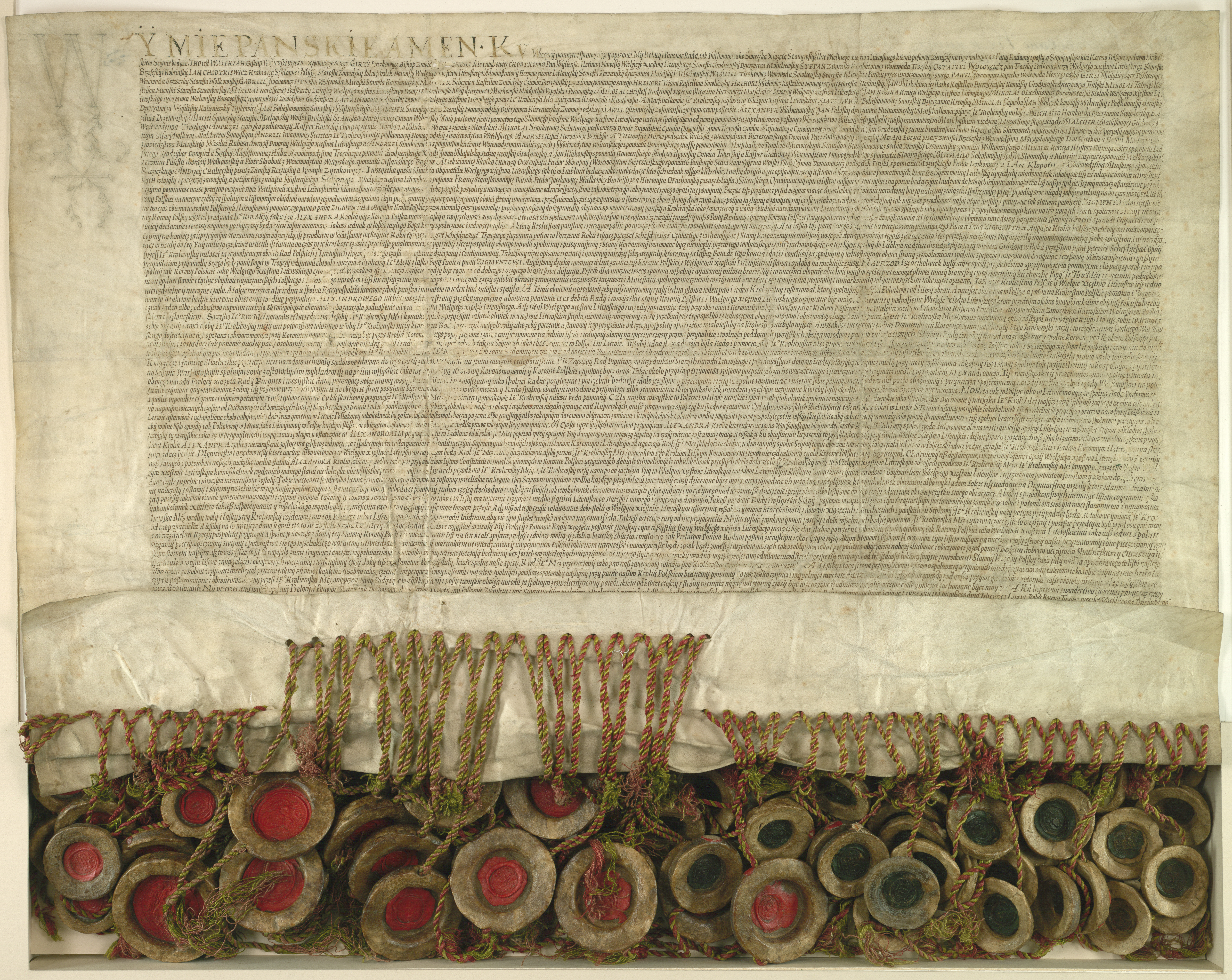
Люблінська унія
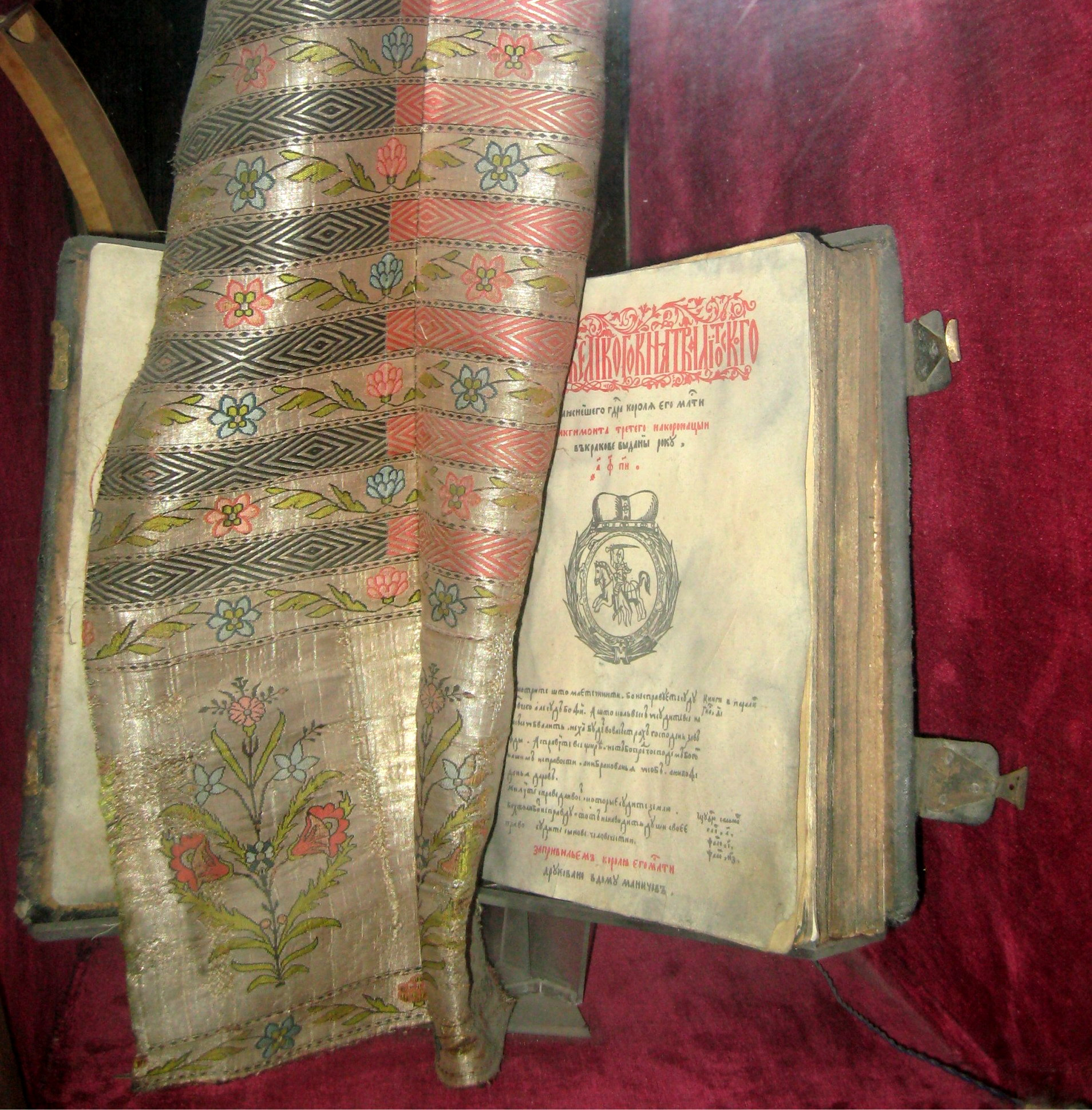
Литовський статут 1588 року і слуцький пояс

#### Релігійні питання
Після публікації 31 жовтня 1517 року Мартином Лютером своїх «95 тез» Європою прокотилась хвиля Реформації. Православні ієрархи мало відрізнялись від розкритикованих католицьких, тому популярність протестантизму сильно зростала на теренах України, разом із поширенням гуманістичної культури епохи Відродження. У католицькій Польщі в цей час розгорнули свою діяльність контреформістський орден єзуїтів Ігнатія Лойоли. Головною їхньою діяльністю було просвітництво, вони засновували численні колегіуми — релігійні навчальні заклади. 1573 року була укладена Варшавська конфедерація, що визначила засади релігійної терпимості в державі. З боку православ'я просвітителем виступив князь Костянтин Василь Острозький, який запросив з Москви друкаря Івана Федорова до Львова, щоб той 1574 року уперше видав православні книги руською мовою — «Апостол» і «Буквар». Вже через 2 роки він за зразком єзуїтських колегіумів у Острозі засновує слов'яно-греко-латинську школу, першим ректором якої став Герасим Смотрицький. 1586 року братство руських ремісників і купців Львова отримало автономію (ставропігію), 1586 року відкрило власну школу й викупило друкарню Федорова. Релігійні питання спричинили бум полемічної літератури (Герасим та Мелетій Смотрицькі, Іван Вишенський, Петро Скарґа, Іпатій Потій). 1582 року папа римський Григорій XIII наказав виправити юліанський календар. За новим григоріанським пропускалось 10 днів, через що між католиками й православними виникла розбіжність у відзначанні релігійних свят й поглибився розкол. На шляху православного просвітництва з миру стали церковні ієрархи Іпатій Потій та Кирило Терлецький, що очолили тих, хто заради особистої вигоди вирішив шукати союзу із католицькою церквою. 1596 року була підписана церковна Берестейська унія, що утворила греко-католицьку церкву (католицькі догмати, православні обряди, влада папи римського) й розколола Київську митрополію, православні в державі залишились поза законом. 1599 року Іпатій Потій став першим греко-католицьким митрополитом, відкрив семінарію в Бересті. Того ж року у Вільно православна та протестантська шляхта уклали договір про спільну боротьбу. 1613 року предстоятелем греко-католиків став Йосиф Рутський, який урівняв в статусі руські школи та єзуїтські колегіуми, реорганізував чернецтво, створив орден святого Василія.

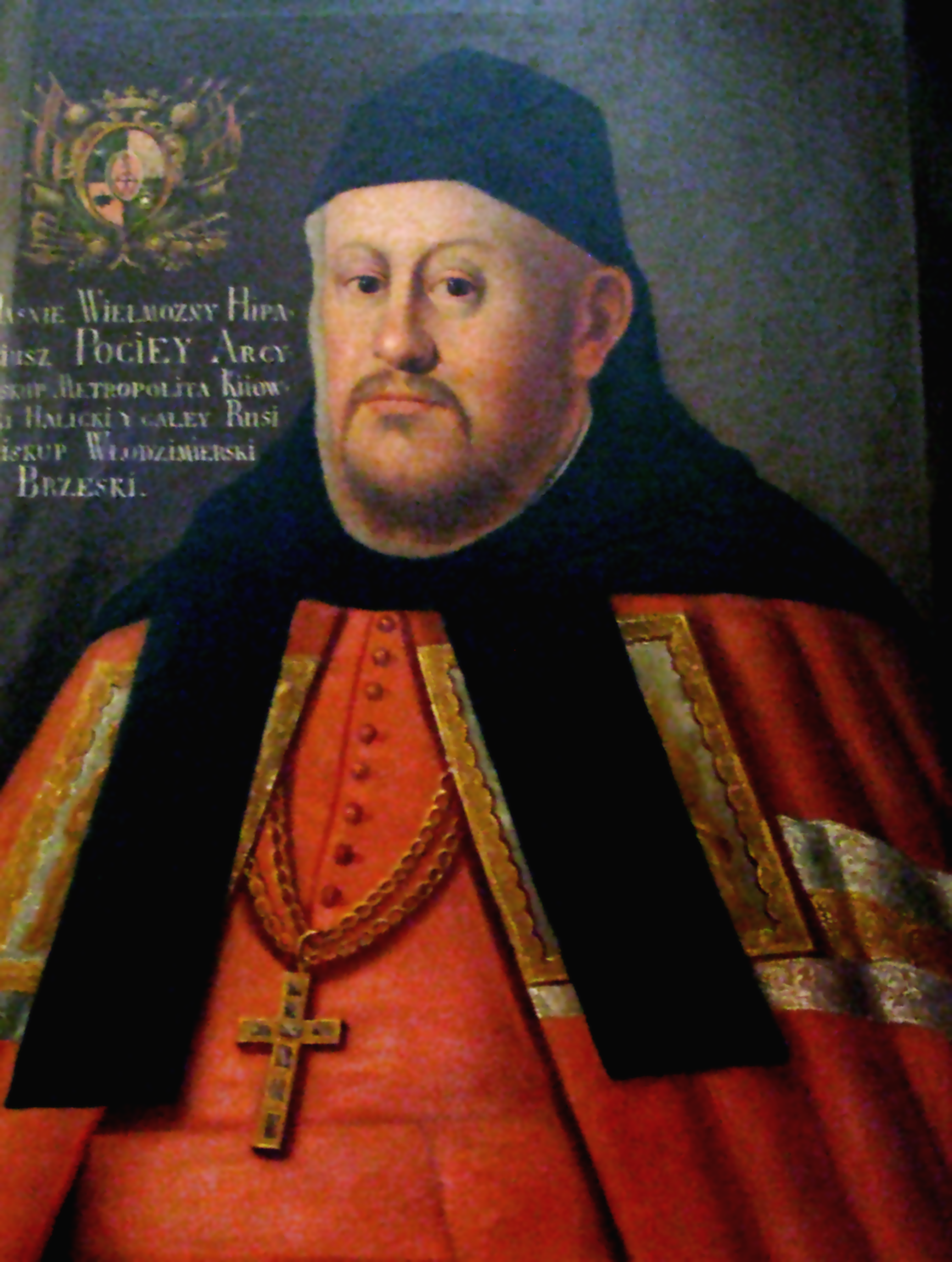
Іпатій Потій
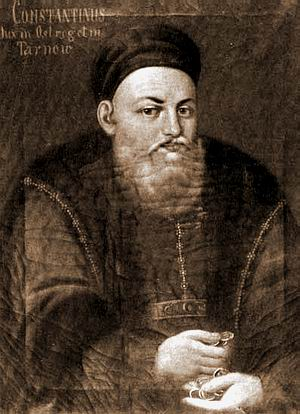
Василь-Костянтин Острозький
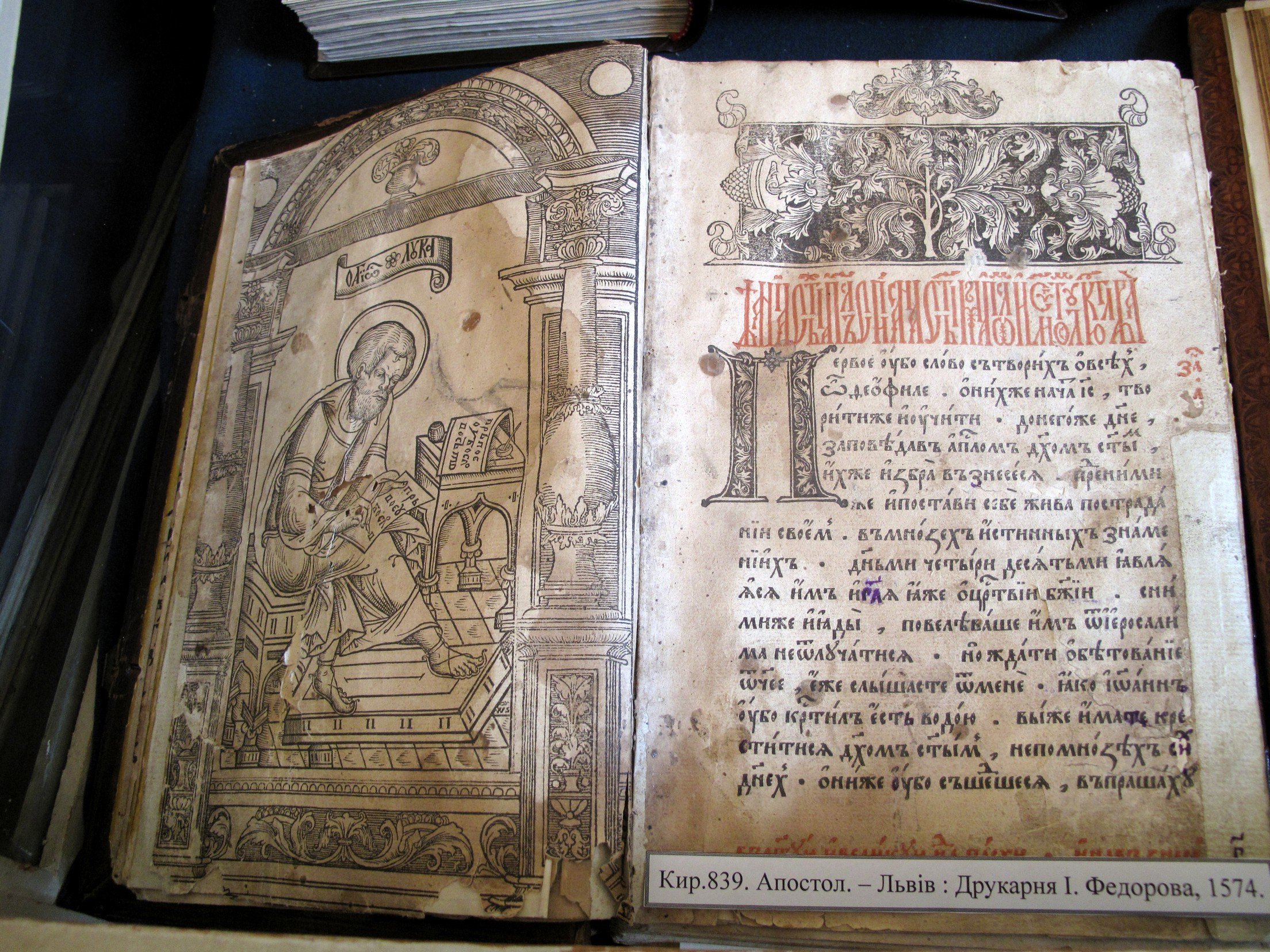
«Апостол» — перша друкована українська книга
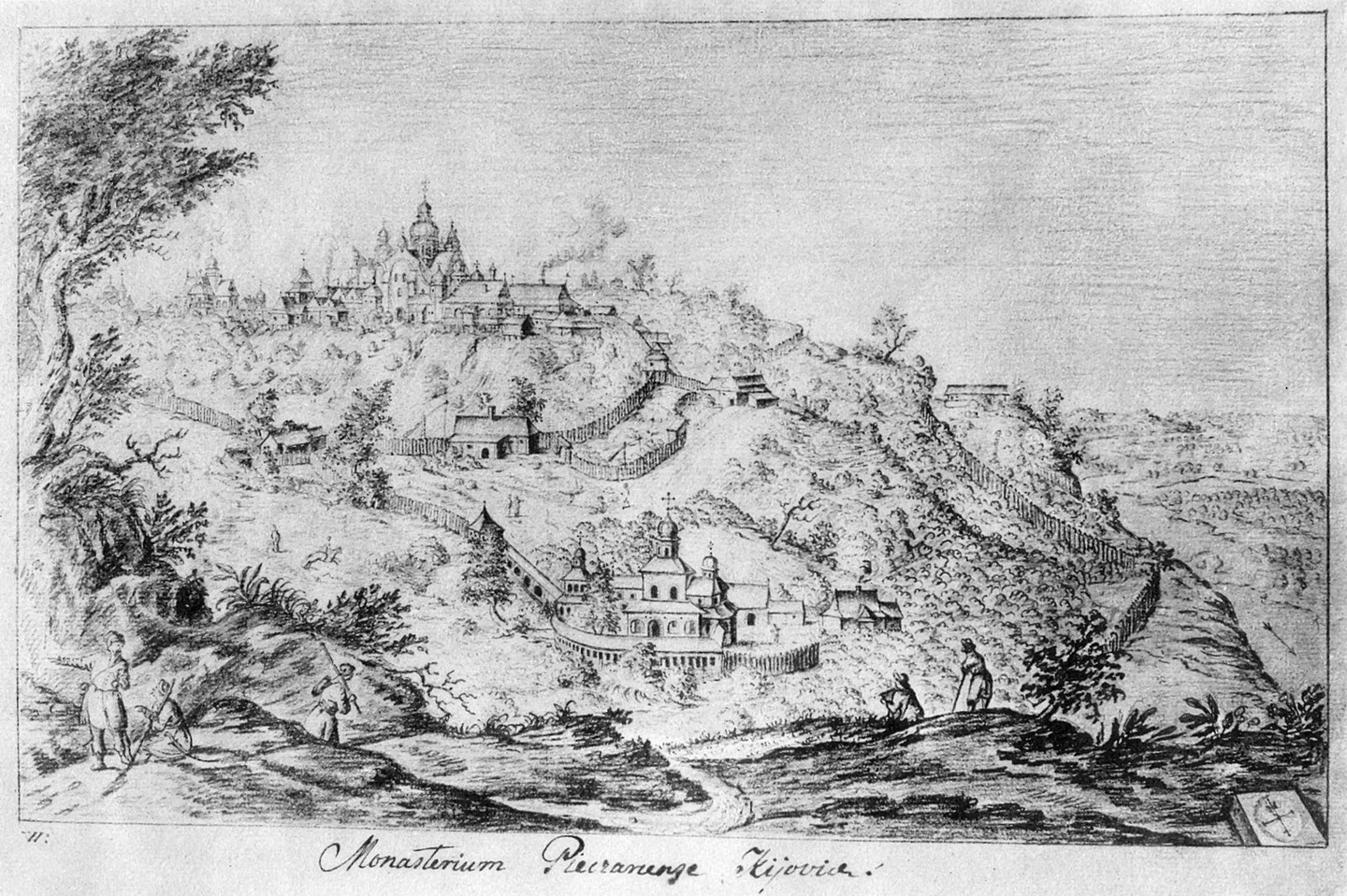
Києво-Печерський монастир
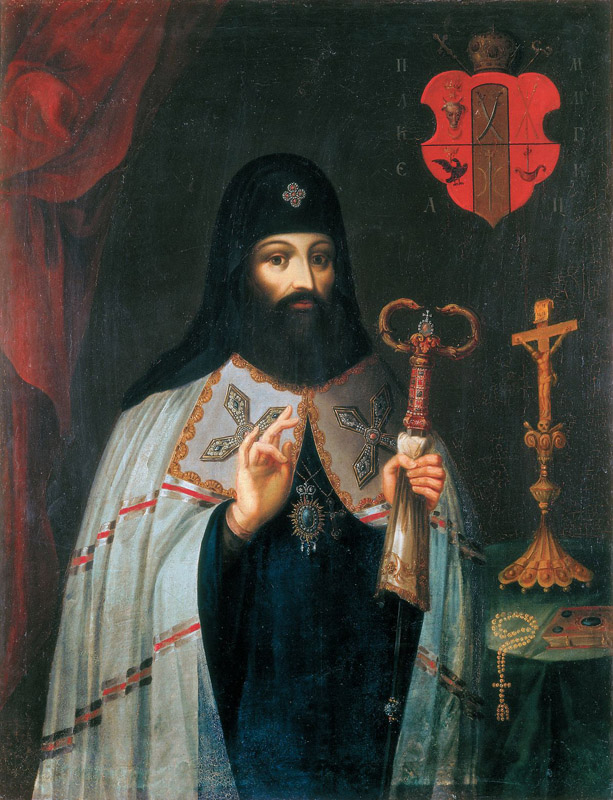
Петро Могила
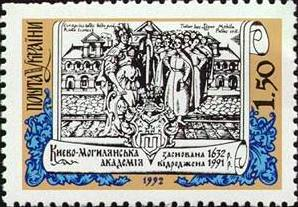
Києво-Могилянська академія на поштовій марці України

1620 року кошовий отаман Петро Конашевич-Сагайдачний домігся того, щоб єрусалимський патріарх Феофан III, що повертався з Москви після висвяти московським патріархом Філарета, висвятив митрополитом Київським, Галицьким та всія Руси Йова Борецького. По смерті Йова 1631 року митрополичу кафедру очолив Петро Могила, що працював над зміцненням владної вертикалі всередині православної церкви, відновив діяльність щорічних церковних соборів, обмежив вплив шляхти, впорядкував діяльність монастирів, 1632 року заснував Києво-Могилянську академію.

#### Козаччина
Супроти татарських набігів на північній межі Дикого Поля з селян, що рятувались від закріпачення на великих фільварках формуються козацькі ватаги. Своєрідними «дверима» в Поле з боку густо заселеного Середнього Подніпров'я були пороги Дніпра, а за порогами починався Низ. Річище тут було засіяне безліччю островів, a Дніпро розділявся на рукави, утворюючи чисельні озера, затоки й протоки — Великий Луг. Слово «козак» тюркського походження й означає «вільну людину». «Козакування» полягало й у землеробстві, рибальстві, тваринництві й полюванні, час від часу вони супроводжували східні каравани. Перша писемна згадка про козаків датується 1492 роком, що напали на турецький корабель у Дніпровому гирлі. Зростання чисельності козацьких ватаг та їхні набіги на землі Кримського ханства створювали постійну напругу у відносинах між литовськими князями і ханом (пізніше Османською імперією). 1556 року магнат Дмитро Байда Вишневецький заради боротьби з кочовиками засновує першу козацьку січ, дерев'яну укріплену залогу, за порогами Дніпра на острові Мала Хортиця. Перша документальна згадка про січ зустрічається у «Всесвітній хроніці» Мартина Бельського. 1559 року, перебуваючи на службі московського царя Івана Грозного воює Азов у пониззі Дону, а 1570 року запоріжці тут засновують Черкаський городок, першу столицю Донського козацтва. Робив також походи на Молдову, був схоплений османами і страчений через підвішування на гаку 1562 року. За свої діяння став популярним героєм усної народної творчості.
Запорожці мали військово-демократичний устрій політичного життя, усі питання вирішували на загальних радах шляхом одностайного прийняття, керівні органи були виборними — отамани та козацька старшина. З часом внаслідок поступового майнового розшарування старшина дедалі більше перебирала на себе владні важелі, відбувалось розшарування й віддалення від бідної частини — голоти, сіроми. Етнічний склад козаків був дуже строкатим, і окрім руських людей, що становили більшість, тут було багато татар, московитів, поляків, угорців і німців. Князь Василь-Костянтин Острозький з метою приборкання козацтва обрав інший шлях й першим почав їх винаймати за платню як прикордонників. Польський король Сигізмунд II Август 1572 року прийняв на державну службу 300 реєстрових козаків під проводом Яна Бадовського, а 1578 року інший король, Стефан Баторій розширив загін до 500 найманців із базою в Трахтемирові. Реєстровцям надали ряд привілеїв: самоуправління, власний виборний гетьман (Ян Оришовський), право володіти землею. Запорозькі ж козаки перебували на нелегальному становищі. Морські походи козаків на чайках значно ускладнювали відносини Речі Посполитої із Османською імперією. Ці вояжі козаків призвели до того, що 1589 року татари здійснили один з найбільших набігів на Україну. Султан Мурад III погрожував привести 200 тис. вершників, якщо поляки не покінчать з козаками. Весняний сейм 1590 року прийняв ухвалу «Порядок щодо низовиків та України», що мусила служити гарантією взятих перед султаном зобов'язань «вивести українних людей з Низу всіх».

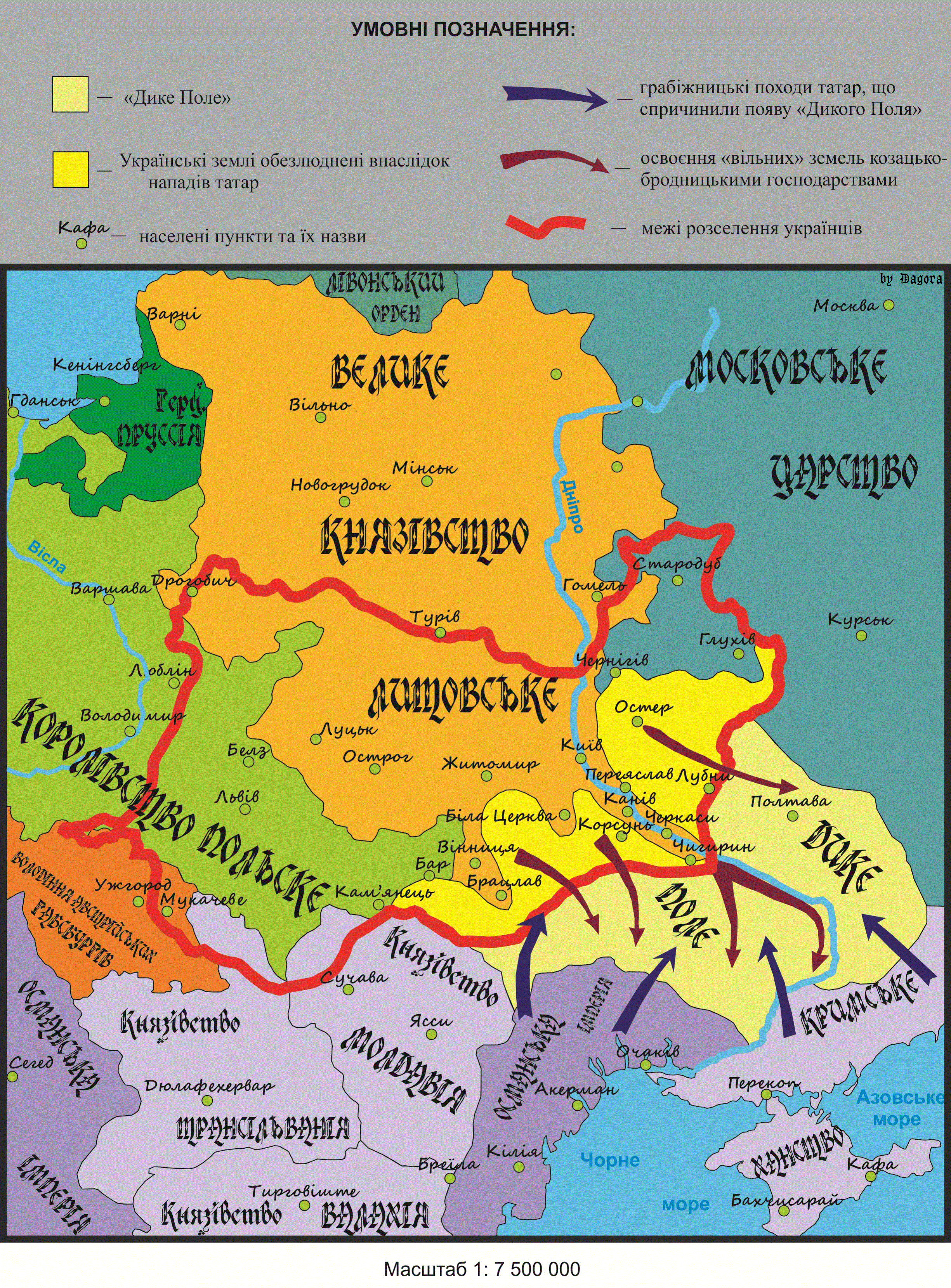
Українські землі в XV столітті
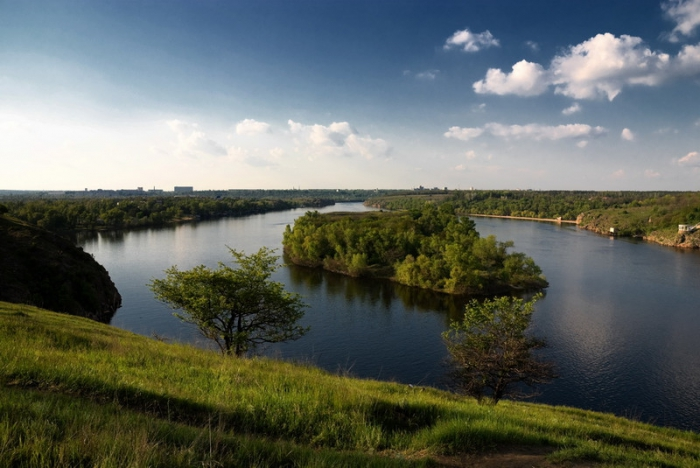
Мала Хортиця
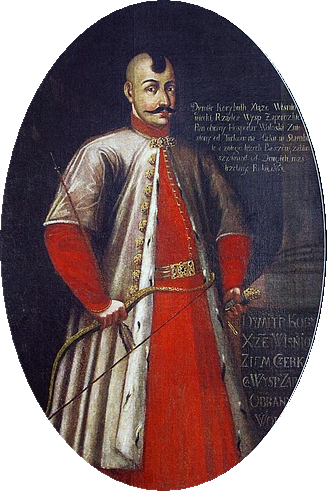
Дмитро Байда Вишневецький
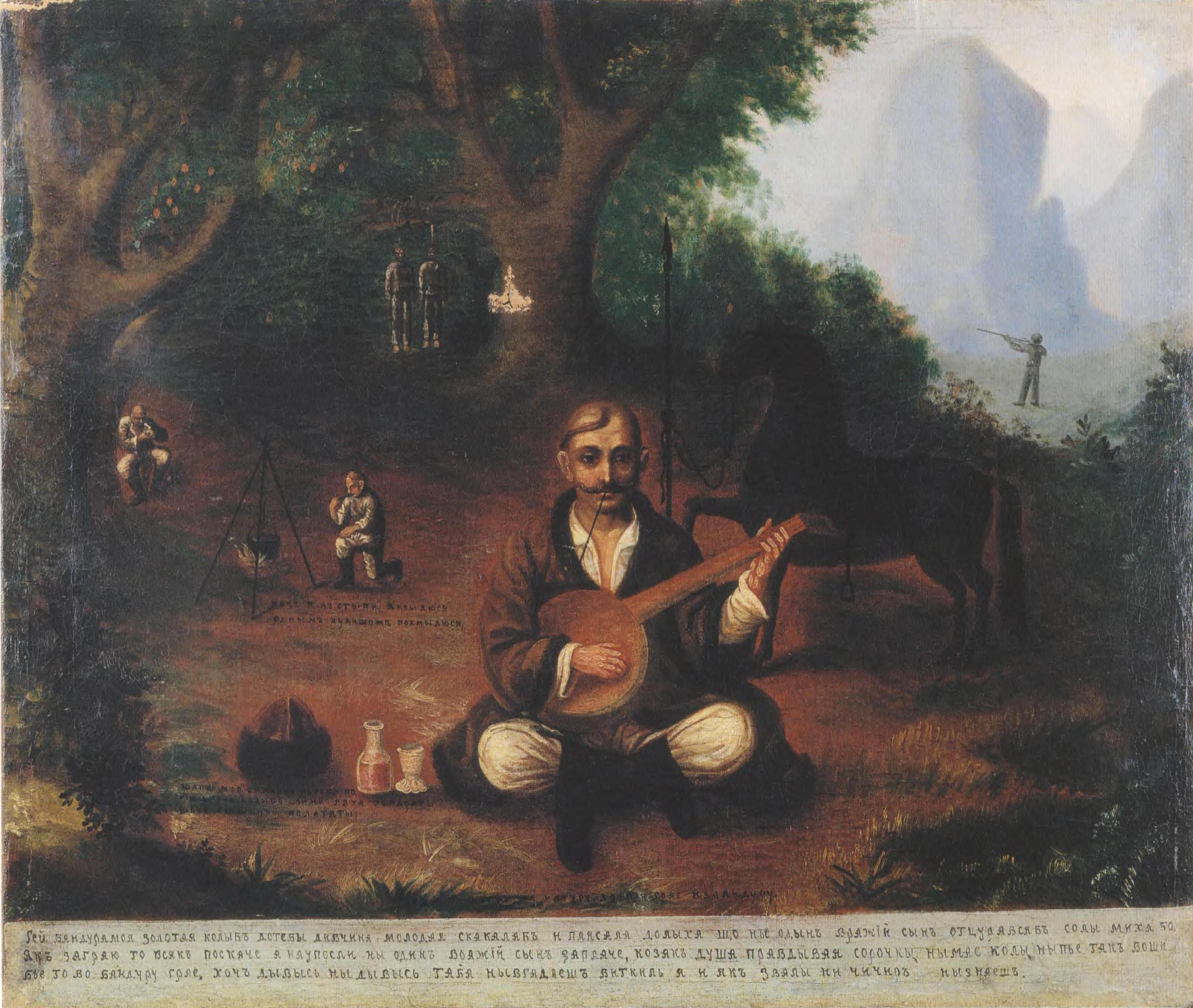
Козак Мамай
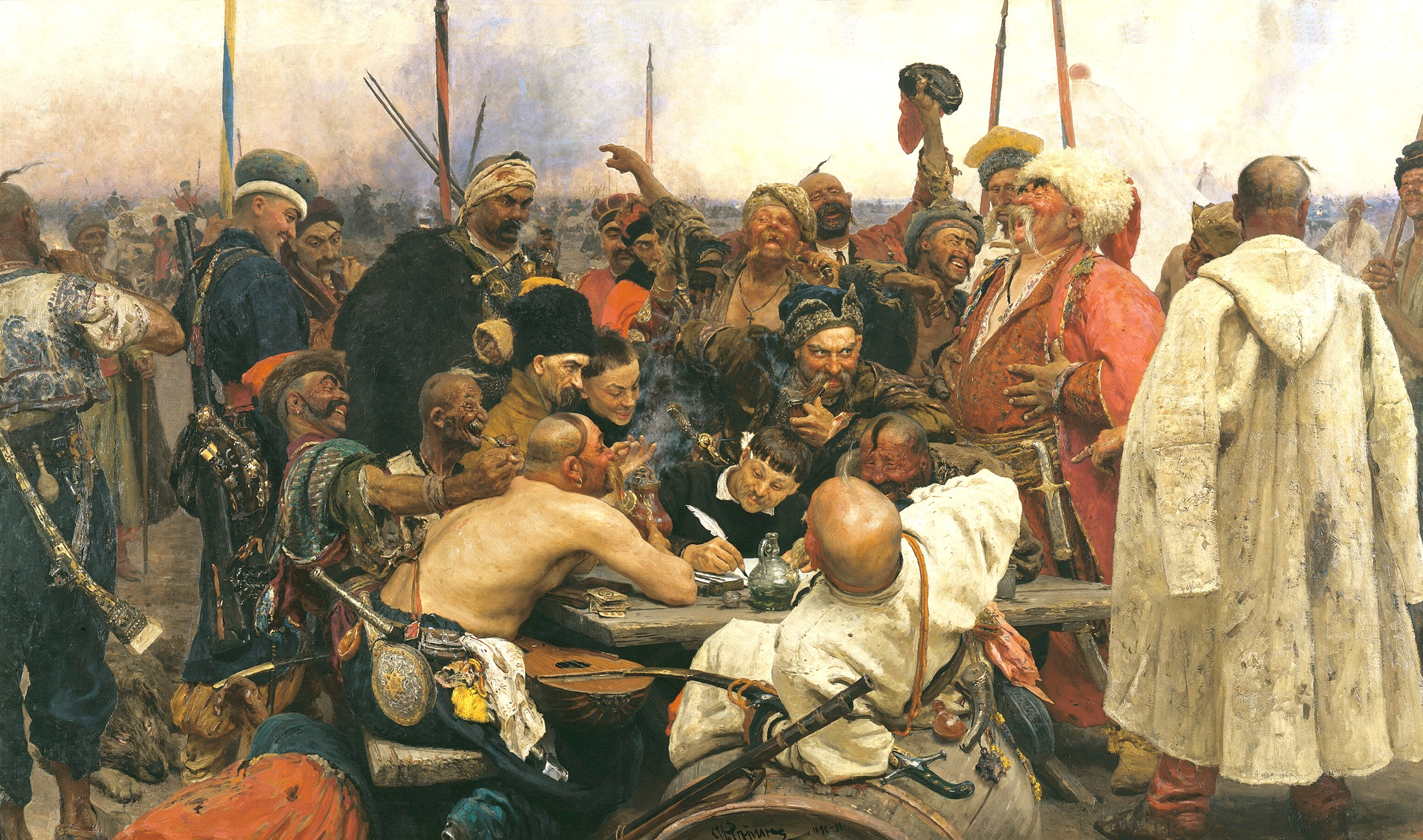
«Запорожці пишуть листа турецькому султану», Ілля Ріпин, 1880 рік

Розширення магнатами власних земель призводило до збройних сутичок і цілих повстань. Так на Київщині впродовж 1591—1593 років вирувало повстання під проводом гетьмана реєстровців, колишнього слуги Острозьких, Криштофа Косинського через землі Білоцерківського староства. Повстання було придушене загонами магнатів під проводом Северина Наливайка, який невдовзі сам підняв 10 тис. козаків на боротьбу із шляхтою впродовж 1594-1596 років, через неспроможність уряду оплатити участь козаків військову участь в австро-турецькій війні в Молдові та Угорщині. Приборкати козацьку армію вдалося лише регулярними силами польного гетьмана Станіслава Жолкевського. Сейм оголосив козаків злочинцями i ворогами держави, але вже невдовзі змушений був звертатись по допомогу боєздатного й дешевого війська у війнах проти Швеції, Московського царства та з турками. Великі загони реєстровиків Самійла Кішки успішно воювали під час польсько-шведської війни в Лівонії у 1601—1602 років, a невдовзі широким полем активності реєстрових, низових і донських козаків стали землі Московщини під час Смути.
Учасник московських походів кошовий отаман Петро Конашевич-Сагайдачний, прославив себе у морських походах козацьких ватаг на човнах-«чайках», які грабували портові міста, звільняли бранців, а 1616 року через 7 століть повторили походи руських дружин і пограбували передмістя Стамбулу. Того ж року звільнили велику кількість рабів в Кафі. 1618 року війська Сагайдачного допомогли відбити в Москви Чернігівщину і Сіверщину. Така активність козаків на морі спричинила Хотинську війну 1620—1621 років між турками і поляками. Перемогти 300 тис. армію турків в Хотинській битві знов допомогли козаки Сагайдачного.

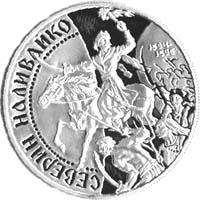
Монета України присвячена Северину Наливайку
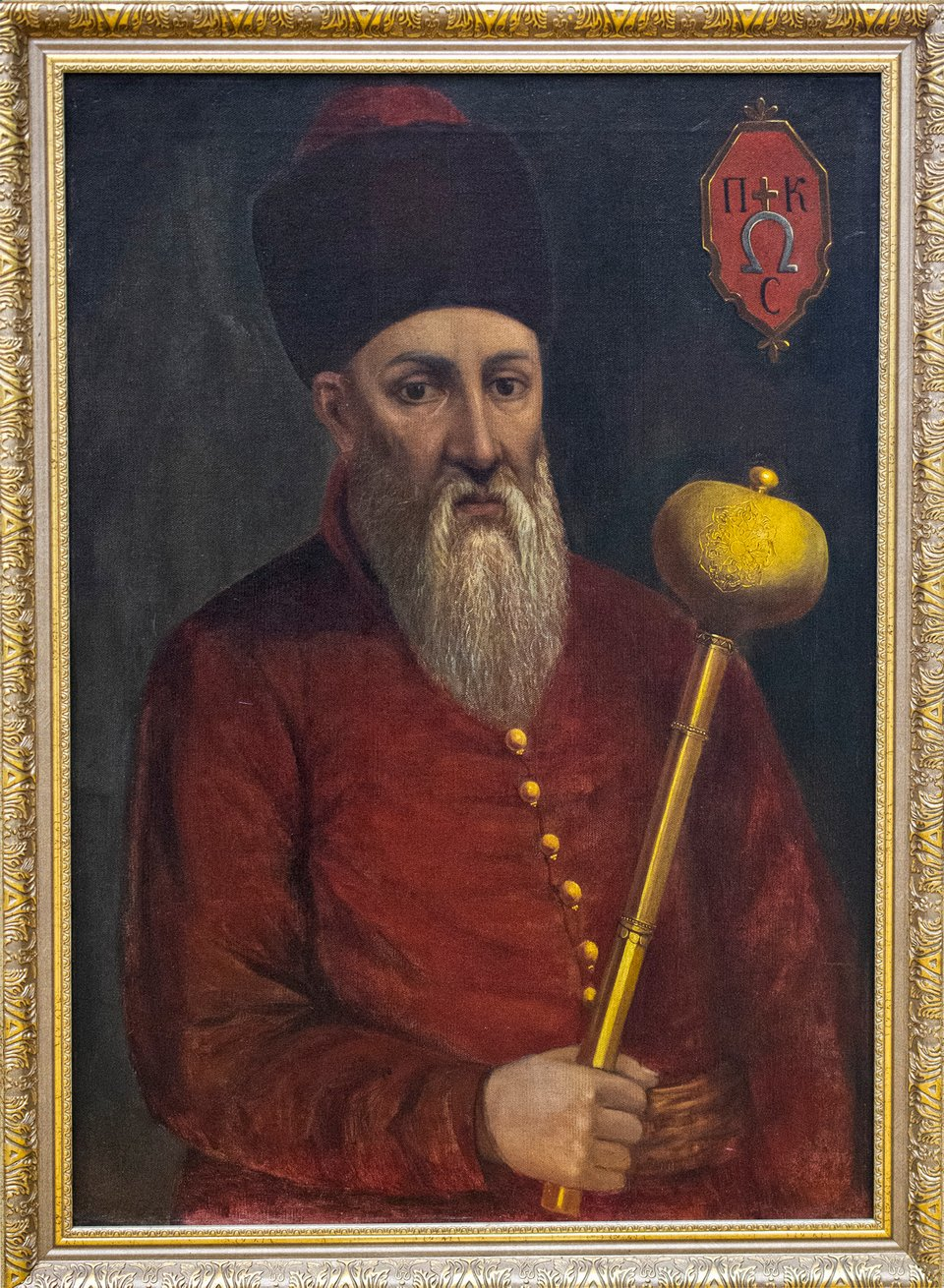
Петро Конашевич-Сагайдачний
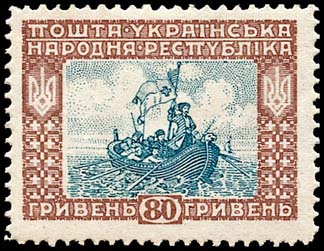
Козацька чайка на поштовій марці УНР
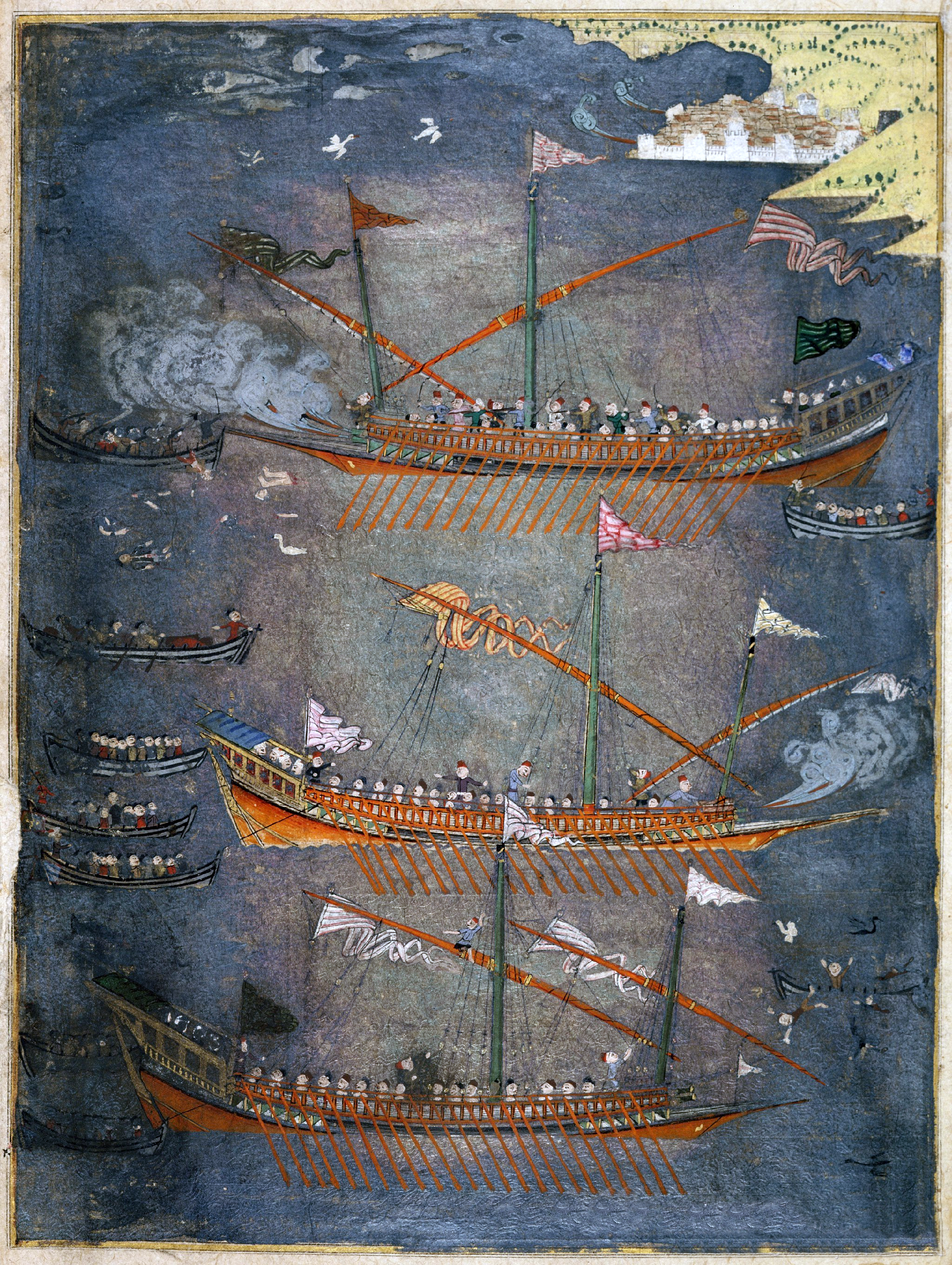
Атака козацької флотилії на турецькі галери в Криму
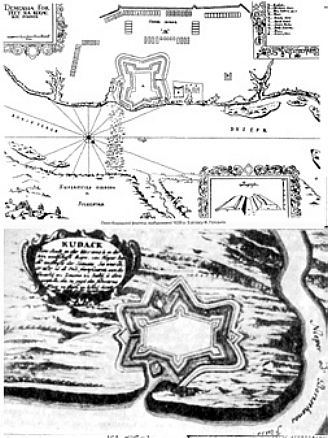
План Кодацької фортеці

У першій половині XVII століття земельні володіння польської шляхти з роду Потоцьких, Замойських, Калиновських, Конецпольських та ін. сягають меж козацьких займищ у степу, що призводить до прямого збройного протистояння між великими землевласниками та вільними козаками, лави яких поповнили реєстровці, чисельність яких після війни зменшили з 40 до 3 тис. Невдоволення нерозглянутими петиціями до короля переросло на Київщині в масове покозачення й повстання Марка Жмайла 1625 року. У результаті якого Куруківськими угодами затвердили 6 козацьких полків реєстровців та налаштували їх проти запорожців. 1630 року відбулося повстання Тараса Федоровича (Трясила). 1635 року французьким інженером Гійомом де Бопланом (автором першої карти України) за наказом сейму з метою не допустити селян на Січ перед першим дніпровським порогом було зведено фортецю Кодак. Яку вже за кілька тижнів захопили й зруйнували повсталі запорожці Івана Сулими. Впродовж 1637-1638 років відбулися повстання Павла Бута (Павлюк), Дмитра Гуні та Якова Острянина. Після придушення повстань польський сейм утвердив «Ординацію Війська Запорізького», що скасувала всі права і привілеї реєстровців, відновила фортецю Кодак й спричинила на 10 наступних років «золотий спокій».

### Українська козацька держава
Українське селянство все сильніше відчувало гніт покріпачення магнатами, навіть на новоосвоєних землях пільгові роки закінчувались й розпочинались звичаєві утиски. Так само містяни в приватних містах були незадоволені відсутністю самоврядування. Дрібна шляхта не бачила рівних можливостей із магнатами. Православні чітко бачили різницю між власними правами і правами католиків. Усе це призвело до поступового уявлення населенням руських воєводств про свою окремість як народу по відношенню до народу польського королівства та населенню литовського князівства, що мало дещо відмінні права та умови життя. Проте як більшість руського політикуму вже ополячилась і покатоличилась, керівна роль у гартуванні політичних ідей і становленні українців як окремої нації відійшла до прошарку вільного й озброєного козацтва.

#### Хмельниччина
Приводом до нового козацького повстання та закінчення «золотого спокою» став звичайний напад 1647 року чигиринським підстаростою Данилом Чаплинським на хутір Богдана Хмельницького Суботів, під час якого було вбито сина й захоплено в полон дружину. Хмельницький із синами втік на Січ, де вміло переманив на свій бік запорожців, які обрали його своїм ватажком, заручився підтримкою 40 тис. ногайської кінноти Тугай-бея у кримського хана Іслам Ґірея III, на початку лютого 1648 року розбив залогу коронного війська на Січі й розпочав повстання. 1648 року було здобуто ряд перемог над військами шляхти (Стефана Потоцького і Мартина Калиновського) під Жовтими Водами, Корсунем, Пилявцями. У боях яскраво проявив себе «права рука» Хмельницького — Максим Кривоніс. Повстання підтримав простолюд, селяни і міщани нападали на маєтки, знищували шляхту, католицьких священників та євреїв[джерело?]. Війська повстанців дійшли до Замостя, де Богдана чекала звістка про вибори сеймом нового короля та призначення воєначальником посполитого війська князя Яреми Вишневецького. Маючи надію домовитись із новим королем, Богдан відвернув від Варшави й 2 січня 1649 року урочисто завітав до Києва як національний герой через Золоті ворота. Перебуваючи у Києві Богдан значно змінив свою позицію з «козацького автономізму» в рамках Речі Посполитої до звільнення «з лядської неволі… народ увесь руський… по Львів, Холм і Галич». Домовитись із новообраним королем Яном ІІ Казимиром не вдалося. Влітку 1649 року на допомогу 100 тис. повсталим українцям під Зборовом із власним військом прийшов сам Іслам-Ґірей III. Після домовленостей з татарами король 20 серпня прийняв Хмельницького з його «Козацькими пунктами». Облога Збаража була знята, і війська короля рушили у напрямку Львова, війська Хмельницького до Києва, а татари до Криму, збираючи ясир. Результатом Зборівської битви стали Зборівські угоди, за якими реєстр із 40 тис. Війська Запорізького отримував автономію Гетьманщини (Київське, Чернігівське і Брацлавське воєводства), обіцянку скасування берестейської унії, амністії та вигнання євреїв, єзуїтів і польських військ, скасовувалося кріпосне право та фільваркова система. Незадоволеними залишався простолюд, що повинен був повернутись до своїх панів. Так Українська держава постає на світовій арені вже як суб'єкт.
Першим кроком на міжнародній арені Богдана як самостійної сили було намагання під час Молдовського походу 1650 року укласти «династичний шлюб» із молдовським господарем Василєм Лупулом, оженити свого сина Тиміша на його донці Розанді й отримати таким чином союзника у війні із Річчю Посполитою. 28 червня 1651 року відбулася наймасштабніша сутичка визвольної війни — битва під Берестечком, де війську 80-140 тис. українців та татар протистояло 80-200 тис. польського війська. Через зраду татар, що полонили Хмельницького, та вправність польського війська козаки відступили. Роль наказного гетьмана взяв на себе Іван Богун. Через непорозуміння між селянською й козацькою частинами війська, було знищено 8 тис. війська, втрачена частина артилерії, гетьманська булава й печатка. За результатами битви було підписано Білоцерківські угоди, за якими шляхті повертали маєтки у Брацлавському і Чернігівському воєводствах, а Гетьманщина обмежувалася лише Київським. Удвічі зменшували козацький реєстр і забороняли самостійну зовнішньополітичну діяльність. Населення Правобережної України, занепокоєне появою попередніх дідичів, почало кидати свої оселі й переселятися на схід, на Лівобережжя й Слобожанщину. Цей документ не був підписаний сеймом, бо вперше в історії польського парламентаризму один шляхтич скористався своїм правом вето.

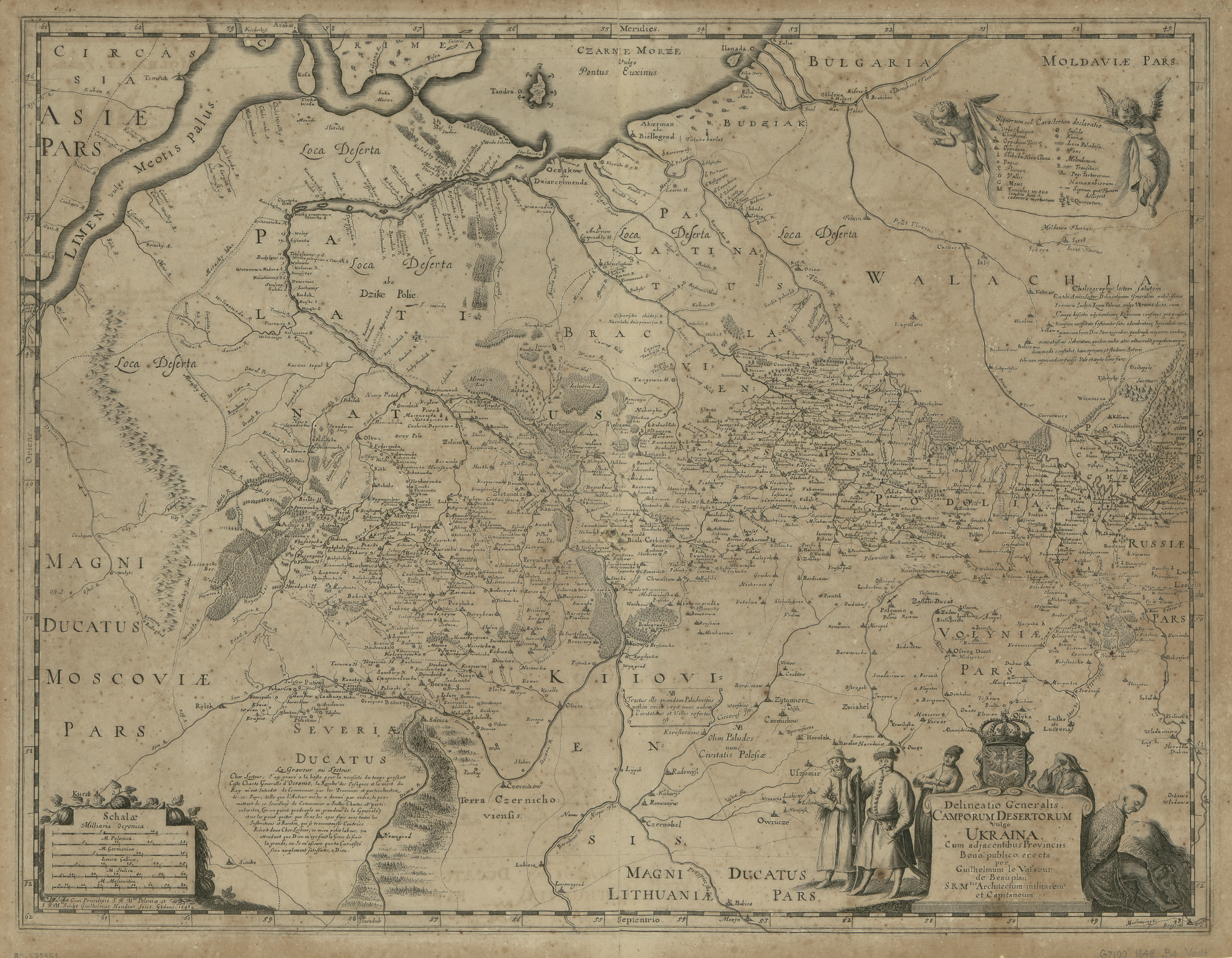
Карта України, 1648 рік
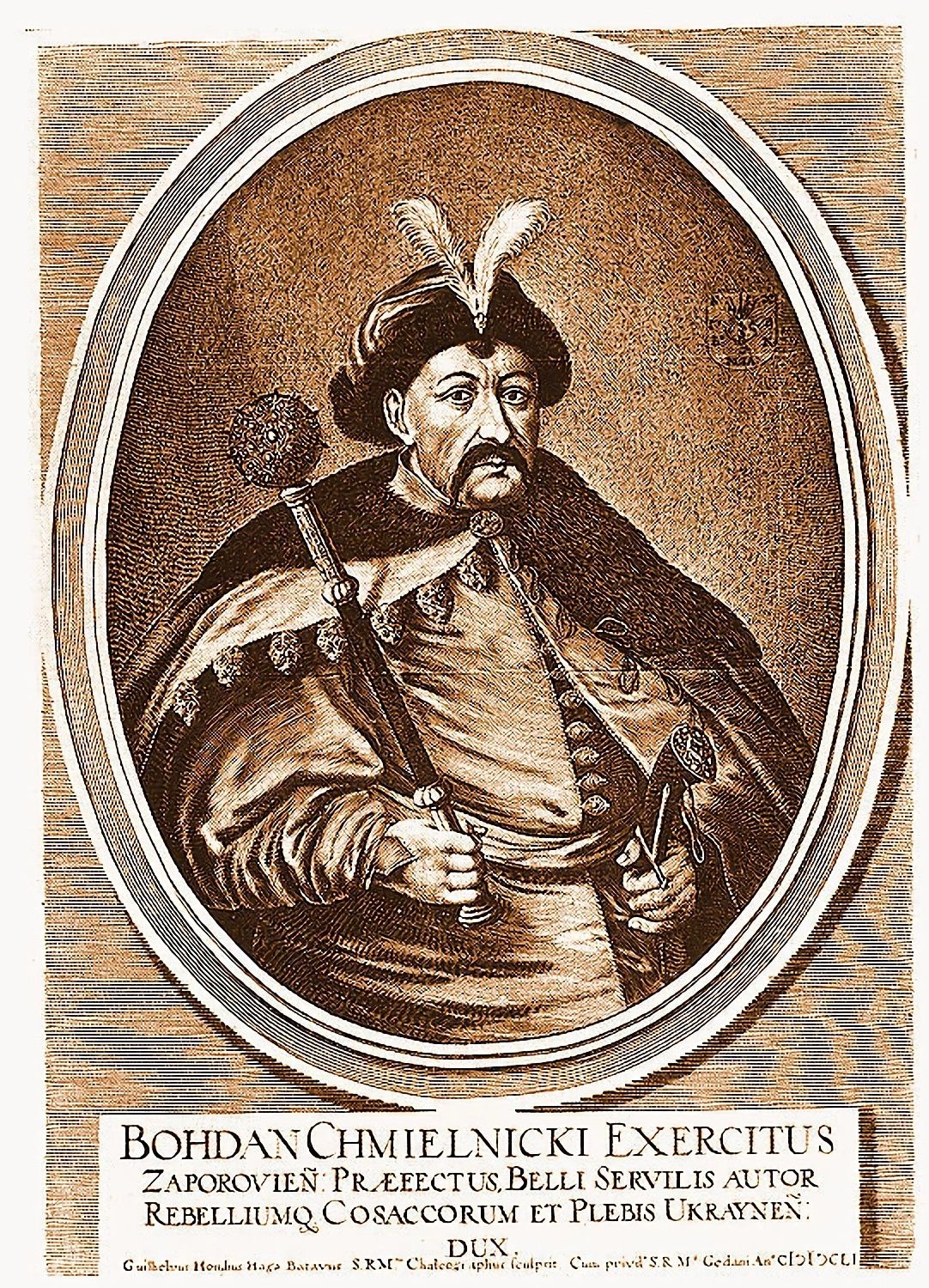
Богдан Хмельницький
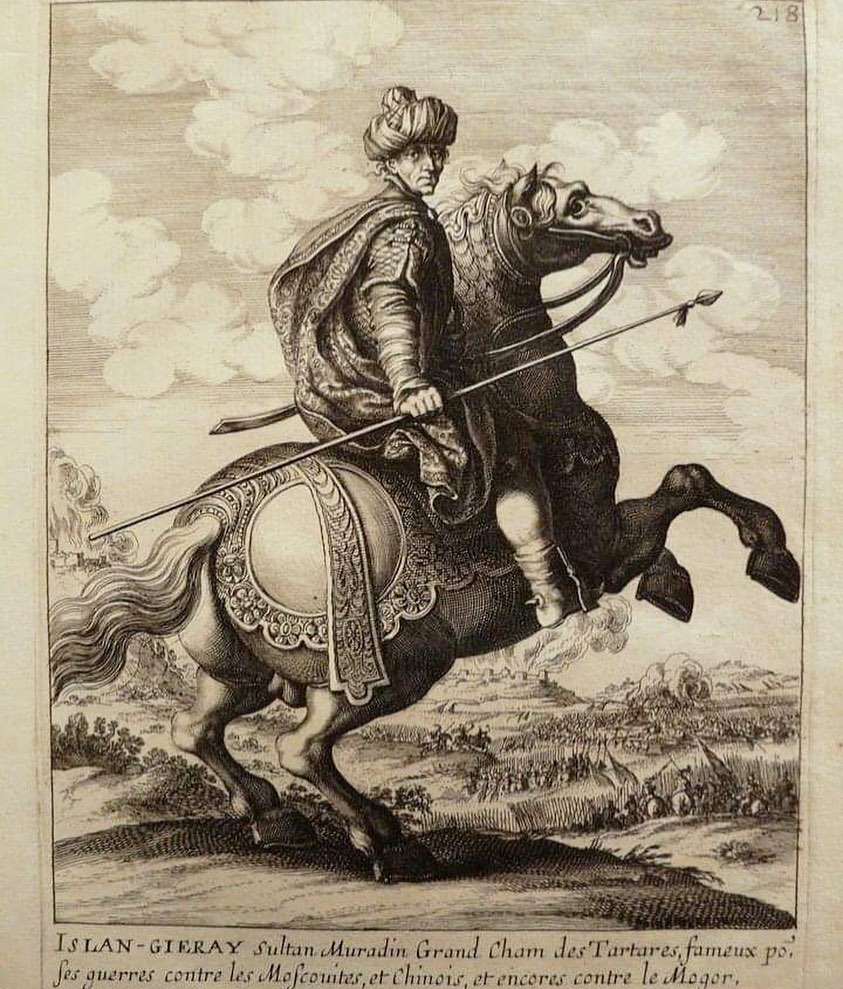
Іслям Ґірей III
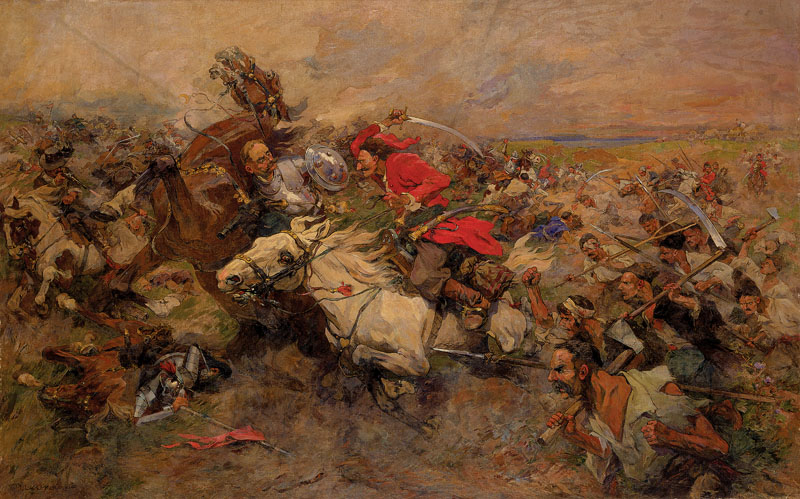
«Бій Максима Кривоноса з Ієремією Вишневецьким», Микола Самокіш, 1934 рік
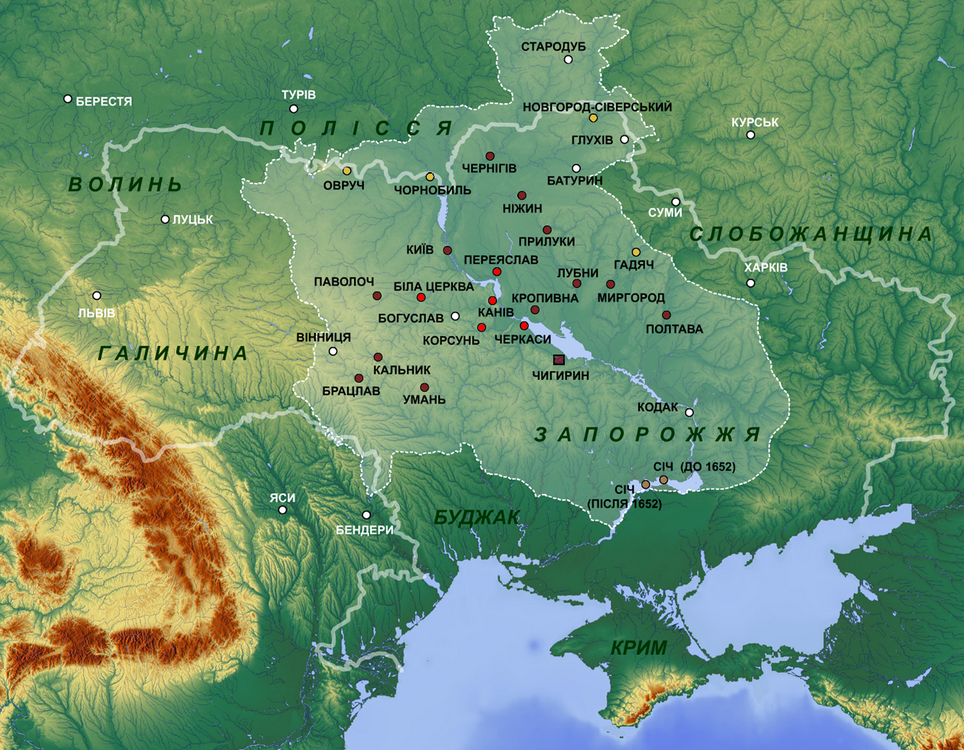
Приблизні межі території Гетьманщини

Вже наступного року Богдан Хмельницький зі свого боку порушує угоду, йде походом на Молдову, де одружує Тиміша на Розанді, фактично посвоячившись із литовським великим гетьманом Янушем Радзивіллом, що одружився з сестрою Розанди, Оленою. Хмельницький 1653 року перемагає польське військо під Батогом і козацько-татарське військо бере в облогу короля Яна ІІ Казимира в Жванці. Під час якої Іслам Ґірей не дозволив отримати повну перемогу й розчарував Хмельницького як надійний союзник. У результаті було поновлено дію статей Зборівської угоди. 11 жовтня на прохання Богдана Хмельницького Земський собор Московської держави ухвалив прийняти Військо Запорозьке «з городами їх і землями під государя високу руку».

#### Союз із Москвою і Швецією
У 8 січня 1654 року на Лівому березі Дніпра у Переяславі Хмельницький скликав раду, на якій частина козаків присягла на вірність московському царю Олексію Михайловичу. Не присягнули ряд полковників (Уманський, Брацлавський, Полтавський і Кропив'янський) разом із Іваном Богуном, а також духовенство. Делегація боярина Василя Бутурліна привезла рішення Земського собору та відкинула зустрічну вимогу козацтва на особисту царську присягу козакам. Рішення Переяславської ради було закріплено Березневими статтями, в яких прописувався 60 тис. козацький реєстр та виборність старшини, проголошувався московський протекторат, дозволялась самостійна зовнішня політика, окрім як з Польщею та османською Портою. Москва зобов'язалася піти війною на Річ Посполиту, а на кордонах Гетьманщини виставлялись московські залоги. Таким чином українське питання переросло із внутрішньої проблеми у міждержавну. Навесні 1654 року Москва захопила Смоленськ і просунулась до Березини, розпочалась тривала московсько-польська війна. Наступного року шведський король Карл X Густав, підбурюваний посполитою шляхтою, що була незадоволена зміцненням королівської влади, зненацька розпочав війну проти Речі Посполитої під час Штурмдорфського перемир'я. Шведські війська окупували Великопольщу, Ліфляндію, Курляндію, восени обложили Краків і взяли штурмом Варшаву. Богдан Хмельницький спільно з російським допоміжним корпусом узяв в облогу Львів. Король Ян Казимир збіг до австрійської Сілезії. Цей період окупації шведами-лютеранами в польській історіографії заведено називати «шведським потопом». Велику роль у народній партизанській боротьбі зі схизматиками («шарпаній війні») відіграв київський каштелян Стефан Чарнецький, відомий жорстокими розправами як з повстанцями, так і з мирним українським населенням. Впродовж 1656 року королю вдалося визволити більшість земель і вже в жовтні в Немежі біля Вільна було підписано московсько-польське Віленське перемир'я, з обіцянкою Олексію Михайловичу стати польським королем після смерті Яна Казимира. На противагу цьому Хмельницький розгорнув дипломатичну діяльність, результатом якої стало затвердження в замку Раднат антипольської коаліції між Семигородом, Швецією, Бранденбургом та Гетьманщиною (разом із Молдовою і Волощиною) і планів першого поділу Речі Посполитої. Смерть Хмельницького 6 серпня 1657 року й австрійсько-польське зближення завадили цим планам.

#### Руїна
Період після смерті Богдана Хмельницького від 1657 до 1687 року, що відзначився розпадом держави, міжусобицями, поділом території по Дніпру між Річчю Посполитою та Московською державою та іноземною інтервенцією, зветься в українській історіографії «Руїною».
По смерті Богдана гетьманом було обрано його малолітнього сина Юрія, а генерального писаря Івана Виговського його регентом. Виговський пішов на зближення з польською шляхтою, результатом чого було підписання 16 вересня 1658 року Гадяцької угоди, що декларувала перетворення Речі Посполитої на триєдину федерацію Польської корони, Великого Литовського та Руського князівств зі спільним сеймом, військом і зовнішньою дипломатією та під керуванням виборного короля. Проте вона не була реалізована через опір з боку промосковської опозиції. У жовтні 1658 року московський уряд зірвав Віленське перемир'я і відновив воєнні дії, захопивши майже всю Білорусь і Литву, 1659 року московське військо було нагло спрямоване на Україну, але 9 липня під Конотопом вщент розгромлене спільним військом Виговського і кримського хана Мехмед Ґерая IV. Однак через дії козацької опозиції Якима Сомка, Виговський змушений був зректися булави на користь Юрія. На новій Переяславській раді 1659 року під охороною московського війська князя Трубецького було поглиблено залежність Запорізького війська від Москви. 1660 року біля Ґданська було підписано Олівський мир між Польщею і Швецією. У цей час загони Стефана Чарнецького звільняють Білорусь і Литву, під Чудновом поляки оточують загони Шереметьєва та Юрія Хмельницького й змушують підписати Слободищенський трактат. Відбувається поділ козацької України на вірне московському царю Лівобережжя й прибічників Речі Посполитої на Правому березі Дніпра. Після невдалого походу на Лівий берег проти Якима Сомка, Юрій Хмельницький зрікся булави й постригся в ченці під іменем Гедеон.
1663 року в Ніжині відбулась Чорна рада на якій за підтримки Івана Сірка було обрано гетьманом Лівобережжя Івана Брюховецького. Він підписав Московські статті за якими розпочалось омосковщення Лівобережної України. Того ж року гетьманом Правобережжя обрано Павла Тетерю, який поступився 1665 року булавою на користь Петра Дорошенка. 9 лютого 1667 року в Андрусовому, під Смоленськом, між поляками й московитами було укладено Андрусівський мир, за умовами якого до Росії відходила Смоленська земля і Лівобережна Україна з Києвом; Запорозька Січ мала перебувати під спільним контролем обох держав. У відповідь на поділ України Дорошенко проводить ряд реформ, набирає наймане військо сердюків і перемагає Брюховецького. На раді в Корсуні він обирається гетьманом «обох берегів Дніпра» і разом із кримським ханом Мехмед Ґераєм IV у вересні 1668 року оточує загони польського гетьмана Яна Собеського під Підгайцями. Але козацько-татарський союз було порушено походом запорізького отамана Сірка на Крим. Собеський уклав мирні угоди із татарами і козаками. Наступного року поляки визнали Дорошенка виборним гетьманом. Його не задовольнили польські поступки й у березні 1669 року на козацькій раді біля Корсуня Військо Запорозьке проголосило свій перехід під протекторат Порти, всі етнічні українські землі проголошувались Українським санджаком. Того ж року гетьманом Лівобережної Гетьманщини обрали Дем'яна Многогрішного, який підписав Глухівські статті з Москвою. Пропольська партія на чолі із Миколою Ханенком на Правому березі влітку того ж року прийняла на раді під Уманню клейноди від польського короля. Впродовж 1671-1672 років Собеський і Ханенко встановлюють свою владу на Поділлі, проте Дорошенко за допомогою турецької та татарської армії Мехмеда IV та Селім Ґерая бере в облогу Кам'янець і Львів. За результатами Бучацького трактату 1672 року Поділля відходило Османській імперії, а Дорошенко перебирав владу на Правобережній Україні. Того ж року на Лівому березі гетьманом обрали Івана Самойловича, який підписав нові Конотопські статті, чим значно обмежив свою самостійність. 1673 року Собеський розбиває турок під Хотином і обирається новим королем Речі Посполитої під іменем Яна III. Невдачі у війні проти турецько-українського союзу змусили його підписати вже через три роки під Журавно мир з османами. Петро Дорошенко ж зрікся булави, присягнув московському царю й служив на засланні в'ятським воєводою, гетьманом турецької частини України знов проголосили Юрія Хмельницького. Його війна 1677—1681 років із Москвою і Самойловичем розорила Правобережжя, 1679 року частину населення депортувала на Лівий берег і Слобожанщину — Великий згін. Війна закінчилась Бахчисарайським миром й закріпленням Правого берега за Туреччиною. 1683 року польська армія за участі правобережних козаків на чолі з Семеном Палієм прийшла на допомогу австрійській армії під час облоги Відня. Війська європейської коаліції в генеральній битві 12 вересня вщент розгромили турецьку армію й зупинили османську експансію до Європи. 6 травня 1686 року в Москві було підписано Вічний мир, угоду за якою Смоленська земля, Лівобережна Україна з Києвом та Запоріжжя відходили до Російської держави, за що вона зобов'язувалась допомогти державам Священної ліги у війні з турками.

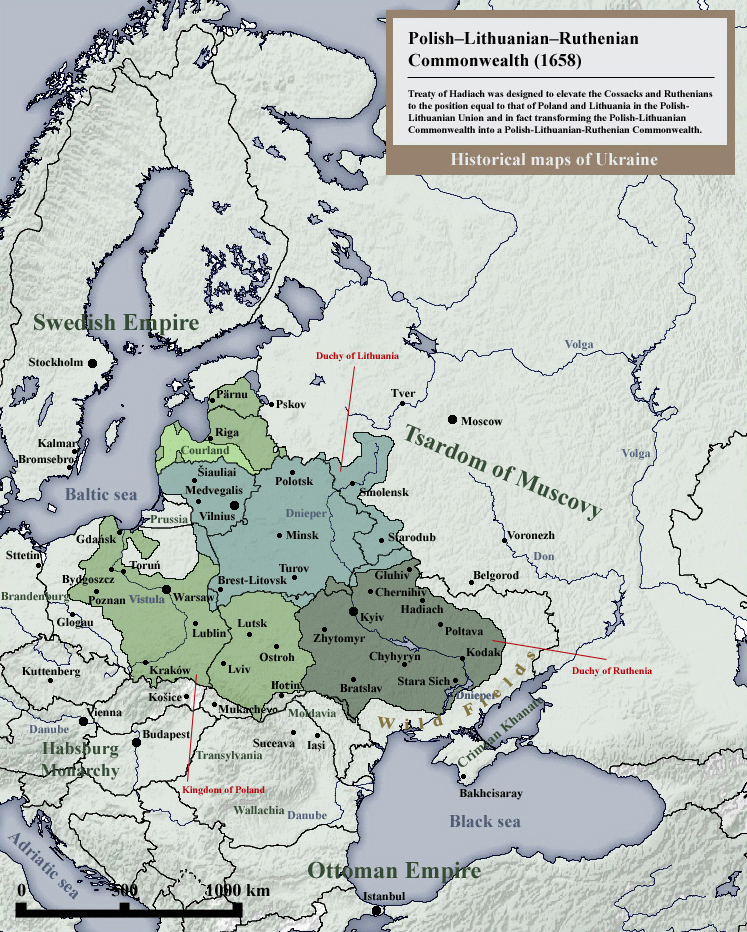
Польсько-литовсько-руська держава за проєктом 1658 року
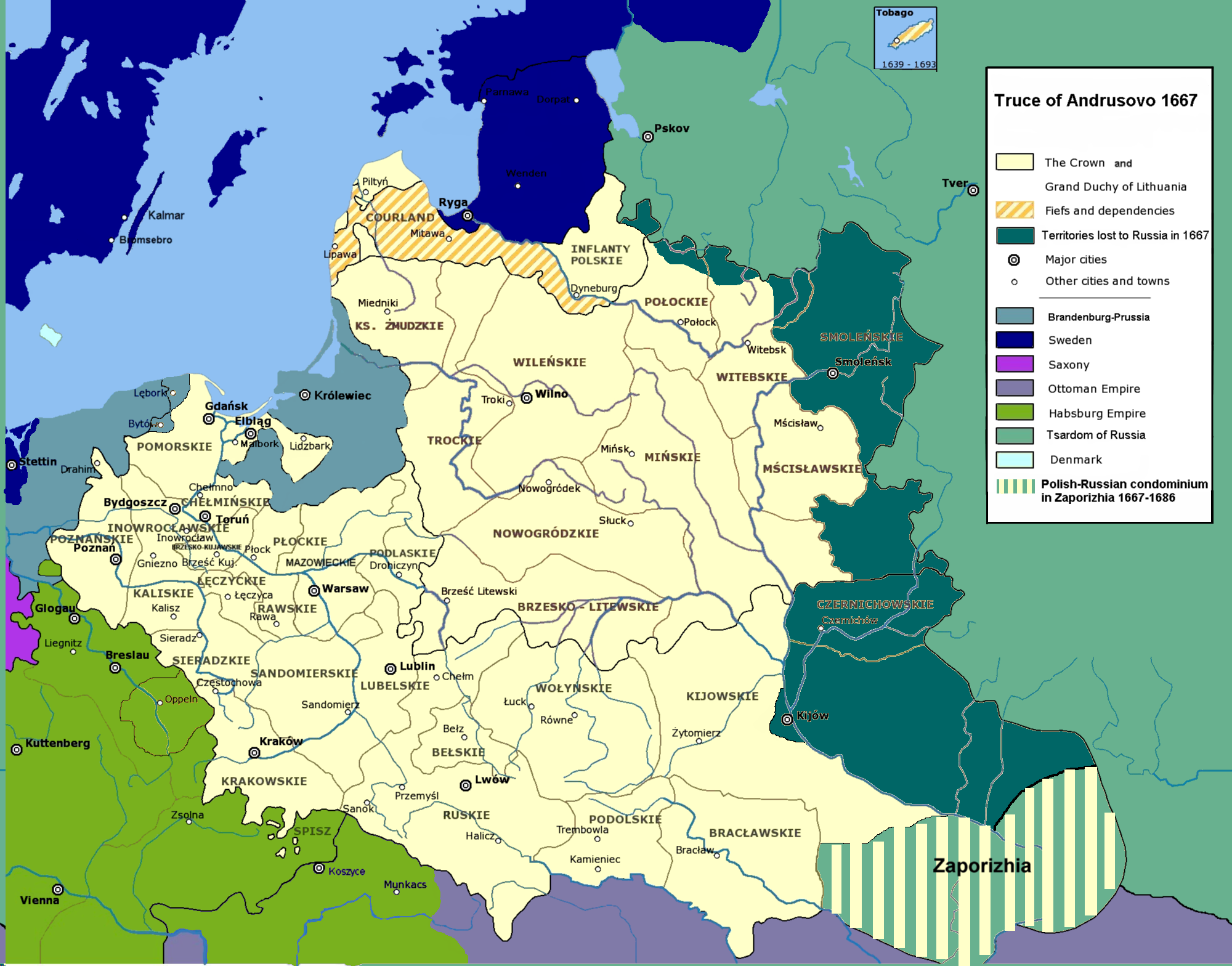
Поділ Речі Посполитої за Андрусівським миром
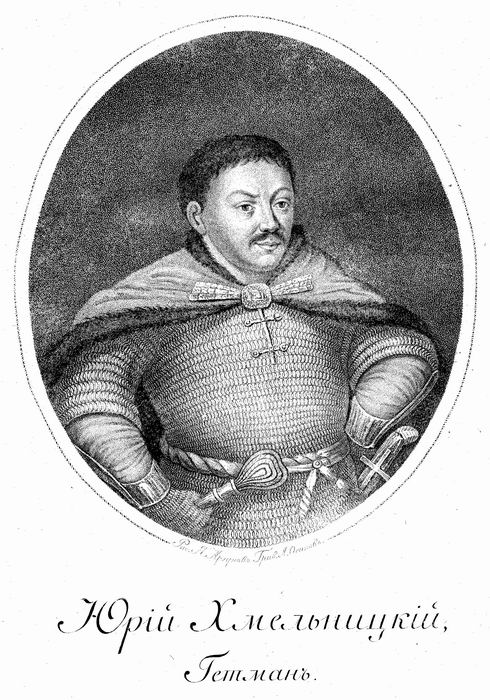
Юрій Хмельницький
Іван Виговський
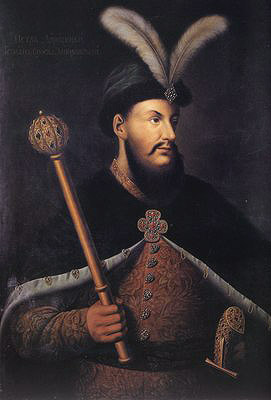
Петро Дорошенко
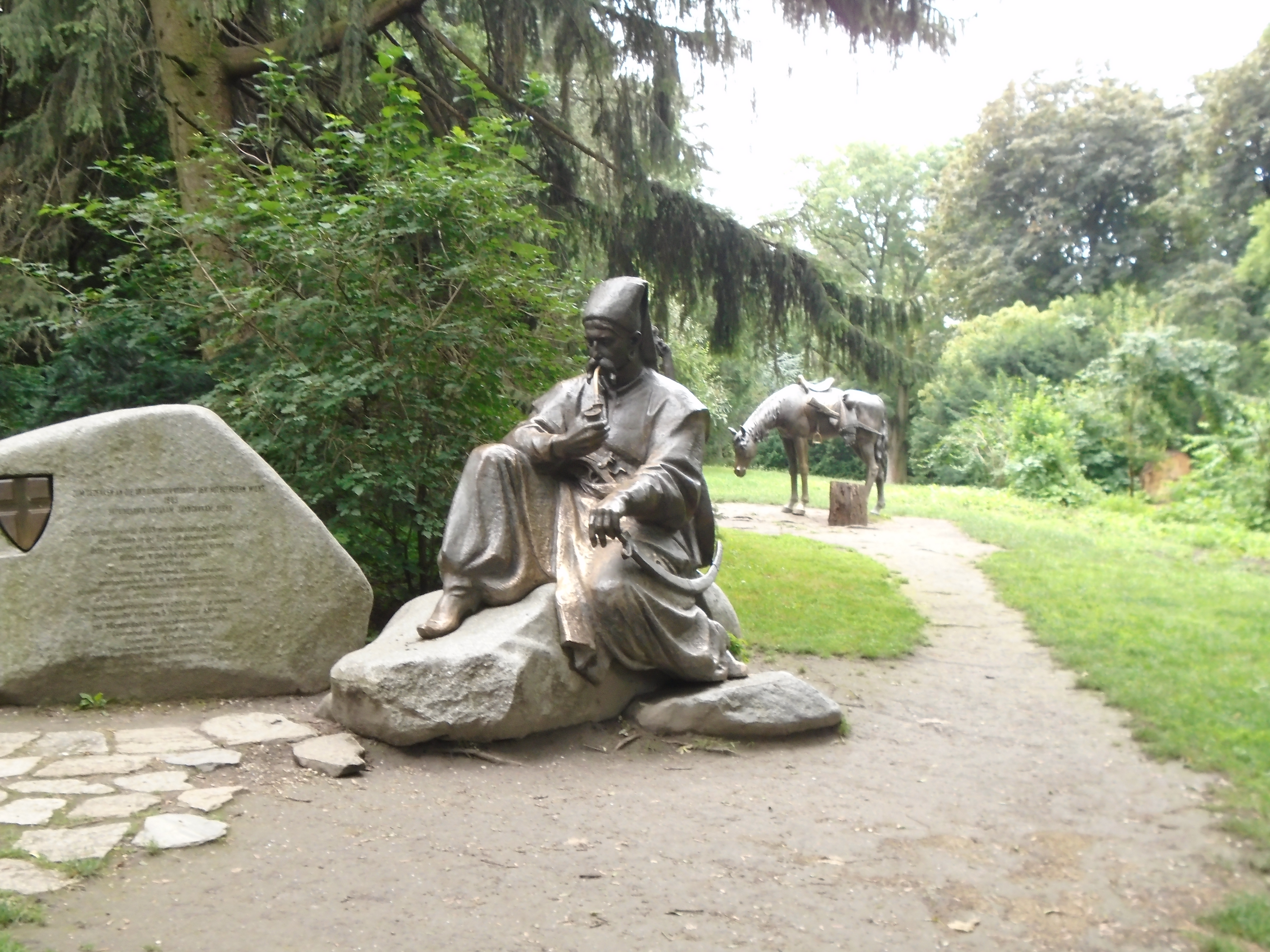
Пам'ятник козакам у Тюркеншанцпарку, Австрія

Саме до цих часів можна віднести оформлення української нації, бо до об'єднання з Московією мешканці Південної Русі вважали себе «руськими», але після об'єднання виявилося, що населення «Великої» та «Малої Русі» має великі відмінності, щоб вважатися єдиним народом. Відтоді мешканці берегів Дніпра почали усвідомлювати себе спільністю, хоч і близькою до росіян (мова, релігія, історичне коріння), але все ж таки окремою, із власною історією, культурою, мовою, традиціями. Російський уряд всіляко намагався наявні розбіжності ліквідувати, позбавити «малоросів» і «білорусів» оригінальних рис, традицій і мови з метою асиміляції титульною нацією «великоросів».
Україна, як місце нескінчених воєн, стала джерелом міграційних потоків. Освічені православні обирали місцем застосування своїх талантів Москву. Там вони за своїм звичаєм засновували школи в яких навчали грецької мови й латини, знайомили із найкращими здобутками європейської культури. Свого часу митрополит Петро Могила запропонував царю Михайлу заснувати монастир і колегію в Москві, а його син, цар Олексій Михайлович вже сам просив про допомогу інтелектуальною елітою заради виправлення церковних книг. Симеон Полоцький став вчителем його дітей, Федора і Петра, а в Москві було створено першу Слов'яно-греко-латинську академію. З часом українське просвітництво викликало церковну реформу патріарха Никона, що призвела до її розколу на старообрядників і новообрядників. Визначний український культурно-просвітницький діяч того часу, Феофан Прокопович був палким прихильником царя Петра І. Він заклав теоретичні підвалини ідеї модернізації Росії на засадах освіченого абсолютизму і підпорядкування православної церкви владі самодержця. Під впливом техніків, інженерів та військовиків із Західної Європи та західноруських вчителів, вчених і православних монахів відстале Московське царство поступово змінювало віковий ординський вектор на європейський, ставало модернізованою Російською імперією.

#### Гетьманство Мазепи
1687 року внаслідок Коломацького перевороту Самойловича було усунено, гетьманом Лівобережної України було обрано Івана Мазепу й період Руїни офіційно завершився. Мазепа підписав Коломацькі статті, що обмежували його владу і посилювали московську присутність. Свою політику Мазепа провадив в інтересах старшини, яка отримувала права, вольності та маєтності, а селяни натомість «панщину» (2 дні на тиждень) на користь старшини. Він тісно товаришував з російським царем Петром І, допоміг йому захопити турецьку фортецю Азов й отримати вихід до Чорного моря. 1697 року королем Речі Посполитої було обрано саксонського курфюрста Фрідріха Августа під ім'ям Август II. Вже наступного року на особистій зустрічі у Раві-Руській до війни зі Швецією залучив Петра I. У травні 1699 року на іншому фронті він у Карловицях (сучасна Сербія) підписав із Туреччиною мирну угоду, за якою Правобережна Україна повернулась під владу польської корони й знов заселюється, а у вересні в Преображенському під Москвою утворюється антишведська Північна ліга.
1700 року розпочинається Велика північна війна. У липні 1701 року шведський король Карл XII розбив на Західній Двині саксонсько-московське військо і вдерся до Литви. На його бік перейшли найзаможніші магнати Сапєги. У травні 1702 року була захоплена Варшава й створено прошведську конфедерацію що детронізувала Августа II і обрала королем Станіслава Лєщинського — у країні розпочалась громадянська війна. У 1702—1704 роках козаки під проводом Семена Палія оволоділи Правобережжям і укріпили свої позиції. Пропольська партія запросила допомоги в Росії. 1704 року Іван Мазепа придушив повстання і приєднав ці землі до своїх володінь. Під час війни українців посилали на примусові роботи, зобов'язували утримувати розквартировані війська, не надаючи навзаєм військової допомоги згідно Коломацьких угод, що спричинило обурення серед козаків. 1708 року шведський король з військом почав рух на Гетьманщину, тому Мазепа вирішив укласти новий союз, вже зі Швецією, за умовами якого утворювалося Українське князівство. Гетьмана підтримало запорізьке козацтво. За це Петро I наказав зруйнувати столицю Батурин і Чортомлицьку Січ, а на Мазепу накласти церковну анафему. Вірні царю козаки обрали собі гетьманом Івана Скоропадського, який підписав Решетилівські статті. У вирішальній битві під Полтавою 1709 року шведсько-козацьке військо програло московсько-малоросійському. Іван Мазепа разом із Карлом XII відступили в землі Османської імперії на Дністер до Бендер, а 23 тис. вояків шведської армії капітулювало під Переволочною.

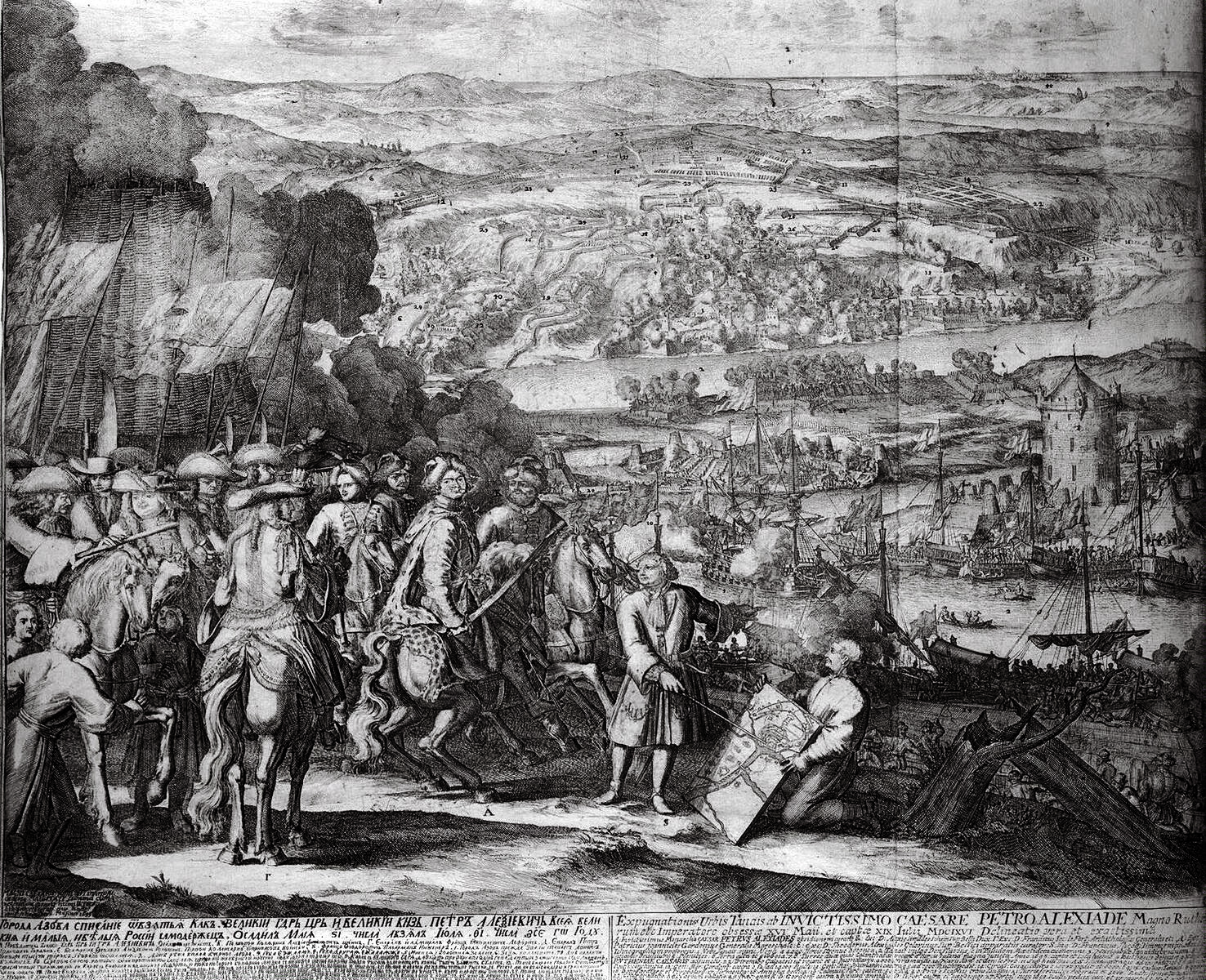
Взяття Азова
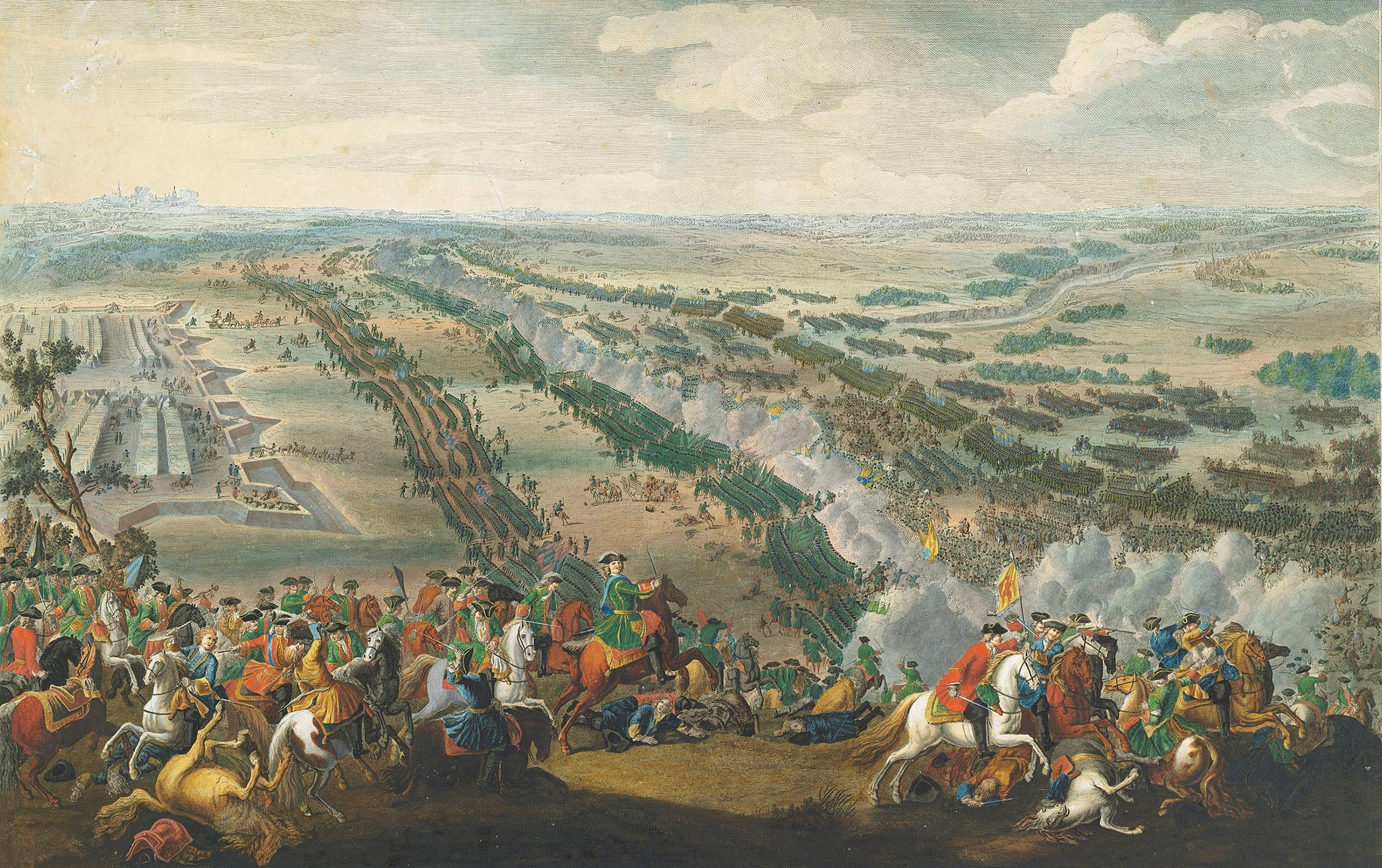
Полтавська битва
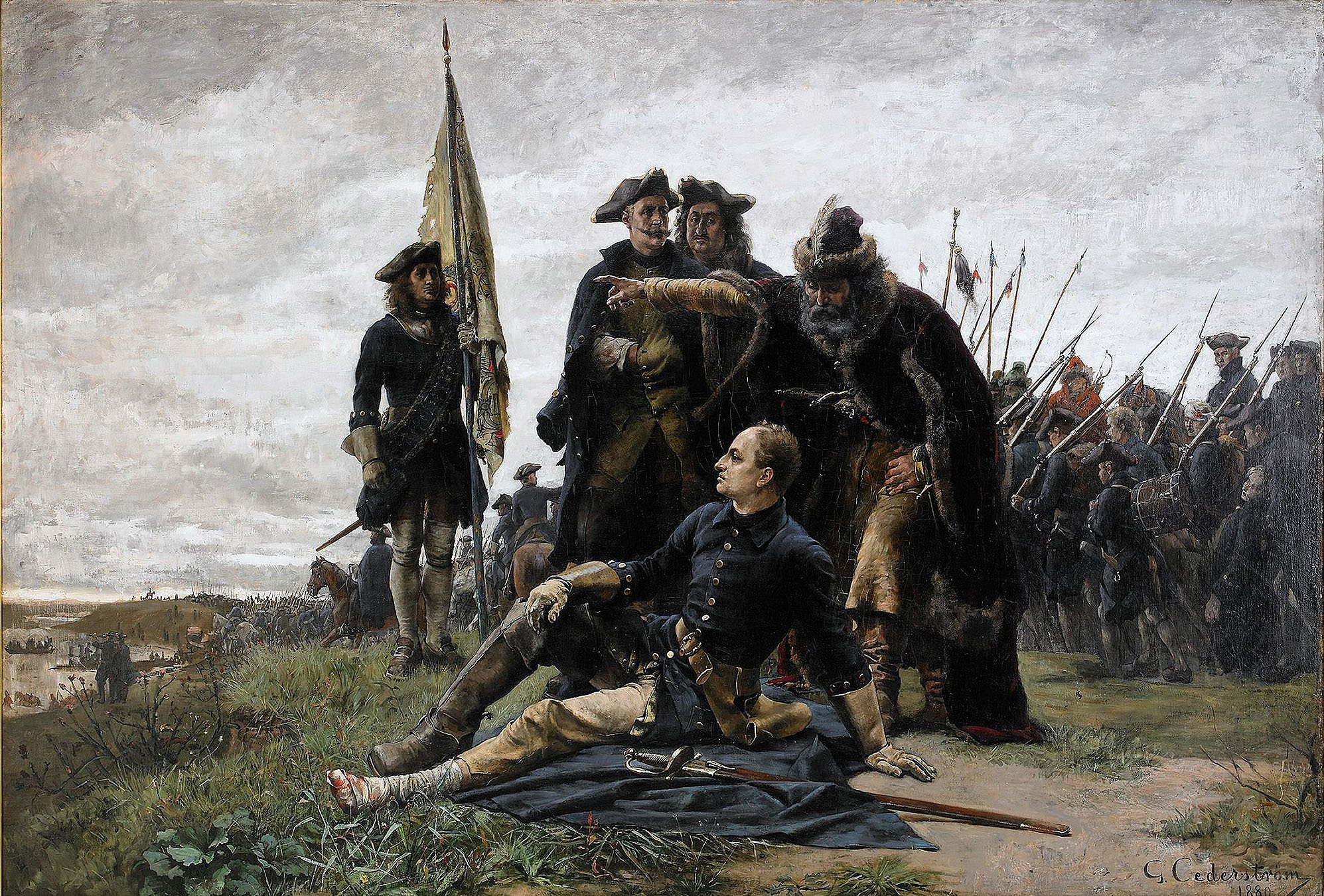
«Іван Мазепа і Карл XII», Густав Цедерстрьом, 1880 рік
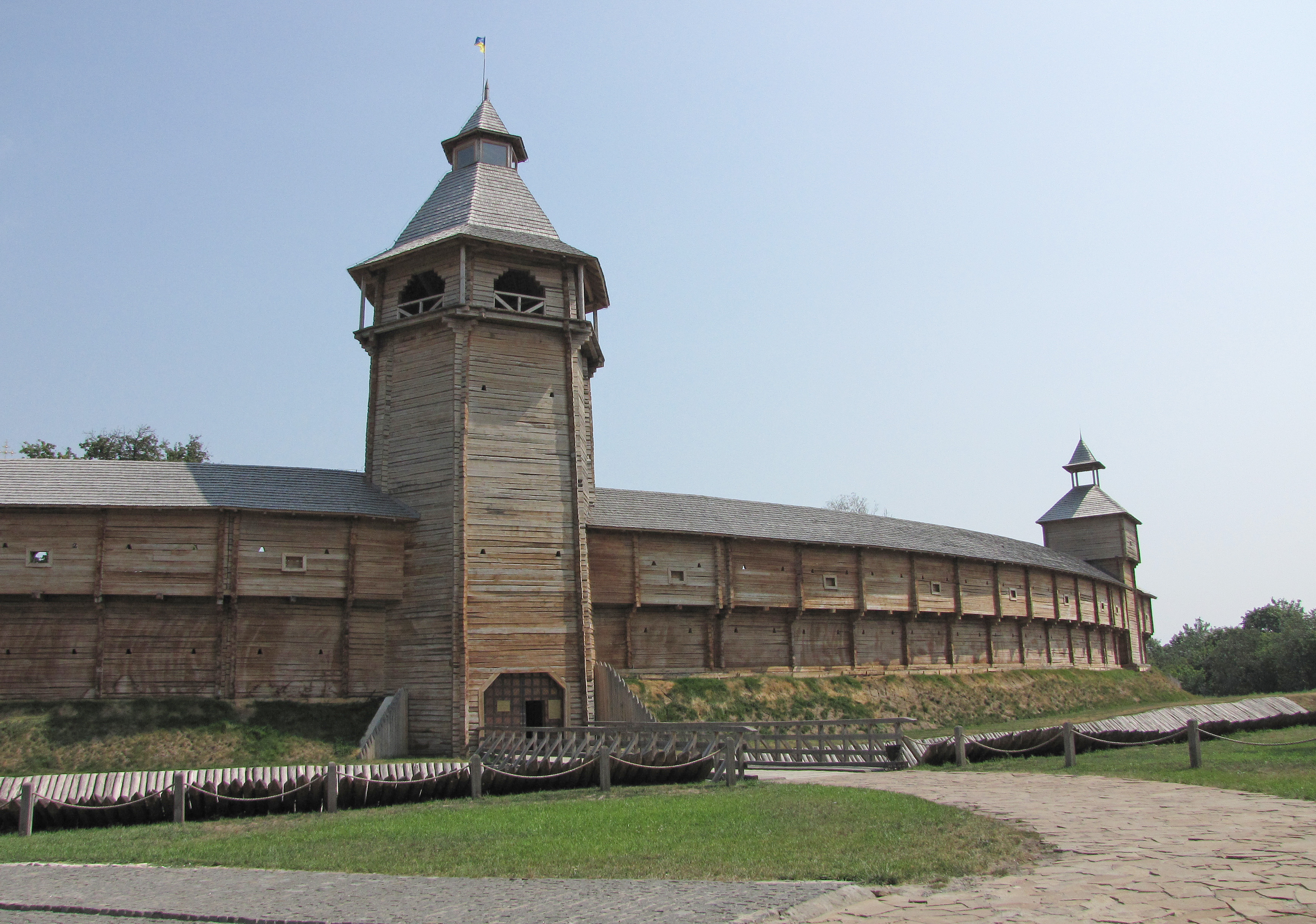
Батурин
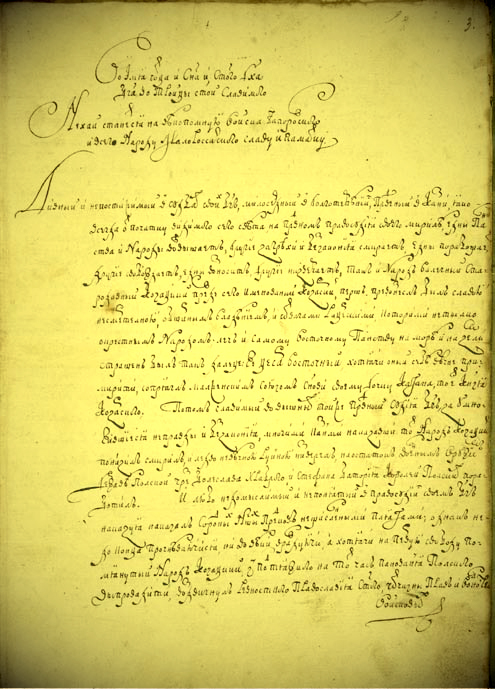
Конституція Пилипа Орлика

По смерті Мазепи 1711 року запорожці на чолі з Костем Гордієнком обрали собі нового гетьмана — Пилипа Орлика, який уклав з козацтвом першу українську конституцію «Договори і постановлення прав і вольностей Війська Запорозького». Згідно з якою відбувалось розділення влади на три самостійні гілки: виконавчу (Старшина на чолі з гетьманом), законодавчу (Генеральна Рада) та судову. Того ж року у союзі зі шведським королем, Османською імперією та Кримським ханством він здійснив невдалий похід на Правобережжя. Через що російська влада в 1711—1713 роках провела новий згін, силоміць переселивши до 200 тис. осіб з Правобережної на Лівобережну Україну, всі правобережні полки було ліквідовано, більшість осель зруйновано. Згідно з Прутським миром та Адріанопольською угодою Московська держава відмовлялась від претензій на Правобережну Україну, визнавала турецьку юрисдикцію над Запоріжжям.

### Обмеження козацької автономії
На Гетьманщині після смерті Скоропадського 1722 року наказним гетьманом було обрано Павла Полуботка. Якого невдовзі ув'язнили в Петербурзі, натомість створивши Малоросійську колегію, виконавчий орган з 6 російських офіцерів. Але як тільки 1727 року постала нова загроза з боку Османської імперії, заради загравання із козацькими масами, колегію ліквідували й дозволили обрати гетьманом Данила Апостола. Він узгодив із царем Рішительні пункти, згідно з якими Гетьманщині поверталася відносна автономія. По його смерті 1734 року імператриця Анна Іоанівна створила Правління гетьманського уряду (з 3 козацьких та 3 російських представників), що діяло до 1750 року. Голова Правління в 1740—1741 роках шотландець Джеймс Френсіс Едвард Кейт висвячував перших масонів серед представників української козацької старшини. 1750 року, коли імператриця Єлизавета заради брата свого фаворита Олексія Розумовського відновила гетьманську посаду, булаву отримав Кирило Розумовський, один з перших українських масонів та останній її гетьман. Він повернув столицю до Батурина, перетворив старшину на шляхетство, перетворив козацькі ради на Генеральне зібрання, провів судову й військову реформи. Відомий архітектор того часу, Іван Григорович-Барський, звів палац Розумовського в Батурині, Собор Різдва Богородиці у Козельці — чудові приклади українського бароко. Розумовський був меценатом таких музичних класиків свого часу, як Максим Березовський, Дмитро Бортнянський, Артем Ведель.

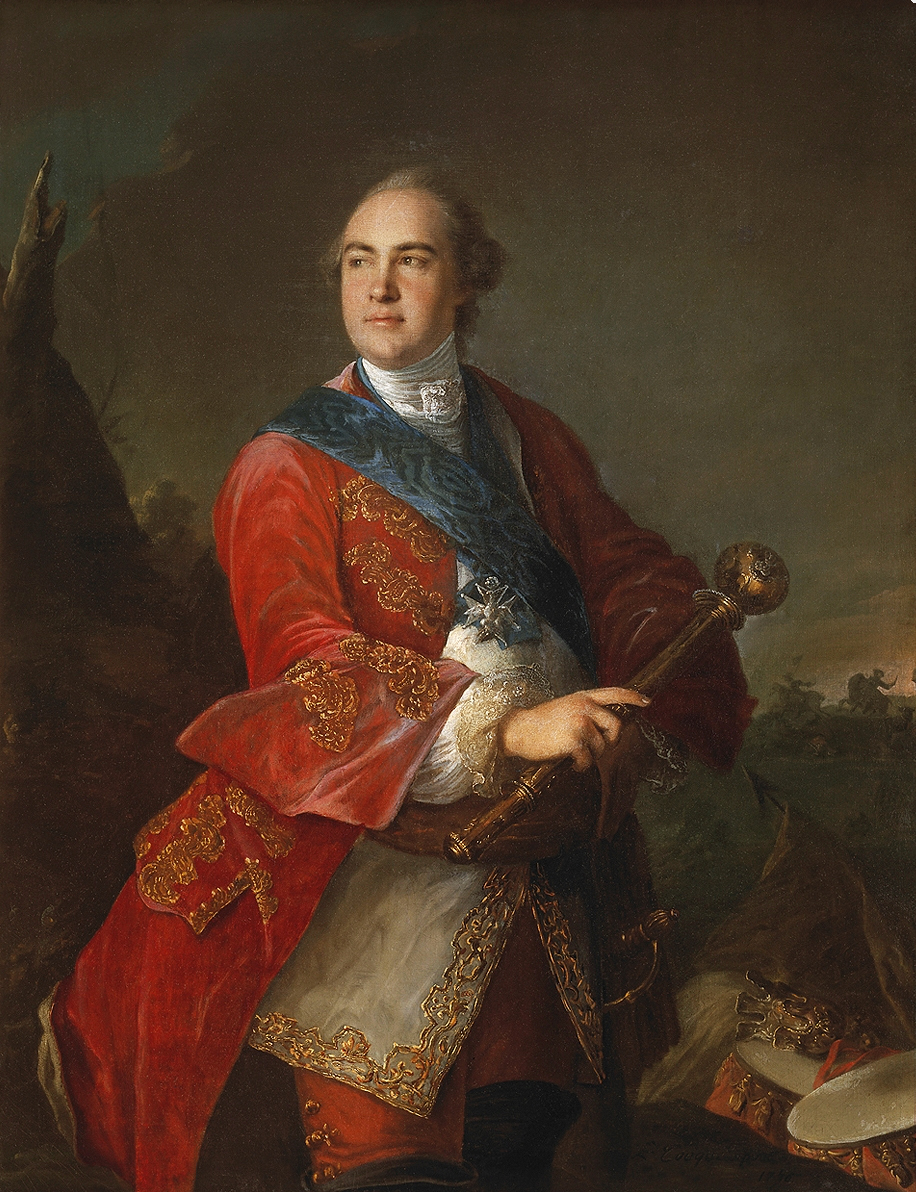
Кирило Розумовський
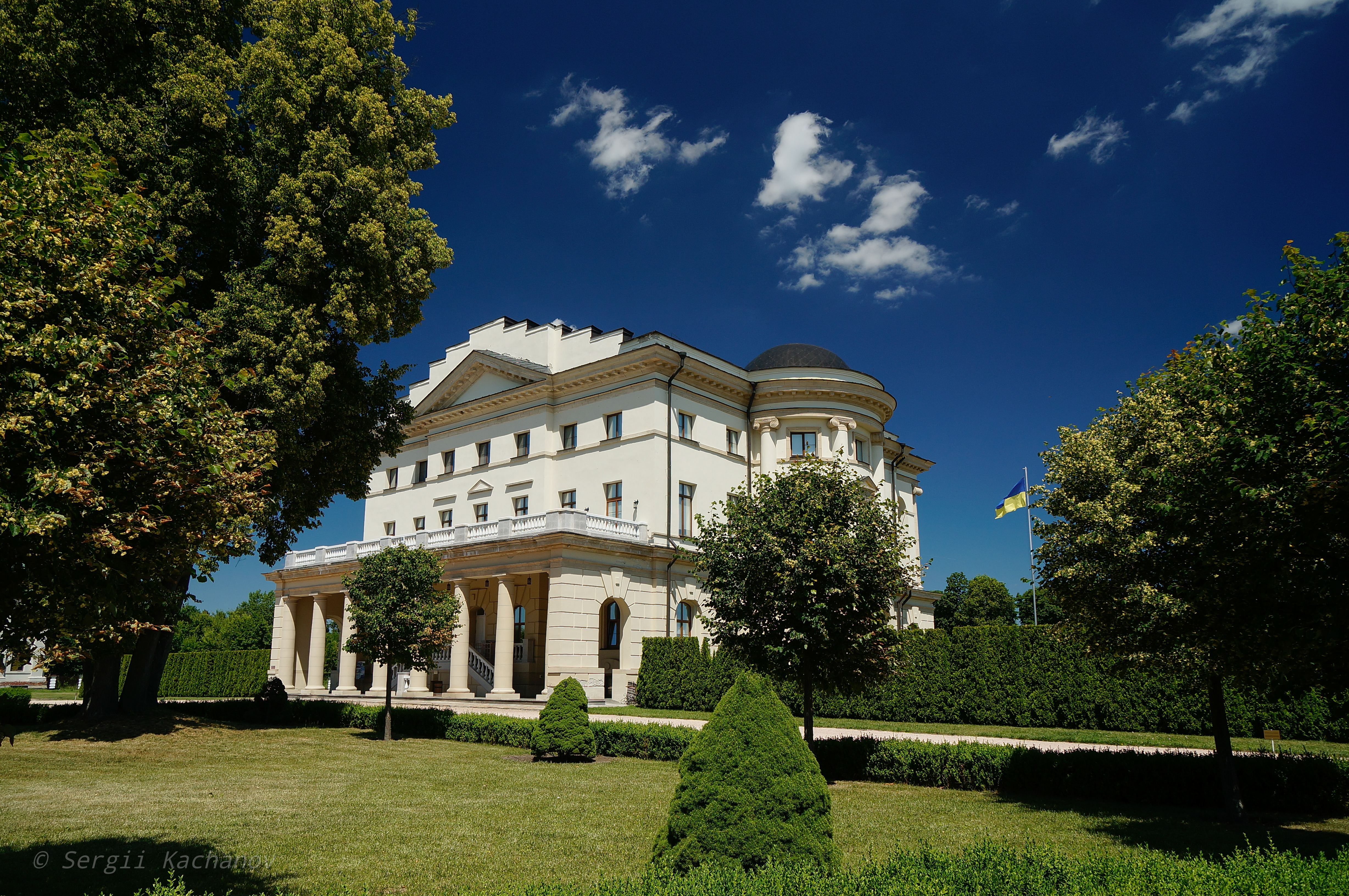
Палац Розумовського в Батурині
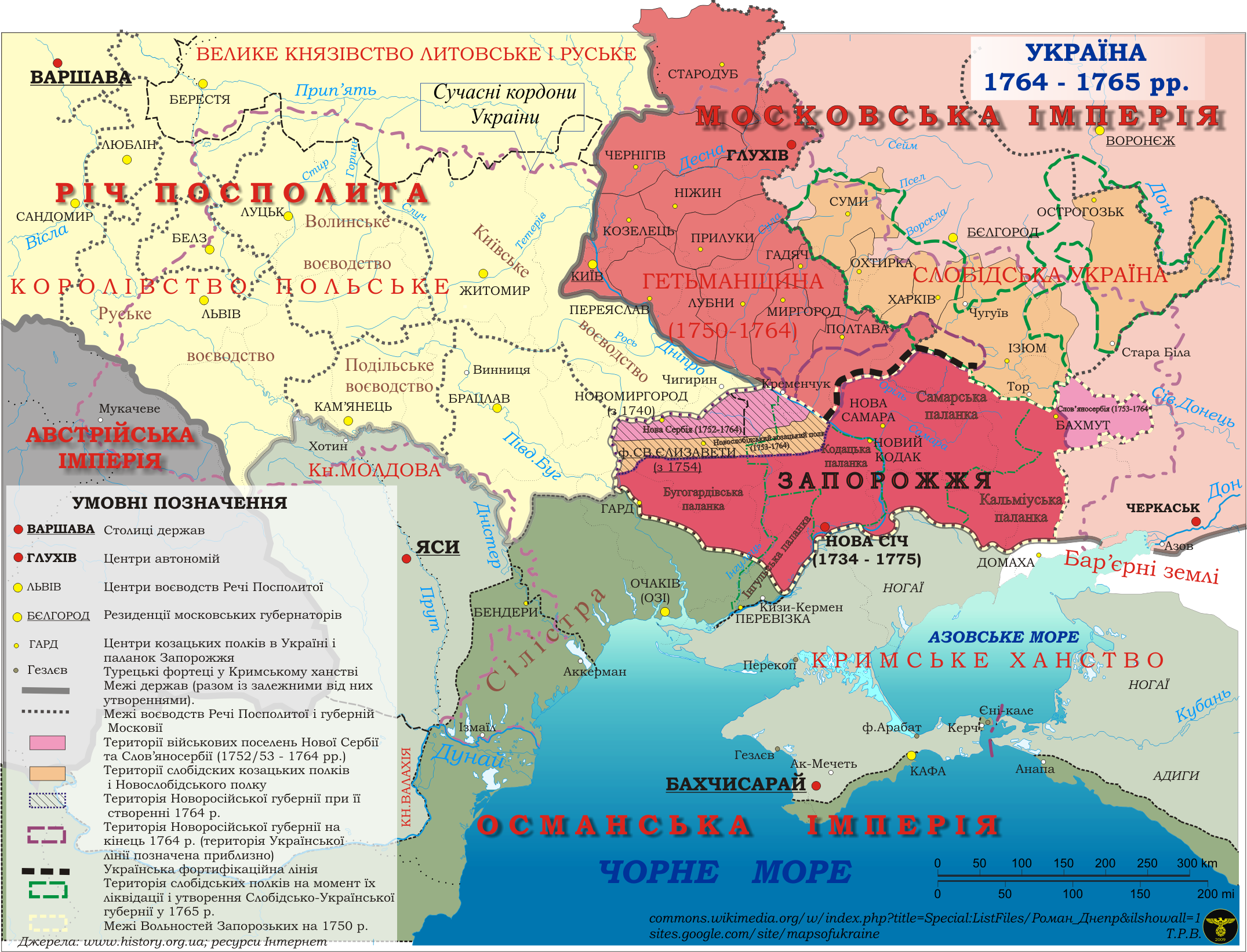
Територія України, 1764 рік
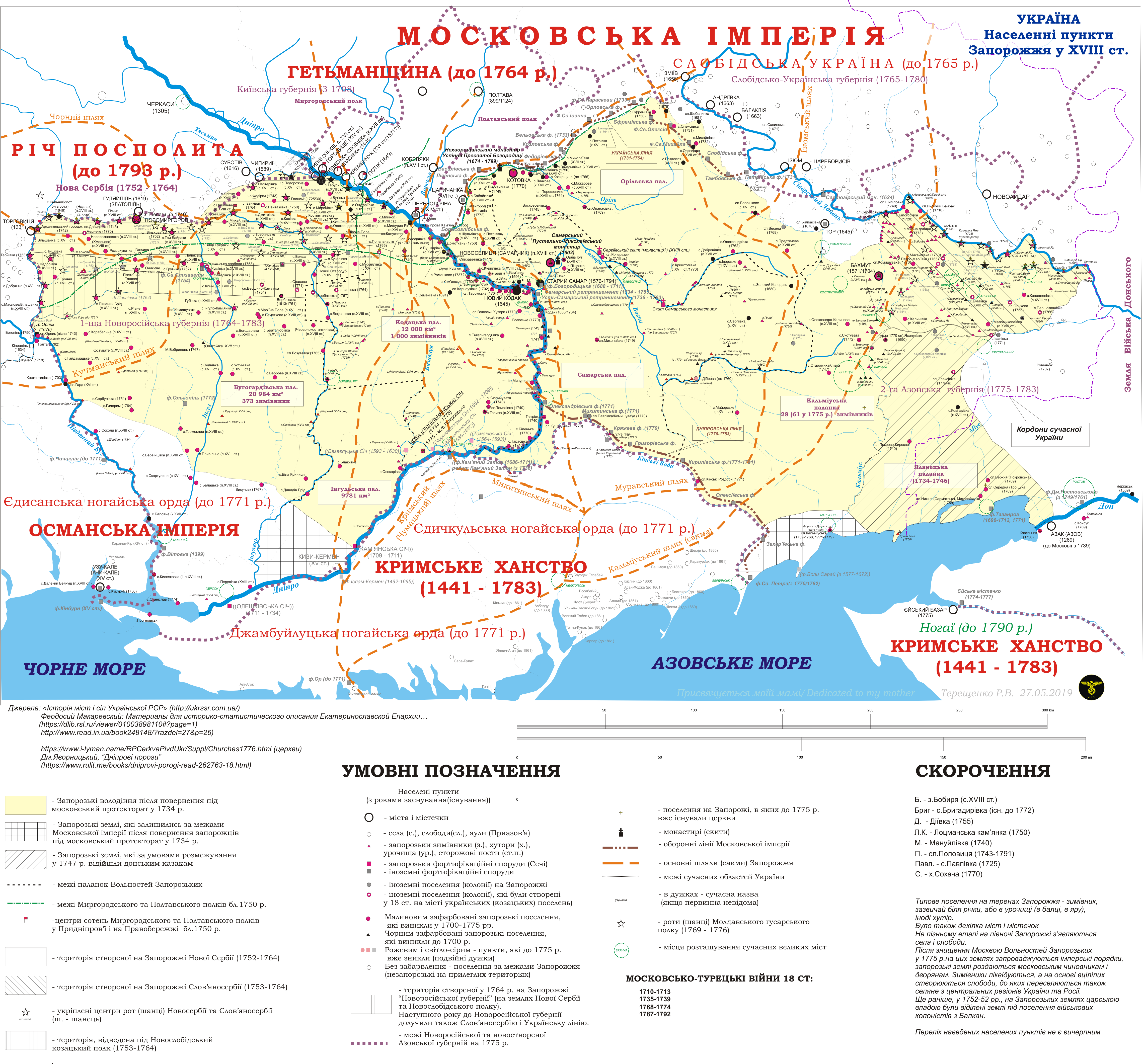
Території контрольовані Військом Запорізьким наприкінці його існування
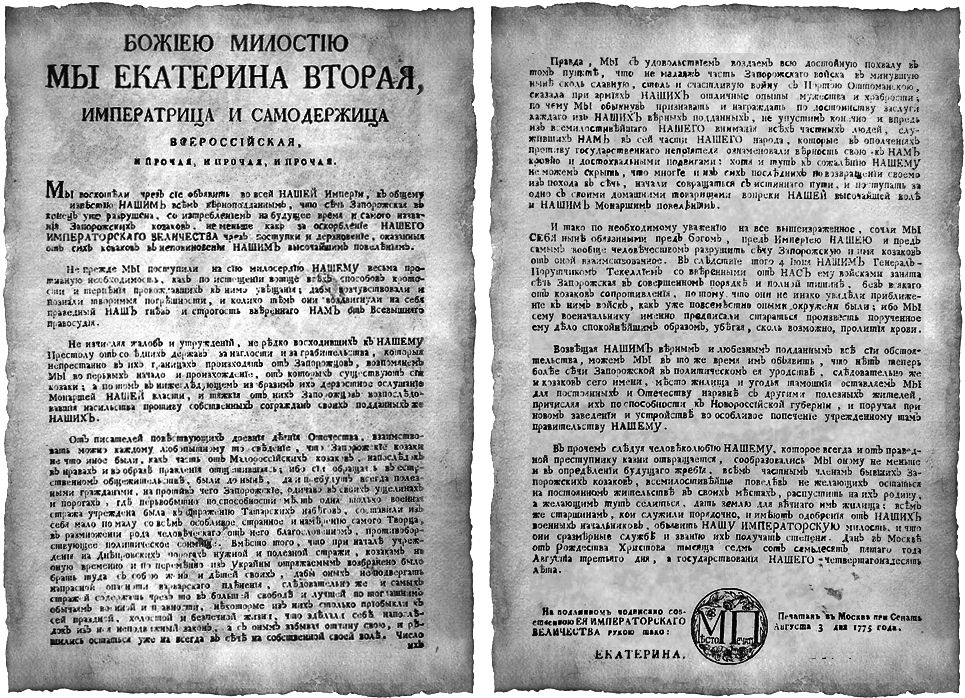
Маніфест Катерини II про ліквідацію Січі
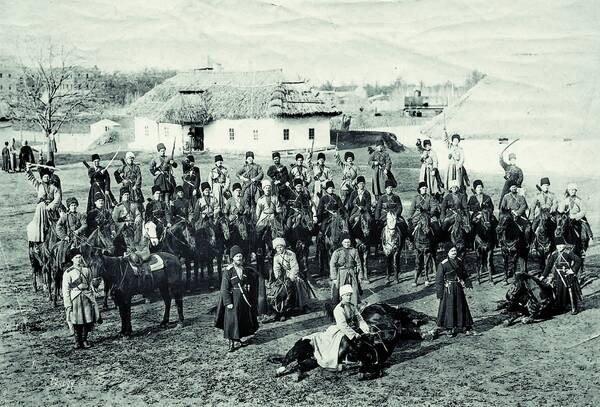
Кубанські козаки
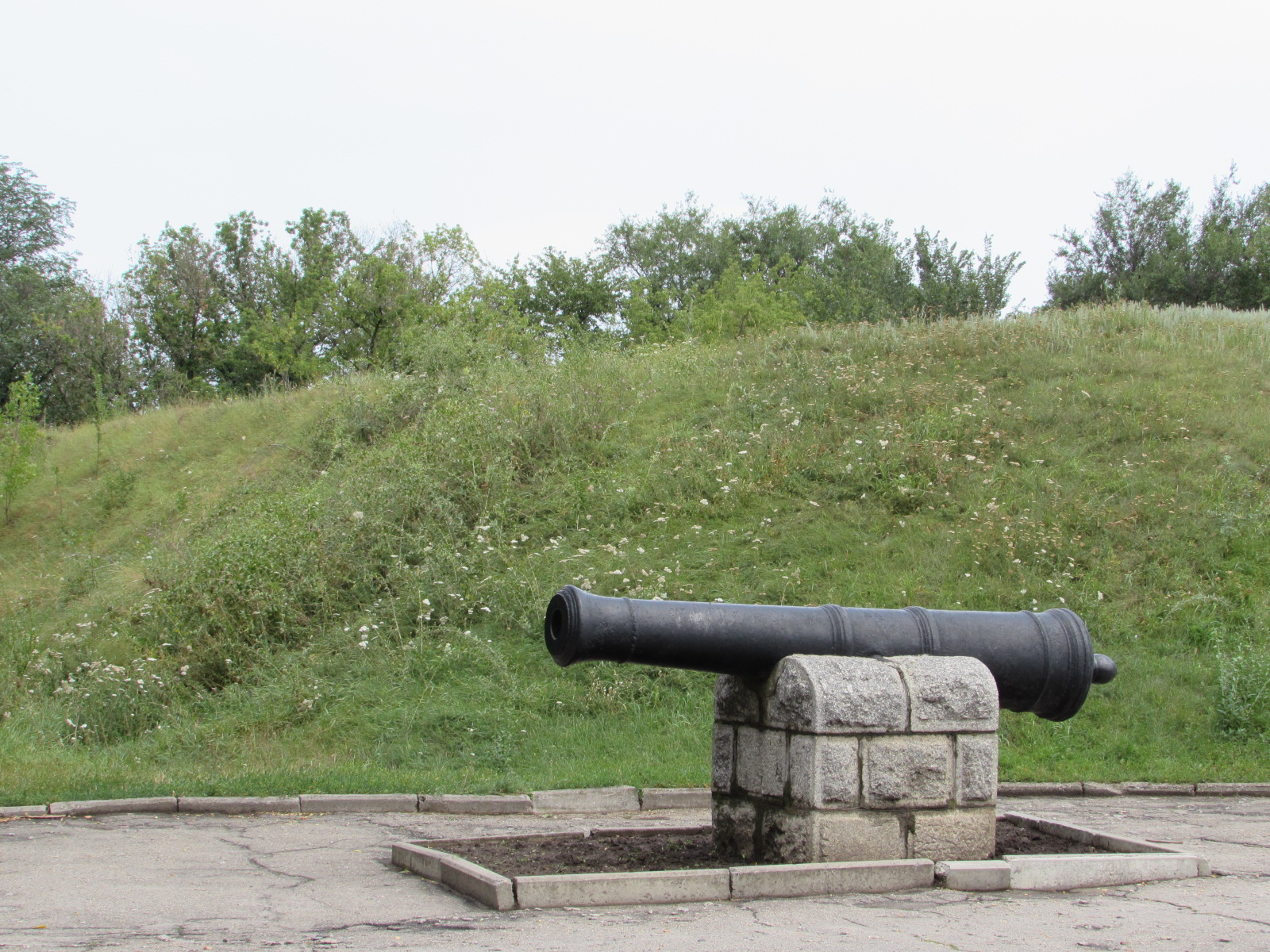
Фортеця Святої  Єлизавети

Нова російська імператриця Катерина II вмовила Кирила повернутись до Петербурга й замість гетьманату створила 1764 року Другу Малоросійську колегію, було скасовано полковий устрій на Слобожанщині. Під час її діяльності відбулась уніфікація державної системи із загальноросійською, проведено Генеральний опис Малоросії, уведено панщину та 1783 року остаточно закріпачено селян. Було створено Київське, Чернігівське, Новгород-Сіверське і Харківське намісництва. Внаслідок російсько-турецької війни 1768—1774 років було підписано Кючук-Кайнарджійський договір, Кримське ханство отримало незалежність від турків, але фактичну окупацію з боку Росії й примусове виселення християн (вірмен, греків) у приазовські степи. Останню Запорізьку Січ (Підпільненську) було зруйновано 1775 року. Частина козаків переселилася за Дунай, де з дозволу турецького султана заснувала Задунайську Січ, частині було дозволено засвоювати Північний Кавказ і переселитися до Кубані. Більша частина архіву ліквідованої Січі довгий час зберігалася у фортеці Святої Єлисавети. Катерина II в таємній інструкції генерал-прокуророві сенату князеві В'яземському дала такі установки: «Малая Россия, Лифляндия, Финляндия суть провинции, которыя правятся конфирмованными им привилегиями, нарушать ония отрешением всех вдруг весьма непристойно б было… Сии провинции, также и Смоленскую, надлежит легчайшими способами привести к тому, чтобы они обрусели и перестали бы глядеть как волки в лесу».

#### Російська колонізація Причорномор'я
Російський князь Григорій Потьомкін розгорнув колонізацію українського степу втікачами з інших частин держави та переселенцями з Балкан (на Запоріжжі засновано Новосербію, на правобережжі Подінців'я — Слов'яносербію). Потьомкіним було засновано міста, що в майбутньому стануть великими центрами півдня України: Катеринослав (як центр Запорізького краю), Миколаїв (як поселення корабелебудівників), Херсон (у гирлі головної водної артерії — Дніпра) та Севастополь (військово-морська база Чорноморського флоту). 1783 року, всупереч попередньому договору, було ліквідовано Кримське ханство, останнім ханом якої був Шахін Ґерай — утворена Таврійська область. Унаслідок російсько-турецької війни 1787—1791 років, в якій Росія штурмувала турецькі фортеці (Очаків, Хотин, Ізмаїл) солдатами, що їх набрала переважно з українських селян та безпосередньо за допомоги козаків (Антін Головатий, Сидір Білий, Захар Чепіга), до Росії було приєднано землі між річками Південний Буг та Дністер та закріплено права на Крим. 1795 року за державним наказом шотландський зброяр Карл Гаскойн закладає гарматний чавуноливарний завод на місці сучасного Луганська. Того ж року в Лисичому яру англійським інженером Томасом Ропером була збудована перша вугільна штольня — розпочалась промислова розробка Донецького кам'яновугільного басейну. Бухарестський мир поклав кінець російсько-турецькій війні 1806—1812 років в якій козаки брали участь з обох боків — задунайські та чорноморські. За його результатами Бессарабія з Буджаком переходили до складу Російської імперії. Під час наступної російсько-турецької війни 1828—1829 років російські війська вдерлись до Задунайської Січі. Її кошовий отаман (Йосип Гладкий) перейшов на бік росіян, за що турецький султан наказав знищити Січ, так завершилась епоха вільного українського козацтва. Російський уряд з козаків Гладкого утворив Азовське козацьке військо в Бердянську (ліквідоване 1864 року).

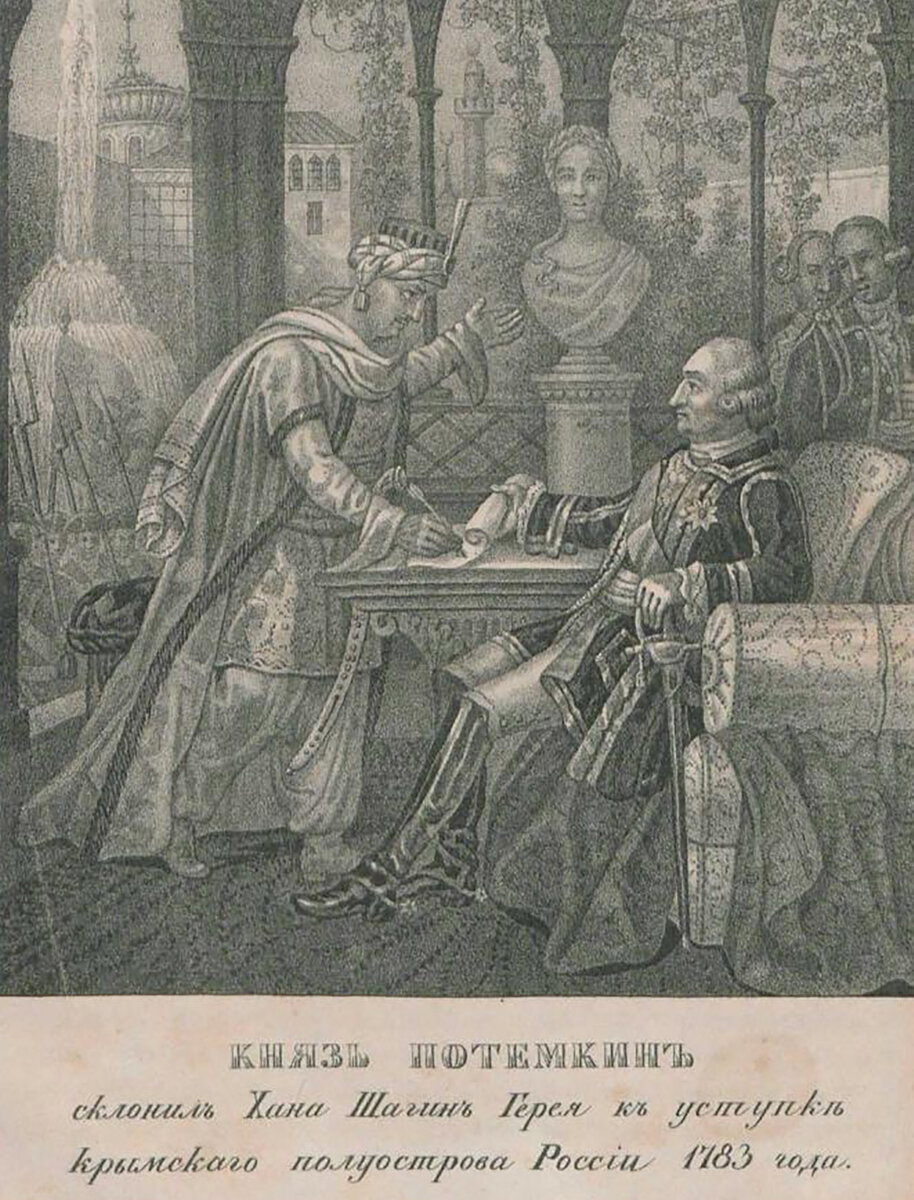
Потьомкін приймає зречення Шахін Ґерая
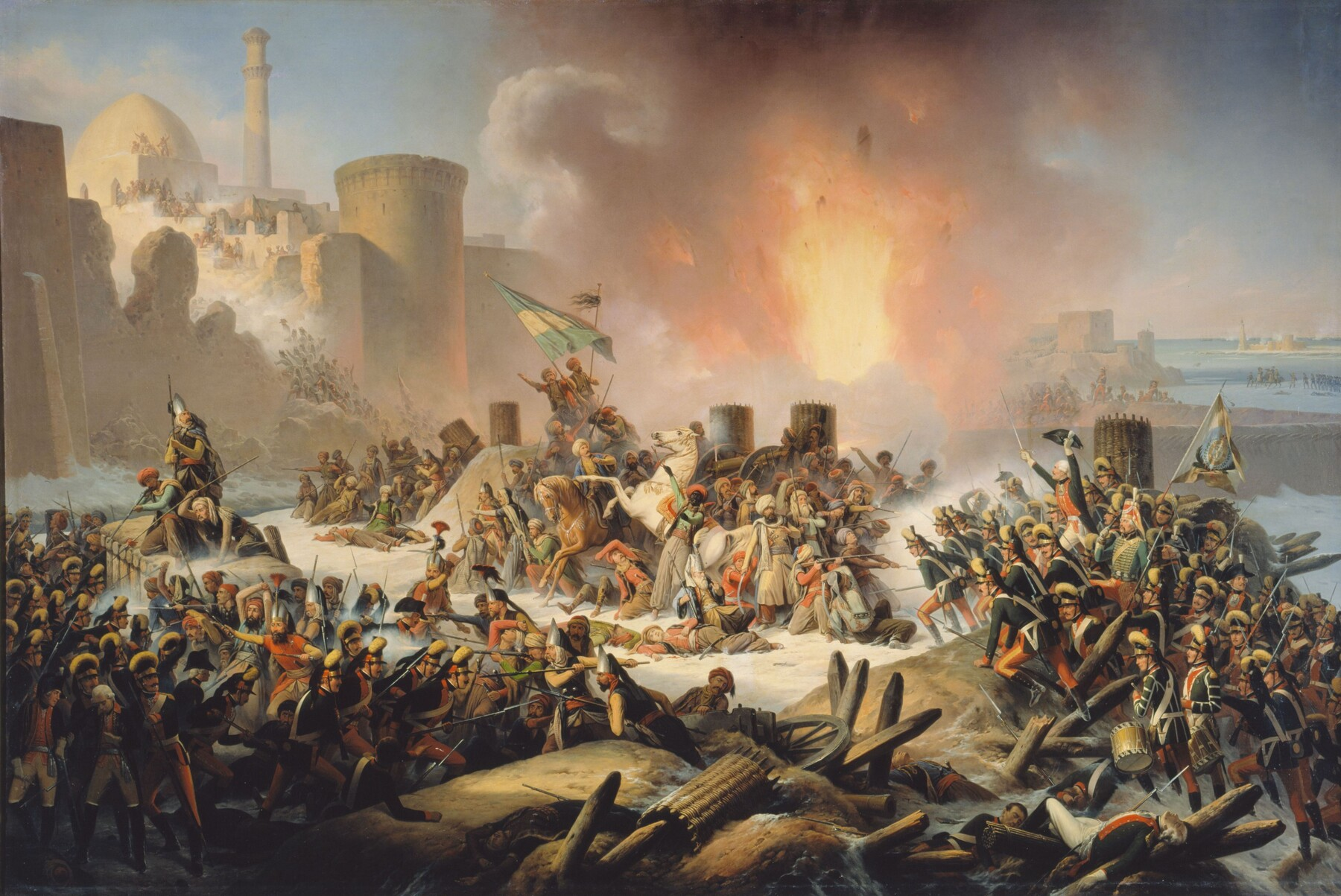
Штурм Очакова 1788 року
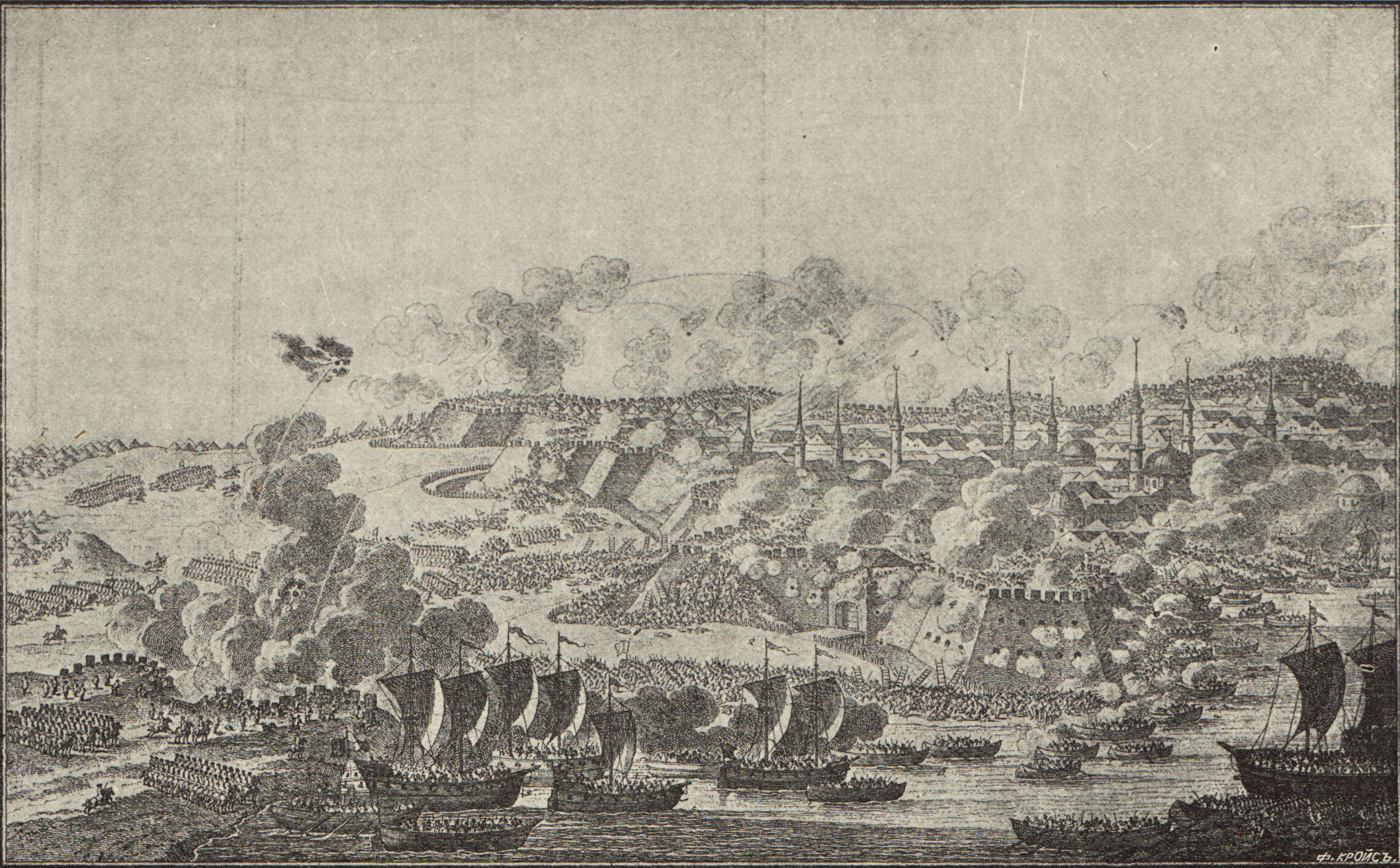
Штурм Ізмаїла 1790 року
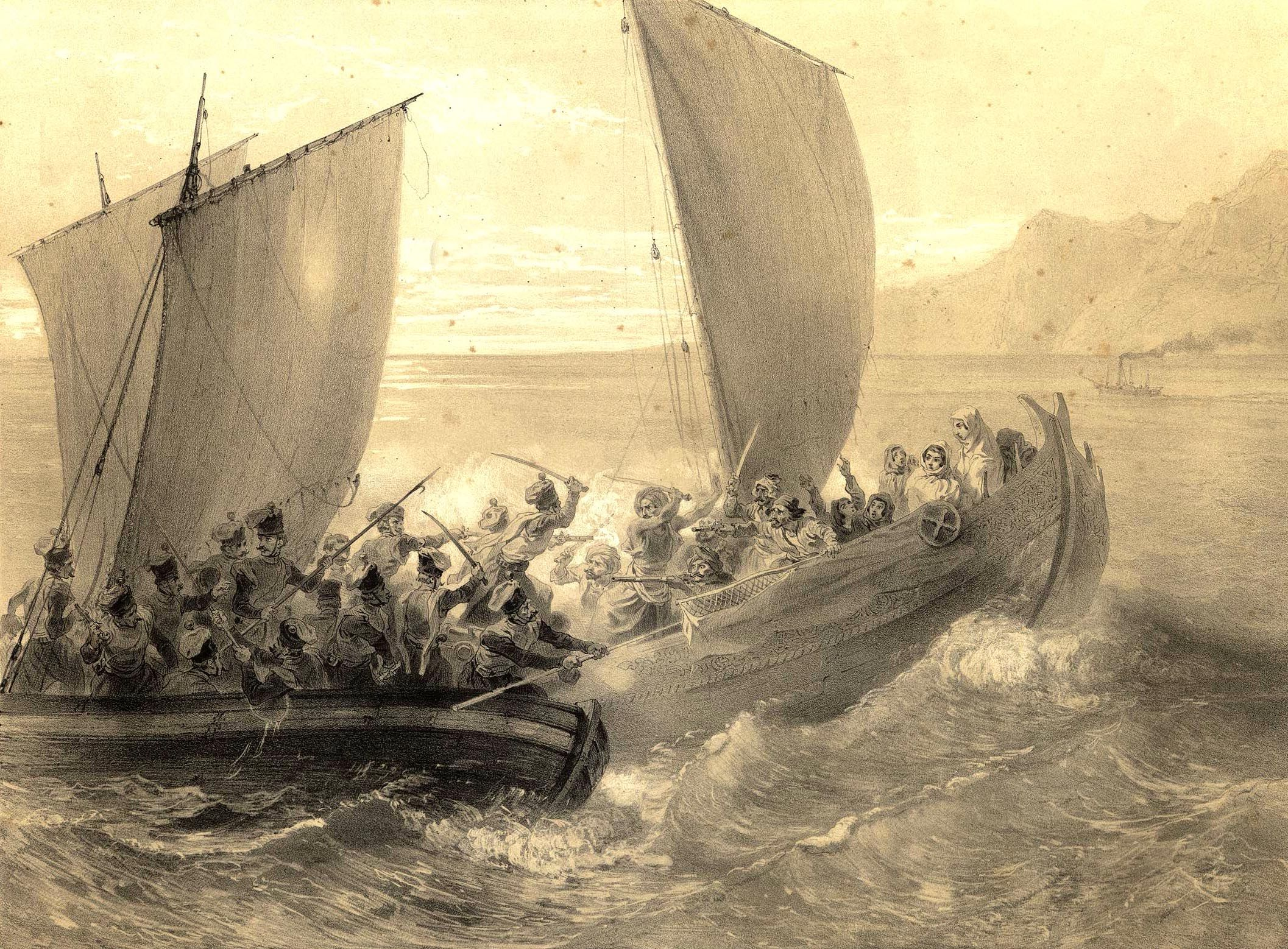
Азовські козаки атакують турецьких піратів

#### Ліквідація Речі Посполитої
1699 року у Речі Посполитій остаточно перестали залицятись до козаків й ліквідували стан як поняття. Від утисків католицької шляхти більше нікому було боронити православне населення, тому невдовзі виник рух опришків, ватаг розбійників, що діяли в дусі Робін Гуда. У 1730—1740 роках у Карпатах найвидатнішим ватажком опришків був Олекса Довбуш. Російська імператриця Катерина II випрохала в польського короля рівних прав для православних. Незгодна з цим польська шляхта і священнослужителі утворили Барську конфедерацію на Поділлі й розпочали репресії щодо некатоликів. У відповідь на це 1768 року Максим Залізняк із повстанцями з Холодного Яру об'єднався із загоном козаків Умані під проводом Івана Ґонти, так спалахнуло наймасштабніше гайдамацьке повстання — Коліївщина. Повстання охопило все Правобережжя та перекинулося на Волинь, Поділля і Полісся, але було придушене російськими військами на прохання польського короля.
Реакція шляхти на спроби короля Станіслава Понятовського перетворити олігархічну республіку на прогресивну конституційну монархію та реформувати фактичну конфедерацію земель магнатів на централізовану державу призвела до остаточного послаблення держави й залучення сусідніх держав до вирішення польського питання. Наймогутнішими сусідами Речі Посполитої виявились німецькі абсолютистські монархії Габсбургів, Романових і Гогенцоллернів, що провели наприкінці XVIII століття розподіл її земель та остаточну ліквідацію Республіки. 1772 року відбувся перший поділ; 1793 року — другий, під час якого Російська імперія загарбала Правобережжя, Східну Волинь, Поділля і Брацлавщину; 1795 року відбулася остаточна ліквідація, до складу Російської імперії увійшла вся Волинь, була значно скорочена польська шляхта.

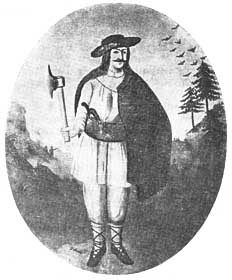
Олекса Довбуш
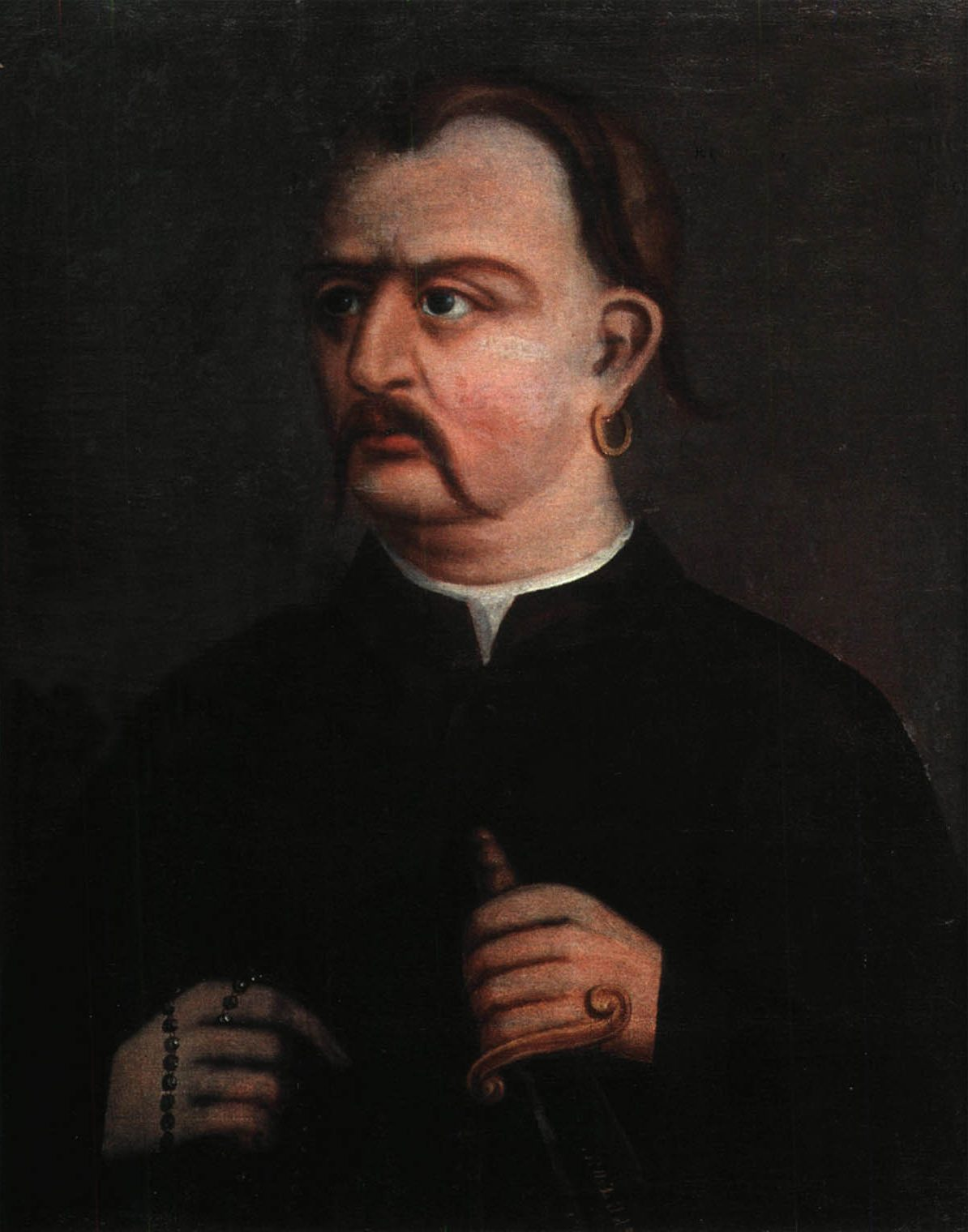
Максим Залізняк
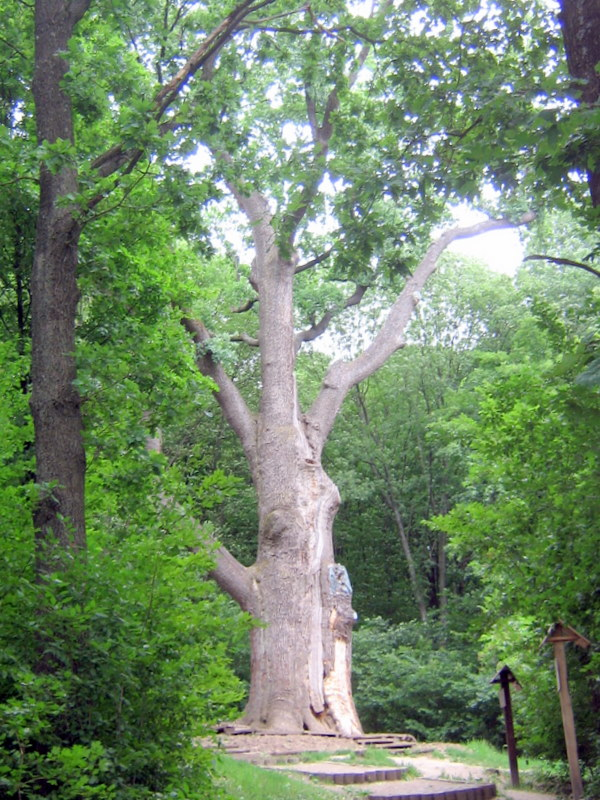
Дуб Залізняка в Холодному Яру
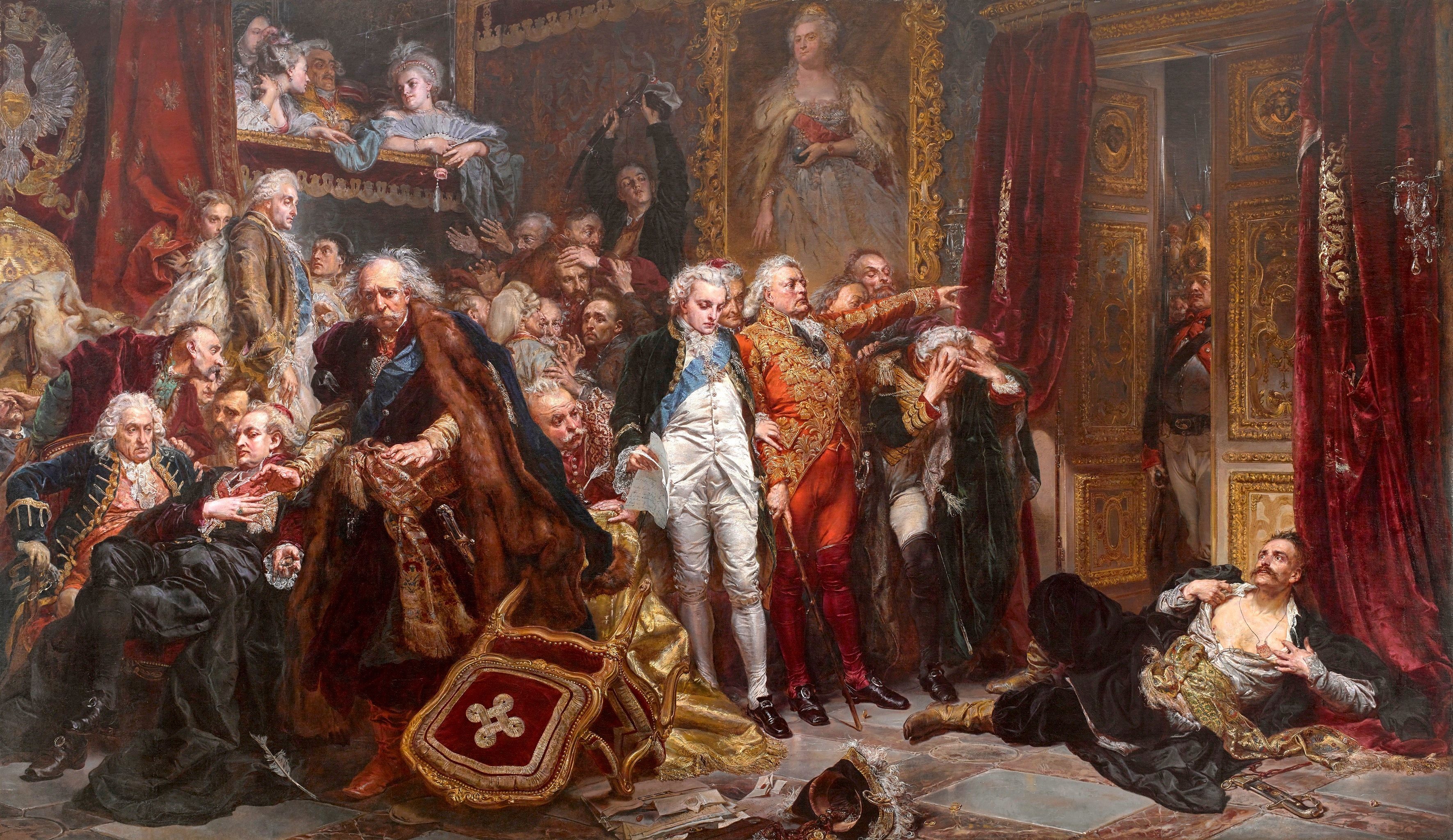
«Падіння Речі Посполитої», Ян Матейко, 1866 рік
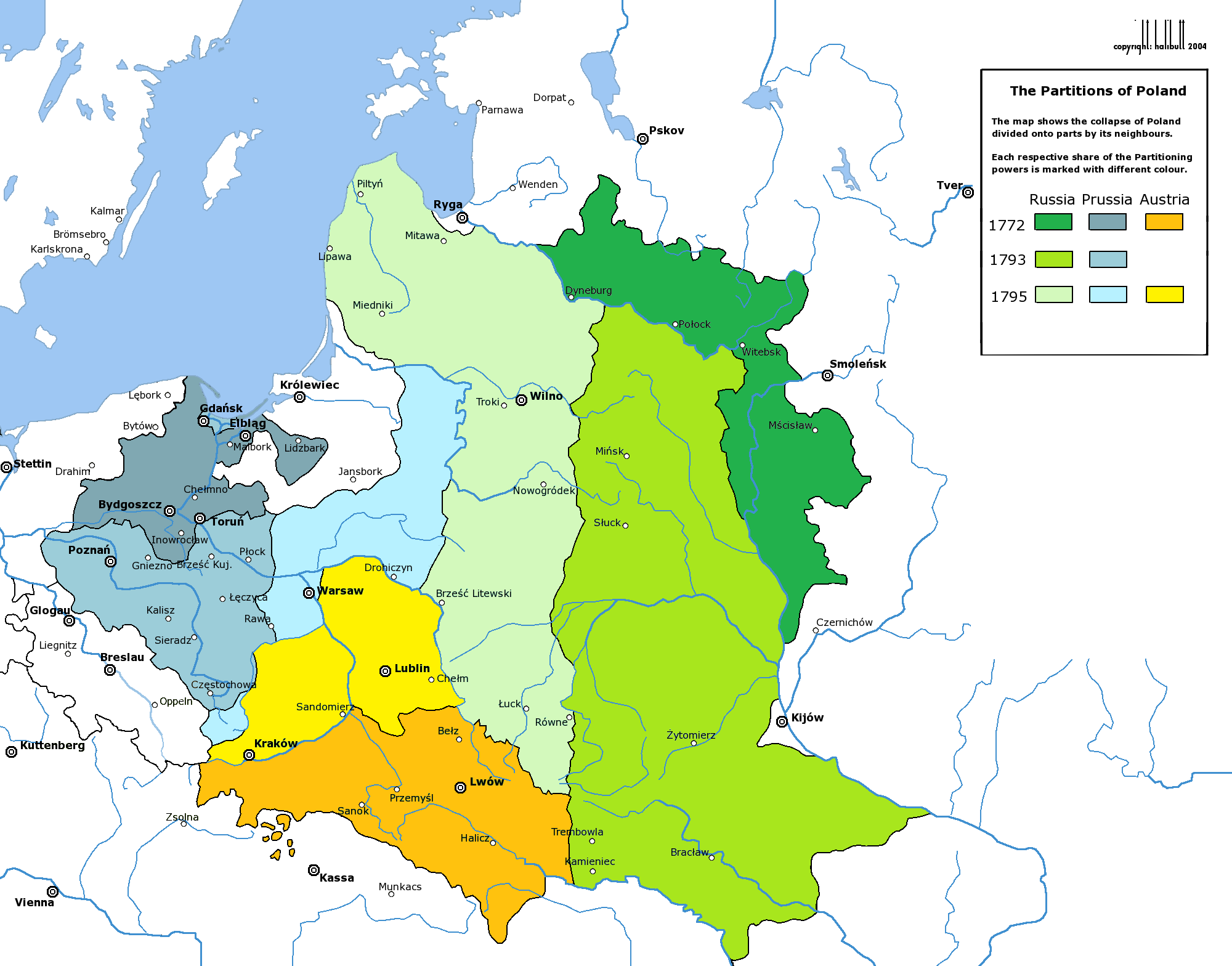
Поділи Речі Посполитої

Після приєднання Кримського ханства, трьох поділів Речі Посполитої та ряду російсько-турецьких війн більшість земель сучасної України опинилась у складі Російської імперії. На українських землях на початку XIX століття було утворено 3 генерал-губернаторства, що об'єднували 9 губерній: Малоросійське (Чернігівська, Полтавська і Харківська губернії), Київське (Київська, Подільська і Волинська), Новоросійське (Катеринославська, Херсонська і Таврійська).

### Російська імперія
Перемога у війні над Наполеоном надихнула членів масонських лож на діяльність з перетворення Росії на прогресивну демократичну державу з конституційним устроєм. Після Петербургу найширшим полем діяльності руху декабристів була Україна. Тут 1821 року в Тульчині утворюється «Південне товариство», а у Новоград-Волинському — «Товариство об'єднаних слов'ян». 1817 року козаки Бузького війська виступили проти переведення їх на військові поселення, а 1819 року спалахнуло Чугуївське повстання військових селян проти нелюдських умов життя — аракчеївщини. Під час невдалого грудневого повстання декабристів 1825 року в Петербурзі повстання Чернігівського полку під проводом Сергія Муравйова-Апостола тривало до січня 1826 року. На Поділлі впродовж 1813—1835 років вирувало гайдамацьке повстання Устима Кармалюка. Впродовж 1830—1831 років під час Листопадового повстання поляки намагались відродити Річ Посполиту.
Під час чергової турецько-російської війни Велика Британія, Франція та Сардинське королівство вступилися за Османську імперію чий протекторат (Волощину) захопила Росія і розпочали Кримську війну 1853—1856 років. З метою знищення Севастопольської військово-морської бази 1854 року місцем об'єднаного пароплавного десанту було обрано Євпаторію в Криму. Розпочалась тривала оборона, якою керував адмірал Павло Нахімов, а серед героїв був матрос Петро Кішка. 1855 року селяни Київщини невірно трактували набір в ополчення як поновлення козацтва, розпочалась «Київська козаччина», народний рух селян, що записувалися у «козаки», організовували самоуправні громади і відмовлялися виконувати повинності. Здача Севастополя після поразки на Малаховому кургані, затоплення Чорноморського флоту викликали передчасну смерть Миколи I.

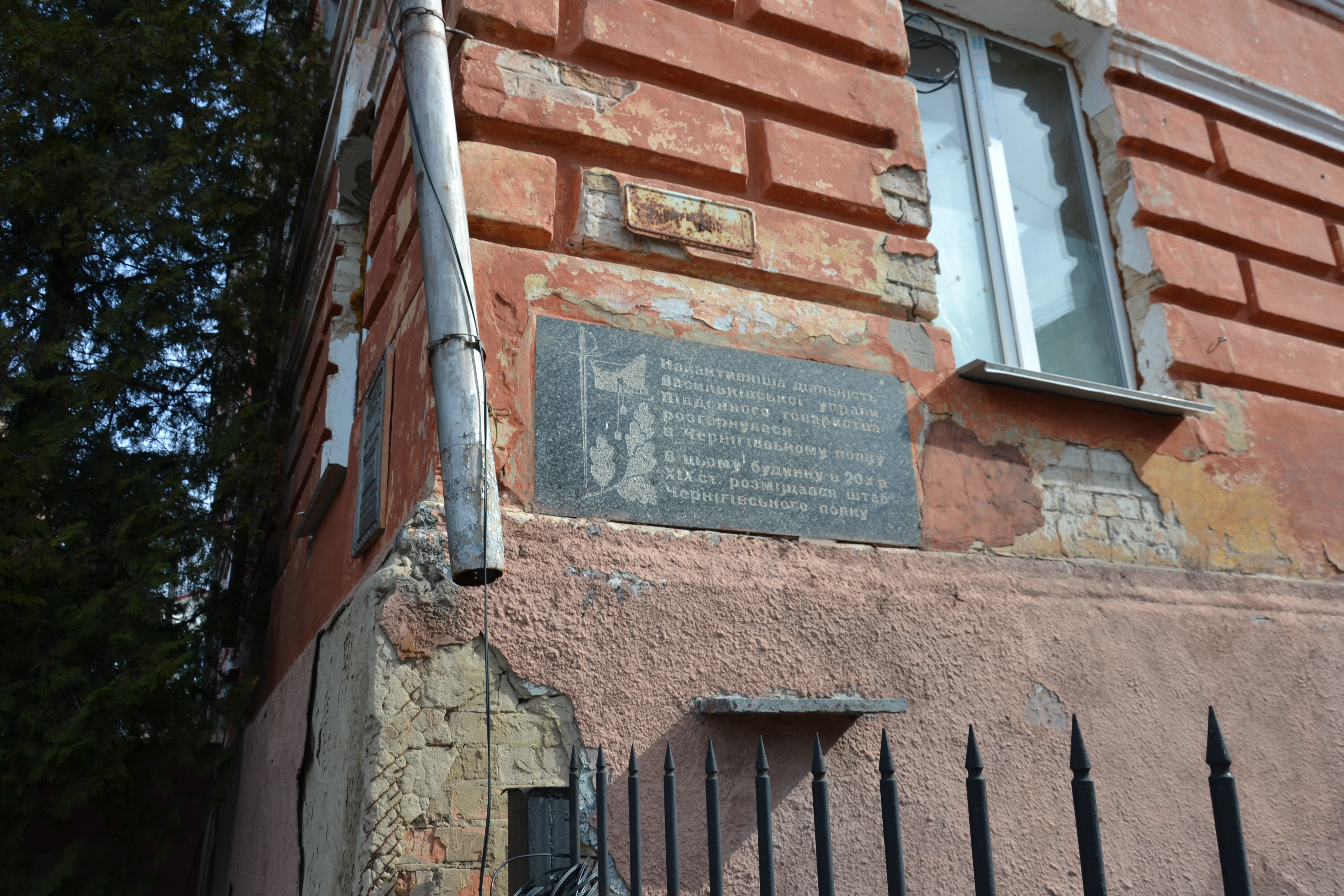
Штаб Чернігівського полку у Василькові
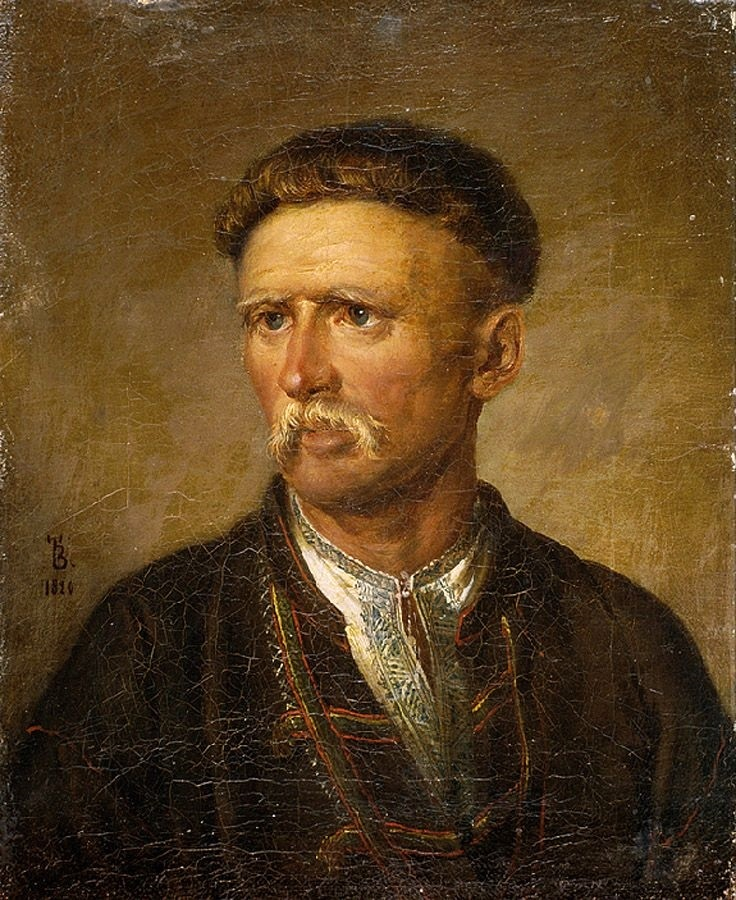
Устим Кармалюк
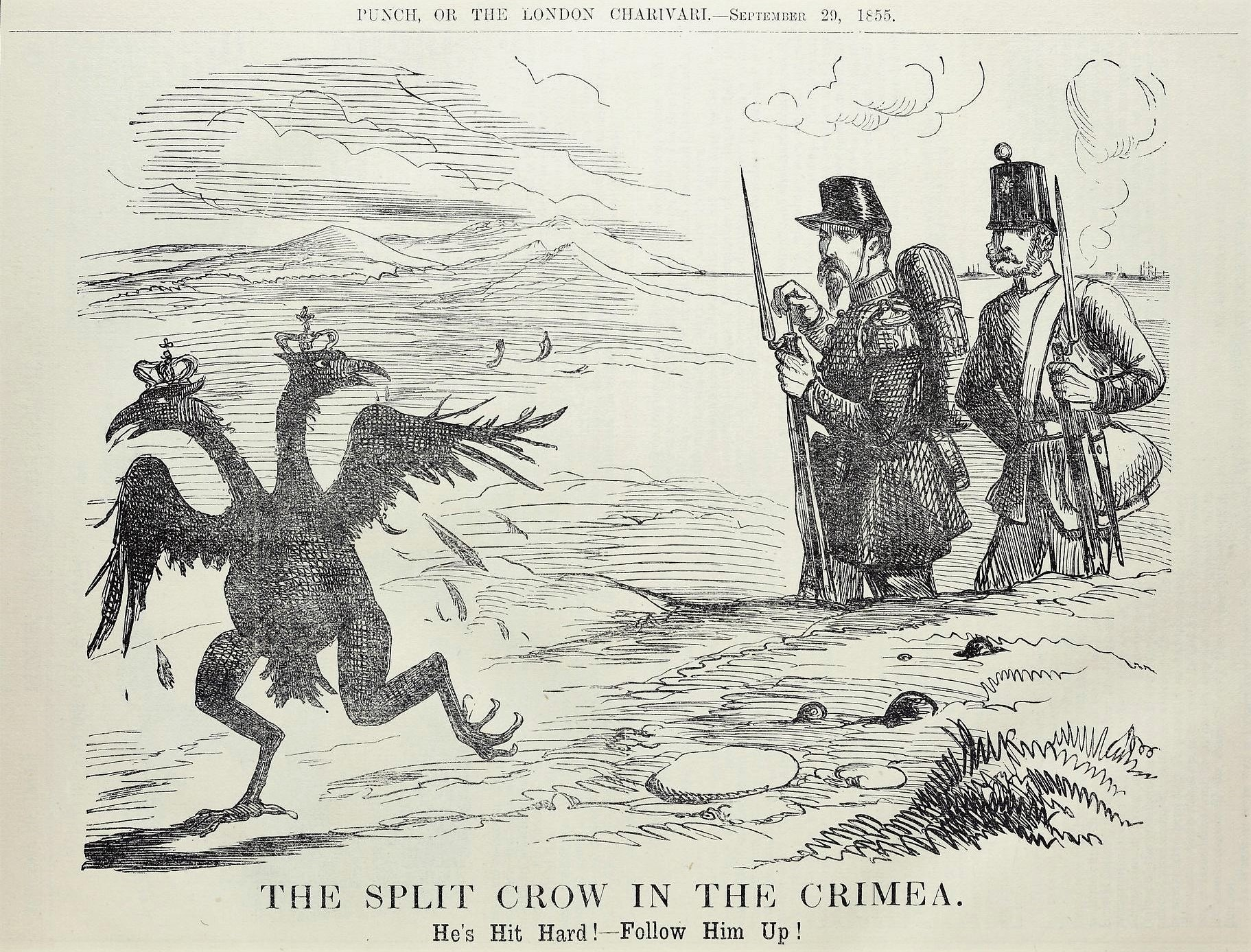
«Розсічена російська ворона в Криму», плакат 1855 року
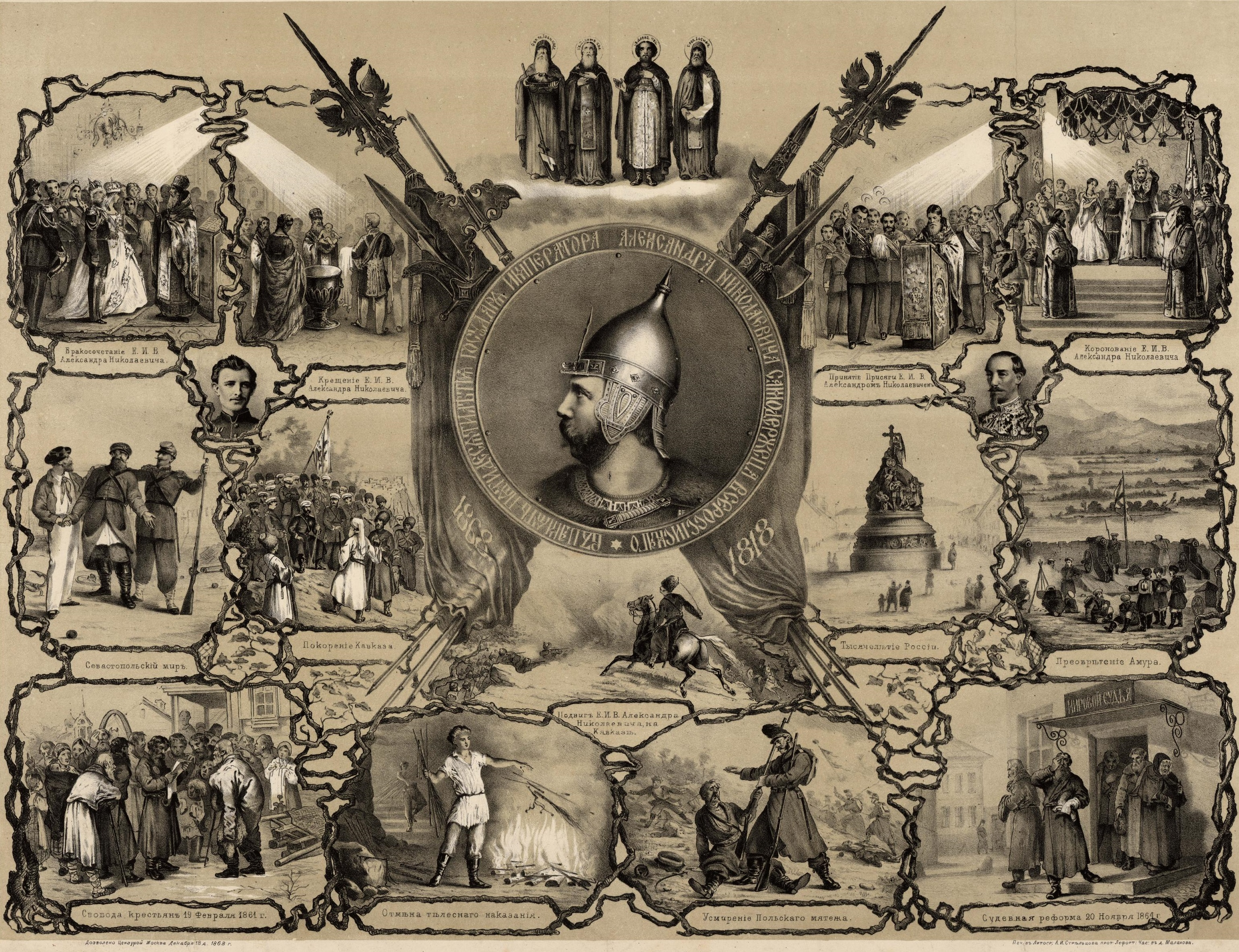
Колаж основних подій за царювання Олександра II
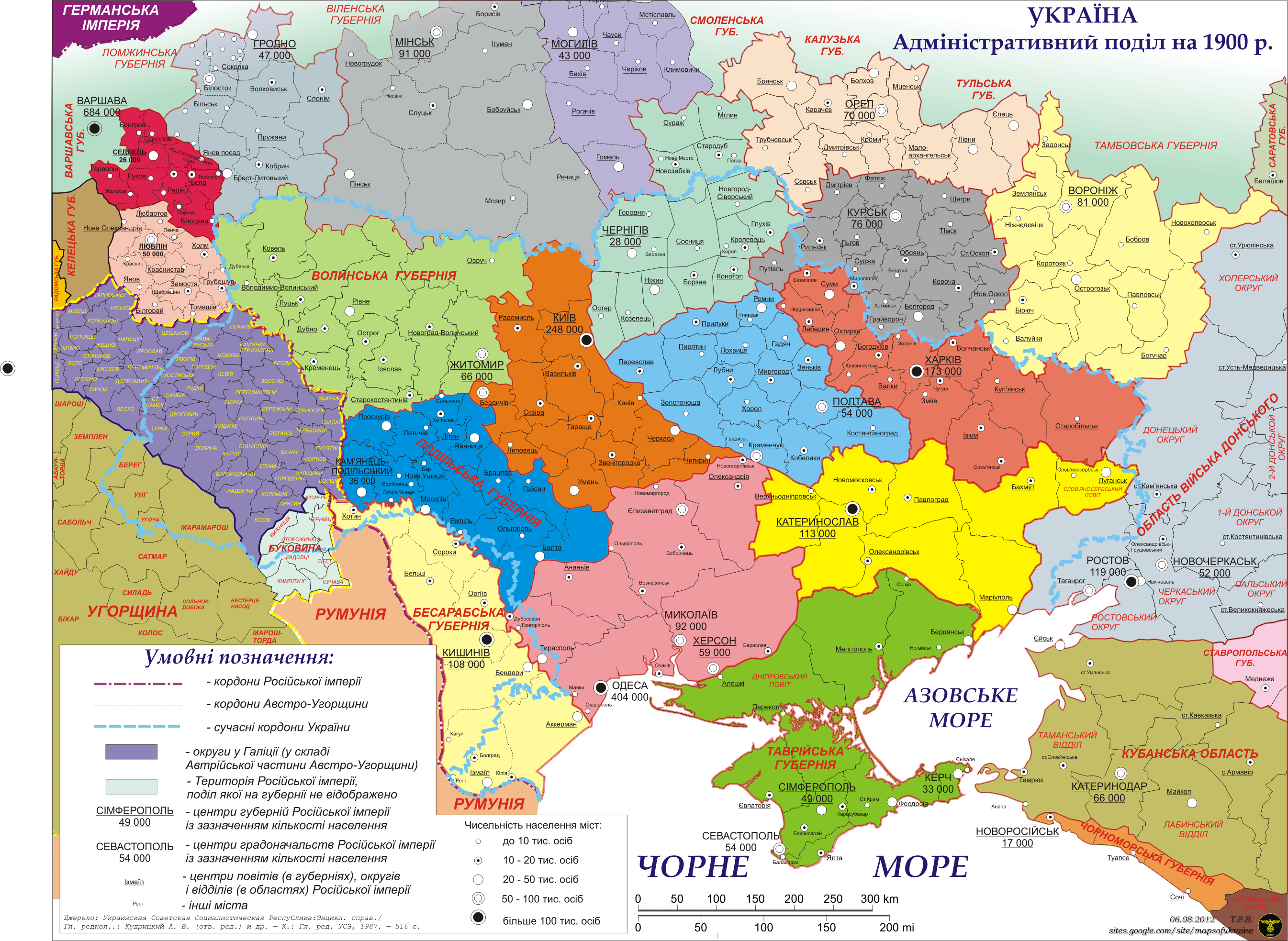
Адміністративний поділ українських земель, 1900 рік

Новий імператор Олександр II взявся реформувати країну за західним зразком. Впродовж 1861—1865 років він провів ряд реформ: земельну (селяни переставали бути власністю, отримували земельний наділ за викуп і громадянські права), судову (з'явилися прокурори, адвокати, присяжні та відкриті засідання), військова (заміна 25-річного рекрутства на 6-річну військову повинність), самоврядування (села об'єднувались у волості, утворювались виборні земські та міські управи). Але на Правобережжі земства не уводились до 1911 року через побоювання польської самоорганізації. Індустріальна революція спричинила швидке зростання промислових підприємств, які потребували працівників, до міст масово переїздять селяни в пошуках кращої долі. Росте широке майнове розшарування. Виокремлюється буржуазія, прошарок нових бізнесменів і підприємців, на противагу яким постають наймані працівники — пролетаріат. Виокремлюється прошарок інтелектуалів, працівників розумової діяльності — інтелігенція. На селі майнове розшарування виділяє заможних власників і безземельних наймитів. 1865 року прокладають першу залізницю між містами Одеса і Балта завдовжки 200 км, заради доправлення хліба в порт на експорт. Наприкінці XIX століття загальна довжина залізничних колій дорівнює 8,5 тис. км. На Поділлі та Правобережжі відбувається бум вирощування цукрового буряка, на Лівобережжі — тютюну. У 1870-х роках британський підприємець Джон Юз збудував найбільший в імперії металургійний завод на місці сучасного Донецька. Розвиток металургії спонукає промисловому освоєнню покладів кам'яного вугілля Донецького басейну та залізної руди Криворізького. Паралельно з індустріалізацією, відбувалась і масована урбанізація. Міста змінюють свій вигляд: вулиці вкривають бруківкою, з'являється освітлення, електричний зв'язок (1854 рік), кінні та електричні трамваї (1892 рік, Федір Піроцький), централізована каналізація (1894 рік, Адам Струве).

#### Національне відродження
Завдяки розширенню кола освічених людей та їхньому просвітництву стверджуються ідеї прав людини; окремих націй замість населення з підданством (націоналізм); народу як джерела влади на противагу одноосібній волі правителя (демократія). Українське національне відродження пройшло довгий шлях становлення. На першому етапі, починаючи з другої половини XVIII століття, це було фольклорно-етнографічне дослідження представниками еліти окремішності української нації, вивчення її мови, історії, культури й традицій. Яке переросло в культурне просвітництво другої половини XIX століття, поширення здобутих знань серед широких народних мас, формування національного мистецтва, літератури, науки. На початку XX століття ці процеси переростають в політичний етап з формуванням конкретних завдань щодо забезпечення прав українців у всіх сферах культурного, політичного та економічного життя. Наприкінці XVIII століття в Україні за європейським зразком формуються перші масонські ложі. Початком відродження національної літератури вважається видання 1798 року членом полтавської масонської ложі «Любов до істини» Іваном Котляревським бурлескної «Енеїда», переспіву класичного античного твору. Навколо заснованого 1805 року Василем Каразіним у Харкові першого університету гуртується національна інтелігенція: видаються фольклорні збірки, перші граматики, перші українські письменники Петро Гулак-Артемовський та Григорій Квітка-Основ'яненко, математик Михайло Остроградський. У 1820-х роках з'являється «Історія Русів» Григорія Кониського, в якій обґрунтовується спадкоємність Руси до України, а не північно-східних князівств, з яких постала Москва й Росія. 1834 року відкривається університет у Києві. 1839 року царська влада ліквідувала греко-католицьку церкву. 1840 року в Петербурзі друкується «Кобзар» Тараса Шевченка. Впродовж 1845—1847 років в Києві підпільно діяло Кирило-Мефодіївське братство, програмним документом якого була «Книга буття українського народу» Миколи Костомарова. Братчики прагнули утворити конфедерацію вільних слов'янських республік і скасувати кріпацтво. У березні 1847 року діяльність братства була викрита, члени заарештовані, Тарас Шевченко відправлений на солдатську службу до Казахстану.

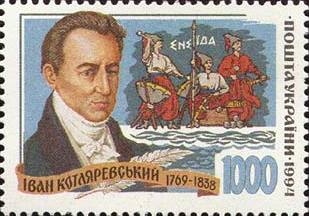
Поштові марки України, присвячені Котляревському
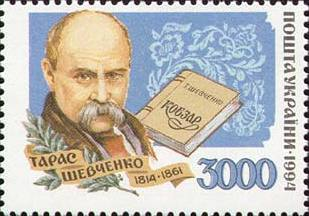
і Шевченкові
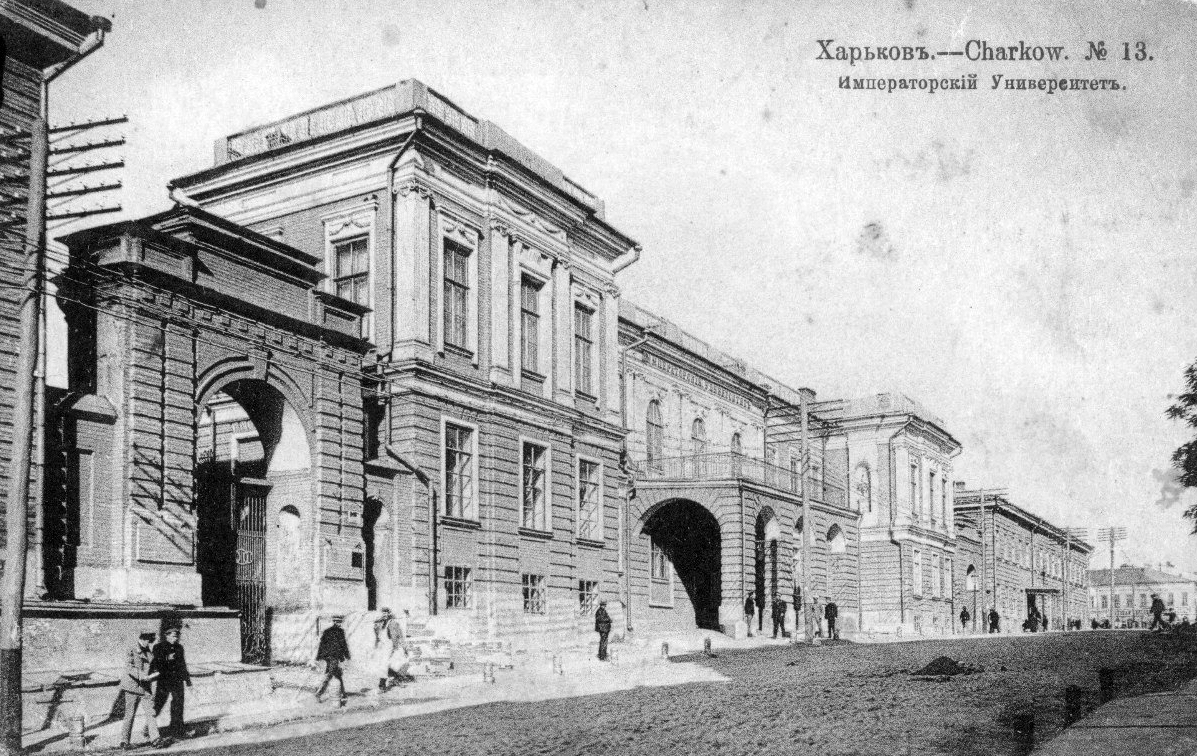
Харківський університет
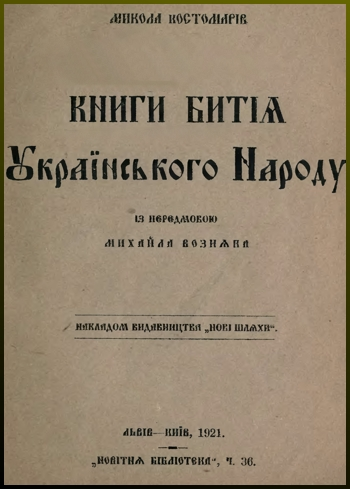
«Книга буття українського народу», видання 1921 року
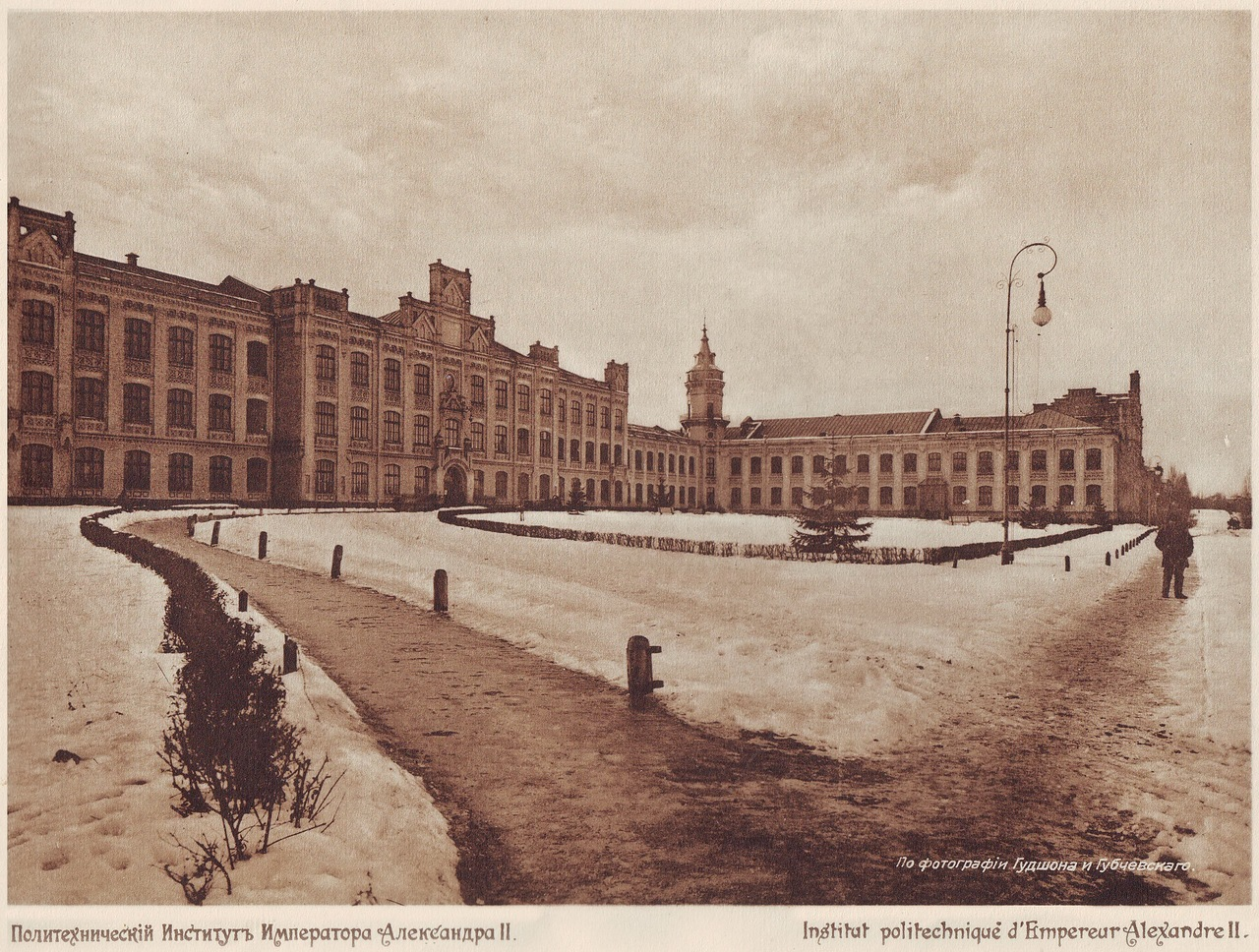
Київський політехнічний інститут
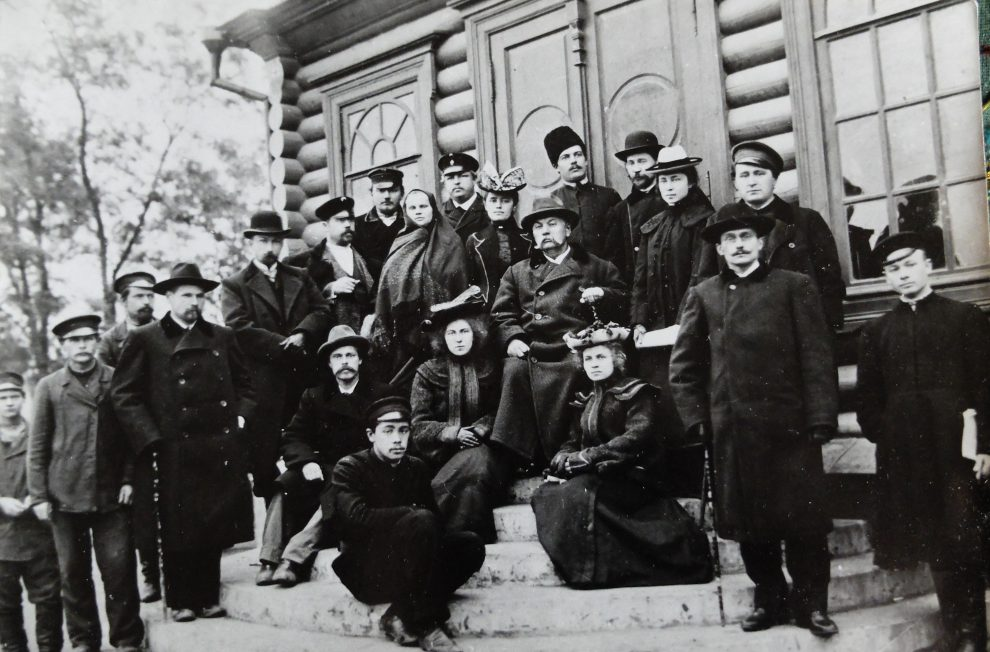
«Театр корифеїв» Кропивницького

Після амністії учасники Кирило-Мефодіївського братства організували 1859 року в Петербурзі українське культурно-просвітницьку громаду, 1861 року розпочали видання журналу «Основа». У цей час на Правобережній Україні деякі представники польської інтелігенції зародили рух «хлопоманів», що взялися «ходити в народ», під проводом професора Володимира Антоновича організували в Києві українську громаду, а пізніше в Одесі, Харкові та багатьох інших містах. Після повстання поляків 1863—1864 років діяльність таких громад заборонили. 1862 року царський уряд заборонив понад 100 українських недільних шкіл, а 1863 року міністр внутрішніх справ Петро Валуєв видав таємний циркуляр із заборони використання української мови поза побутом. 1866 року відкривається університет в Одесі (з яким пов'язана діяльність нобелівського лауреата Іллі Мечникова та його учня Данили Заболотного), політехнічні інститути в Києві, Харкові та Катеринославі. У цей час працювали українські історики Микола Костомаров, Володимир Антонович, Дмитро Яворницький, Михайло Грушевський («Історія України-Руси»). В літературі відзначаються Марко Вовчок, Іван Нечуй-Левицький, Панас Мирний. Впродовж 1873—1876 років у Києві Південно-західний відділ імператорського Російського географічного товариства видав 7 томів наукових «Записок», випускав журнал «Киевский телеграф». Його діячами були Павло Чубинський і Михайло Драгоманов. Поширення друкованих засобів інформації активізує політичне життя. Вигартовуються ліберальні, консервативні, національні та соціалістичні течії політичної думки. Багато літератури завозиться з Галичини. 1876 року Олександр II видав Емський указ, яким обмежувалося використання української мови в Росії, заборонялося видання книг українською мовою, завезення з-за кордону, театральні постановки і т. д. Внаслідок репресій російського царату з 1870-х центр національного руху перемістився до Галичини.
Михайло Драгоманов емігрував до Швейцарії, де поширював ідеї «громадівського соціалізму» та створення загальноєвропейської конфедерації народів із Україною, як складовою частиною. Впродовж 1880-х років члени київської громади намагались продовжувати просвітницьку діяльність, але тільки російською мовою на сторінках часопису «Кіевская старина». На противагу поміркованій течії, радикальні націонал-патріоти, прихильники національної автономії, утворили 1891 року Братство тарасівців, одним з членів якого був Борис Грінченко. 1882 року в Єлисаветграді почала працювати перша професійна трупа акторів під керівництвом Марка Кропивницького — «театр корифеїв» (Марія Заньковецька, Микола Садовський та Панас Саксаганський). У музичному мистецтві працювали Семен Гулак-Артемовський, Микола Лисенко, Соломія Крушельницька. Українські представники нової течії модернізму проявили себе в архітектурі (Владислав Городецький), поезії (Михайль Семенко), письменстві (Ольга Кобилянська, Іван Франко, Леся Українка, Михайло Коцюбинський), малярстві (Олександр Мурашко, Іван Труш, Казимир Малевич). Українські магнати і меценати, Алчевські, Терещенки та Ханенки зробили великий внесок у збиранні та примноженні мистецької спадщини, доброчинстві.

### Австрійська імперія
У результаті поділів Речі Посполитої землі Червоної Русі відійшли Австрійській імперії. 1772 року була утворена нова адміністративна одиниця Королівство Галичини та Володимирії (Лодомерії). Марія-Терезія та її син Йосиф II відразу провели ряд реформ місцевого самоврядування, управлінням відтепер займалися німецькі чиновники, а не місцеві шляхтичі, у містах запроваджувались виборні міські ради та призначались магістрати, обирався представницький орган краю — сейм. Греко-католиків урівняли в правах з римо-католиками, відновили діяльність Львівського університету, дозволили навчання в школах рідною мовою та знищили особисту залежність селян — кріпацтво, але зберегли панщину. Після спільних воєнних дій Росії та Австрії проти Османської імперії 1774 року Буковина відійшла Відню. Протягом 1786—1849 років вона перебувала в складі Галичини, а 1862 року її було перетворено на окремий коронний край імперії. 1781 року цісар Йосиф II видав указ, яким усі парафії та монастирі в межах австрійської Буковини було об'єднано в одну єпархію та підпорядковано єпископові Досифеєві Херескулу, 12 грудня єпископську катедру було перенесено до Чернівців. Під час Наполеонівських війн, 1809 року Росії віддано Тернопільський край, а Люблінська земля і Західна Волинь відійшли до Варшавського герцогства, яке 1815 року поглинула Росія, поступившись Тернопільським краєм. 1846 року до Галіції приєднали князівства Краківське та Освенциму і Затору.
Більшість населення українських етнічних земель становили русини (ендоетнонім українців). Проте в Галичині значну частку становили також поляки (особливо у Західній) й євреї, на Буковині — румуни, а на Закарпатті — угорці. Держслужбовцями й управлінцями повсюдно були німці. Суспільство ділилося на стани: шляхту, духовенство, міщан та селян. Українці складали переважно селянство, великі міста були населені неукраїнцями, й єдиним «соціальним ліфтом» для них була можливість отримати духовний сан. Греко-католицькі священники завдяки реформам отримали можливість здобувати вищу духовну освіту у семінаріях Європи на рівні з католиками. Тому саме вони стали на чолі просвітницького національного руху, так званими «будителями». Видатним діячем цього руху був Олександр Духнович, що видав 1847 року перший буквар русинською мовою «Книжица читалная для начинающих». 1816 року в Перемишлі виникло товариство галицьких греко-католицьких священників. Його член Іван Могильницький першим почав проголошувати проповіді українською. 1833 року студенти Львівського університету, Маркіян Шашкевич, Іван Вагилевич та Яків Головацький заснували літературний гурток «Руська трійця». Який 1836 року видав альманах народної та власної творчості «Русалка Дністровая», майже увесь тираж якої вилучили. Принизливий соціальний та майновий стан провокував численні бунти. Так 1831 року Закарпаттям прокотилися холерні бунти; у 1843—1844 роках на Буковині Лук'ян Кобилиця, так званий «гуцульський король», підбурив селян до самозахоплення пасовищ.

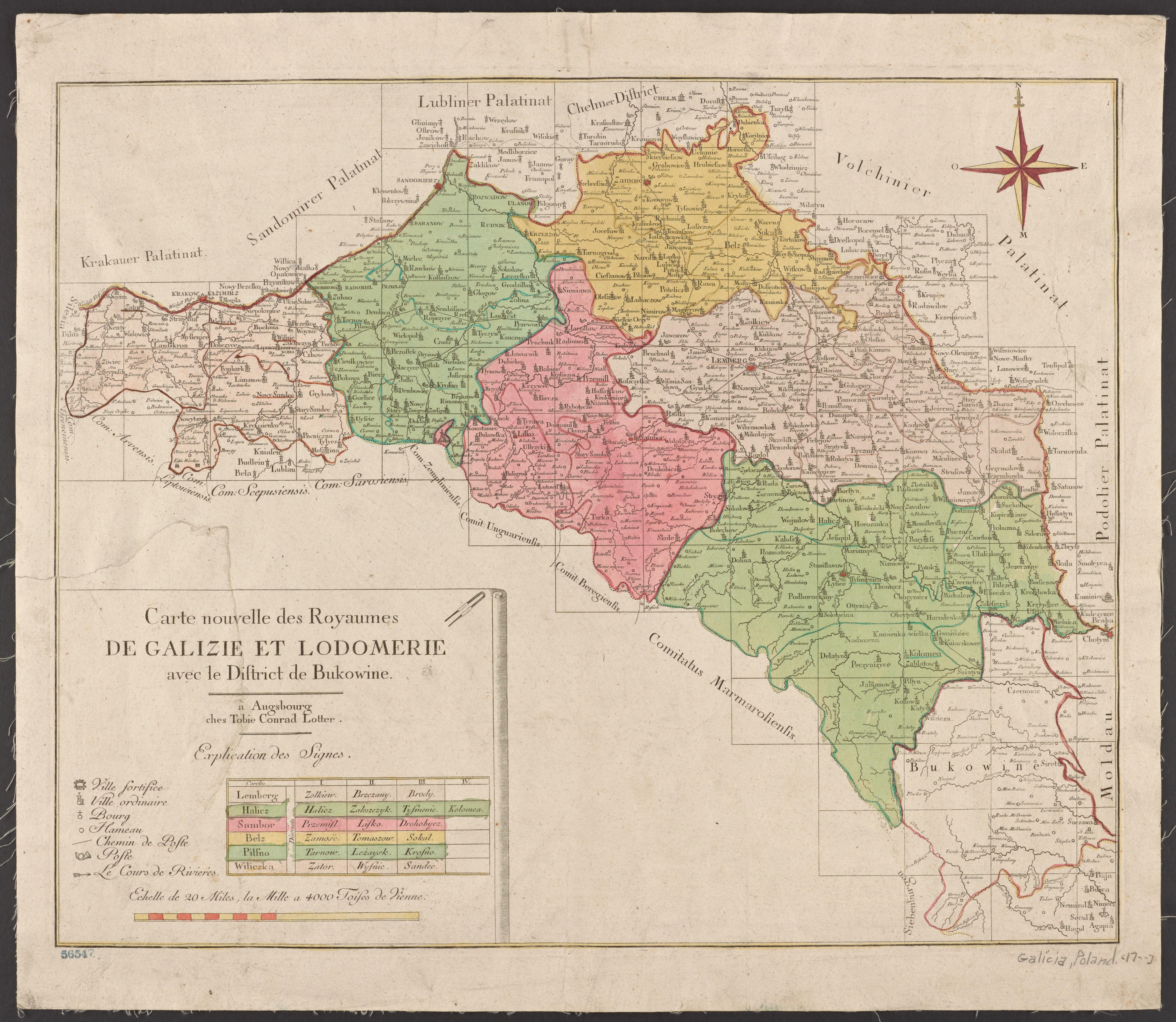
Королівство Галичини та Володимирії
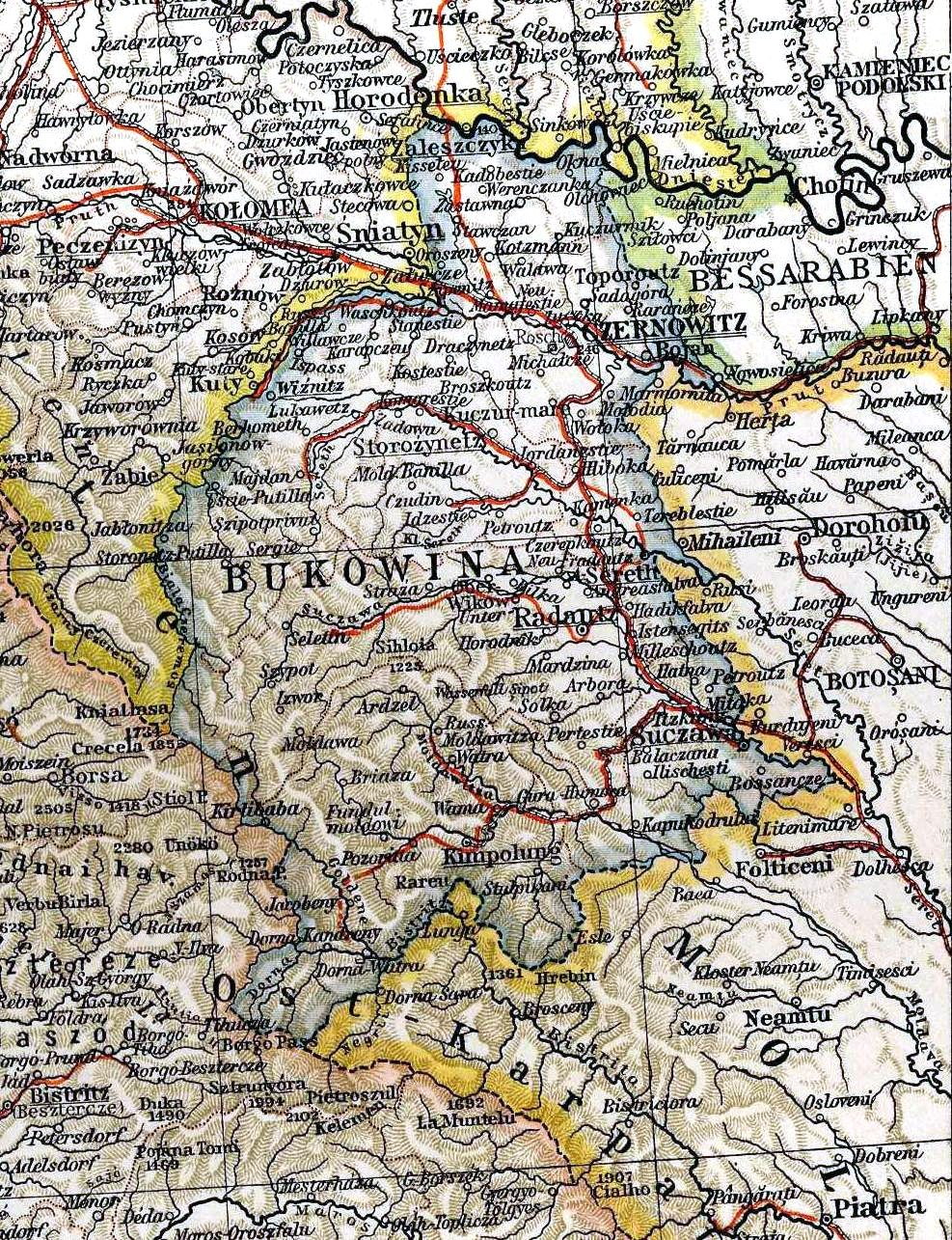
Буковина у складі Австро-Угорщини
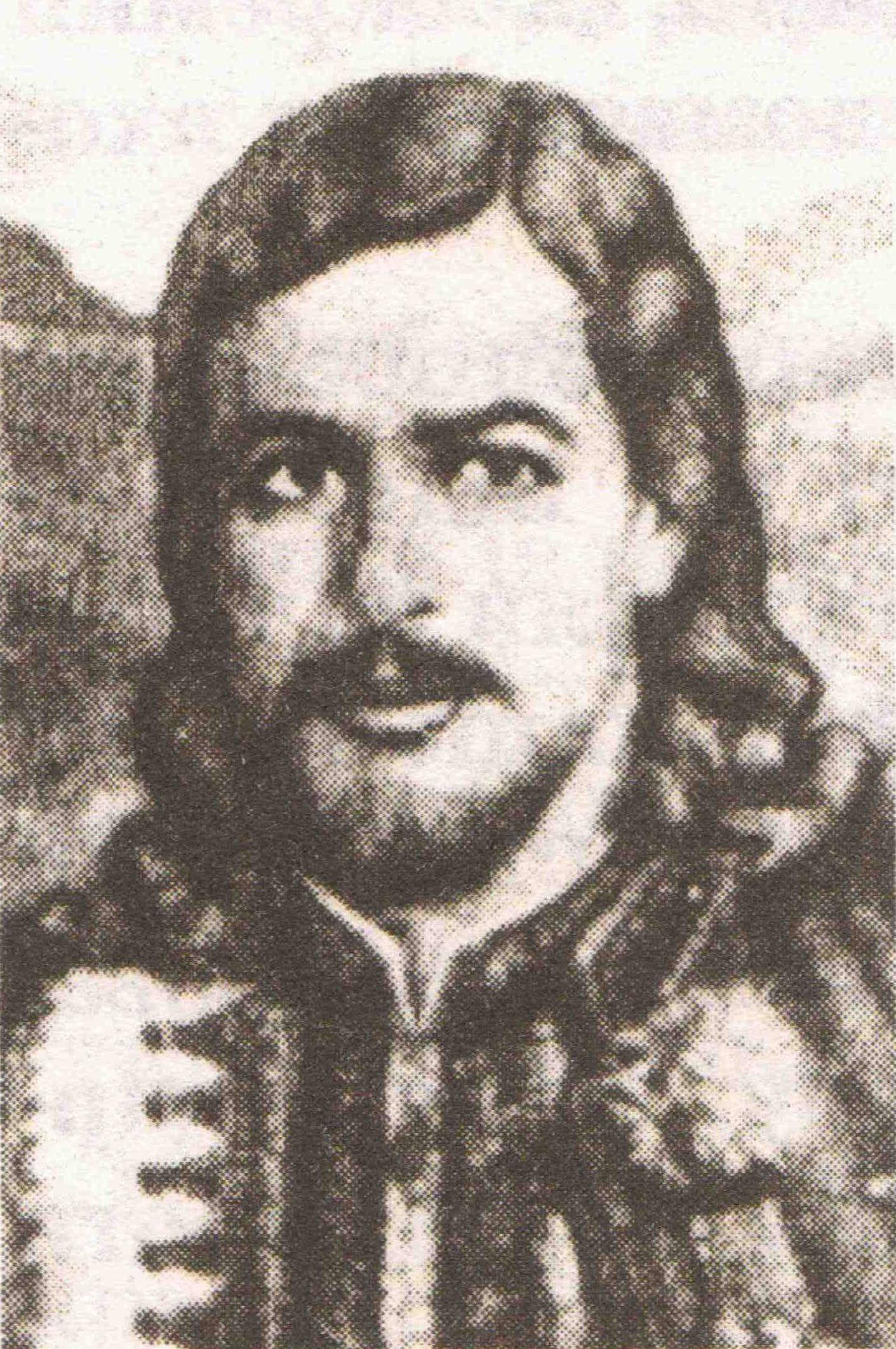
Лук'ян Кобилиця
- «Русалка Дністровая»
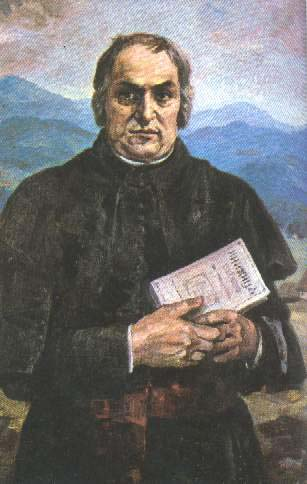
Олександр Духнович
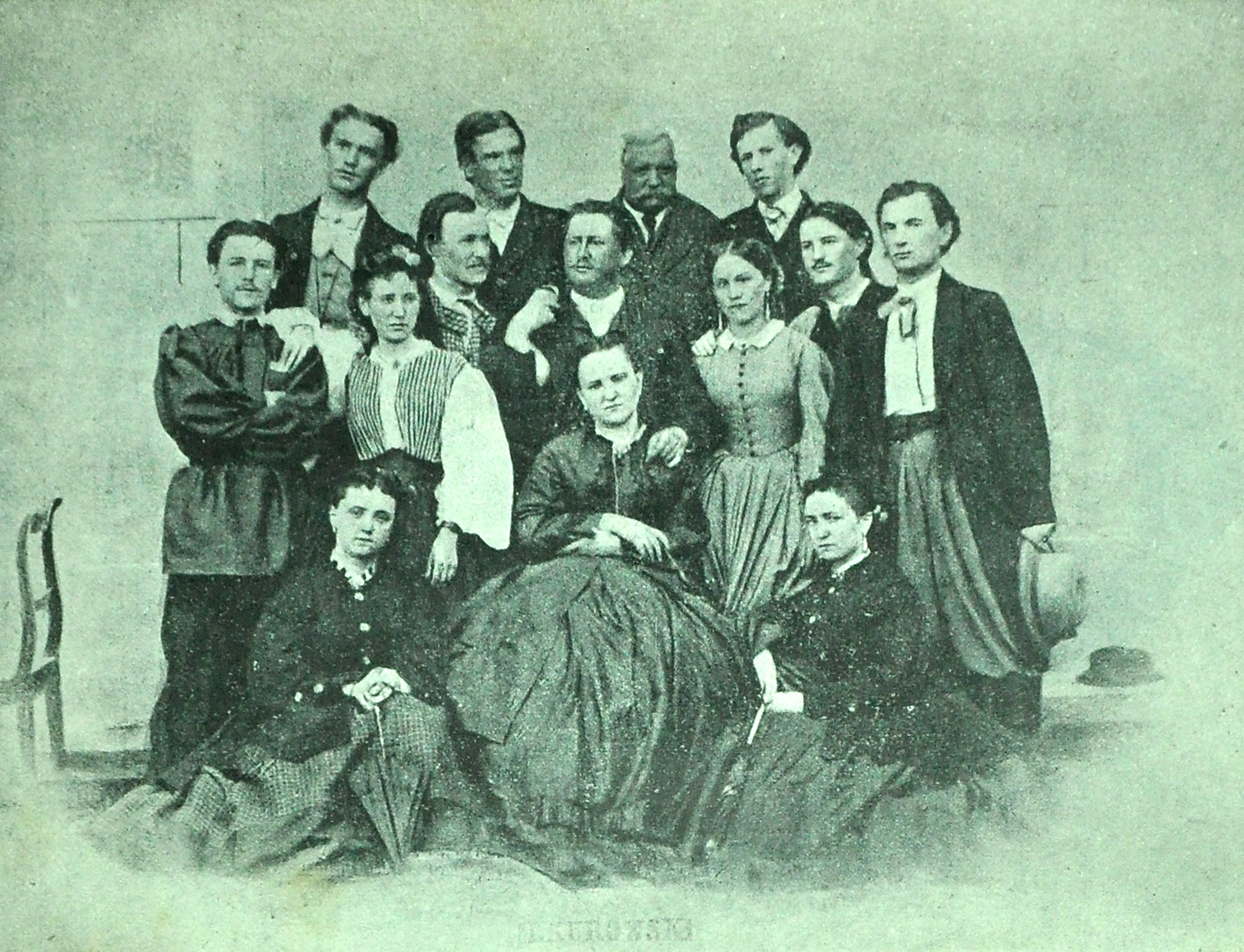
Театр Української Бесіди

Поширення ліберально-демократичних ідей у першій половині XIX століття підживлював національне відродження, у німецьких імперіях — національне відродження слов'ян та панслов'янський рух. 1848 рік вибухнув серією національно-визвольних рухів у Європі — «Весна народів». Було скликано перший парламент — Рейхстаг, одним з депутатів якого став і Лук'ян Кобилиця. Громадяни отримали права на свободу слова, друку та зборів. Для селян скасували панщину, їм викупали земельні наділи, вони отримували громадянські права. 1848 року у Празі було скликано Слов'янський з'їзд. Український національний рух очолила Головна Руська Рада на чолі зі священником Григорієм Яхимовичем, якою було розпочато випуск першої україномовної газети — «Зоря Галицка». ГРР скликала Собор руських учених у Львові, що утворив Галицько-Руську матицю. Руський рух протистояв польській національній ідеї, а тому знайшов підтримку в німецької адміністрації. Того ж року придушено повстання поляків у Львові, а повстання угорців — восени 1849 року за допомоги військ російського імператора Миколи I. Завдяки іноземному капіталові в середині XIX століття в районі Борислава та Дрогобича розпочинається видобуток нафти (до 4 % світового видобутку). 1861 року до Львова прокладають першу залізницю, а через 3 роки в ньому починає діяти перший професійний театр Української Бесіди.
1867 року Австрійська імперія перетворилась на дуалістичну конституційну монархію двох народів — Австро-Угорщину, в якій Галичина й Буковина залишались в Австрії, а Закарпаття відходило угорській короні. У Галичині владу на місцях та скликаному сеймі відразу перебрали поляки, що спричинило кризу ідеї «русинства» та позицій консервативного греко-католицтва. На противагу ідеї «русинства» виникли течії, які розглядали русинів як частину польської, великоросійської (москвофільство) та загальноукраїнської нації (українофільство). У Львові 1868 року утворилося культурно-просвітницьке товариство народовців «Просвіта», 1873 року літературне товариство, що 1892 року було перетворено на Наукове товариство імені Шевченка. 1875 року утворено Чернівецький університет. Впродовж 1860-1870-х років рух москвофілів за підтримки царського уряду зайняв провідні позиції в культурному житті. Після переходу громади села Гнилички 1882 року до православ'я, австрійський уряд почав розглядати діяльність москвофілів як підривну. З 1880-х років на Буковині розпочалося справжнє українське відродження, яке очолили представники народовського напрямку в суспільному русі: Степан Смаль-Стоцький, Омелян Попович, Микола Василько.
Демографічний вибух та брак потреби робочої сили в неіндустріалізованих містах імперії викликав першу хвилю еміграції на захід. Країнами-акцепторами стали: США (найбільше Пенсільванія), Канада (Онтаріо, Манітоба, Саскачеван, Альберта), Бразилія (Парана), Аргентина (Гран-Чако і Місьйонес), Австралія. Хто не бажав мігрувати об'єднувались у кооперативи, 1883 року у Львові за ініціативи Василя Нагірного створено перший кооператив «Народна торгівля». 1885 року було утворено Народну Раду, а вже через 5 років її лідер, Юліан Романчук пішов на угоду з поляками і німцями в обмін на культурно-освітні поступки та кілька місць у парламенті. Радикальні соціалісти на чолі з Іваном Франком та Михайлом Павликом 1890 року у відповідь утворюють партію РУРП. 1899 року на її базі утворилося дві нові — УНДП і УСДП. Один з лідерів останньої, Юліан Бачинський, уперше через ідеї марксизму в своїй праці 1895 року «Україна irredenta» виголосив необхідність повної незалежності України «від Сяну по Кавказ!». Його підтримав через 5 років харківський адвокат Микола Міхновський в праці «Самостійна Україна» — «Одна, єдина, нероздільна, вільна, самостійна Україна від гір Карпатських аж по Кавказькі».

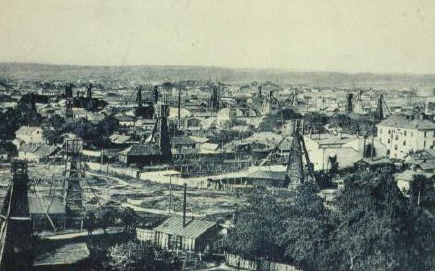
Нафтові промисли Борислава
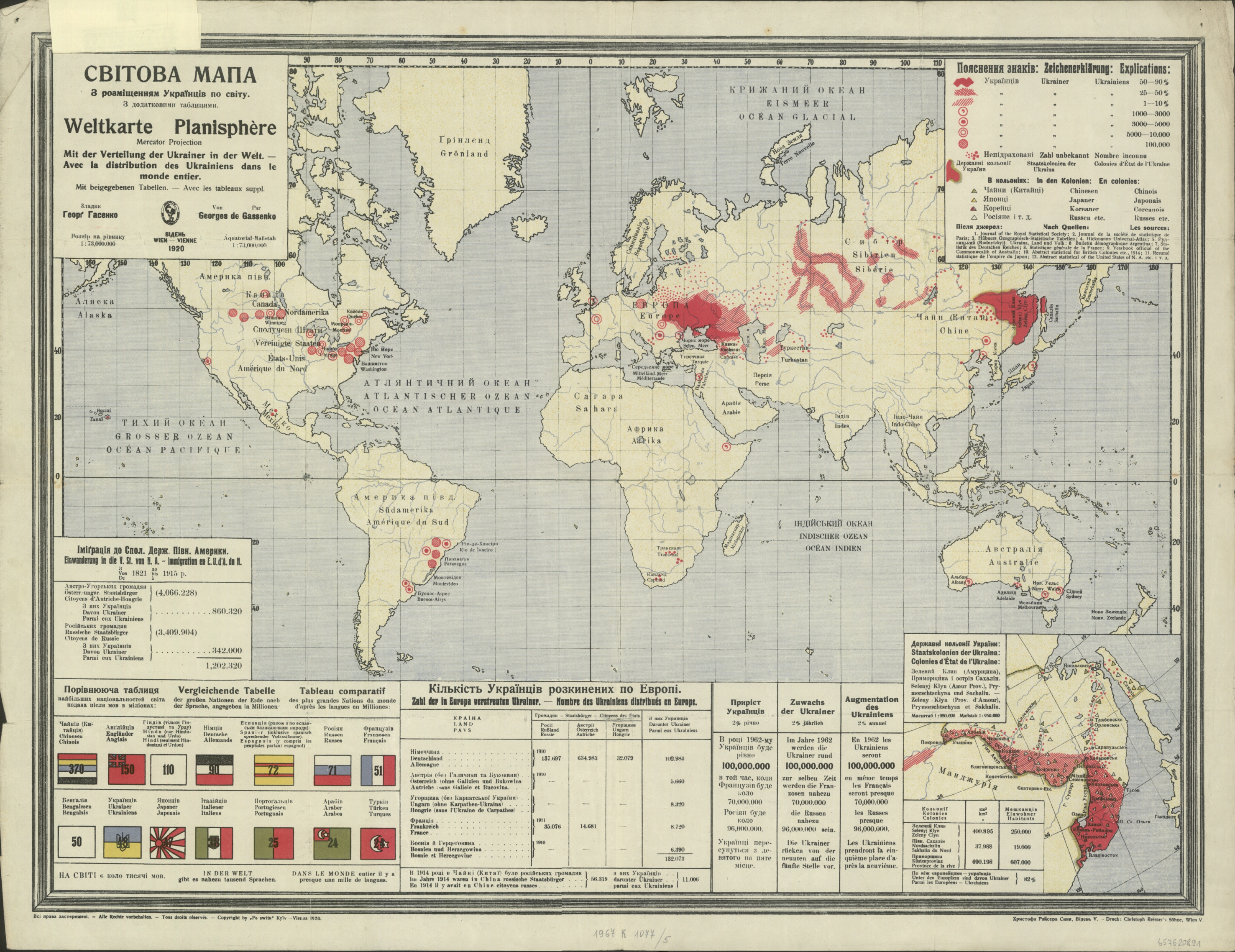
Світова мапа української діаспори
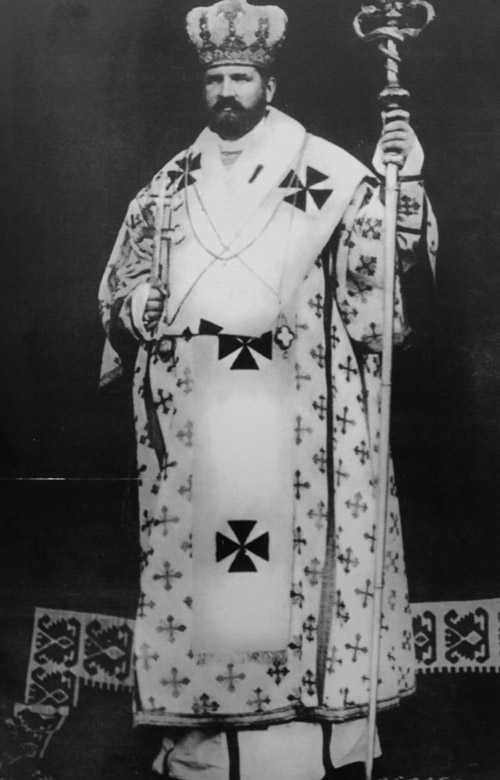
Митрополит Андрей Шептицький
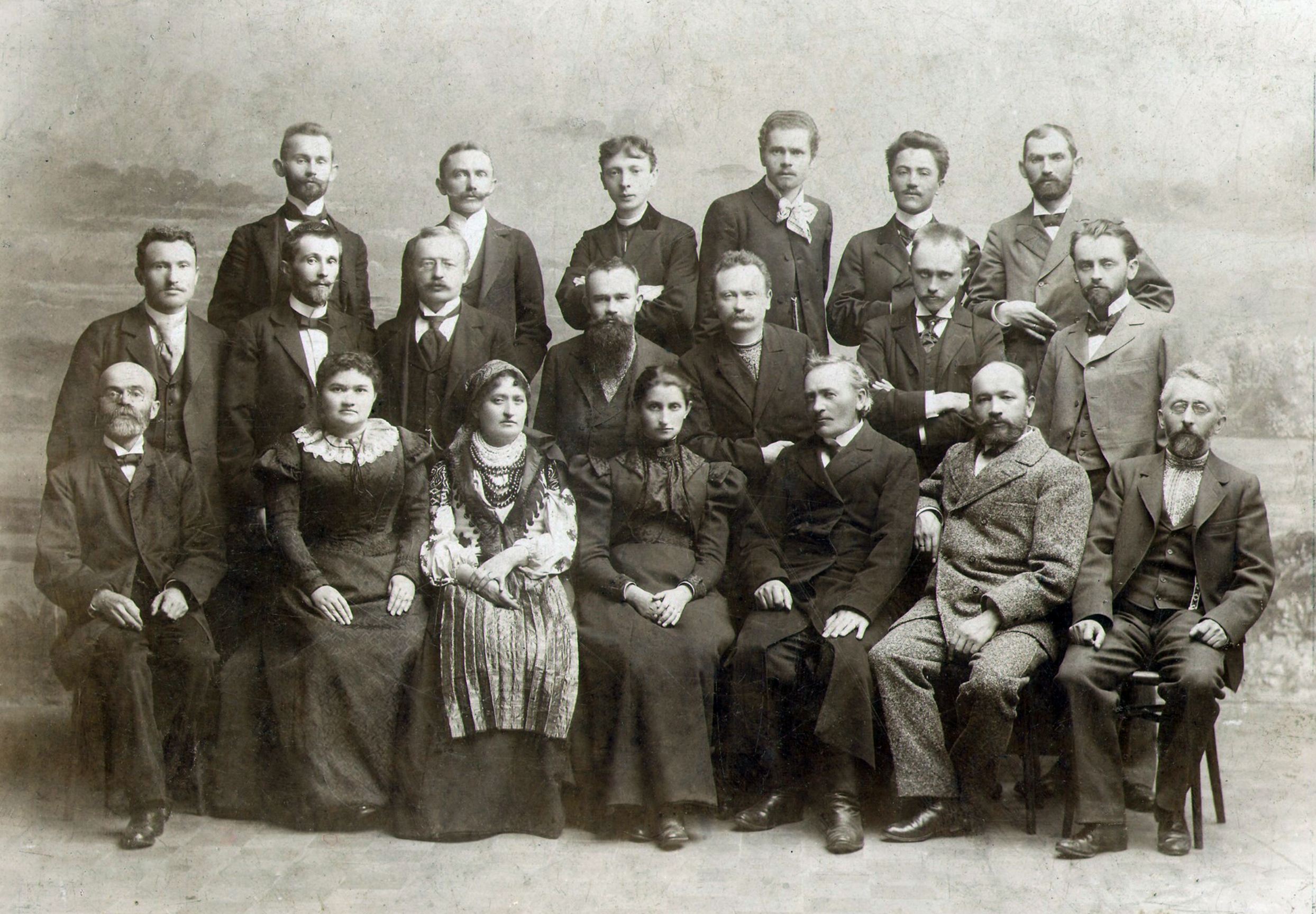
Члени Наукового товариства Шевченка
Зліт українських «соколів»Зліт українських «соколів»

До початку Першої світової війни вдалося українізувати ¾ початкових шкіл на Галичині. 1900 року Андрея Шептицького було обрано новим митрополитом греко-католицької церкви. Він зайняв чітку проукраїнську позицію й став моральним авторитетом для українців. Того ж року Кирило Трильовський створив пожежно-руханкову організацію «Січ». Іван Боберський популяризував спортивне товариство «Сокіл-Батько» та скаутський Пласт. 1907 року в імперії було запроваджено загальне виборче право.

## Новітня історія
1900 року на програмних самостійницьких ідеях Міхновського було утворено політичну Революційну українську партію (РУП), яка дала початок трьом іншим: 1902 — УНП (Міхновський), 1904 — УСДС (Міленівський), 1905 — УСДРП (Винниченко, Петлюра). 1904 року утворено дві ліберальні партії: УДП (Євген Чикаленко) та УРП (Сергій Єфремов, Борис Грінченко), які під час наступної революції об'єдналися в УДРП. На українських землях діяли й загальноросійські політичні партії: есери, РСДРП меншовиків та більшовиків (Володимир Ленін), кадети та чорносотенці.

### Перша російська революція
У 1900—1903 роках внаслідок інтенсивної індустріалізації відбулась перша економічна криза перевиробництва. Внаслідок чого посилилась монополізація та погіршення умов праці робітників. Російсько-японська війна на Далекому Сході 1904—1905 років була програна, замість демонстративної перемоги й «підйому морального духу» перетворилась на загальні депресивні настрої. 9 січня 1905 року з подій Кривавої неділі, розстрілу мирної демонстрації робітників у Санкт-Петербурзі, розпочалась Перша російська революція. Це стало приводом для масових страйків, що паралізували Російську імперію. Одночасно селяни захоплювали ліси й маєтки. На панцернику «Потьомкин» на Чорноморському флоті відбулося повстання моряків, яке підхопили сапери в Києві. У грудні збройне повстання у Дебальцевому підіймають залізничники, у Києві повсталі робітники творять власну республіку. У відповідь на революцію маніфестом від 17 жовтня 1905 року Миколою II дарувались громадянські права й скликається перший парламент — Державна дума. Українці починають українізувати народну освіту, поширюється діяльність «Просвіт», засновується газета «Хлібороб» та ін. Після парламентських виборів навесні 1906 року українські депутати в Думі, яка проіснувала лише 2 місяці, утворюють власну фракцію, Українську парламентську громаду, яку очолює земський адвокат Ілля Шраг. У другій Думі, яка проіснувала 3 місяці, 1907 року 47 українців знов утворили фракцію й повторили вимоги культурно-політичної автономії України та розширення сфер вжитку української мови. Новим виборчим законом було значно обмежено коло виборців, тому до третьої Думи вже потрапили здебільшого консервативні контрреволюційні сили, національне відродження згорталось, переходило до підпілля (ТУП), ширились шовіністичні та антисемітські настрої (справа Бейліса).
З 1906 по 1911 рік міністр внутрішніх справ імперії Петро Столипін проводить аграрну реформу, яка руйнувала традиційний селянський общинний уклад й формувала «хутірський» одноосібний. Такою можливістю, переважно в степу, скористалась чверть українського селянства. Іншою ідеєю, переселенням до Сибіру та на Далекий Схід скористалось більше 1 млн українців, утворилися Сірий та Зелений Клини, заклавши основу аграрного населення цих країв. За свою жорстку позицію проти революційних і національних рухів («Менше заарештовувати, більше стріляти») був убитий 1911 року в Київській опері.

### Перша світова війна
На початку XX століття Британія та Франція повністю перекроїли колоніальний світ ринків сировини й збуту промислової продукції на свою користь і утворили «сердечну угоду» — Антанту, до якої залучили й Російську імперію. Нові індустріальні локомотиви, Німеччина, Австрія та Італія залишились без ринків збуту своєї продукції, які утворили Троїстий союз на противагу Антанті — міжнародна напруга посилилась. Пізніше, після виходу Італії, до союзу були залучені Туреччина і Болгарія, а союз перейменовано на Четверний. Після вбивства 28 червня 1914 року наступника австро-угорського престолу ерцгерцога Франца-Фердинанда в Сараєво сербським націоналістом Гаврило Принципом, Сербія не змогла задовольнити ультиматум Австро-Угорщини, яка розпочала війну. Росія, як союзник Сербії, розпочала мобілізацію, на що Німеччина 1 серпня оголосила війну вже Росії — розпочалася Перша світова війна. Вже 2 серпня у Львові на чолі з Костем Левицьким було створено Головну українську раду, яка підтримала німців у війні проти Росії. З членів товариств «Сокіл», «Січ» та «Пласт» утворено добровольчий легіон Українських січових стрільців (УСС). Впродовж 1914—1916 років січові стрільці відзначились в обороні Ужоцького перевалу, боях за Маківку та Лисоню. Іммігранти-наддніпрянці (Дмитро Донцов, Василь Дорошенко) утворили Союз визволення України. У Російській імперії соціалісти підтримали власну імперію у війні, а поступовці через 2 роки вичікування заявили позицію нейтралітету. 1914 року в результаті Галицької битви царські війська зайняли Галичину, утворили генерал-губернаторство й розпочали гоніння на українофільство. 1915 року в результаті Горлицького прориву Росія відступила, а в травні-червні 1916 року відбувся Брусиловський прорив і нова окупація частини Галичини. У Росії різко зросла частка військового виробництва коштом цивільного, одночасні регулярні страйки робітників поєднувалися із загрозою продовольчої кризи. У лютому 1917 року в Петербурзі після хлібних бунтів сталася Лютнева революція, імператор Микола II зрікся престолу, влада у столиці перейшла до Тимчасового уряду, було проголошено республіку й оголошено про скликання Установчих зборів. На місцях влада зосереджувалась в радах робітників і солдатів, в яких більшовикам вдалося встановити контроль через популістську пропаганду.

Військово-політичні блоки в Європі, 1914 рік
Українські січові стрільці
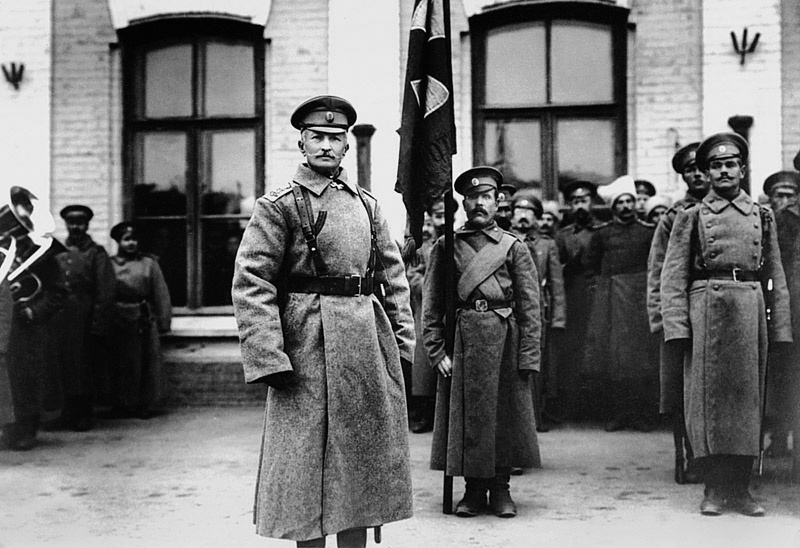
Олексій Брусилов у Рівному
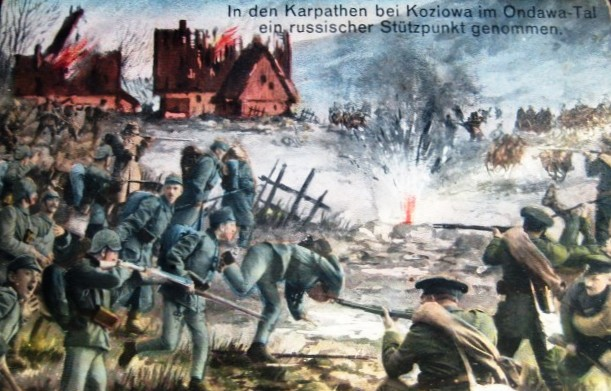
Бої за Козьову
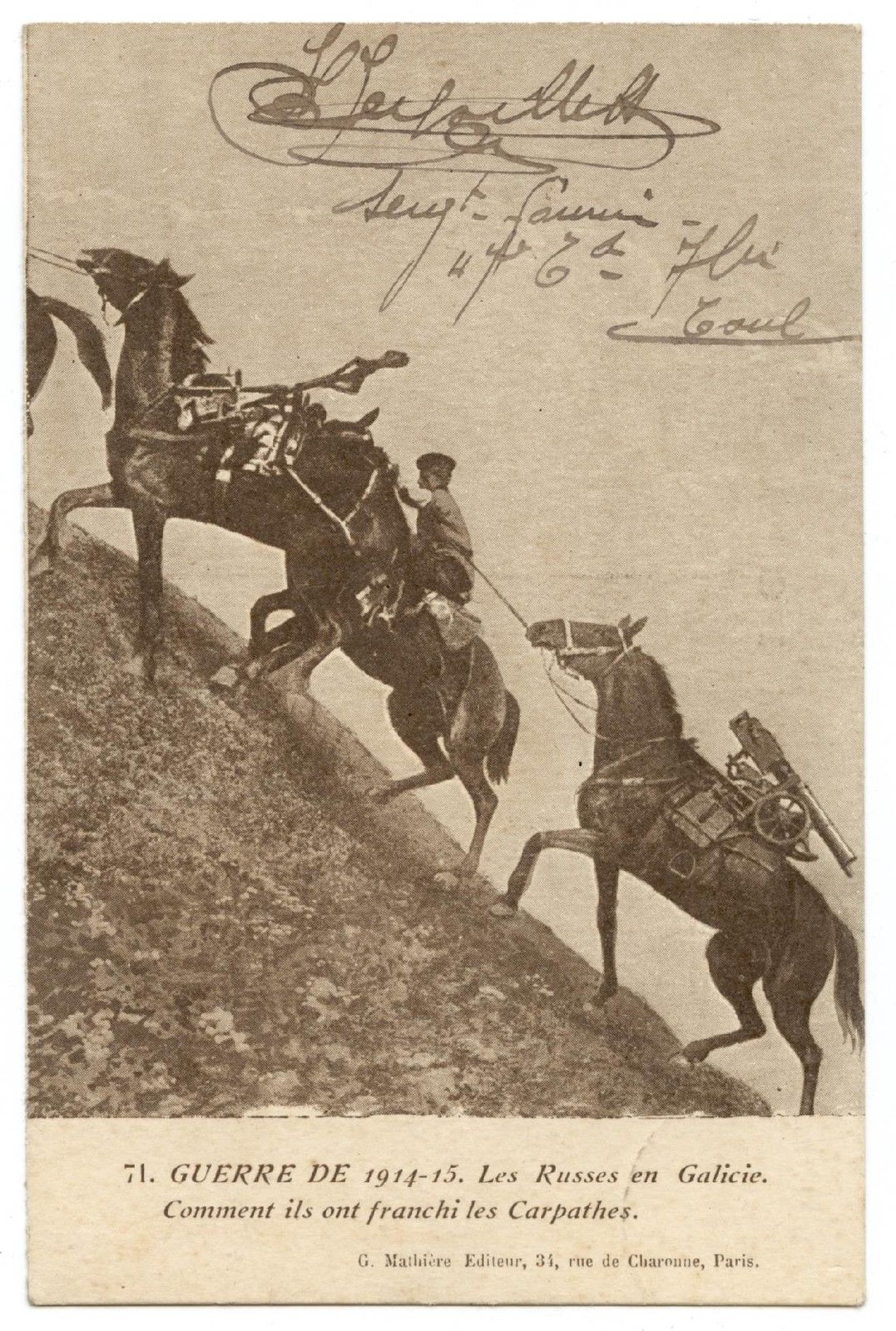
Козаки в Карпатах

### Українська революція
4 (17 березня) 1917 року в Києві за ініціативи поступовців представники найбільших українських політичних сил утворили спільний координаційний орган — Центральну Раду. Головою заочно був обраний професор Михайло Грушевський, якого тимчасово заміняв Володимир Науменко. Значну частину депутатів становили есери та меншовики. Рада швидко заручилась підтримкою широкого кола народних мас і стала головним представницьким органом української нації — її першим парламентом. У квітні проведено Всеукраїнський національний конгрес 700 делегатів, які висловлюють підтримку Центральній Раді. Головою переобирають Михайла Грушевського, а заступниками соціал-демократа Володимира Винниченка та радикального ліберала Сергія Єфремова. Центральну Раду підтримують Всеукраїнський військовий з'їзд, який утворив Український генеральний військовий комітет (Симон Петлюра); селянські з'їзди, що надсилають своїх депутатів, через що було утворено Малу Раду, як окремий виконавчий комітет. Винниченку, як делегатові від Центральної Ради, Тимчасовий уряд Росії відмовив у перемовинах про автономію. Тому в червні 1917 року Рада свої умови проголошує у Першому універсалі та скликає Всеукраїнські установчі збори. Утворено уряд — Генеральний секретаріат, на чолі з Винниченком. Після порозуміння із Тимчасовим урядом Росії у липні було проголошено Другий універсал, який закріплював автономію України в складі Росії та права інших народів України (польського, єврейського і російського), представницькі органи яких надіслали після того своїх делегатів до Центральної Ради. Проти універсалу виступили самостійники полку імені Полуботка, чий виступ придушити допомогли російські війська. У жовтні добровольчі загони територіальної самооборони об'єдналися в рух «Вільного козацтва» і провели з'їзд на якому обрали почесним гетьманом Павла Скоропадського. У червні 1917 року Тимчасовий уряд намагався втілити плани наступу на фронті, але «червневий наступ» провалився, бо війська були вже вкрай деморалізовані, ширилися пацифістські настрої, зростало дезертирство та націоналізація військових частин.

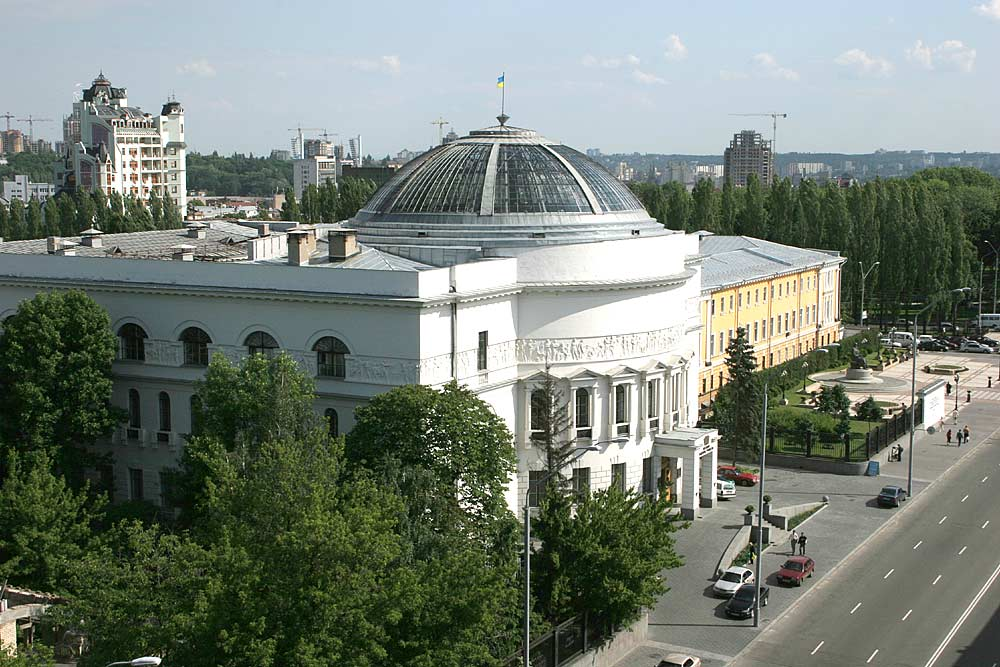
Будівля Центральної Ради
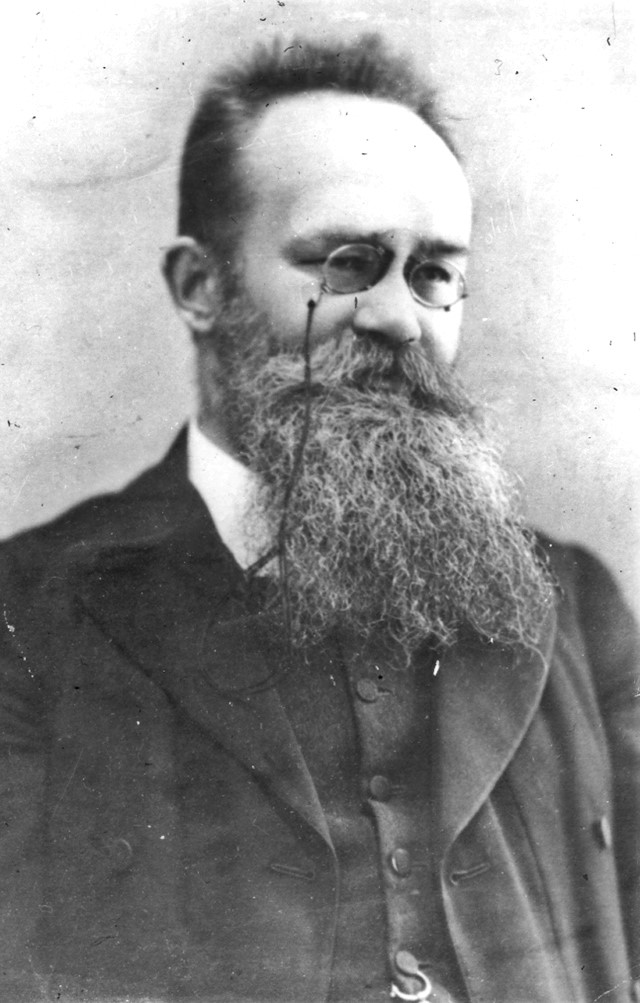
Михайло Грушевський
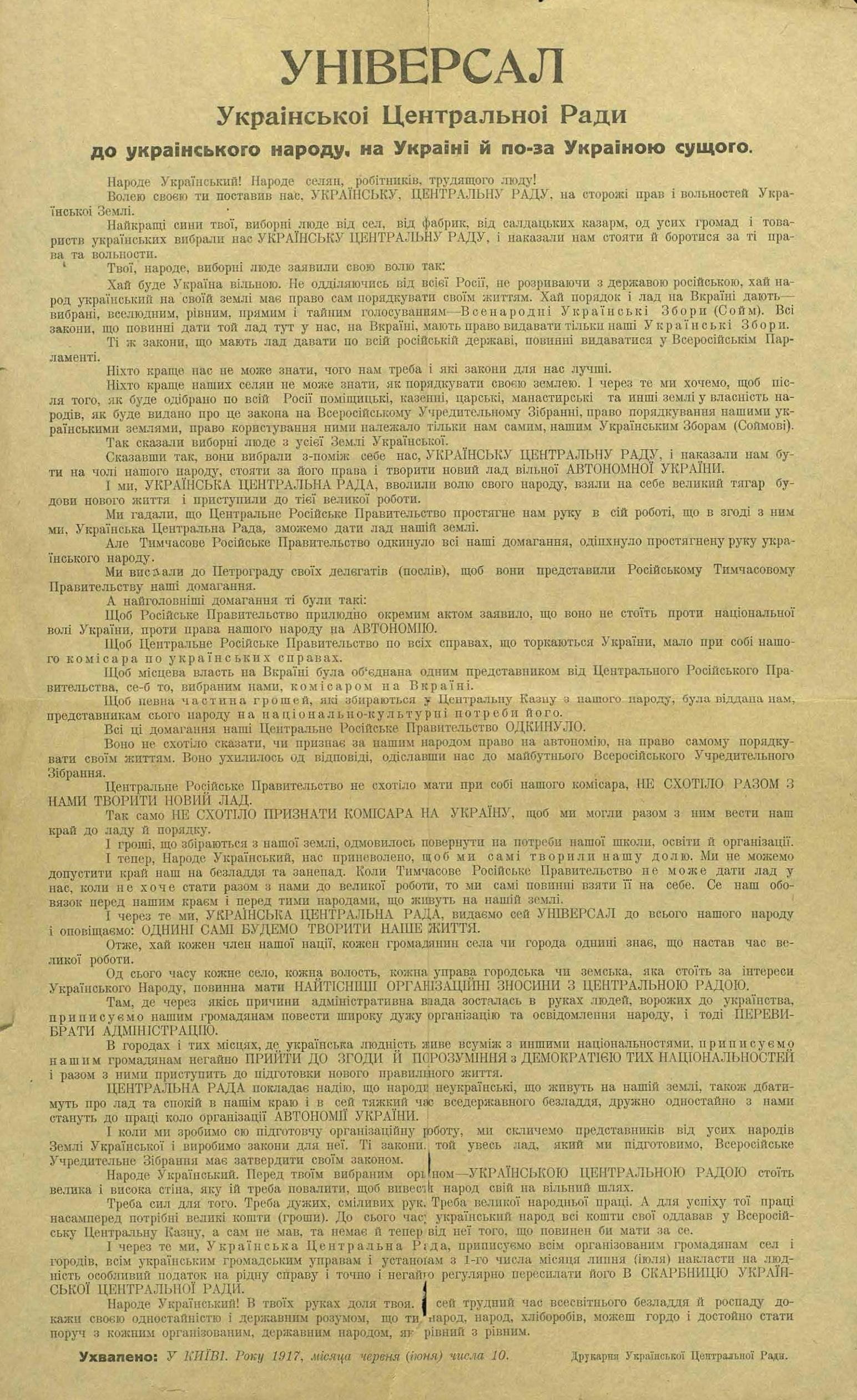
Перший Універсал
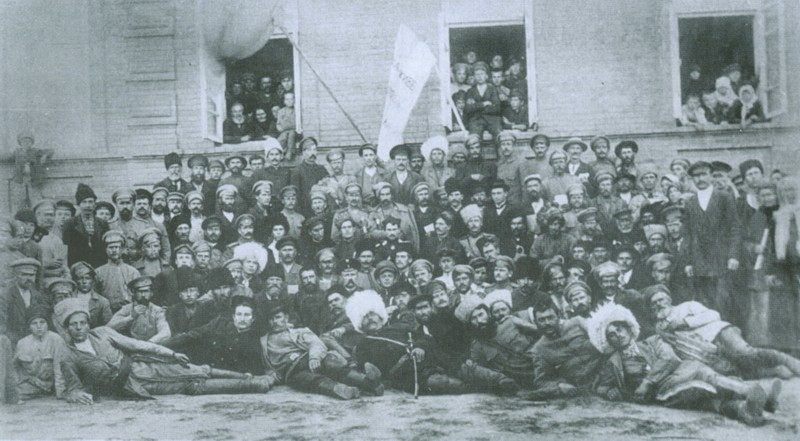
Козацький конгрес у Чигирині, 1917 рік
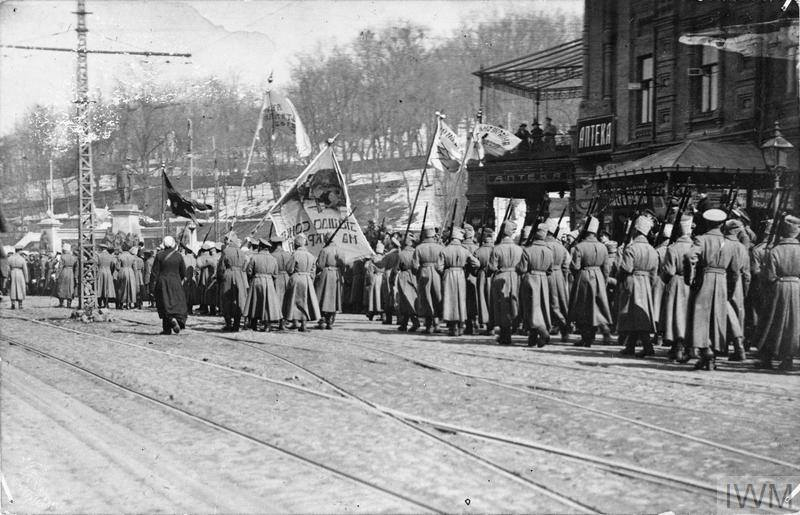
Виступ полуботківців у Києві

#### УНР
У жовтні більшовикам вдалося здійснити заколот у Петербурзі, а Другий Всеросійський з'їзд рад його підтримав. Більшовики утворили Раду народних комісарів на чолі з Володимиром Леніним. Перший декрет більшовиків був «Про мир» (відозва до військових зупини війну), а другий — «Про землю» (на підтримку самозахоплення селянами земель), що значно збільшило авторитет такої влади. Наприкінці жовтня — на початку листопада 1917 року більшовики Донбасу взяли владу в Луганську, Макіївці, Горлівці, Краматорську. У Києві натомість 7 (20) листопада Третім універсалом проголошується самостійна Українська Народна Республіка в складі федеративної Росії на теренах 9 українських губерній. Декларувались соціалістичні обіцянки про мир, соціалізацію землі, 8-годинний робочий день, національну автономію меншин та амністію політичних в'язнів. Всеукраїнський з'їзд рад у грудні 1917 року в Києві на противагу Всеросійському не підтримав більшовиків, проте висловився на підтримку Центральної Ради. Тоді більшовики 24-25 грудня на власному з'їзді у Харкові проголошують іншу УНРР і розпочинають «війну з буржуазією». Для поширення свого впливу на південні губернії та Дон, що знаходилися під контролем отамана Каледіна, уряд більшовиків створює Південний революційний фронт під командуванням Володимира Антонова-Овсієнка. У січні червоні війська Антонова-Овсієнка та Михайла Муравйова, оголосивши ультиматум Центральній Раді, йдуть на Київ, в якому спалахнуло повстання робітників заводу «Арсенал». На придушення повстання було кинуто боєздатні загони, а в бою під Крутами розгромлено недосвідчених захисників Києва, студентів та курсантів. 22 січня 1918 року, за декілька діб до відступу з Києва, Центральна Рада в Четвертому універсалі проголосила незалежність України. 8 лютого 1918 року червоні війська Михайла Муравйова взяли Київ і вчинили жахливу різанину, жертвами якої стали до 3 тис. осіб.

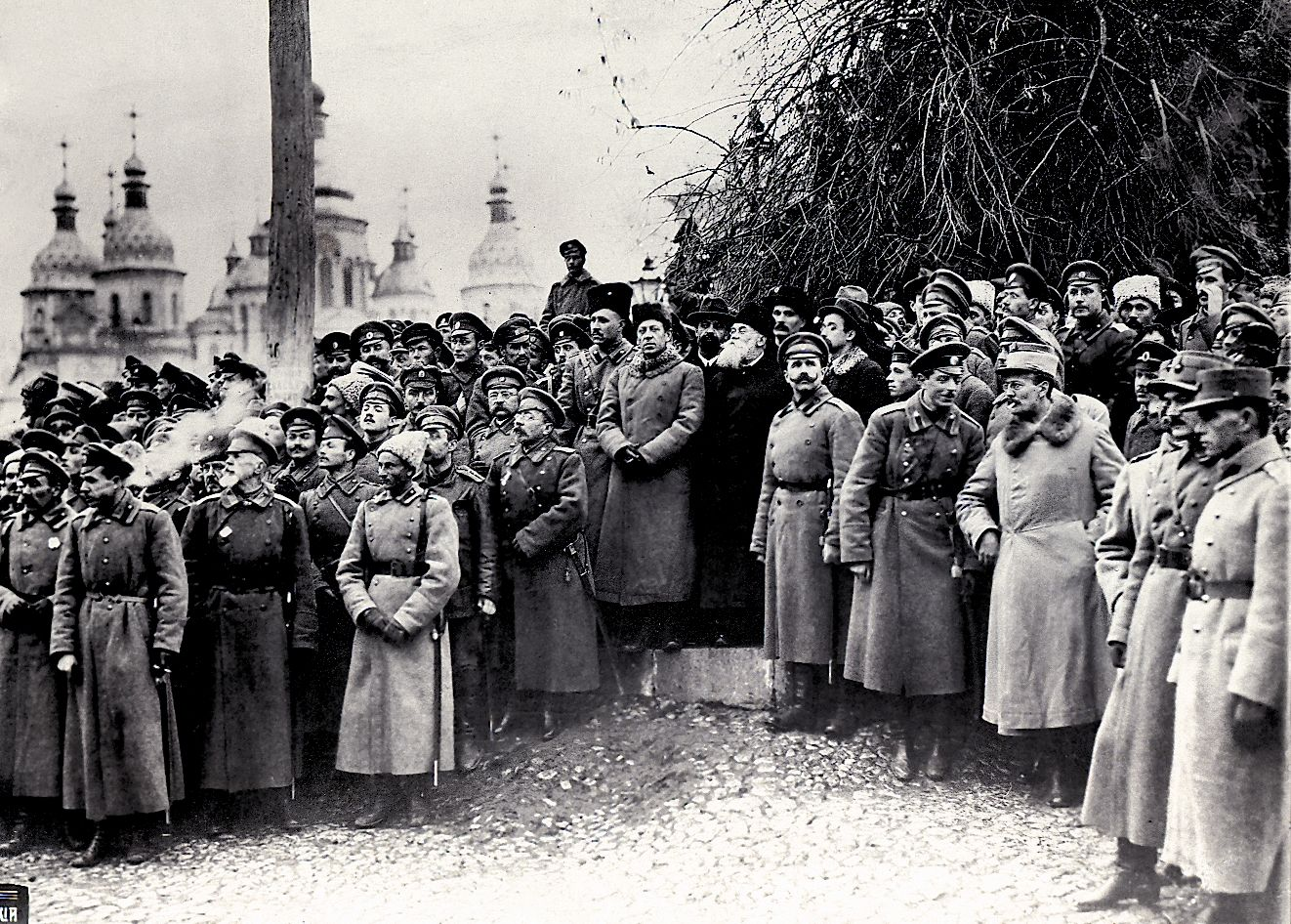
Проголошення Третього універсалу
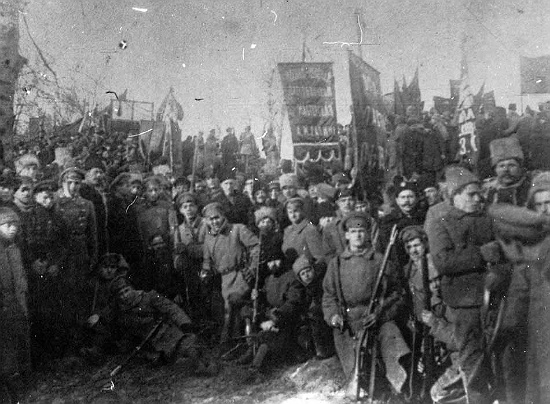
Січневе повстання
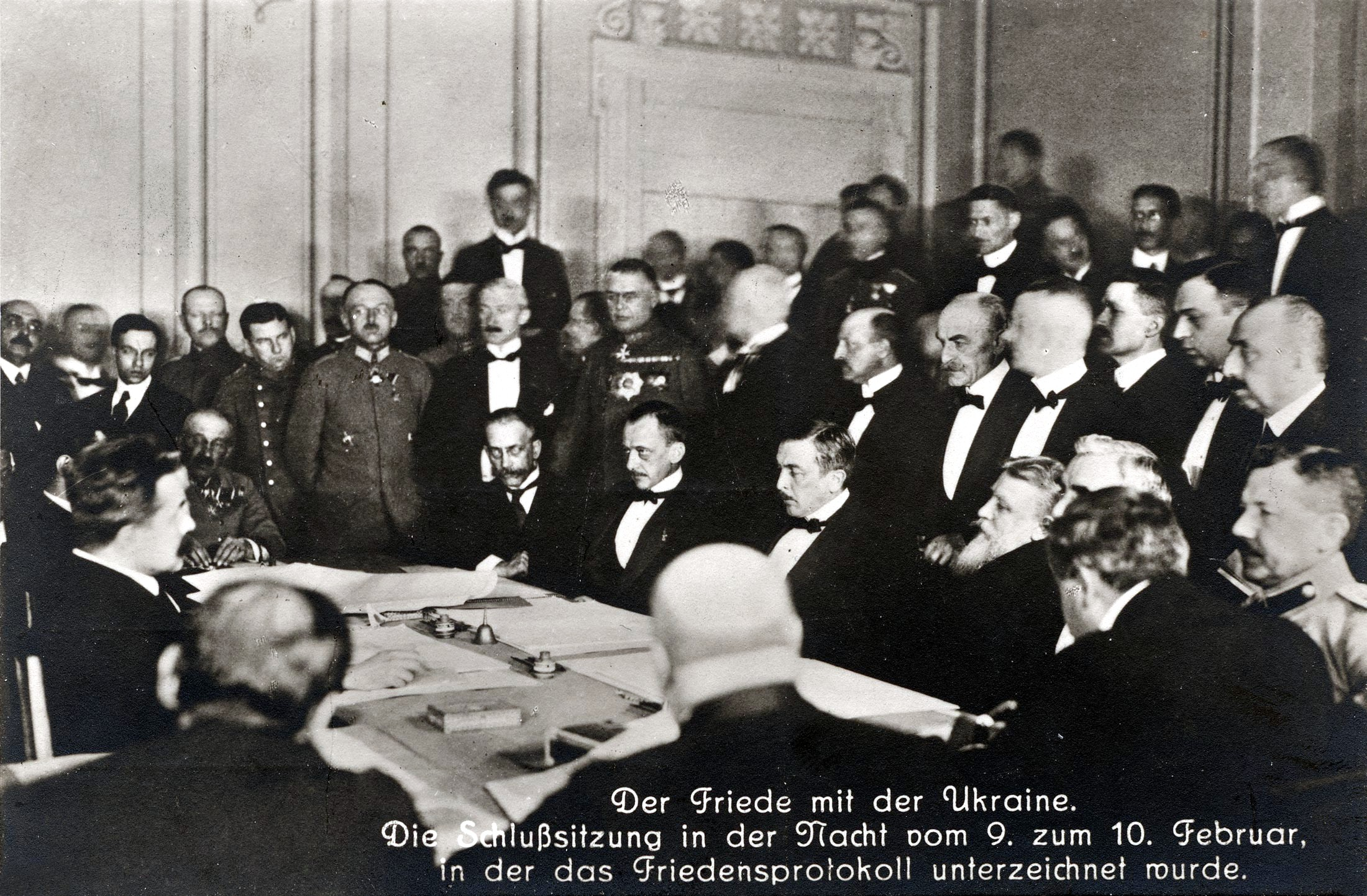
Берестейський сепаратний мир з Центральними державами
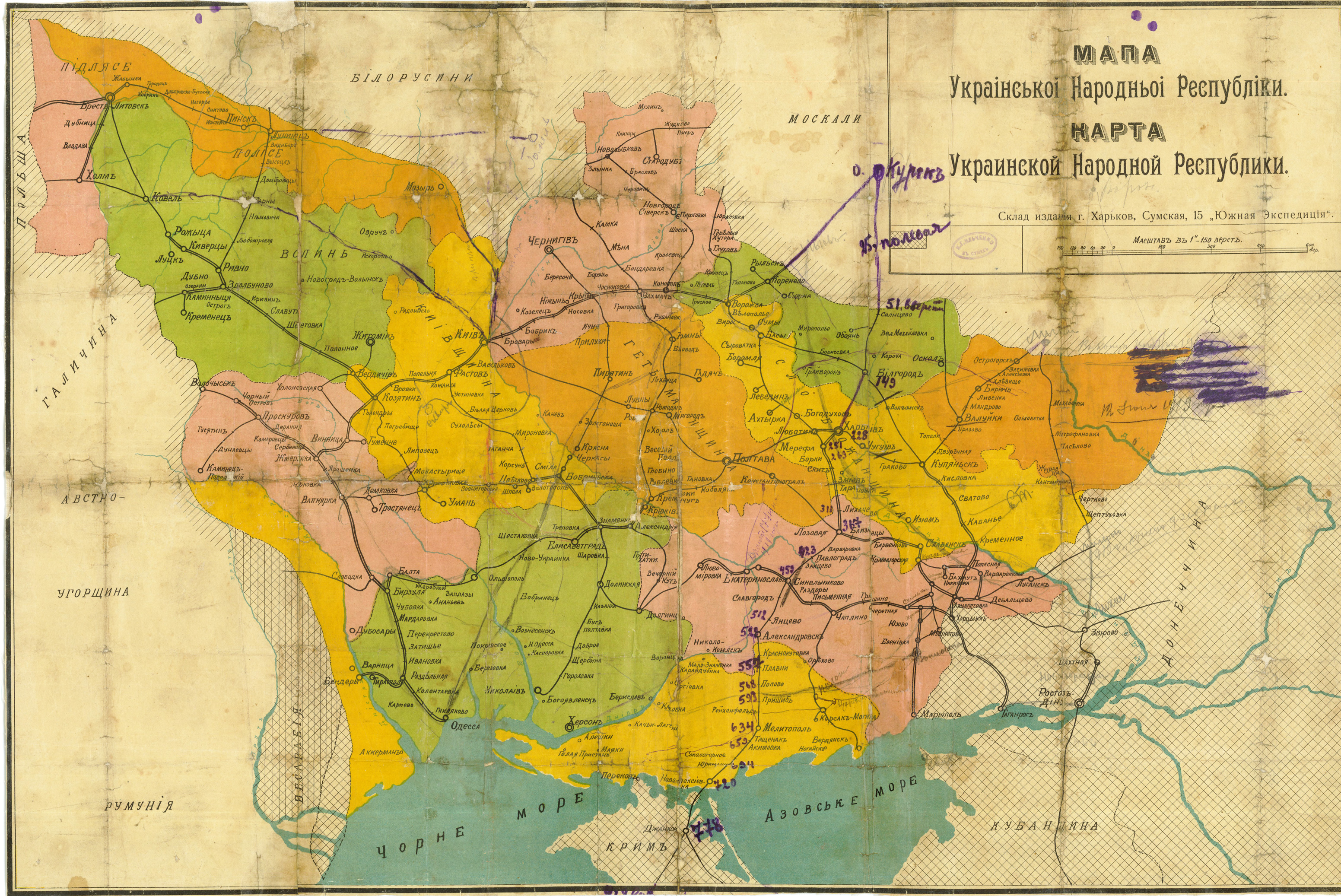
Мапа УНР, січень 1918 рік

У лютому 1918 року в Бересті підписано мирну угоду між УНР та Центральними державами. За умовами якої Центральні держави визнавали незалежність УНР та Центральну Раду, до України приєднувалися землі Холмщини та Берестейщини, надавалась допомога у боротьбі з більшовиками в обмін на постачання продовольства. На початку березня Центральна Рада повертається до Києва, німецькі й австрійські війська виходять на східний кордон УНР (лінія Стародуб — Рильськ — Білгород — Валуйки — Кантемирівка — Ростов), загони Петра Болбочана звільняють Крим і в квітні на кораблях Чорноморського флоту підіймають українські прапори. 29 квітня 1918 року на останньому засіданні Центральна Рада приймає Конституцію.

#### Українська Держава
У день прийняття конституції УНР на Хліборобському конгресі в Києві консервативно-монархістські сили проголошують Українську Державу, військову диктатуру гетьмана Павла Скоропадського, колишнього генерал-лейтенанта царської армії, що спиралась на військову підтримку Німеччини. Центральна Рада була розпущена, Раду міністрів очолив Федір Лизогуб. Гетьману вдалося налагодити роботу державного апарату, нормалізувати роботу фінансової та судової систем, повернуто приватну власність на землю, скасовано 8-годинний робочий день, розпочато українізацію культурного життя, засновано Українську академію наук на чолі з Володимиром Вернадським, Київський та Кам'янець-Подільський університети. У червні 1918 року було підписано мирну угоду із більшовиками, але визнання від країн Антанти здобути не вдалося. 11 листопада 1918 року закінчилась Перша світова війна, Німеччина підписала принизливі умови миру, її війська покинули Україну. Гетьману довелось шукати зовнішньої підтримки у Антанти, він погодився на утворення Всеросійської федерації народів.

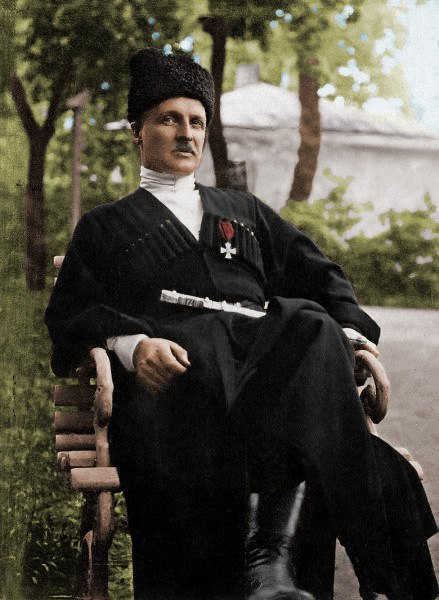
Павло Скоропадський
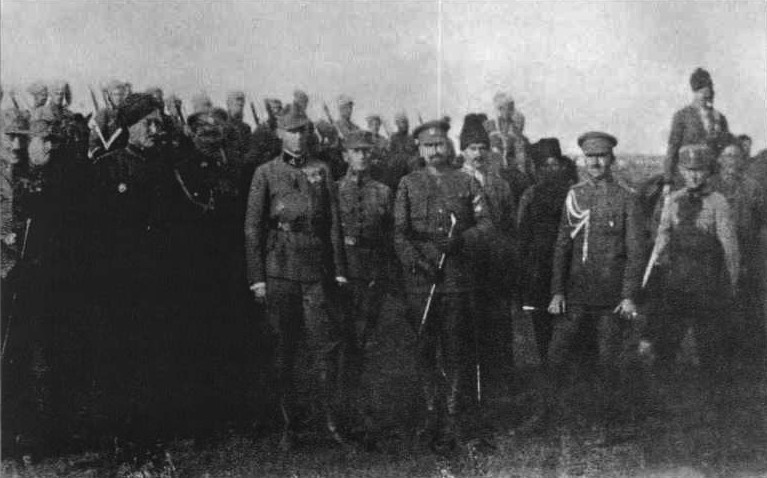
Петро Болбочан під час зустрічі з січовими стрільцями в Запоріжжі
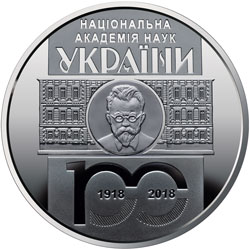
Ювілейна монета, присвячена 100-річчю НАНУ
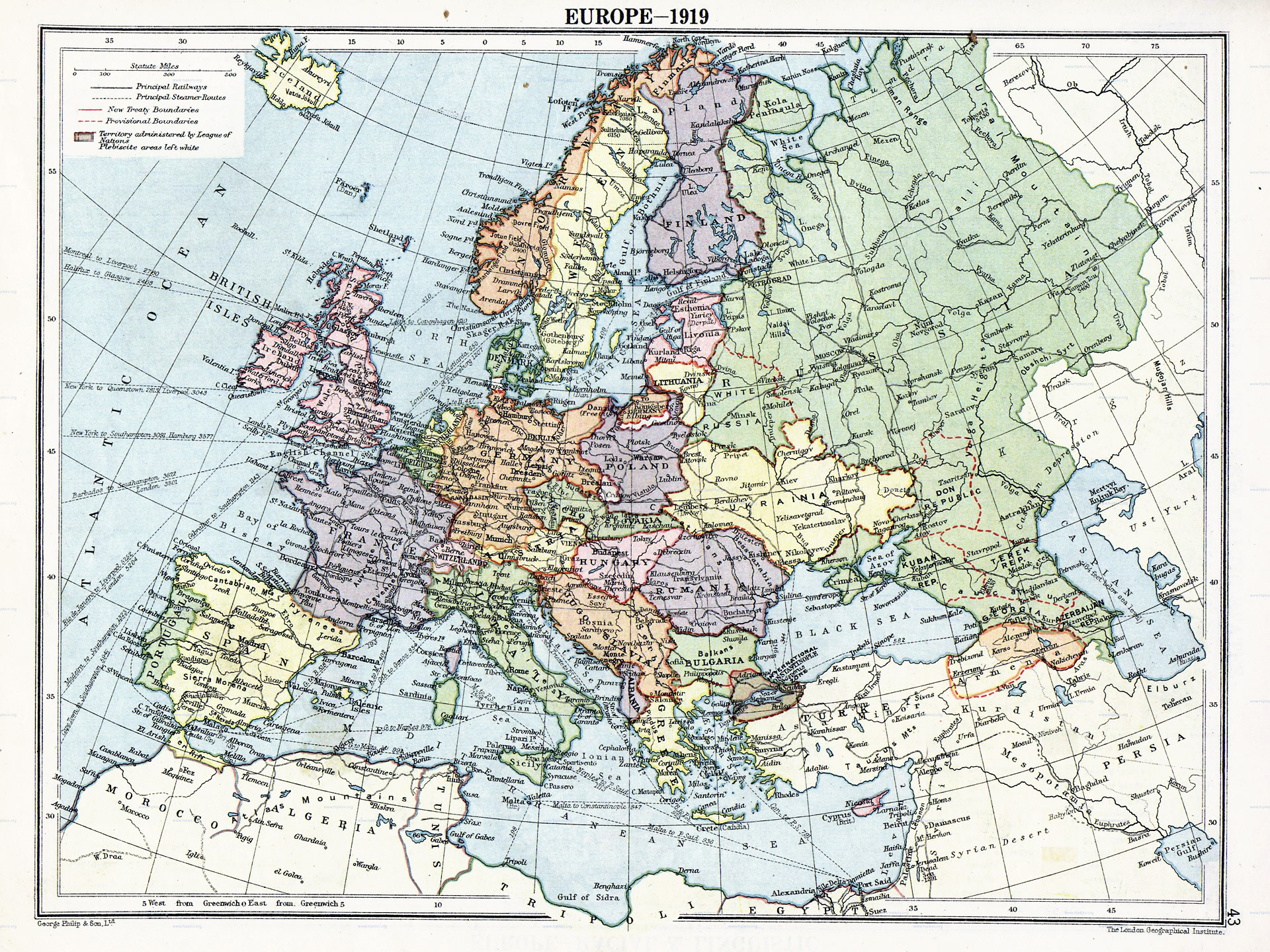
Карта Європи, 1919 рік

#### Відновлення УНР і громадянська війна
Уряд Скоропадського без підтримки німців був повалений антигетьманським повстанням під командуванням Симона Петлюри. 14 грудня 1918 року була відновлена Українська Народна Республіка на чолі з Директорією — колективним органом соціалістичної опозиції до влади гетьмана. На чолі якої стають прорадянський Володимир Винниченко та проантантський Симон Петлюра. Останній зумів мобілізувати 100 тис. військо, яке у битві під Мотовилівкою розбило військо Скоропадського. 18 грудня Директорія зайняла Київ, а Скоропадський, зрікшись булави, евакуювався до Німеччини. У лютому 1919 року під ударами загонів Червоної армії Директорія покидає Київ, й відступає на захід. У пошуках порозуміння із країнами Антанти з уряду виводять прорадянського Винниченко та ряд соціалістів.
У Білгороді восени 1918 року на чолі з Георгієм П'ятаковим був утворений уряд УСРР. У березні III Всеукраїнський з'їзд рад у Харкові прийняв Конституцію УСРР, за якою Україну проголошено країною рад. Вся влада зосереджується в руках делегатів з'їздів, що відбуваються періодично, а в період між ними владою наділяється ВУЦВК під головуванням Григорія Петровського (одного з майбутніх організаторів Голодомору). Головою уряду призначено Християна Раковського. На початку червня усі радянські республіки уклали «військово-політичний союз» і формальна незалежність була скасована, розпочато втілення політики «воєнного комунізму». 1918 року більшовики заснували власну партію ВКП(б), з метою розбудови «світлого комуністичного майбутнього», заради радикальної перебудови суспільства вони прагнули роздмухати «полум'я світової революції». Інструментом досягнення цілей вони обрали націоналізацію всього майна, скасування приватної власності, «червоний терор» проти «класових ворогів», карткову систему розподілу товарів, експропріацію хліба в селян — продрозкладку, обов'язкову загальну трудову повинність.

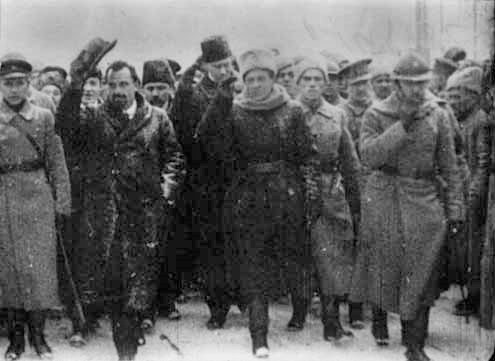
Уряд Директорії УНР
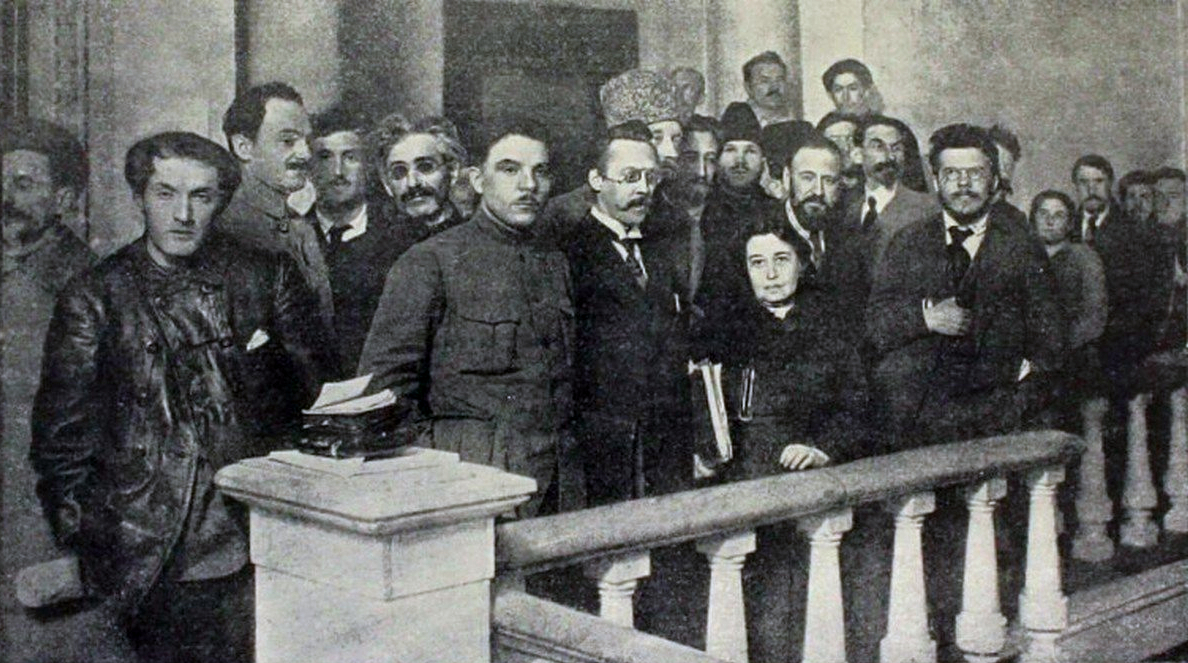
Уряд УСРР
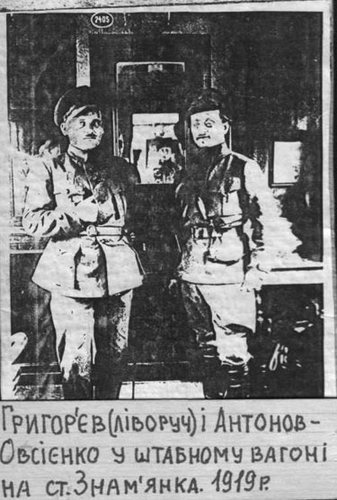
Григор'єв і Антонов-Овсієнко, 1919 рік
Дибенко і Махно, 1919 рікДибенко і Махно, 1919 рік
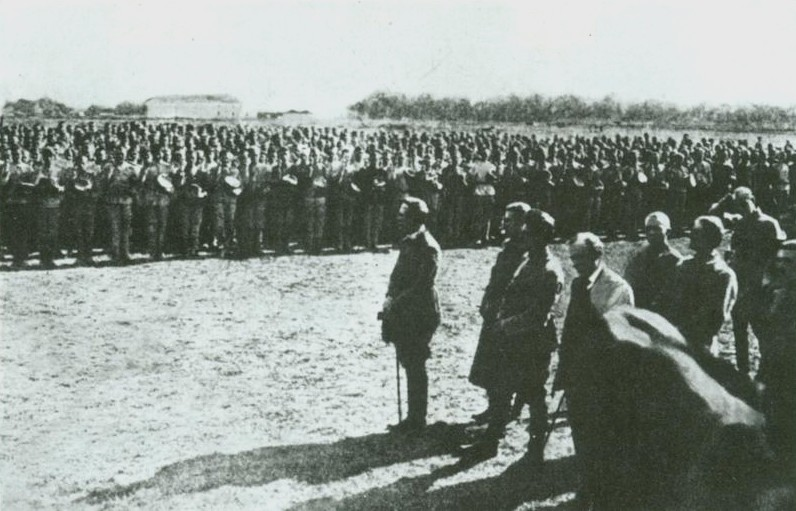
Симон Петлюра і Євген Коновалець приймають присягу січових стрільців

Масове невдоволення воєнним комунізмом переростає в селянські повстання, найбільше з яких в Єлисаветграді у травні 1919 року очолив отаман Никифор Григор'єв. Добровольча армія Білого руху під командуванням генерала Антона Денікіна за допомоги сил Антанти витискувала більшовиків з півдня, повертаючи старі царські порядки. У результаті наступу військ ЗСПР були зайняті Донбас, Катеринослав, Харків та Одеса. У липні цим скористалась армія УНР і розпочала власний наступ, 30 серпня вона звільнила Київ. Але вже наступного дня до столиці зайшли денікінські війська зі сходу. Через суперечності між командуванням Дієвої армії УНР та УГА сталася «київська катастрофа», коли українські війська опинились у «трикутнику смерті» між поляками, білогвардійцями та комуністами. 1 листопада командири УГА вирішують перейти на сторону Денікіна, а Петлюра з Директорією виїздять до Варшави. Частина військ на чолі з Михайлом Омеляновичем-Павленком з грудня 1919 по травень 1920 року продовжує боротьбу партизанськими засобами — «Перший зимовий похід». Дії 40 тис. бійців Революційно-повстанській армії отамана-анархіста Нестора Махна на півдні України, в тилу денікінців, дозволили комуністам на початку грудня 1919 року перейти в контрнаступ. Війська білогвардійців під командуванням Петра Врангеля відступили й засіли в Криму. За третьої спроби окупувати Україну більшовики взяли собі на озброєння вже національні гасла, незалежність УСРР, обов'язкове знання української мови всіма членами партії. До складу УСРР з управлінських міркувань було приєднано Східний Донбас.

#### ЗУНР
Восени 1918 року українці Галичини утворили Українську національну раду, а молоді офіцери — Центральний військовий комітет (Дмитро Вітовський). 1 листопада 1918 року українські військові захопили владу у Львові (Листопадовий чин) і вже 13 листопада проголосили Західноукраїнську Народну Республіку. Президентом республіки став Євген Петрушевич, а главою уряду — Кость Левицький. У республіці вдалося налагодити державне життя, впровадити українську мову як державну, 8-годинний робочий день, передачу земель селянам без викупу, гарантувати культурну автономію іншим народам, провести вибори до органів влади. Але все це приходилось впроваджувати в умовах польсько-української війни. На базі ветеранів Легіону січових стрільців було створено Українську галицьку армію (УГА). 22 січня 1919 року на Софійському майдані в Києві було урочисто проголошено Акт Злуки двох українських держав, УНР та ЗУНР. Проте поляки дуже швидко відбили Львів, а навесні 1919 року, за допомогою 60-тис. війська інтернованих Францією поляків з німецької армії під проводом генерала Галлера, розпочали наступ. УГА відступила за Збруч, на початок червня 1919 майже вся ЗУНР була окупована Польщею, Румунією і Чехословаччиною. У червні УГА провела успішну Чортківську офензиву, проте розвинути наступ не вдалося. УГА повернула за Збруч для з'єднання з частинами УНР. Частина військ опинилася у Чехословаччині, де стала відома під назвою «української бригади». 21 квітня 1920 року Польща і Україна домовилися про те, що кордон має проходити по річці Збруч. За рішенням повоєнної Паризької мирної конференції західноукраїнські землі вирішено було передати до складу новоутвореної Польщі. Існування соціалістичної України, колишнього союзника Центральних держав, уможливлювалось лише в ролі буфера з більшовицькою Росією. Не лишаючи надії на перемогу Білого руху в Росії, офіційно східний кордон Польщі країнами Антанти було затверджено лише 1923 року. Того ж року уряд ЗУНР в екзилі самоліквідувався. За умовами мирних конференцій Бессарабія переходила під владу Румунії, а Закарпаття — Чехословаччини.

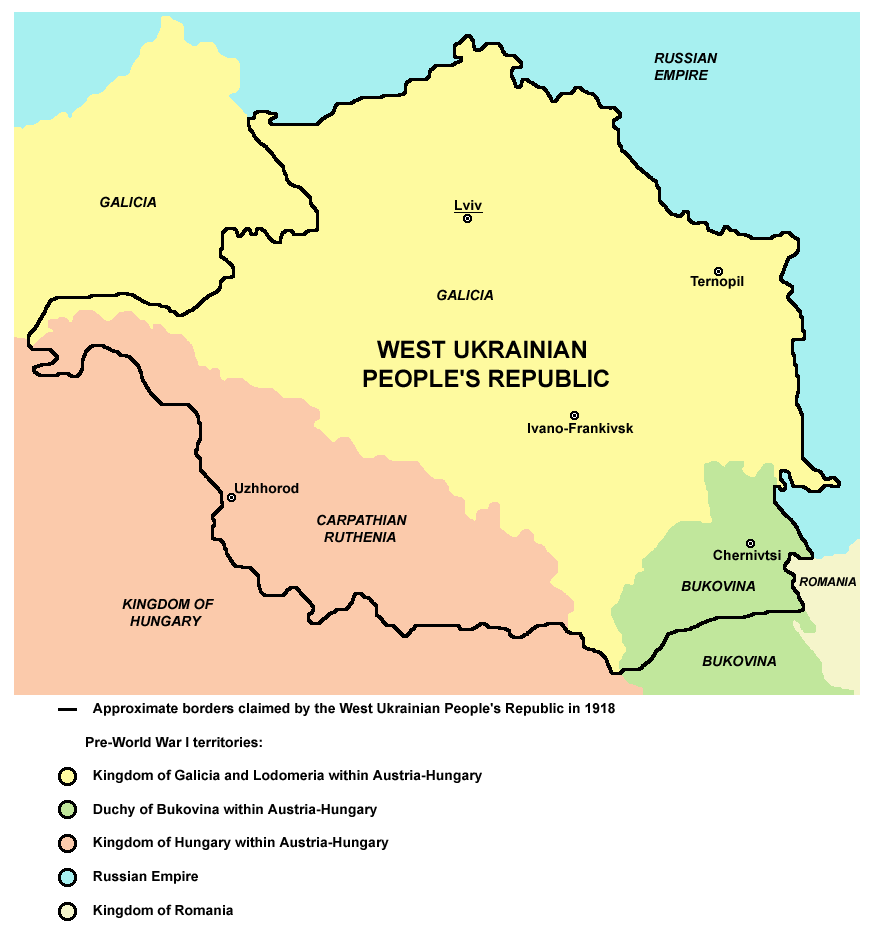
Територія проголошеної ЗУНР
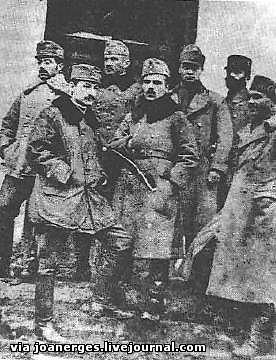
Старшини УГА
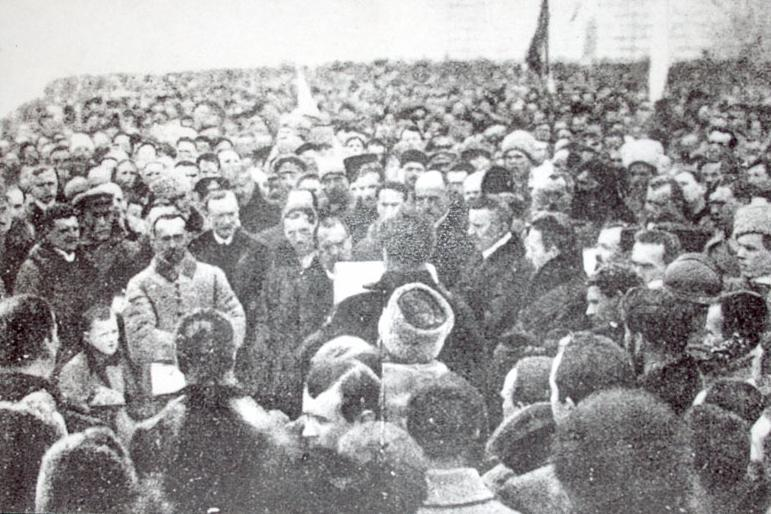
Проголошення акту Злуки на Софійському майдані в Києві
Українські землі в складі Польщі

#### Польсько-радянська війна
У квітні 1920 року Петлюрі у Варшаві вдається домовитись із лідером Польщі, Юзефом Пілсудським щодо спільної боротьби проти більшовиків за визнання польсько-українського кордону за Збручем (Варшавська угода) і вже 7 травня польсько-українські війська відбили Київ. Проте кінна армія Семена Будьонного швидко повернула Київ та Правобережну Україну, перетнула польський кордон і впритул наблизилась до Варшави. Лише спільні дії польсько-українських військ у Варшавській битві 1920 року зуміла зупинити більшовиків й врятувати Польщу від розгрому — «диво на Віслі». Після радянсько-польського перемир'я у жовтні-листопаді 1920 року Червоній армії під командуванням Михайла Фрунзе, за допомоги військ Махна, вдалося прорватись до Криму, розбити залишки Білої армії й вчинити наймасовіший «червоний терор» по відношенню до своїх політичних супротивників.

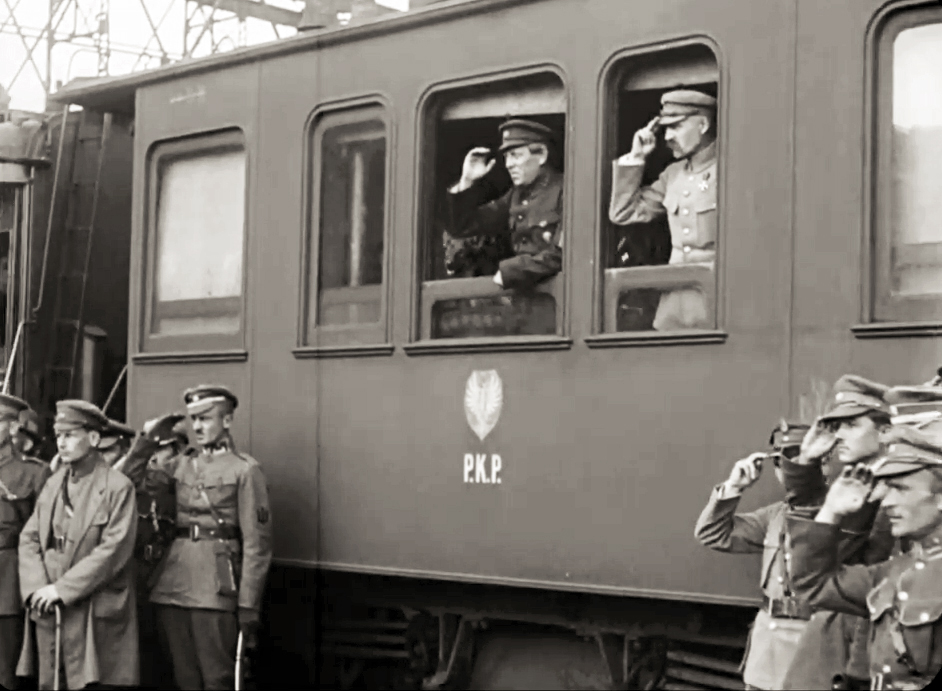
Пілсудський і Петлюра, 1920 рік
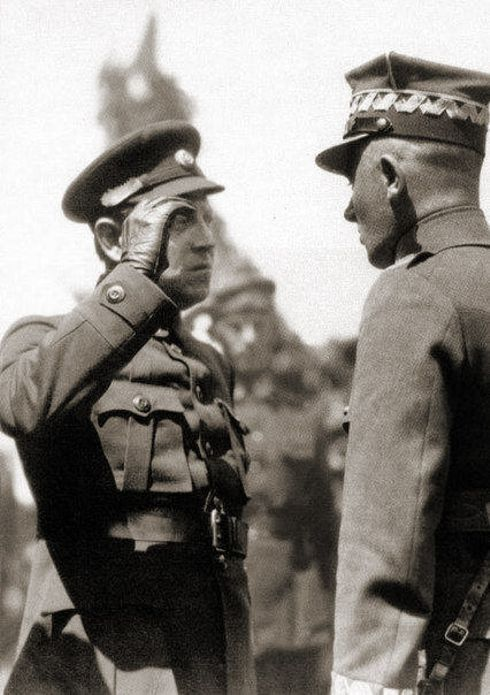
Ридз-Сміглий і Петлюра у звільненому Києві
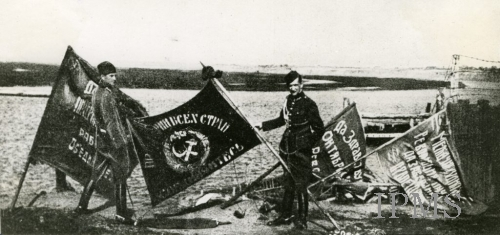
Захоплені радянські знамена після Варшавської битви
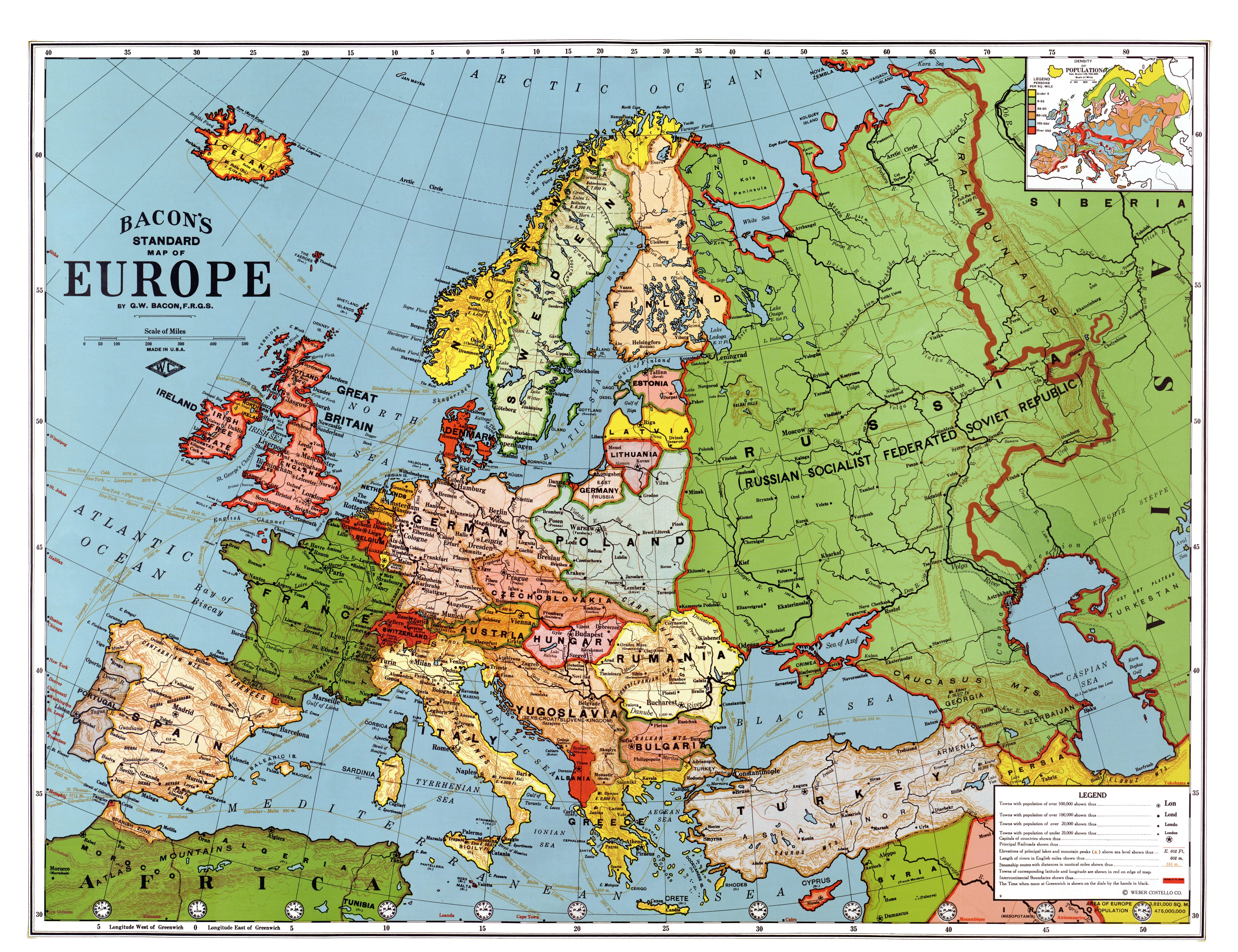
Карта Європи, 1923 рік

У січні 1921 року між Польщею, УСРР та РСФРР було підписано Ризький мир, за яким Польща визнавала уряд УСРР, за що отримувала Волинь та Галичину. Для УНР це означало крах Варшавського договору. Частини армії УНР під проводом Юрія Тютюнника у листопаді 1921 року розпочали «Другий зимовий похід», але зазнали поразки у битві під Базаром. Остання велика спроба збройного протистояння більшовикам була здійснена повстанцями Холодноярської республіки 1922 та Патріотичного куреню 1923 року.

### Міжвоєнний період

#### Радянська окупація України
1921 року більшовикам Української соціалістичної радянської республіки (УСРР) зі столицею в Харкові вдалося встановити свою владу над більшістю українських земель. Це ознаменувало поразку Української національної революції. 30 грудня 1922 року РРФСР, УСРР, ЗСФРР та БСРР підписали угоду про створення Союзу Радянських Соціалістичних Республік. Вищі органи федерації відповідали за зовнішню політику, збройні сили, транспорт і зв'язок, централізовану економічну політику. Столицею нової країни проголошувалась Москва. У січні 1924 року була прийнята перша Конституція СРСР, 1929 року нова Конституція УСРР офіційно затвердила входження республіки до складу Радянського Союзу.
За даними перепису 1920 року населення Радянської України становило 25,5 млн осіб, з них сільських жителів 20,9 млн, а міських 4,6 млн. Тривав процес втрати етнічних українських земель: 1924 року Таганрог був переданий до складу РРФСР, поступово було асимільовано українство Кубані, Стародубщини та Слобожанщини. Національний рух Визвольних змагань 1917—1921 років продовжував розвиватися не лише на західноукраїнських землях, але й на теренах центральної та південно-східної України. Відомим є, наприклад, повстанський рух у Холодному Ярі, який замовчувався радянською пропагандою.

#### Ствердження радянської влади
У 1921—1923 роках на півдні Україні та Росії, що традиційно були основними постачальниками зерна, внаслідок грабіжницької експропріації хліба заради міських робітників, розпочався голод. Голодувало приблизно 3,5 млн українських селян, яких врятувала міжнародна спільнота та доброчинні організації, такі як Американська адміністрація допомоги. 1921 року було проголошено нову економічну політику (нову по відношенню до воєнного комунізму) — химера соціалізму й капіталізму. Поверталась торгівля й грошові відносини, наймана праця; продрозверстка на селі замінювалась фіксованим продуктовим податком; збиткові підприємства передавались до приватної власності, централізовані галузеві главки державних підприємств замінювали територіальні трести. Унаслідок такої політики та завдяки приватній ініціативі промисловість та сільське господарство швидко відновились та перевершили показники 1913 року, з'явився прошарок заможних людей — «непмани» та «куркулі» (на селі). 1925 року було проголошено курс на індустріалізацію, що надалі вартувала мільйонів життів, а 1928 року НЕП було повністю згорнуто.

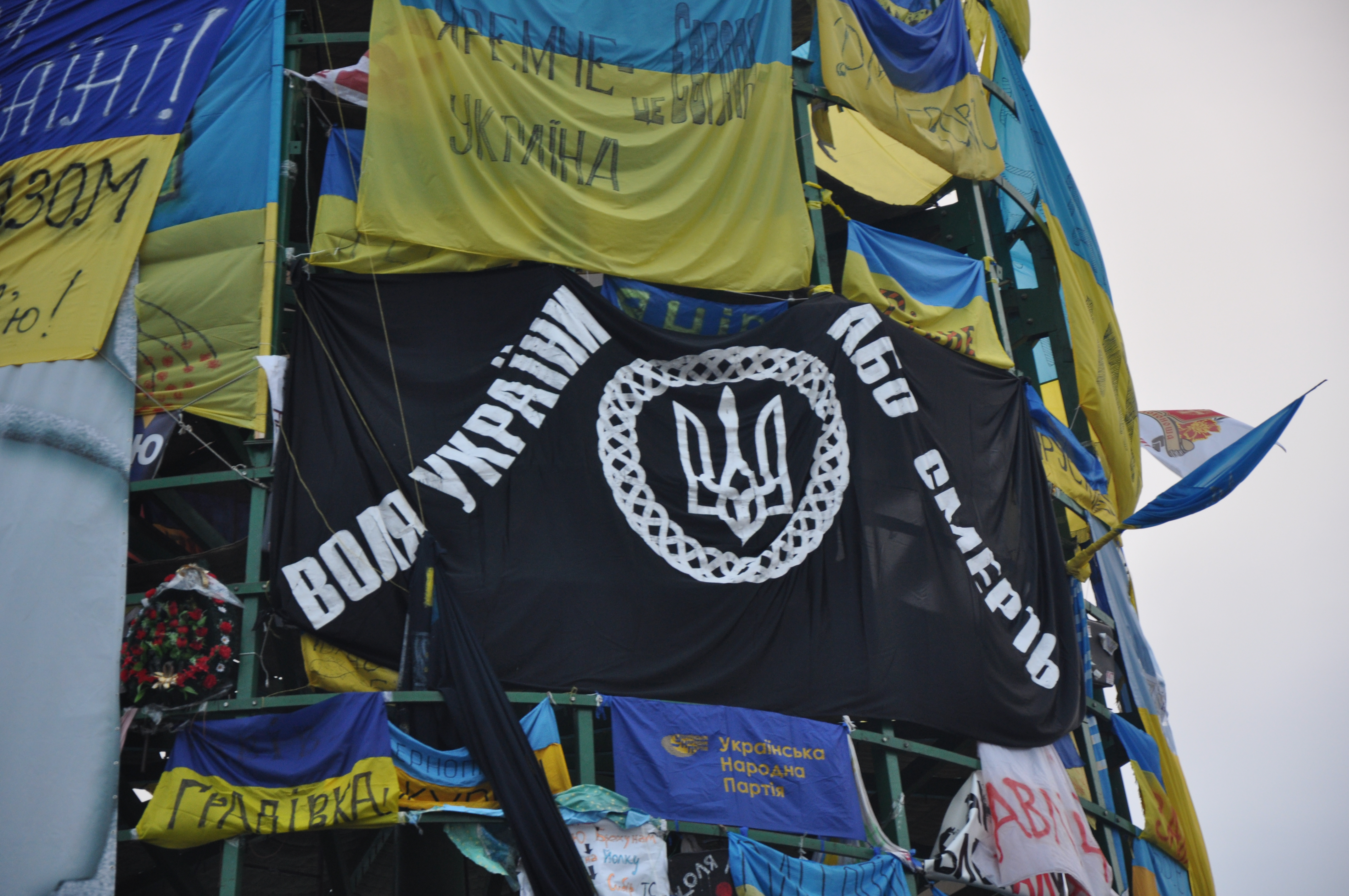
Історичний прапор повстанців Холодного яру під час Євромайдану
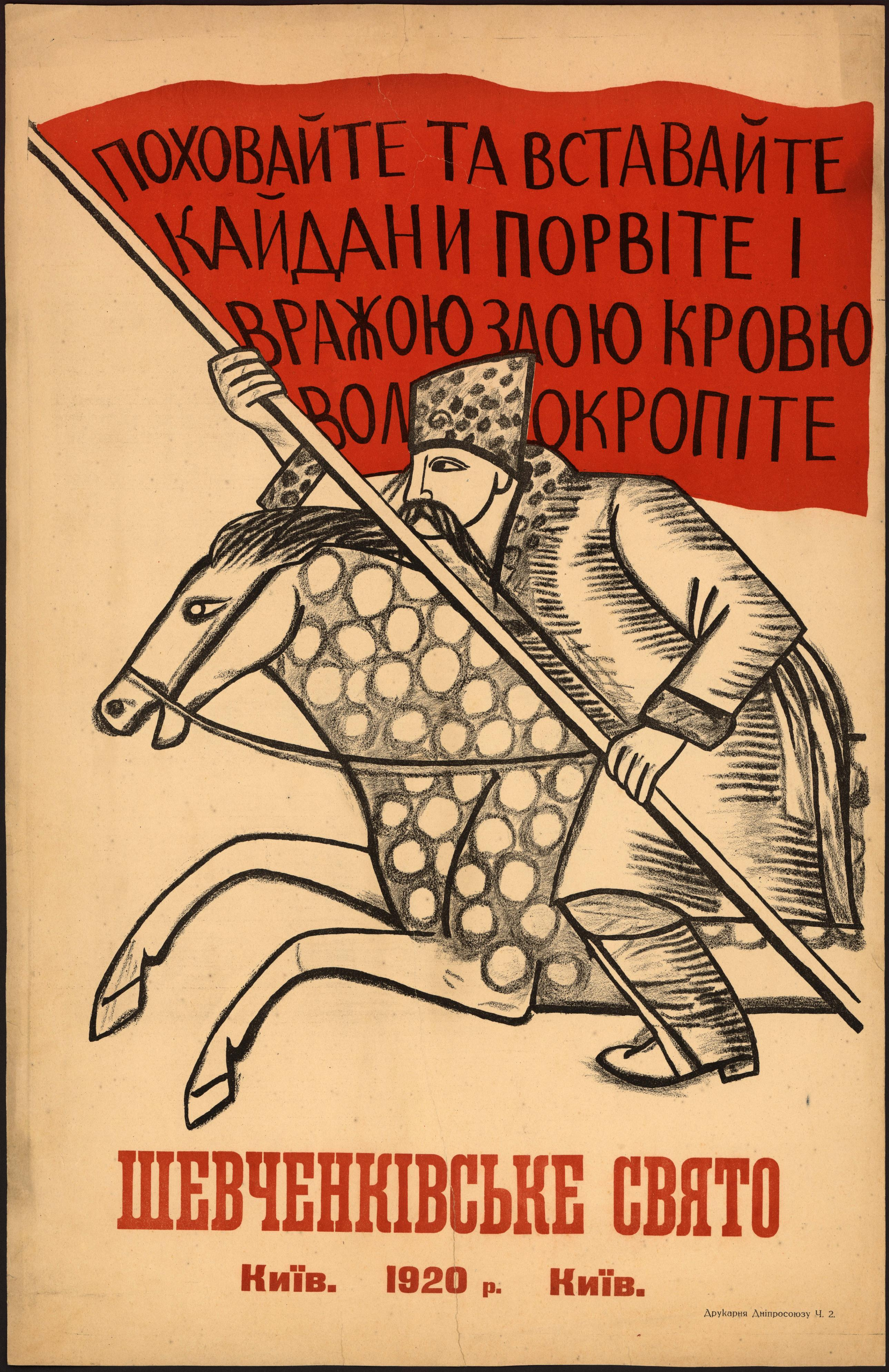
«Шевченківське свято», М. Бойчук, 1920 рік
Адміністративні зміни території України впродовж 1921—1994 років
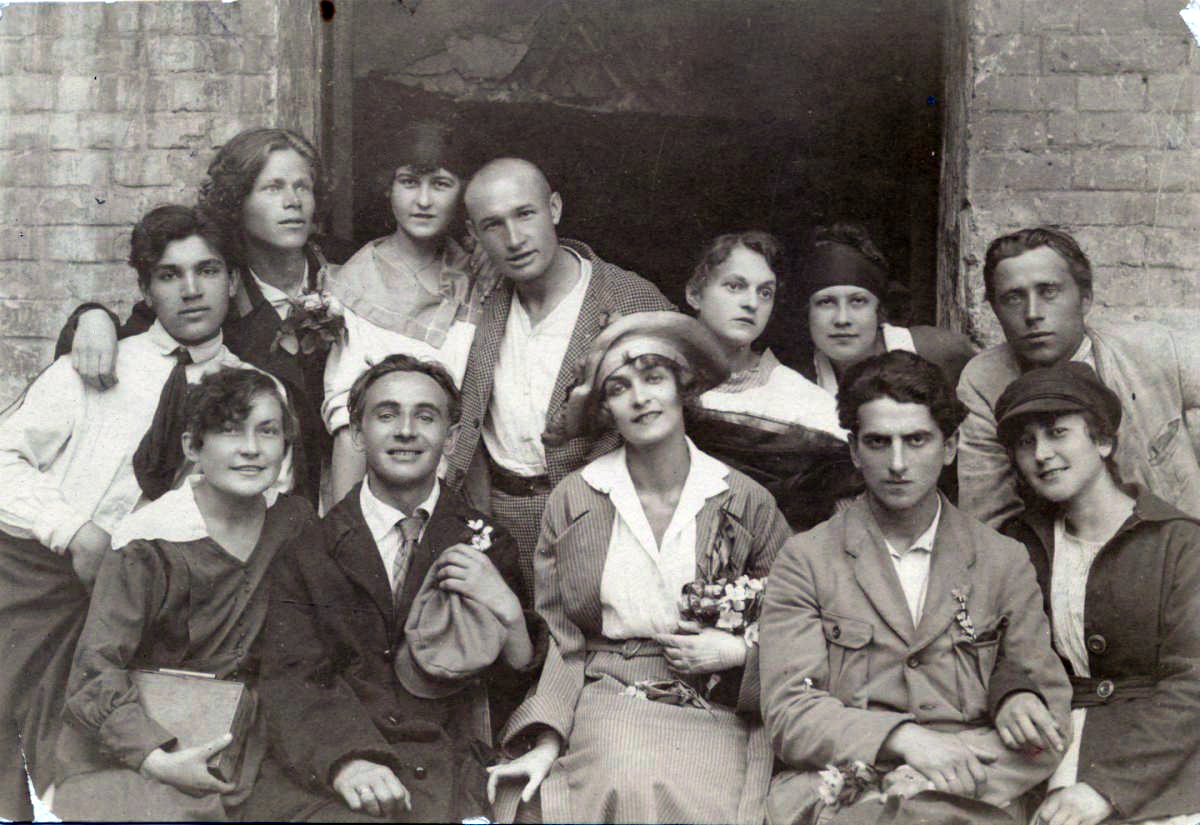
Актори театру «Березіль»
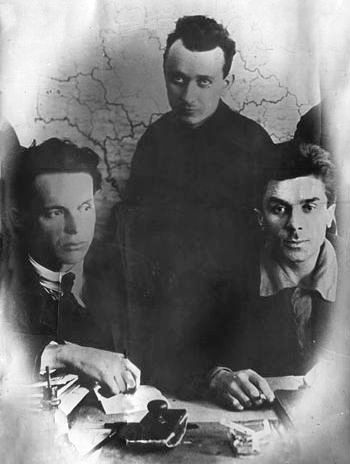
Довженко, Гордієнко та Хвильовий
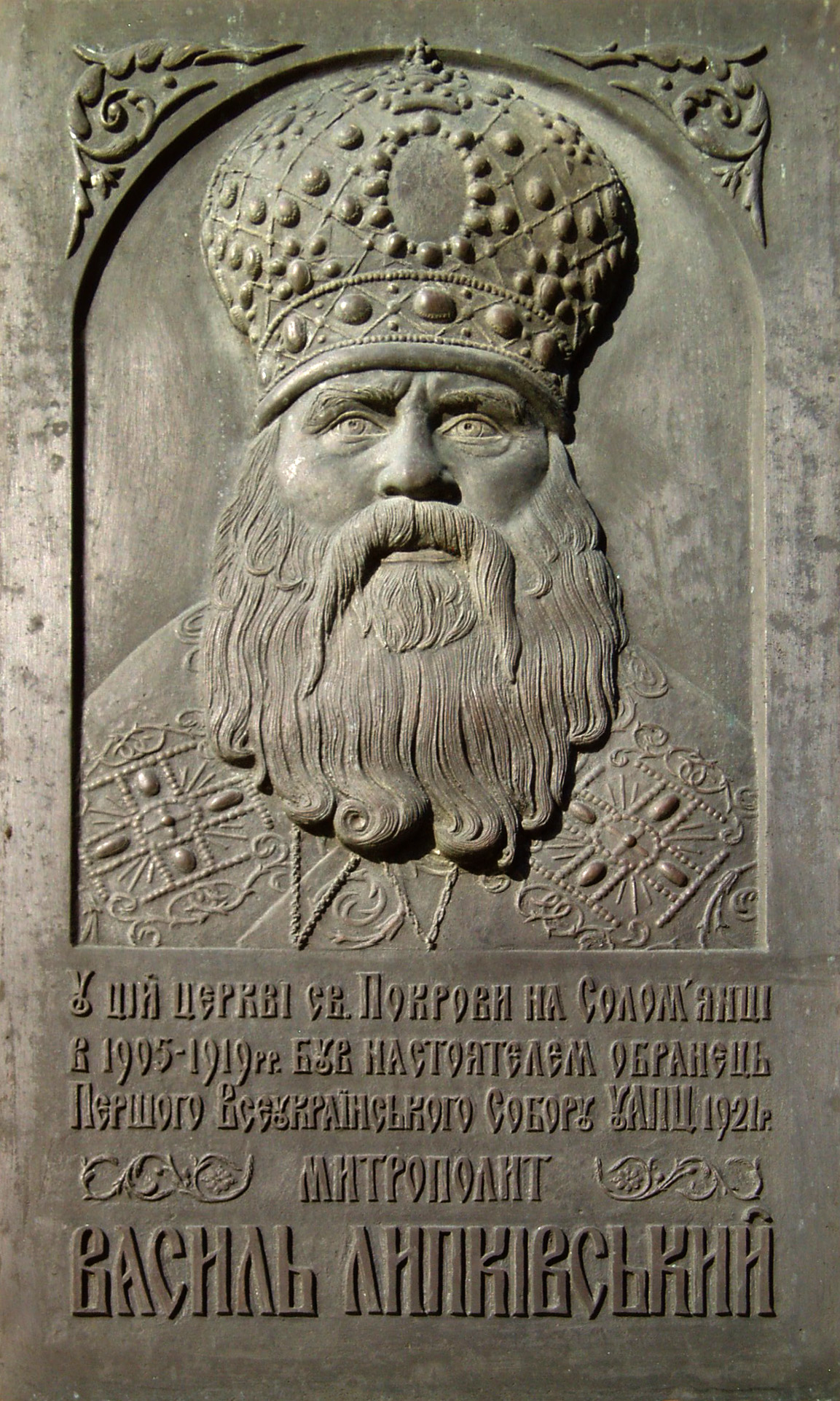
Меморіальна дошка Василю Липківському

Радянською владою здійснювалась кампанія з ліквідації неписемності серед дорослого населення — лікнеп. З 1923 року більшовики проводять нову національну політику — коренізацію (варіант для України — українізація), що дозволило понизити градус націонал-політичної напруги й дало шанс проявити себе націонал-комуністичним діячам, які вважали, що подолати відчуження між селянством та владою можна лише, якщо остання заговорить мовою цього народу. 80 % КП(б)У не були етнічними українцями, вони різко виступали проти такої політики. Проте свідомі наркоми освіти УСРР Олександр Шумський та Микола Скрипник послідовно впроваджували цю політику. До кінця 1920-х років, українська мова стала державною; частка українців серед державних службовців перевищила ½; орієнтовно ¾ навчальних закладів навчали українською. Українізація дала поштовх до початку Українського національного відродження (Розстріляне відродження). Активно розвивалось українська культурно-мистецька сфера: створено робітниче (Гарт) та селянське літературне об'єднання (Плуг), Ланка (пізніше МАРС), ВАПЛІТЕ, театр «Березіль» (Лесь Курбас), 1927 року створено Київську кіностудію (Олександр Довженко), художник Михайло Бойчук започаткував нову школу — «бойчукізм». До України повертались політичні емігранти (Михайло Грушевський). З 1919 року з мовчазної згоди більшовицької влади діяла УАПЦ під керівництвом митрополита Василя Липківського. Економіст Михайло Волобуєв у своїй праці «До проблеми української економіки» обґрунтував колоніальний статус української економіки та наголосив на необхідності змін. Микола Хвильовий, закликаючи орієнтуватися на західну культуру, виголосив знамените гасло «Геть від Москви!». Пізніше, радянська пропаганда назве ці процеси «націонал-ухильництвом», в якому націонал-комуністи «переоцінили і перебільшили значення місцевих особливостей».

#### Ствердження тоталітарного режиму
По смерті Леніна 1924 року, розпочалася внутрішньопартійна боротьба за владу. Йосип Сталін, послідовно розправившись з Троцьким, Каменєвим, Зінов'євим, Бухаріним, Риковим, Томським, розпочав епоха утвердження тоталітарного режиму — повного контролю над усіма сферами життя людини та діяльності суспільства. Сталін уявляв радянську державу як фортецю, звідусіль оточену ворогами, що готові напасти в будь-який момент, тому більшовики перейшли від ідей світової революції до побудови комунізму в окремо взятій державі. 1928 року Сталін отримав всю повноту політичної влади й розпочав втілювати власні ідеї в життя. Було проголошено перший п'ятирічний план розвитку народного господарства. Внутрішня політика сконцентрувалась на проведенні форсованої індустріалізації. Для створення міцної продовольчої бази на селі було вирішено провести колективізацію — створити колгоспи, а самостійне селянство перетворити на державних сільських пролетаріїв. У перший же рік було проведено показовий судовий процес (Шахтинська справа) над «буржуазними шкідниками» у вугільній промисловості. Запроваджено карткову систему, введено соціалістичні змагання, розпочато пропаганду аскетизму й «затягування пасків».
На селі за підтримки комнезамів було розкуркулено 70 % господарств заможніших односельців, внаслідок чого заворушення та повстання охопили усі округи УСРР. Всього упродовж 1930 в Україні органами ДПУ було зафіксовано 4098 масових виступів. Відповідальність за це Сталін переклав на місцевих активістів. Восени 1931 року примусову колективізацію відновили, куркулів виганяли й депортовували з сіл. Унаслідок пасивного спротиву й неврожаю було зірвано завищені плани хлібозаготівлі, а радянська влада вирішила вижати з селян «за планом». В Україні цей план втілювали В'ячеслав Молотов, Лазар Каганович, Станіслав Косіор. 1932 року прийнято «закон про п'ять колосків», створювались надзвичайні комісії із хлібозаготівель, «підприємства-саботажники» заносились на «чорні дошки», в голодних забирали останнє. Одночасно уведено паспортну систему з пропискою, військові й загони міліції блокували можливість покинути окремі села й територію УСРР та Кубані для безпаспортних селян. Унаслідок Голодомору 1932—1933 років померло приблизно 4,65 млн людей (15 % населення). Демографічні втрати покривали за рахунок переселенців з Росії, наприклад, найбільша станиця на Кубані, Уманська, стала Ленінградською. Сам факт голоду замовчували і приховували як від міжнародної спільноти, так і від решти громадян Союзу. Одночасно в Україні було уведено в експлуатацію підприємства, що складають кістяк її промисловості й донині (ДніпроГЕС, Криворіжсталь, Запоріжсталь, Азовсталь, Харківський турбінний і тракторний, Луганський паровозобудівний заводи). Велика депресія в США та світова економічна криза переконали радянське керівництво в правильності курсу, яким рухалась країна.

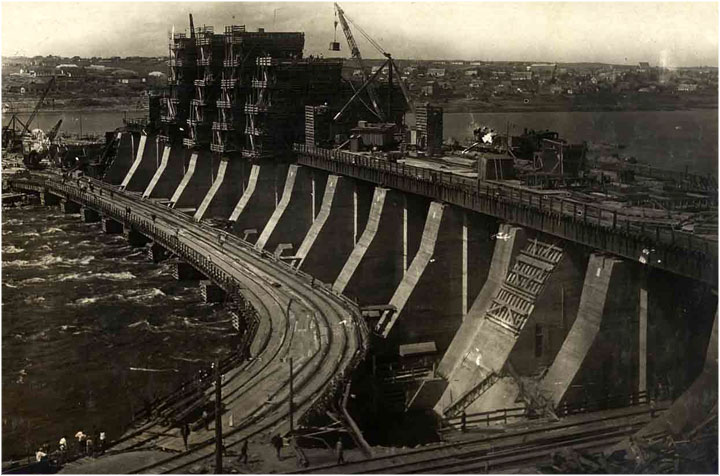
Будівництво Дніпровської ГЕС
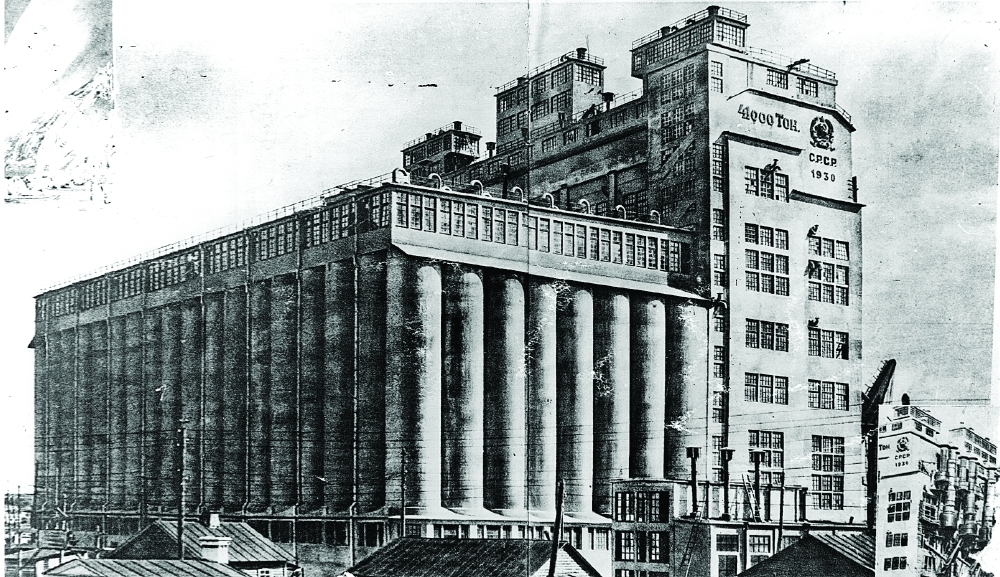
Миколаївський елеватор, найбільший в Європі на той час
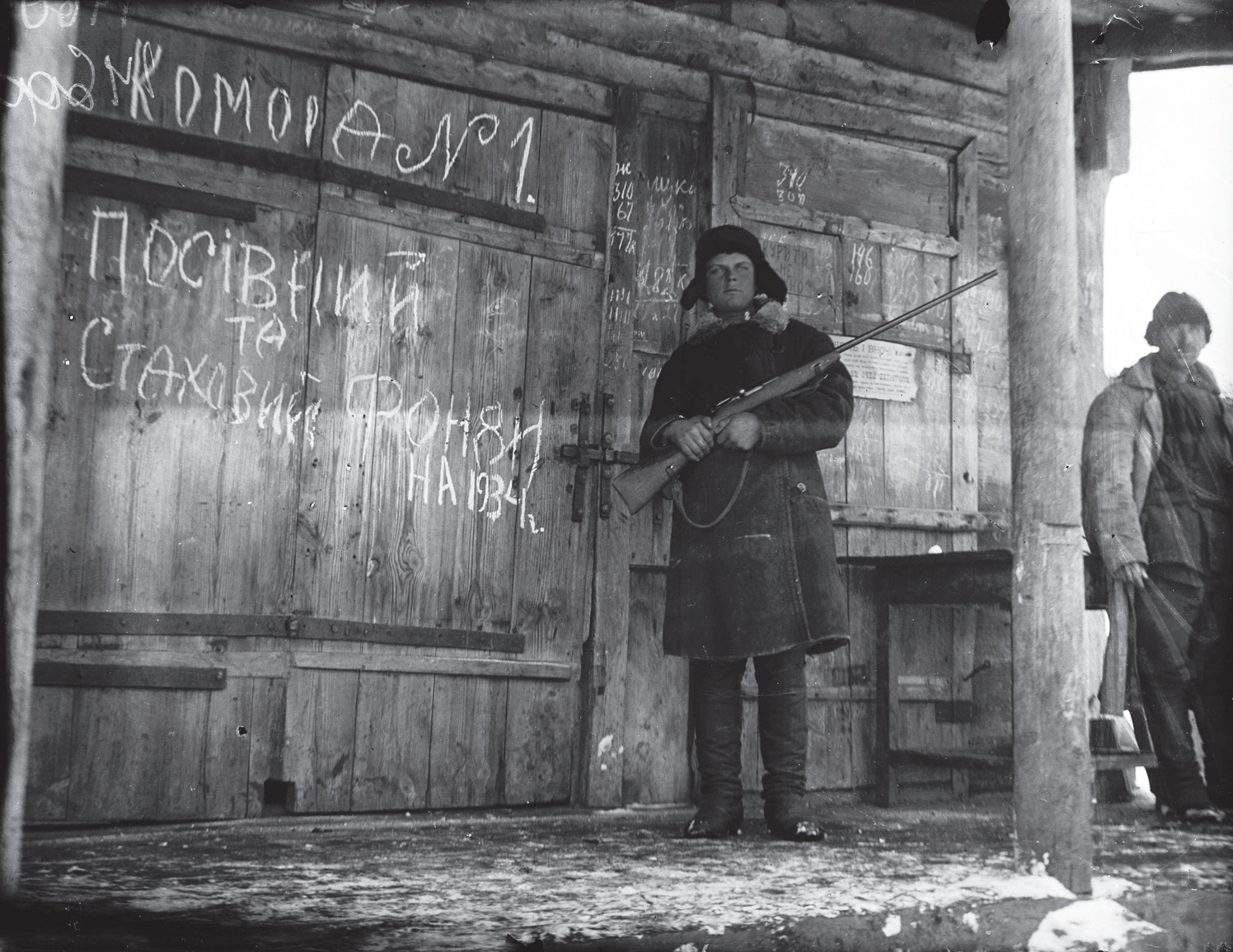
Комсомолець охороняє відібране в селян зерно
Жертви Голодомору на вулицях Харкова
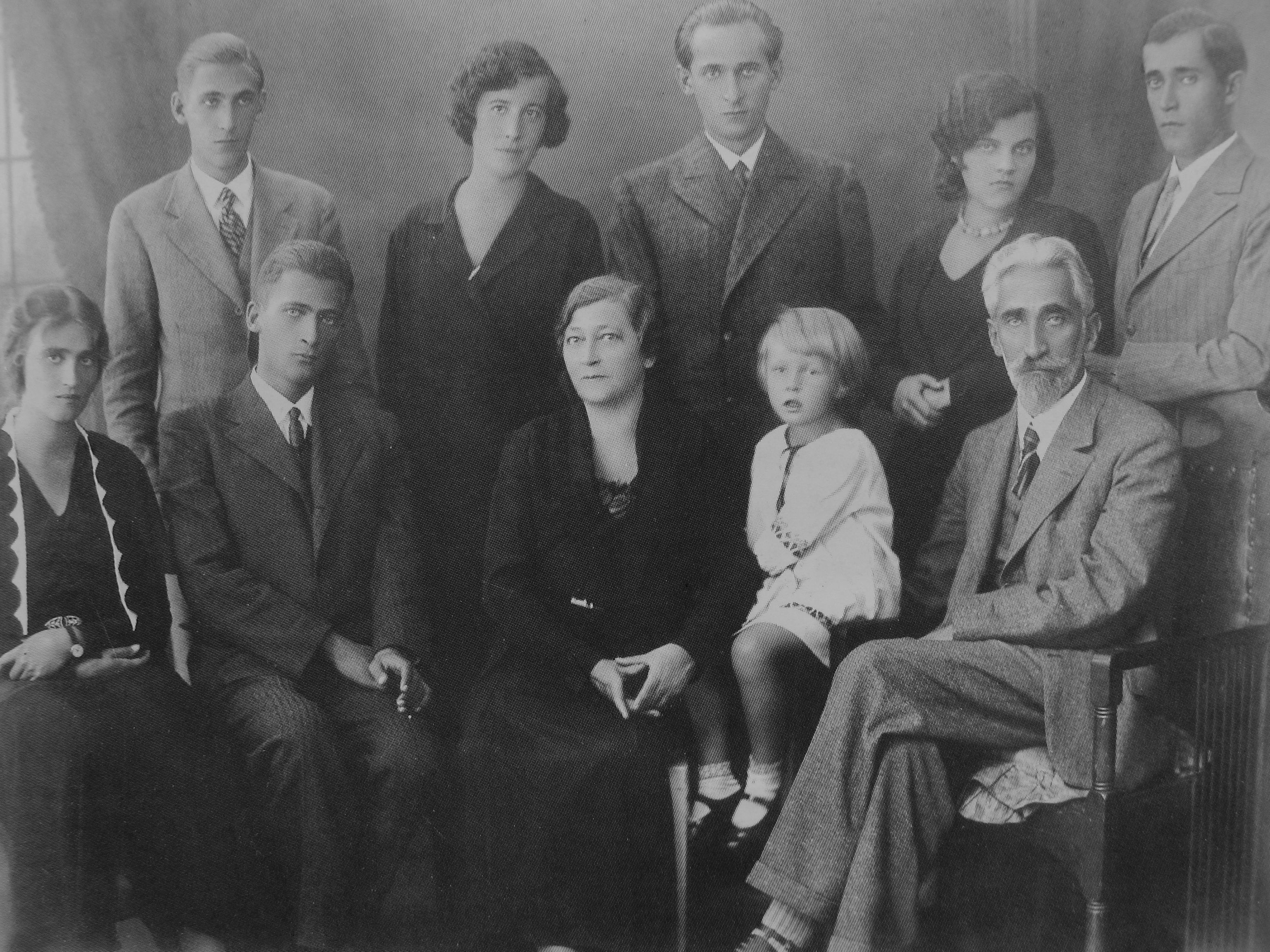
Родина Крушельницьких, як символ розстріляного відродження

1930 року було викрито діяльність неіснуючої антирадянської організації на чолі з Сергієм Єфремовим, заарештовано 474 українських науковця та релігійних діяча. 1931 року викрито діяльність неіснуючого «Українського національного центру». Того ж року «самоліквідовано» УАПЦ. У грудні 1932 року українських комуністів звинувачено в невірному проведенні національної політики коренізації, наступного року Скрипник і Хвильовий покінчили життя самогубством. 1934 року столицю перенесено з Харкова до Києва. Того ж року в СРСР утворено ГУЛАГ — виправно-трудові табори з безкоштовною примусовою працею в'язнів. У мистецтві дозволяється лише офіційний напрям «соціалістичний реалізм», митці, що хотіли лишитися в живих, приймали умови гри (Павло Тичина, Максим Рильський, Григорій Верьовка, Павло Вірський). 1935 року запроваджується «стахановський рух» й поняття «ударник праці» на виробництві, через видобуті 14,5 норм вугілля забійником кадіївської шахти Олексієм Стахановим. За результатом форсованої індустріалізації двох п'ятирічок рівень промислового виробництва зріс увосьмеро (у порівнянні з 1913 роком), сільського — на 13 %. 1936 року ухвалено нову Конституцію СРСР («сталінську»), 1937 — нову Конституцію УСРР. Розпочато новий виток репресій 1937-1938 років проти «ворогів народу» — «Великий терор». В Україні було заарештовано 200 тис., страчено 100 тис. осіб, як діячів національного відродження (Микола Куліш, Лесь Курбас, Валер'ян Підмогильний, Микола Зеров), так і активних впроваджувачів тоталітаризму (Косіор, керівництво НКВС, вищий офіцерський склад армії).

#### Крим
У результаті поразки Білого руху Кримський півострів було включено до складу РРФСР. 15 листопада 1920 року було затверджено склад Кримського обласного комітету РКП(б), до якого було включено Розалію Землячку (перший секретар), Бела Куна (очолив Кримський ревком), Дмитра Ульянова та інших. Було розгорнуто масований червоний терор щодо активних учасників Білого руху і цивільного населення з неробітничих верств, розгромлено кримськотатарську партію Міллі Фірка. 18 жовтня 1921 року утворено кримськотатарську національно-територіальну автономію Кримську Автономну Радянську Соціалістичну Республіку, першим головою якої був Саїд-Галієв Сахиб-гару, другим — Велі Ібраїмов. Корінними народами визнавались кримські татари та караїми, державні мови — російська і кримськотатарська. Через продрозверстку 1920-х років в Криму стався сильний голод. Радянська влада офіційно визнала, що від голоду в Криму загинуло близько 100 000 людей, з яких 76 000 були кримськими татарами, оскільки вони, кримські татари, складали основу сільських жителів Криму, а їхній урожай вивозили в «більш важливі» регіони Радянського Союзу. Тому перепис населення півострова 1926 року показав, що на цей момент населення складалось наполовину з росіян, на чверть з кримських татар, на чверть з українців, німців та євреїв. На Південному березі розвивається рекреаційна база для відпочинку робочих країни, утворено піонерський табір «Артек». Впродовж 1920-х років відбувались безплідні спроби створювати єврейські робітничі комуни в степовій частині, для цього почато переселення єврейських колоністів в Крим; існував проєкт створення Єврейської автономії на півострові. 1928 року Сталіним була продовжена русифікація півострову та політика репресій проти кримських татар, вперше в історії радянських національних республік був розстріляний голова Кримської АРСР Велі Ібраїмов. 1937 року посилені репресії за національною кримськотатарською лінією, 13 жовтня 1937 страчений видатний тюрколог та поет Бекір Чобан-заде, 17 квітня 1938 в один день була вбита практично вся кримськотатарська інтелігенція, серед якої письменник та журналіст Асан Сабрі Айвазов, засновник та директор Бахчисарайського музею, етнограф, історик Усеїн Боданінський, поет та перекладач Абдулла Лятіф-заде та багато інших.

#### Західна Україна
За переписом 1931 року на території Західної України проживало 8,9 млн осіб, у тому числі 5,6 млн українців і 2,2 млн поляків.
У ці часи на землях Західної України, що увійшли до складу Польщі як «східні креси», здійснювалася політика полонізації, посилювався національний гніт. Українці становили третину населення Польської республіки, тому 300 тис. поляків переселилося на схід під час програми «осадництва», а велика кількість галичан змушена була мігрувала за кордон у пошуках роботи. З приходом до влади в результаті державного перевороту 1926 року Юзефа Пілсудського тут установився авторитарний режим, знаний як «санація». Політична опозиція переслідувалася правовими засобами й силовими методами. По відношенню до національних меншин проводилася політика «культурного придушення», яка восени 1930 року переросла в масові репресії проти українського населення Галичини і Волині («пацифікація»). Підрозділи польської поліції та армії були введені в більш ніж 800 сіл, було заарештовано понад 2 тис. осіб, ліквідовані українські організації, спалено близько 500 будинків. Складовою частиною «пацифікації» стали українські погроми з боку польських шовіністичних угруповань. Справа дійшла до того, що в 1932 Ліга Націй засудила дії польського уряду щодо українського населення. Відповіддю на нього став підйом націоналістичного руху. Ще 1920 року полковник УНР, Євген Коновалець створив УВО, перетворену 1929 року на Організацію українських націоналістів (ОУН) заради підпільної терористичної боротьби. Було здійснено невдалий замах на Юзефа Пілсудського. 1921 року у Львові було створено Таємний український університет, в рік закриття якого, 1925 року Дмитро Левицький заснував Українське національно-демократичне об'єднання, що обрало легальні методи боротьби. Митрополит Андрей Шептицький також протистояв полонізації та утискам церкви. Група членів ОУН за проводом Степана Бандери проводить ряд показових політичних вбивств: 1933 року — радянського дипломата за Голодомор, 1934 року — міністра внутрішніх справ Броніслава Перацького за пацифікацію. Того ж року для політв'язнів було створено концтабір Береза Картузька, проведено показові суди, заарештовано ряд діячів ОУН.
На Закарпатті мешкало 0,5 млн українців, які мали обмежену автономію в складі Чехо-Словаччини. На той час в краї діяло 4 політичні течії: мадярофіли (вважали себе угорцями), русини (намагались ствердитись як окрема нація), русофіли (прагнули об'єднання з Росією) та українофіли, що рішуче поширювали власні ідеї та швидко обігнали конкурентів. У результаті Мюнхенської змови у жовтні 1938 року було утворено Підкарпатську Русь (Карпатську Україну), яку очолив Августин Волошин. Але вже в листопаді вона, в результаті Віденського арбітражу була частково окупована Угорщиною. 15 березня 1939 року Сейм Карпатської України проголосив незалежну республіку. Символами держави обрали синьо-жовтий прапор та гімн «Ще не вмерла України». Того ж дня розпочалася остаточна окупація Угорщиною.

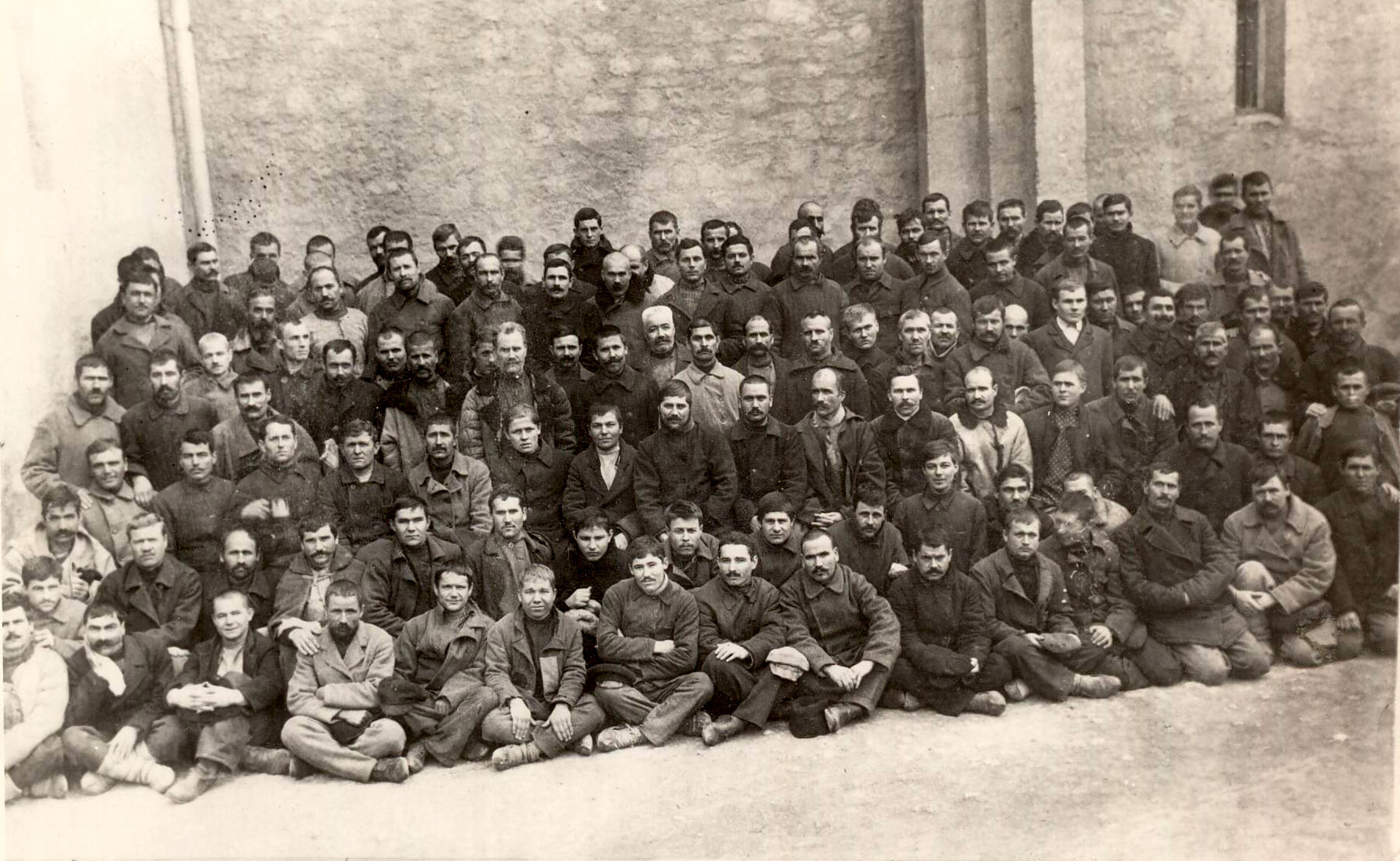
Учасники Татарбунарського повстання
Процес пацифікації на Галичині
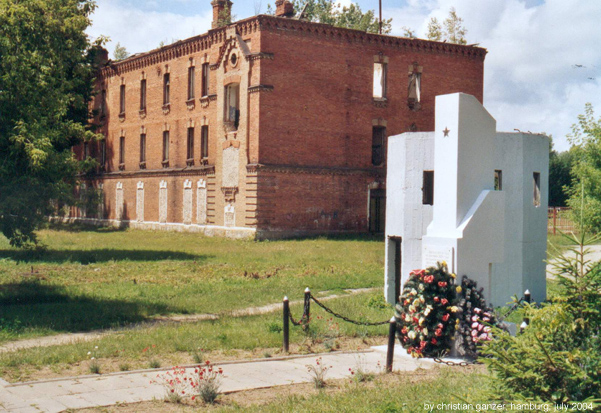
Концтабір у Березі-Картузькій для противників санації
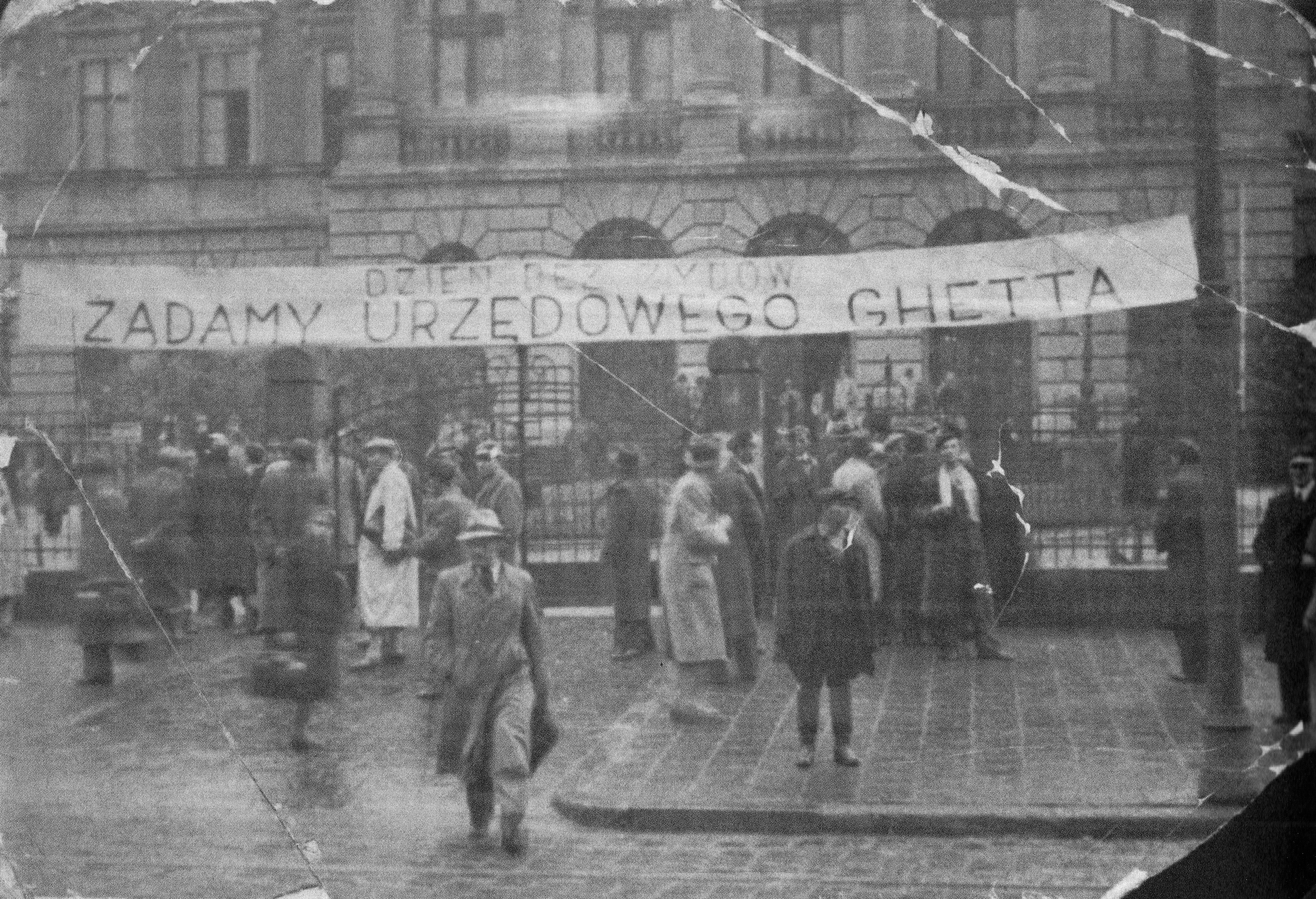
Демонстрація студентів-поляків Львівської політехніки за сегрегацію студентів-євреїв
Перший конгрес українських націоналістів у Відні, 1929 рік
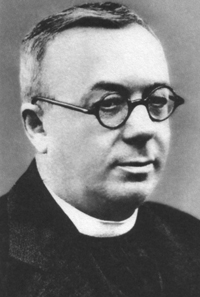
Августин Волошин

Під час польсько-української війни 1918—1919 років, Румунія загарбала землі Північної Буковини. 1920 року країни Антанти підписали з Румунією Бессарабський протокол, за яким визнали приєднання Південної Бессарабії. У цих регіонах проживав приблизно 1 млн українців, які зазнали жорсткої румунізації, хоча й офіційно діяла Українська національна партія (Володимир Залозецький). 1919 року спалахнуло Хотинське, а 1924 року на півдні прокомуністичне Татарбунарське повстання, які жорстко придушили. Натомість Північна Буковина надавала перевагу націоналістичним ідеям, тут поширювались осередки ОУН. 1938 року в країні було запроваджено військову диктатуру, будь-яке політичне життя завмерло.

### Друга світова війна
23 серпня 1939 року, в Москві міністрами закордонних справ СРСР (В'ячеслав Молотов) та Німеччини (Йоахім фон Ріббентроп) було підписано таємну мирну угоду з таємним доповненням про розподіл сфер впливу в Східній Європі — пакт Молотова — Ріббентропа. Згідно якого Західна Польща ставала «областю інтересів Третього Рейху», СРСР «повертав» собі всі землі Російської імперії та отримував Галичину і Буковину заради вирівнювання кордонів. Вже 1 вересня німецькі армії перетнули кордон із Польщею, а Франція з Великою Британією, вірні союзницьким договорам, вступили у війну на її боці — це стало початком Другої світової війни. 17 вересня радянські війська перетнули польський кордон зі сходу. 28 вересня СРСР та Німеччина підписали договір «Про дружбу і кордон», а, так звані, «народні збори» західноукраїнських земель підтримали «входження» до складу СРСР. У червні 1940 року СРСР приєднав Північну Буковину та Бессарабію, які відразу зазнали радянізації (українізація, колективізація, індустріалізація, націоналізація майна, деклерикалізація, депортація 1 млн населення до Сибіру). У складі УРСР було утворено 8 нових областей: Львівська, Дрогобицька, Тернопільська, Станіславська, Волинська, Рівненська, Чернівецька, Ізмаїльська.

#### Німецько-радянська війна
22 червня 1941 року, втілюючи план «Барбаросса» з розгрому СРСР та здобуття «життєвого простору на Сході», армії Третього Рейху перейшли в наступ проти радянських військ на всій протяжності кордону, розпочалась німецько-радянська війна. Група армій «Південь» була спрямована в Україну. Кількісне співвідношення техніки та зброї було за радянськими військами, але фактор несподіваності, пригнічена тоталітарною машиною ініціативність та недосвідченість, кастрованого масовими репресіями, командного складу призвели до катастрофи. Німці, застосовуючи відточену на європейських країнах тактику бліцкригу, швидко просувались механізованими частинами в тил радянських військ, оточуючи цілі армії (Уманський котел 100 тис. вояків). Зломивши радянський танковий контрнаступ у районі Луцьк — Рівне — Броди, німецькі війська за кілька тижнів були під Києвом. У вересні на Лівобережжі в полон потрапив майже увесь радянський Південно-Західний фронт (660 тис. вояків). Після тримісячної оборони у жовтні союзні німцям румунські війська захопили Одесу. У листопаді розпочалася облога Севастополя, що відтягнула на себе частину німецьких військ, які рухались в бік Кавказу. Відступаючи на схід, радянська влада використовувала тактику «випаленої землі» — евакуація підприємств разом із робітниками, вивезення збіжжя, або його ліквідація, руйнування транспортних магістралей, підрив ДніпроГЕСу, що спричинив численні жертви через затоплення водами Дніпровського водосховища.

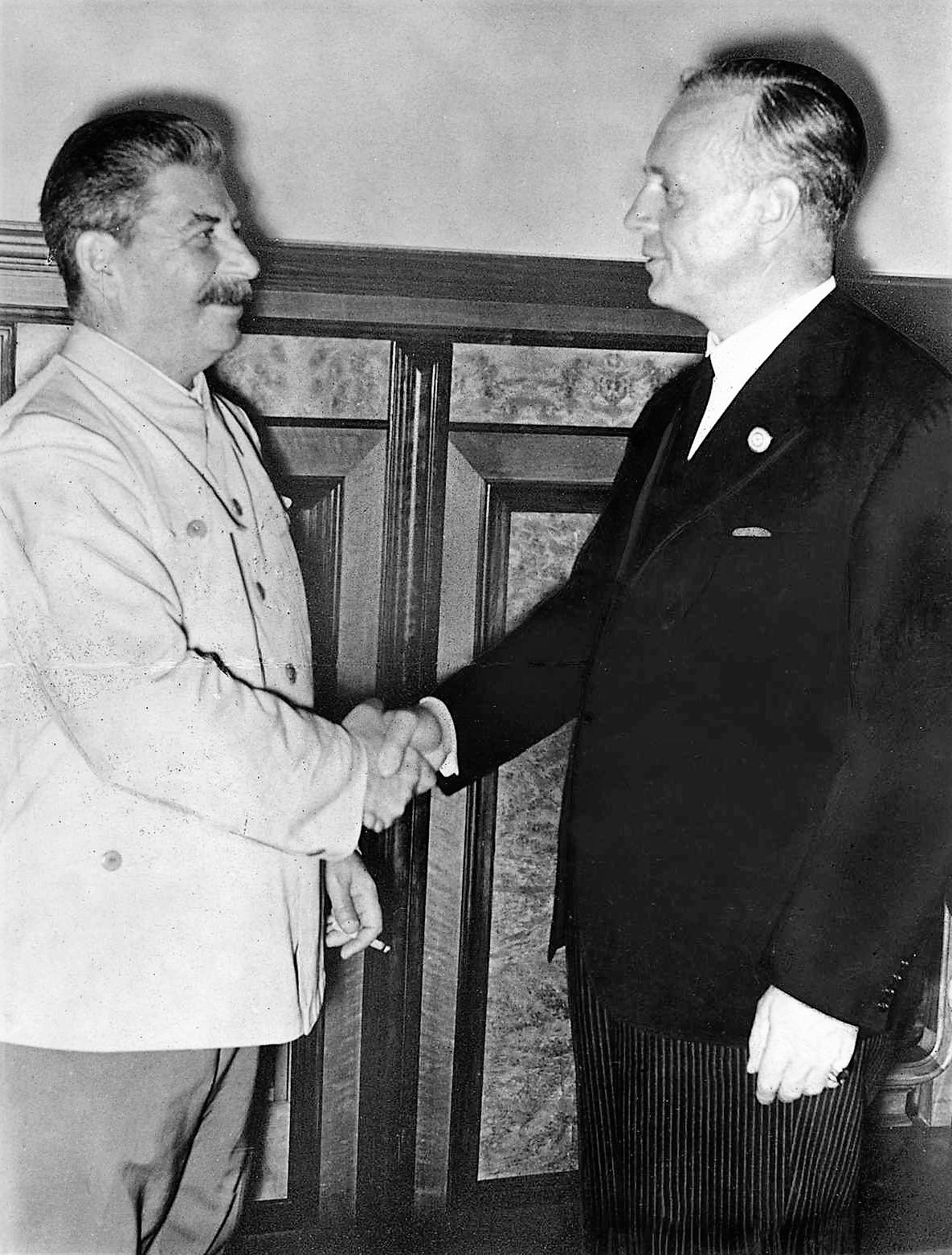
Сталін і Ріббентроп в Кремлі у серпні 1939 року
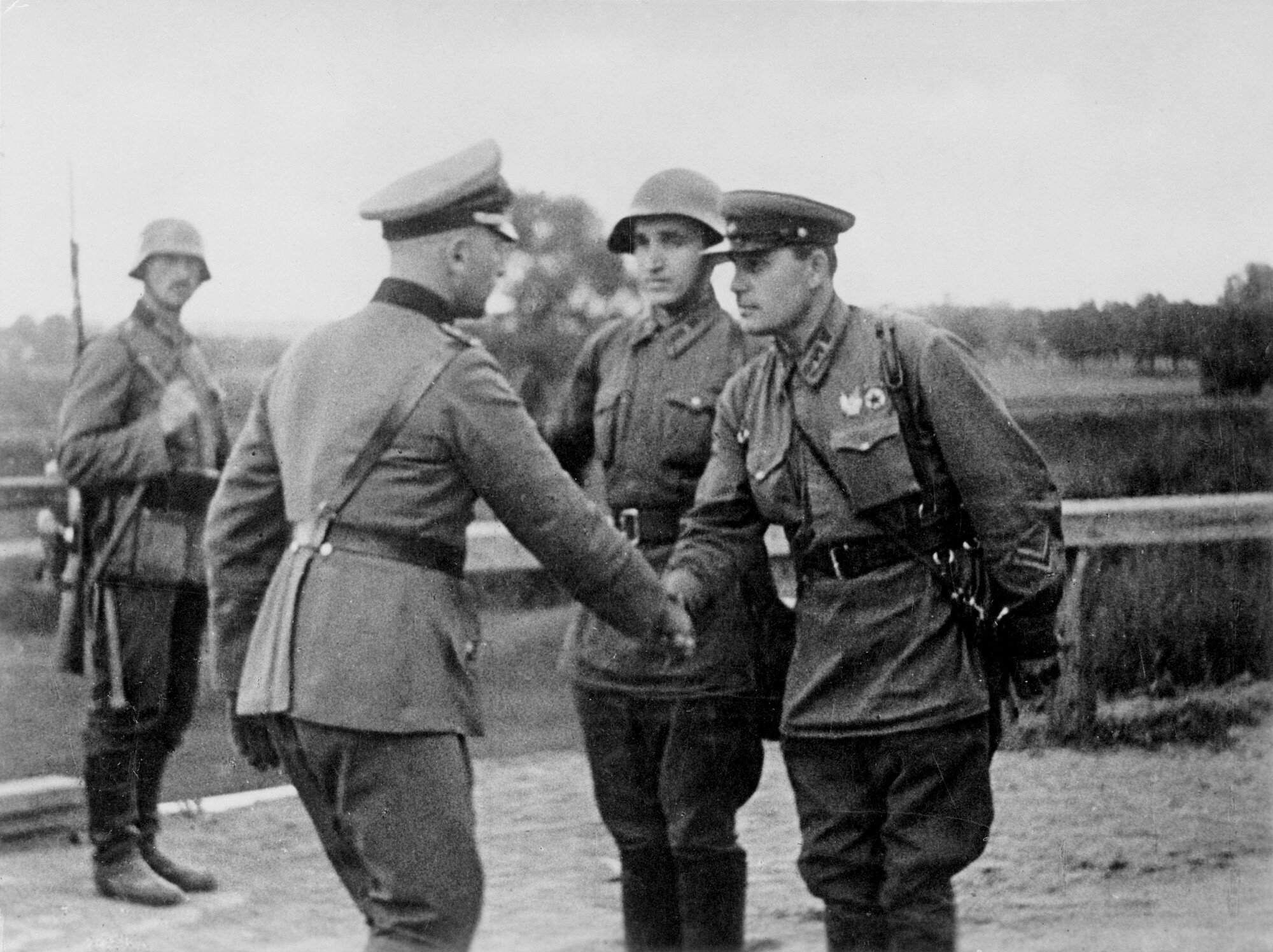
Зустріч німецьких і радянських союзних військ у Польщі
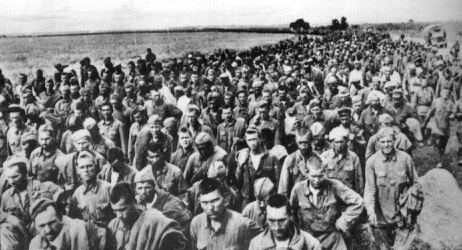
Радянські військовополонені
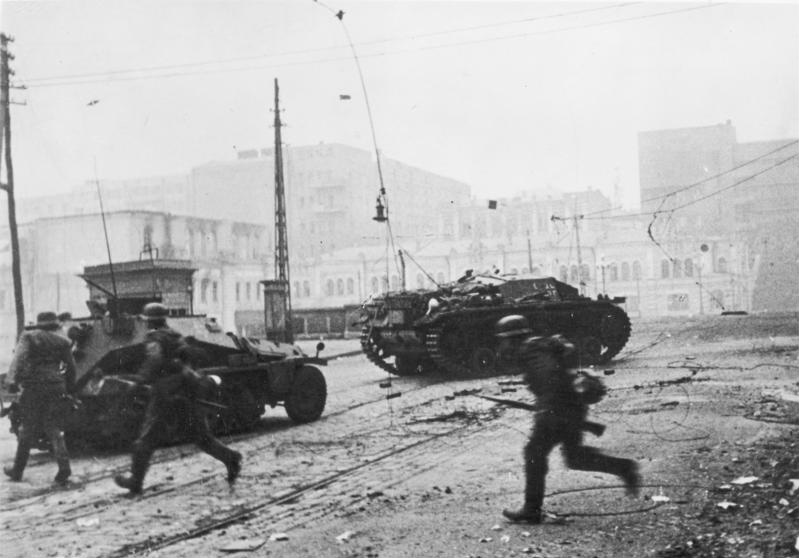
Битва за Харків
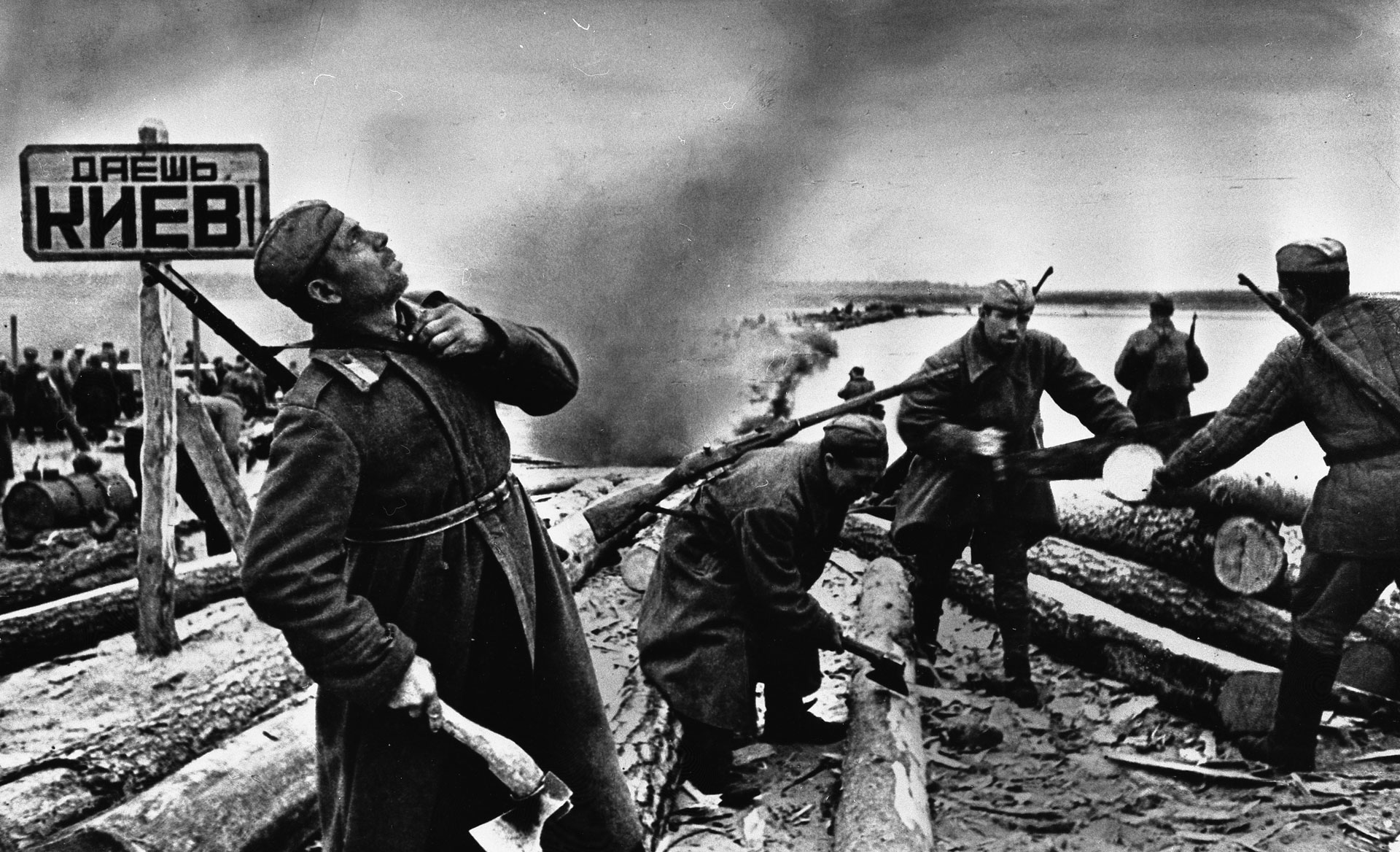
Битва за Дніпро
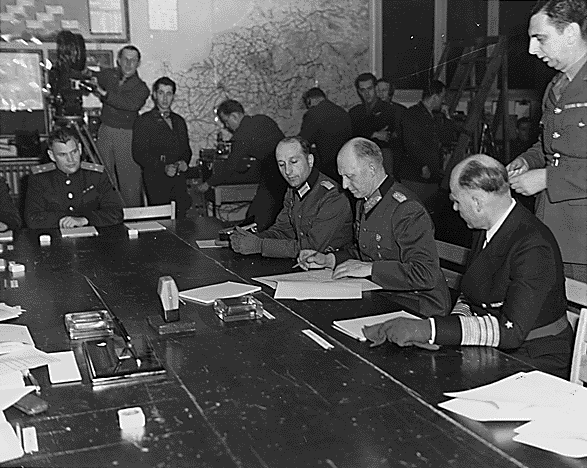
Підписання акту капітуляції Третього Рейху в Реймсі

Після зриву взимку 1941 року німецького бліцкригу під Москвою радянські війська, підживлені американо-британським постачанням зброї, техніки та продовольства від нових союзників, невдало спробували навесні 1942 року перейти в контрнаступ. В Україні ці спроби обернулись новими котлами (під Харковом, загалом 400 тис. вояків). У липні 1942 року німці зайняли останній населений пункт УСРР, у листопаді — Кубань і Північний Кавказ (здійняли прапор над Ельбрусом), вийшли до Волги в районі Сталінграда. Після поразок під Ель-Аламейном і Сталінградом, Третій Рейх втратив головного союзника, Італію, та військово-тактичну перевагу, до першого вже німецького котла потрапило угруповання фельдмаршала Паулюса. 18 грудня 1942 року радянські війська звільнили перший населений пункт УРСР, село Півнівку. Окупувавши північ Італії та встановивши там маріонеткову Республіку Сало, німці намагались перебрати ініціативу на Східному фронті, знов відвоювавши Харків. Але у серпні 1943 року німці програли Курську битви, а союзні війська висадились на півдні Італії. Це остаточно переломило хід війни та відкрило радянській військовій машині шлях на Захід. Німці намагались створити оборонний «Східний вал» по правому березі Дніпра, але радянська влада не рахуючи живої сили, набраної з українців, що повинні були «змити кров'ю» сором перебування в німецькій окупації, методично знищувала німецькі війська під час битви за Дніпро, Житомирсько-Бердичівської, Корсунь-Шевченківської, Рівненсько-Луцької, Львівсько-Сандомирської та Східно-Карпатської операцій. У травні 1944 року у звільненому Криму радянська влада «за колабораціонізм» проводить примусову депортацію кримських татар. У цей час, відчуваючи шалену нестачу в людських ресурсах, німецьке командування формує дивізію ваффен-СС «Галичина», 11 тис. вояків якої брали участь у битві під Бродами. 28 жовтня 1944 року було остаточно День визволення України від фашистських загарбників і знову окуповано Радянським Союзом. 7 травня 1945 року Німеччина капітулювала, 8 травня було оголошено День Перемоги в Європі. 2 вересня 1945 року капітулювала Японія — Друга світова війна завершилась.

#### Рух опору
Німецькі окупаційні війська приєднали колишні австро-угорські землі до Генерал-губернаторства, на правому березі Дніпра утворили Райхскомісаріат Україна зі столицею в Рівному та під очільництвом Еріха Коха, який поділявся на 6 генеральних округ: Волинь-Поділля, Житомир, Київ, Дніпропетровськ, Миколаїв і Таврія. Частково створено округи Чернігів і Харків, планувалася Юзівка. Землі на захід від Дністра відійшли до Румунії як Трансністрія. Решта території перебувала під управлінням військової адміністрації. Згідно з планом «Ост», німці максимально використовували місцеві ресурси, експлуатували населення як робочу силу, вивозили її до Німеччини (2,2 млн остарбайтерів), фізично знищували комуністів, євреїв (Бабин Яр), циган та повстанців — загалом більше 4 млн населення. В Україні Рух опору мав дві течії: на заході — націоналістичний, на сході — прорадянський. Німецька розвідка Абвер використовувала радикальне крило ОУН(б) «бандерівців» для диверсійної роботи, створивши батальйони «Нахтігаль» і «Роланд» з ДУН. Націоналісти натомість сподівались використати німців заради відновлення української державності — 30 червня 1941 року Ярослав Стецько проголосив на загальних зборах «Акт відновлення Української Держави». За що його разом із Степаном Бандерою було запроторено до концтабору Заксенгаузен. Мельниківське крило ОУН(м), до розгрому 1942 року, продовжували організовувати похідні групи до Центральної, Південної та Східної України. На Волині Тарасом Бульбою-Боровцем була організована «Поліська Січ». 14 жовтня 1942 року утворено Українську повстанську армію, яку пізніше очолив Роман Шухевич, що поставила собі за мету боротися проти «обох імперіалізмів — російського комунізму та німецького націонал-соціалізму». Польсько-українське національне протистояння призвело 1943 року до Волинської трагедії, жертвами якої стали до 90 тис. поляків та 30 тис. українців. У липні 1944 року, коли в лавах УПА перебувало більше 100 тис. бійців, було утворено УГВР (Кирило Осьмак). Радянський Український штаб партизанського руху очолював Тимофій Строкач. Командири партизанських загонів Сидір Ковпак, Олександр Сабуров, вели диверсійну «рейкову війну» 1943 року, здійснили Карпатський рейд. Відплатою німців стали масові розстріли мирного населення та спалення сіл за співпрацю із партизанами (Корюківська трагедія).

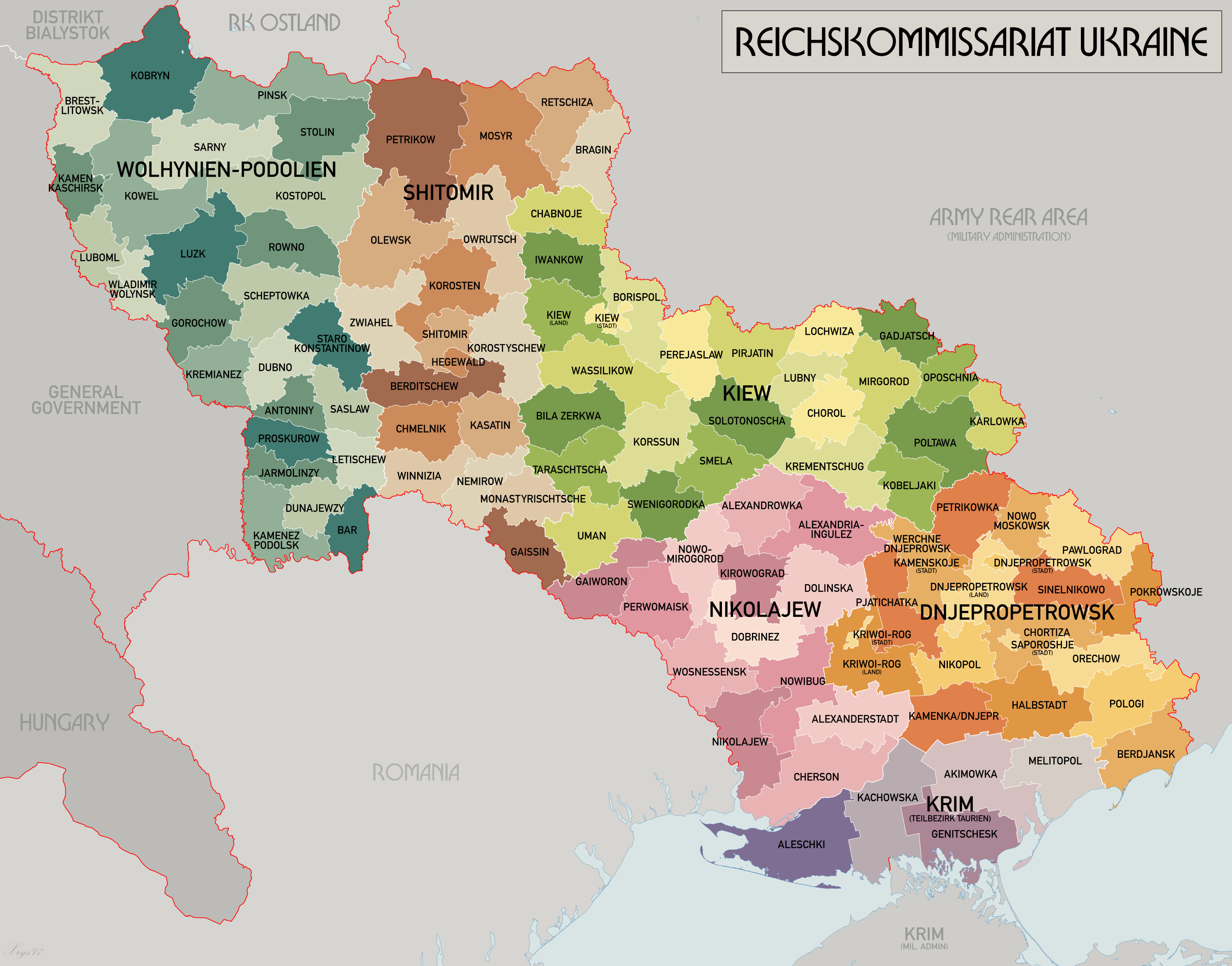
Адміністративний устрій Райхскомісаріату Україна
Пам'ятник Ярославові Стецьку
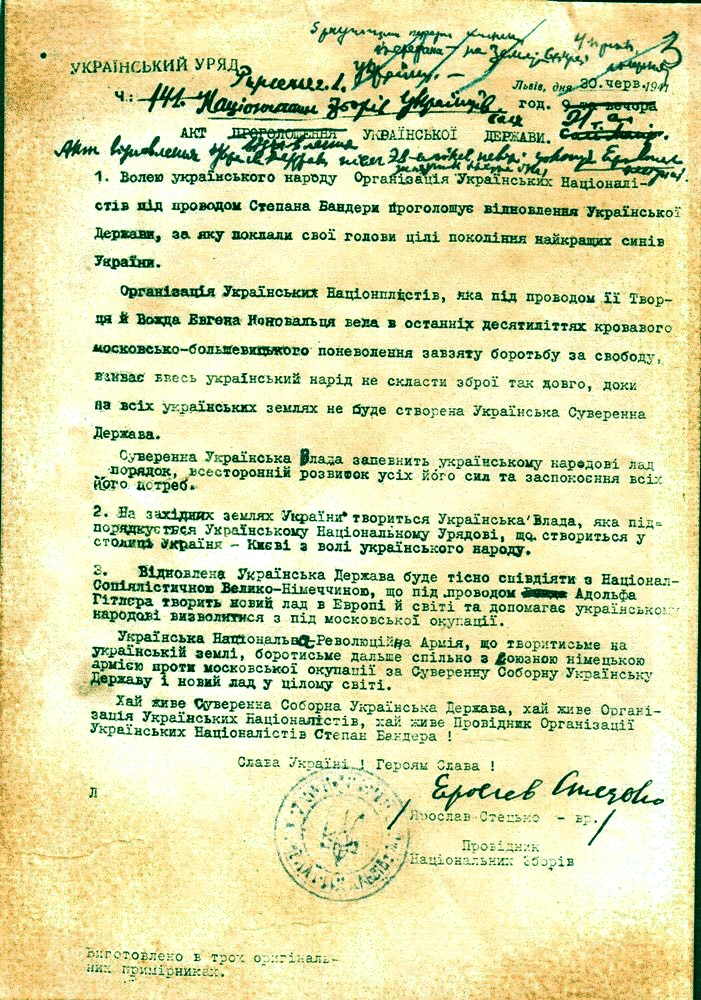
Акт відновлення Української Держави
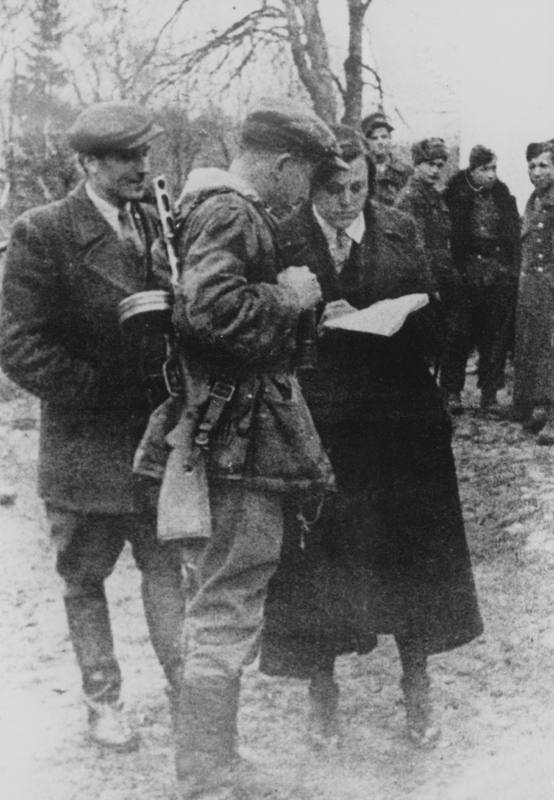
Конференція поневолених народів
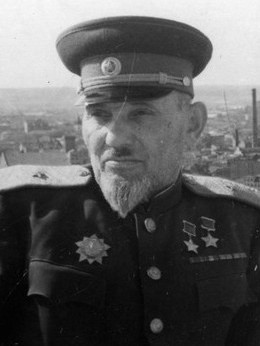
Сидір Ковпак
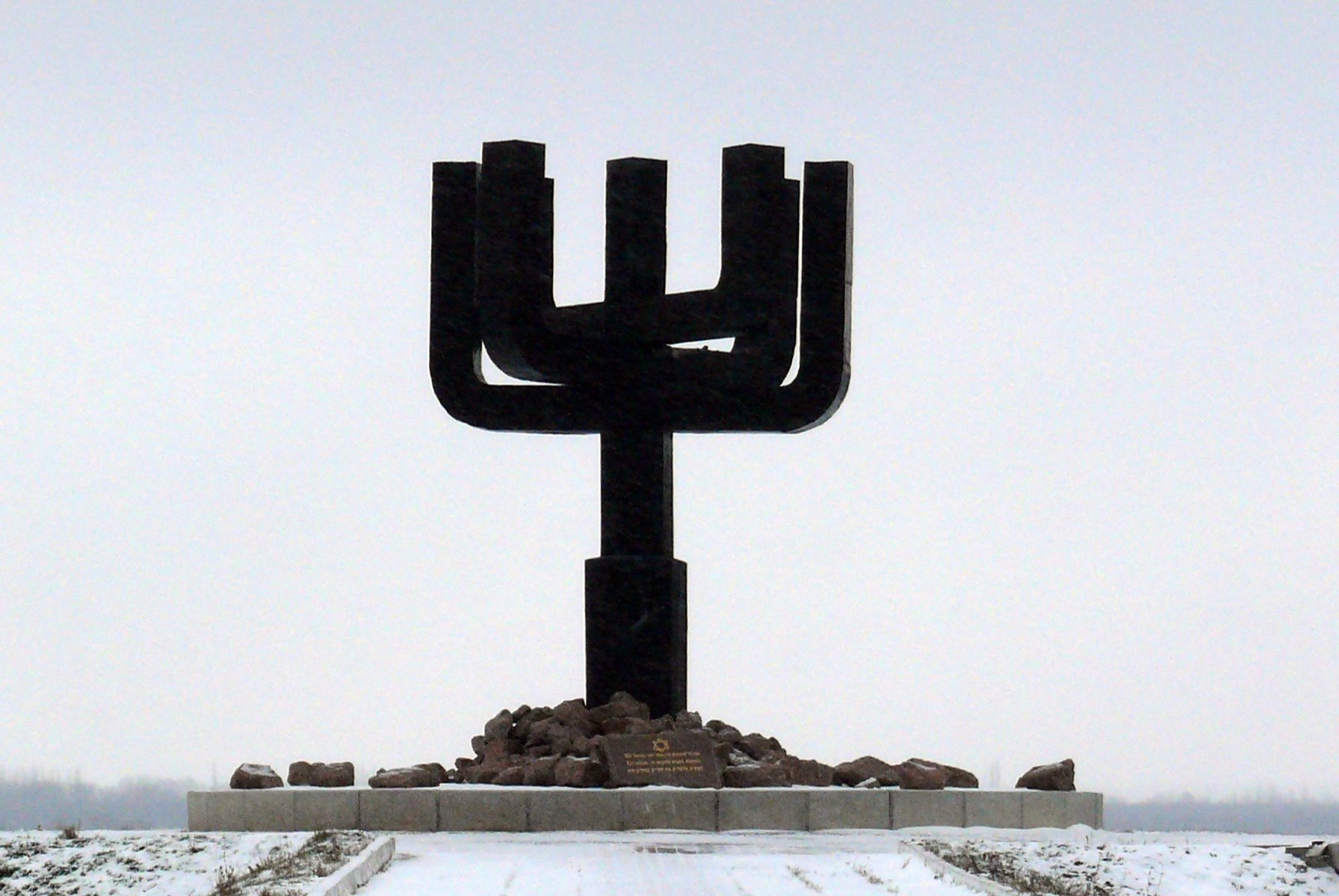
Меморіал жертвам холокосту в Харкові

Фронт двічі прокотився територією України, залишивши по собі колосальні руйнування. Людські втрати України становили 8 млн осіб, з яких 4 млн військових (тобто більше половини з 7 млн мобілізованих до Радянської армії було покладено заради перемоги), демографічні — 10-13 млн осіб. На території України було зруйновано близько 700 міст і селищ та 28 тисяч сіл, з яких 250 було спалено разом із мешканцями. Понад 10 мільйонів людей залишилися без даху над головою. У 230 концтаборах і гетто, а також в інших місцях масового знищення від рук нацистів загинуло 5,5 млн людей. Втрати українського народу у війні становлять 40-44 % від загальних втрат СРСР.

### Повоєнні часи
У квітні 1945 року делегація УРСР на чолі з міністром закордонних справ Дмитром Мануїльським в Нью-Йорку стала однією з країн-засновниць ООН. Того ж року підписано договір про радянсько-польський кордон, приблизно за лінією Керзона, та про приєднання Закарпаття. На прикордонні з Польщею до 1946 року відбувся «обмін населенням», 1947 року польська влада провела депортацію прикордонних українців на новонабуті на заході німецькі землі — операція «Вісла», а радянська виселила 78 тис. «ненадійних» українців до Сибіру. Того ж року за радянсько-румунським договором офіційно приєднано Північну Буковину та Південну Бессарабію, але лівий берег Дністра залишився в складі Молдавської РСР. Загалом у післявоєнні роки за «антирадянські політичні злочини» було заарештовано 43 тис. осіб віком до 25 років, з яких 36,3 тис. у західних областях, до заслання відправлено близько 500 тис. західних українців. Внаслідок численних переселень, міграцій та депортацій першої половини XX століття етнічний спектр населення України істотно змінився в бік зменшення часток національних меншин та одночасного збільшення частки уродженців Росії. Зібравши більшість етнічних земель в складі УРСР поза її кордонами залишались, а згодом й сильно асимілювались, Північна Бессарабія, Лемківщина, Надсяння, Холмщина, Підляшшя, Берестейщина, Стародубщина, Подоння, Кубань. 1945 року митрополита Йосипа Сліпого запроторено до табору, а в березні наступного року на Львівському соборі відбувся «саморозпуск УГКЦ», греко-католицька церква переходить у підпілля й стає «катакомбною». Впродовж 1947—1949 років Микита Хрущов проводить швидку радянізацію західних областей, індустріалізуються міста, в селах створюються колгоспи, незгодні переселяються на схід, або до Сибіру. Бійці УПА, марно сподіваючись на те, що Холодна війна Заходу із СРСР перейде в гарячу фазу, продовжували спротив радянській владі, перейшовши до тактики боротьби маленькими загонами проти переважаючих сил НКВС. Одночасно радянська влада намагалась дискредитувати повстанців в очах населення масовими депортаціями, провокаціями та пропагандою. 1950 року було вбито головнокомандувача УПА Романа Шухевича й боротьба згасла.

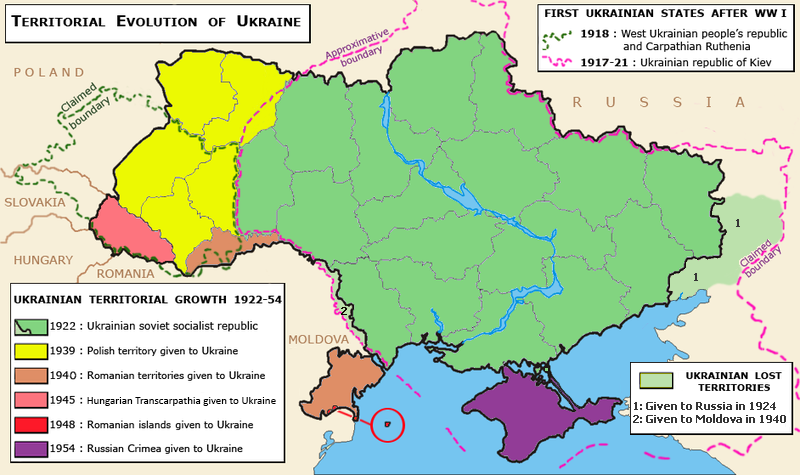
Формування сучасної території України
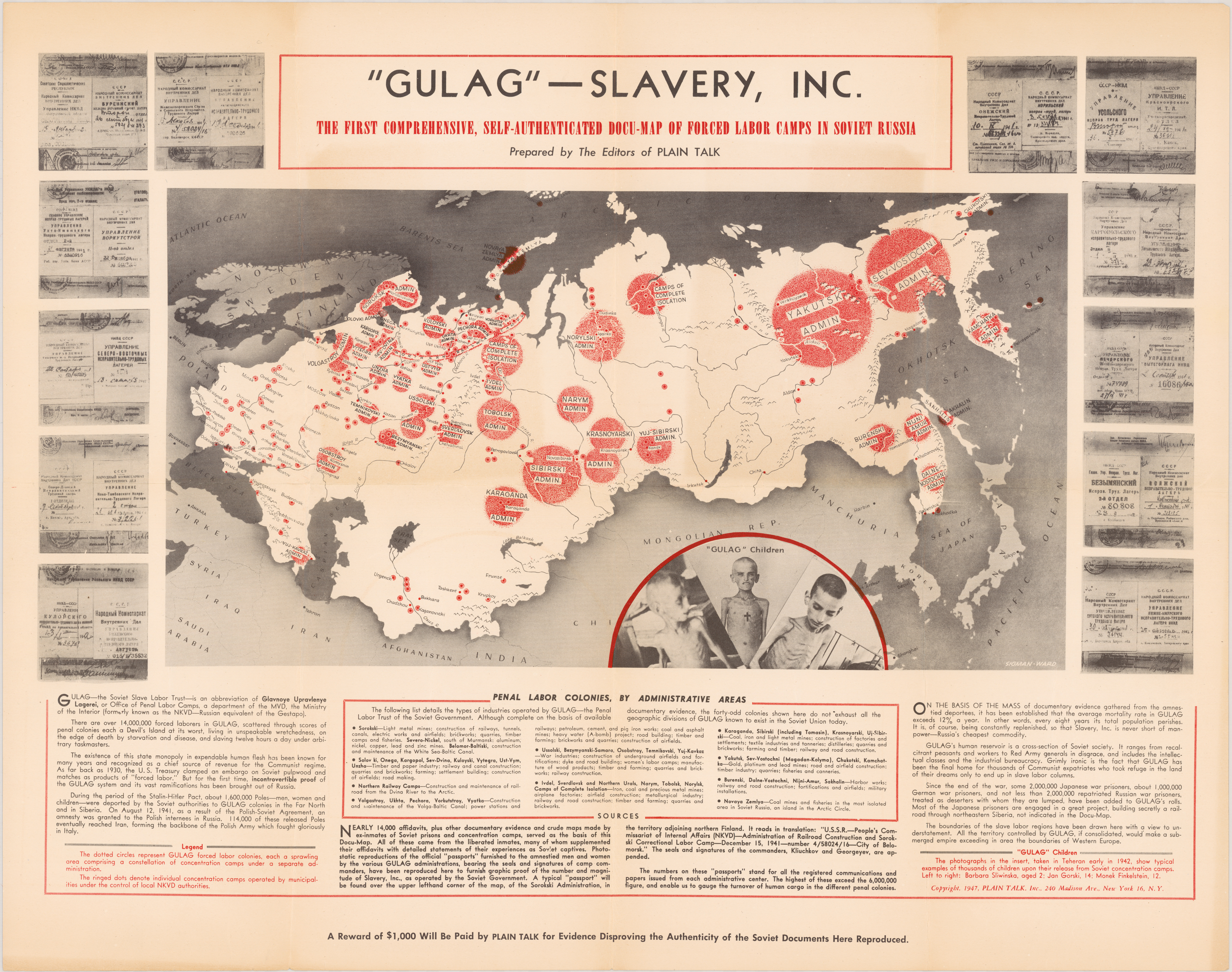
ГУЛАГ — радянська система рабства для народу-«переможця» (англ.)
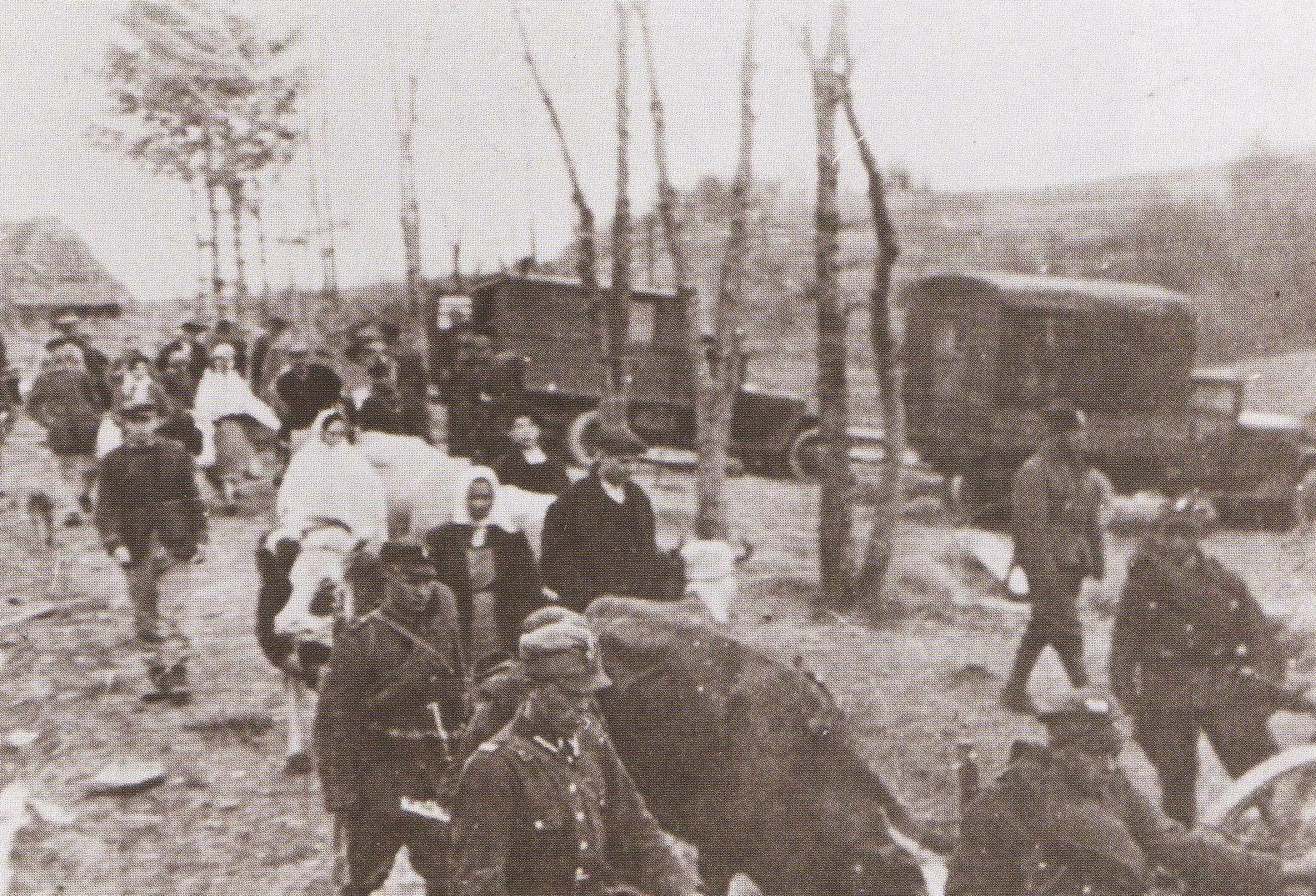
Операція «Вісла»
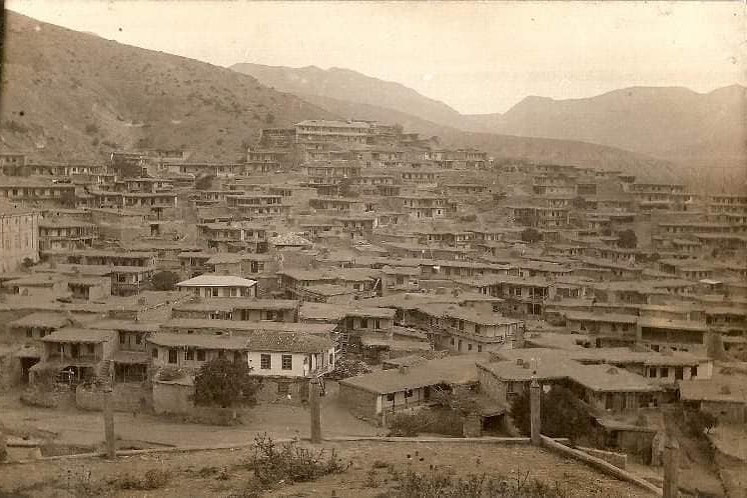
Знелюднілий татарський Крим
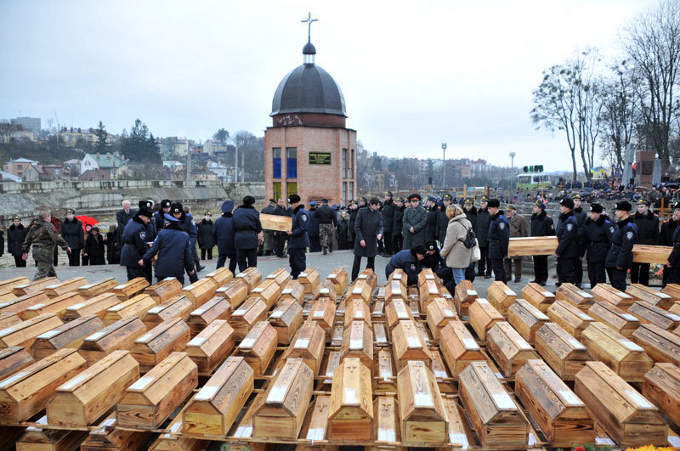
Перепоховання жертв повоєнного голодомору
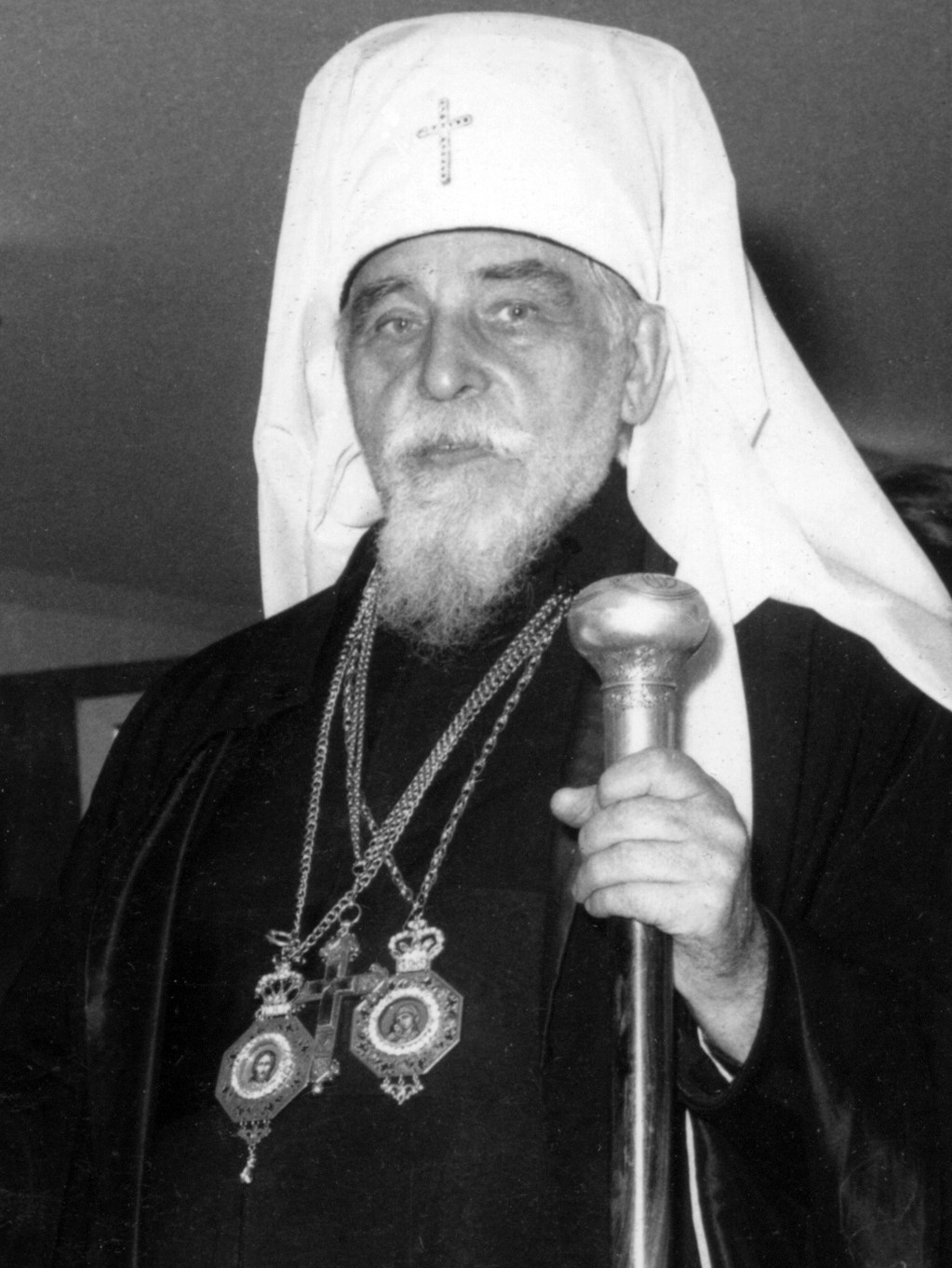
Йосип Сліпий

Радянський Союз, вирішив у відбудові народного господарства обходитися власними силами, відмовився від «плану Маршалла» й навіть розпочав підтримку прорадянських урядів у Східній Європі, у тому числі й продовольством. Для українського селянства це обернулося новим Голодомором 1946—1947 років (його проводив тимчасово призначений Лазар Каганович) та 1 млн жертв. 1949 року першим секретарем компартії України призначають Леоніда Мельникова. У суспільному житті розгорнулась ідеологічна боротьба з «українським буржуазним націоналізмом» та проти «безродних космополітів», яку очолив Андрій Жданов, та утвердження «культу особи» Сталіна — «ждановщина».
Швидко розвивалась наука: під Харковом у П'ятихатках, де до війни була здійснена перша в Європі ядерна реакція, збудований перший прискорювач елементарних частинок; у Києві створено перший в СРСР комп'ютер. Але традиції авторитаризму та волюнтаризму окремих осіб робили свою «чорну справу» й тут. Так заради особистих інтересів та знищення опонентів Трохим Лисенко розгорнув кампанію зі знищення радянської генетики — «лисенківщина». 1952 року розгорнулась кампанія проти євреїв у медицині — «справа лікарів».

#### Відлига
5 березня 1953 року помирає Сталін й поступово владу в «колегіального правління» колишніх сталінських посіпак (Лаврентій Берія, Григорій Маленков, Лазар Каганович, В'ячеслав Молотов) перебирає Микита Хрущов. У цій боротьбі він здебільшого спирався на маршала Георгія Жукова та українських компартійців. Спочатку Хрущов обирає курс на лібералізацію тоталітарного життя через десталінізацію — розпочинається епоха «відлиги». 1953 року першим секретарем ЦК КПУ призначено Олексія Кириченка, 1957 року його змінив Микола Підгорний. За часів Хрущова українська партійна номенклатура займе друге місце у керівництві Союзом, після російської. Вихідці з України до 1964 року складали половину ЦК КПРС, серед них і Леонід Брежнєв. 1954 року до складу УРСР на честь «300-річчя возз'єднання України з Росією» та заради економічного відновлення було передано Кримську область РРФСР. Силами республіки на півострів було прокладено Північнокримський зрошувальний канал. 1956 року на XX з'їзді КПРС Хрущов у доповіді «Про культ особи та його наслідки» розвінчав «культ особи» Сталіна. Розпочався процес ліквідації ГУЛАГу, перегляду справ і реабілітації жертв політичних репресій. Проте така реабілітація зачіпала українських борців із радянською владою лише частково, масово амністували лише за кримінальні правопорушення. Так впродовж 1953—1954 років українські політв'язні здійняли низку табірних повстань: Воркутинське, Норильське та Кенгірське.
У економічному житті відбувалась також лібералізація. На території України було утворено 11 економічних районів, уся повнота планування в яких передавалася раднаргоспам, але бюрократична машина зламала усі процеси економічного самоврядування. На Дніпрі заради створення каскаду ГЕС було затоплено величезні сільськогосподарські території. Дніпропетровськ став величезним центром ракетобудування (Південмаш). 1957 року завдяки українському інженерові Сергію Корольову вдалось запустити перший космічний супутник Землі. 1961 року Юрій Гагарін здійснив перший космічний політ, а наступного року Павло Попович став першим українцем в космосі. Розпочалася кампанія масового житлового будівництва «хрущовок», що дозволило значній кількості містян переселитися з бараків і комуналок до власного житла. Була проведена пенсійна реформа, робітників відв'язали від підприємств, а селян від колгоспів, видавши їм паспорти. Щоб «наздогнати і перегнати Америку» було вирішено активно впроваджувати в сівозміну кукурудзу, інтенсифікувати тваринництво, освоювати цілинні землі Казахстану, до якого виїхала значна кількість української молоді. Заради виконання авантюрних планів виробництва продукції масово вдавались до приписок і відвертих афер, що обернулось зривами планового постачання продуктів до магазинів, підвищенням цін, як наслідок, «голодні бунти» (Кривий Ріг, Одеса, Новочеркаськ). Черговий голод через посуху 1963 року вдалося відвернути постачанням збіжжя з-за кордону.

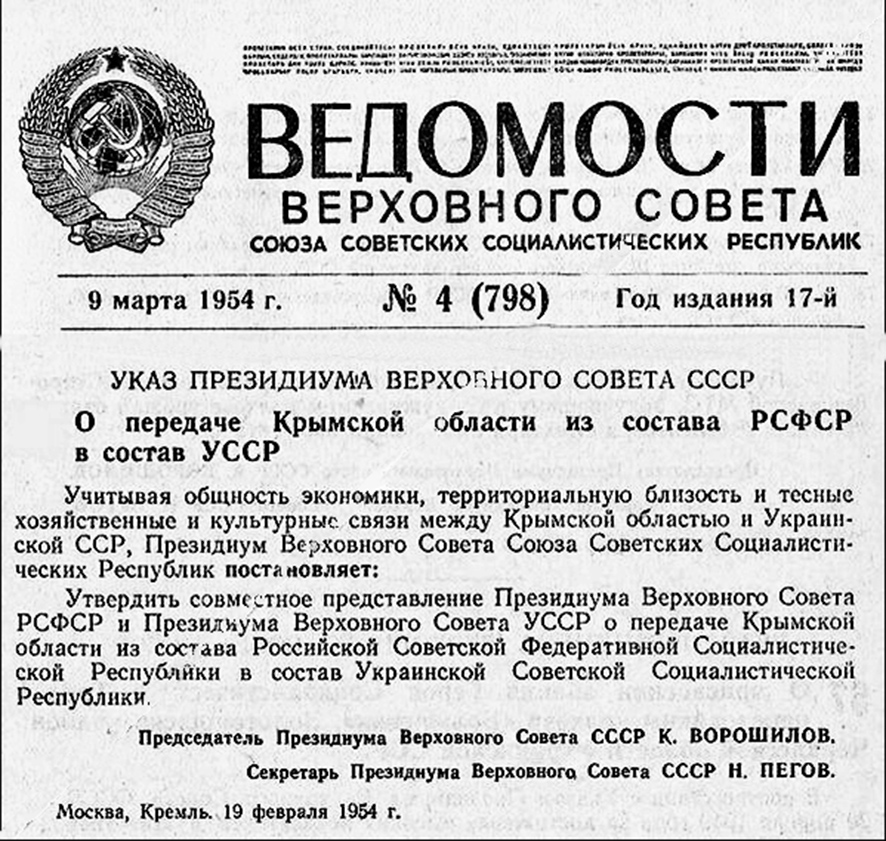
Указ про передачу Криму, 1954 рік
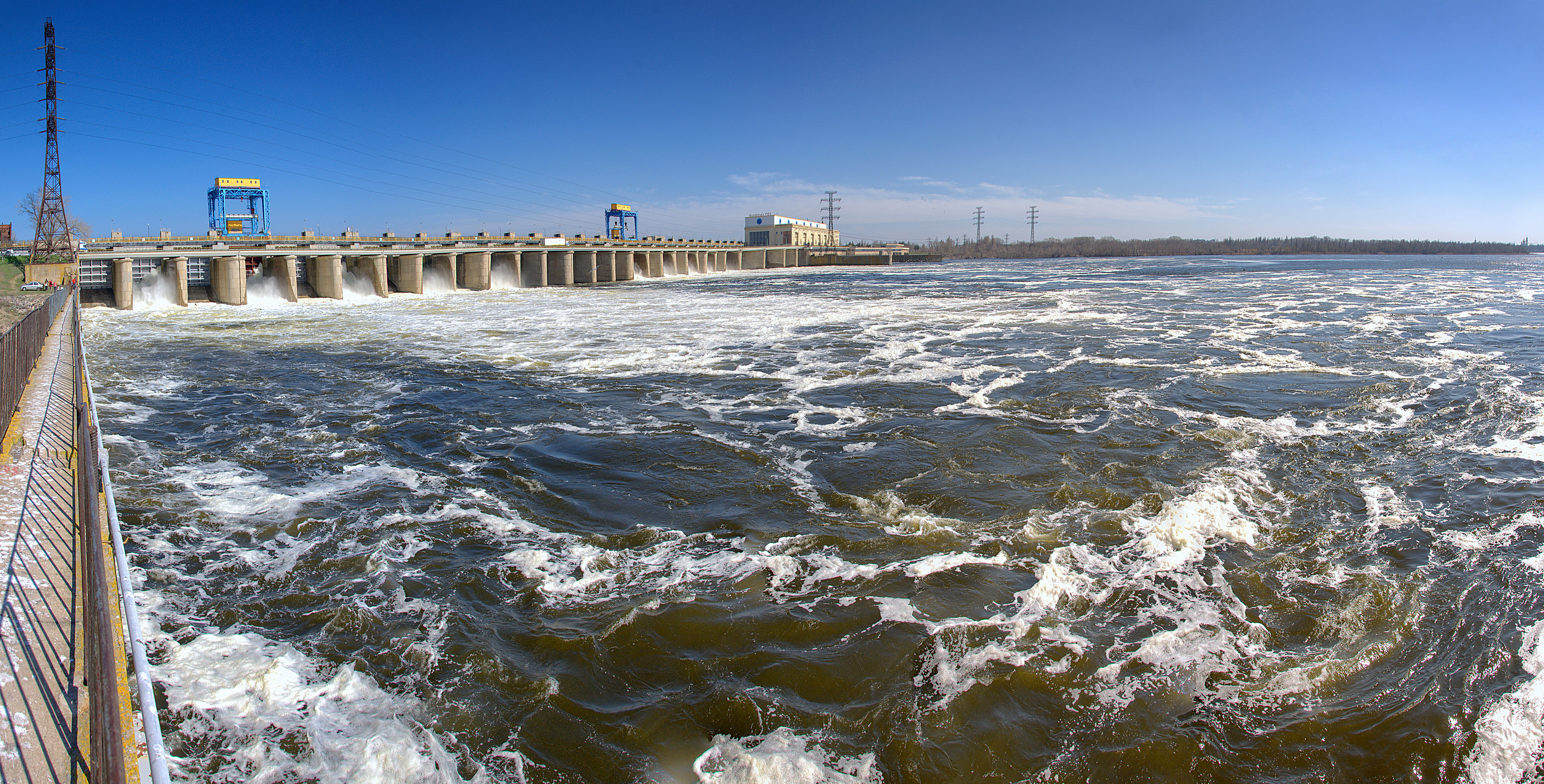
Гребля Каховської ГЕС
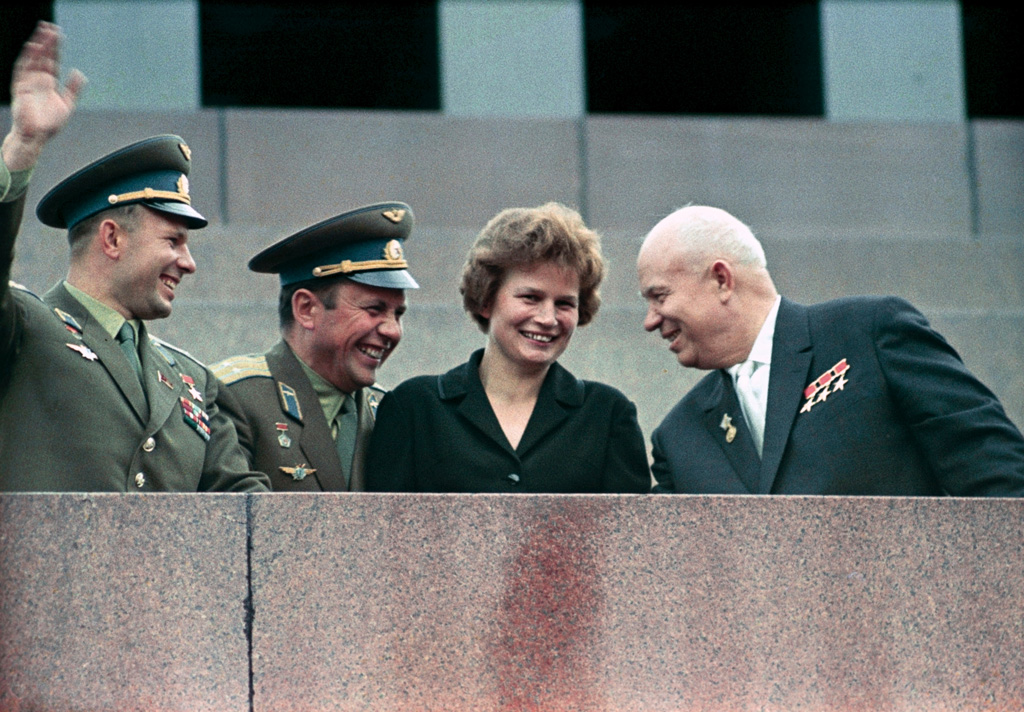
Гагарін, Попович, Терешкова та Хрущов на трибуні Мавзолею
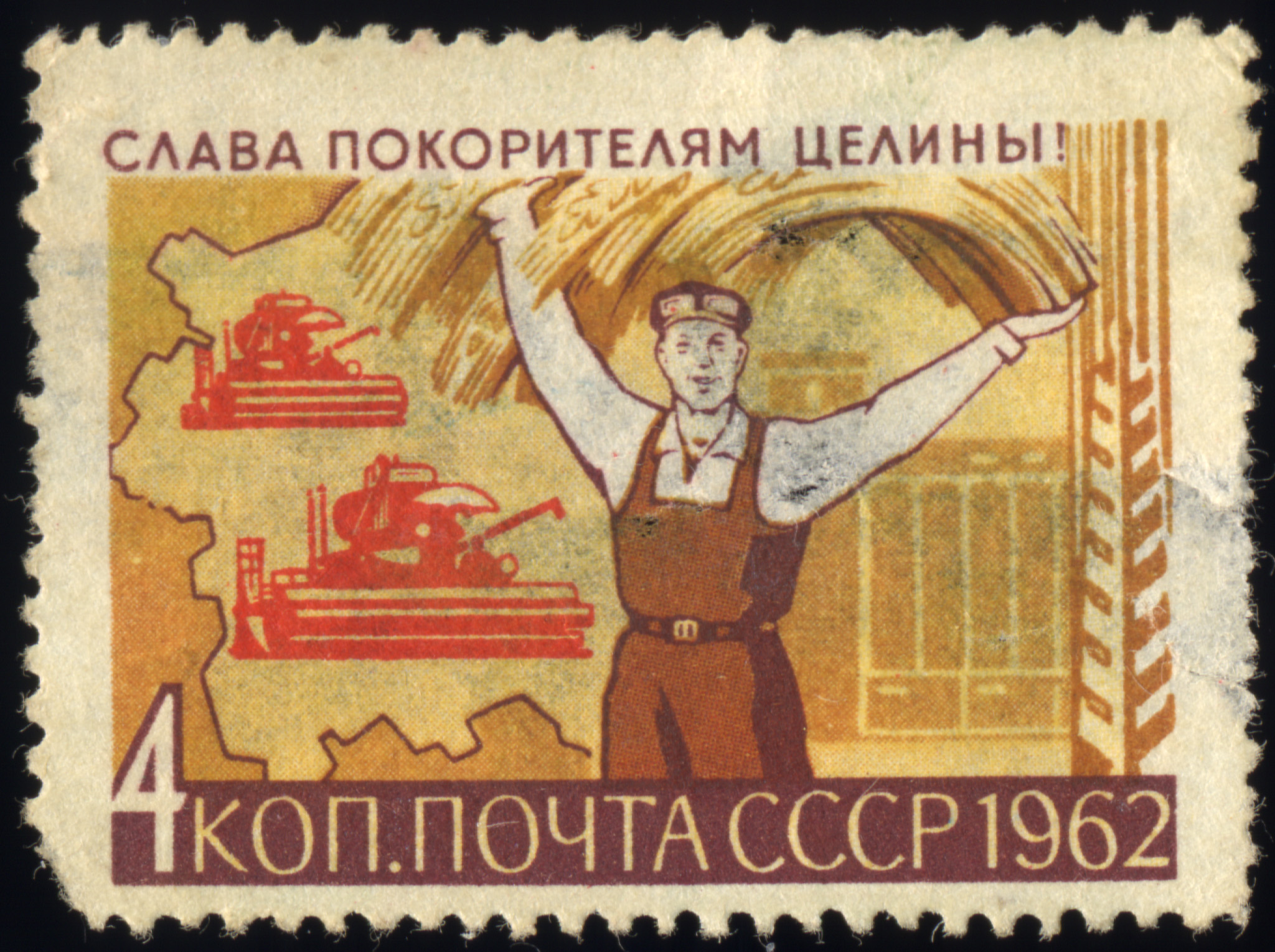
«Підкорювачам цілини», поштова марка СРСР
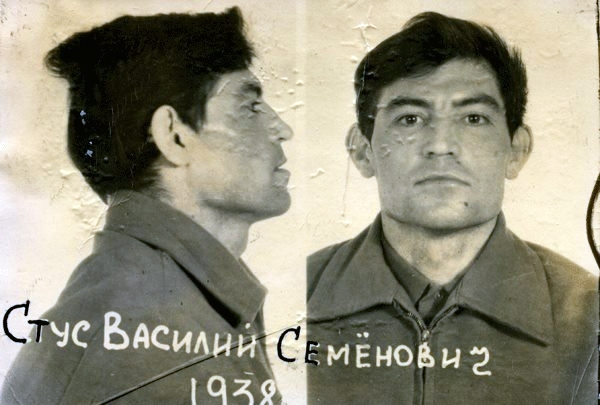
Арештантські фото Василя Стуса

У культурно-мистецькому житті лібералізація спричинила нову хвилю українізації, появу «шістдесятництва», що протиставляло себе нормам «соцреалізму». З'явився «самвидав» творів, що не пройшли офіційну цензуру у видавництвах. Одночасно нова освітня реформа збільшувала кількість шкіл з російською мовою викладання. Дисидентський рух прагнув мирним шляхом досягти демократизації політичного режиму та суспільства. 1959 року молодим юристом Левком Лук'яненком у Львові була утворена підпільна Українська робітничо-селянська спілка, за що його засудили до розстрілу (вирок було замінено на 15-річне ув'язнення). 1963 року першим секретарем ЦК КПУ призначено Петра Шелеста, який відкрито виступав проти русифікації навіть у своїй книзі «Україно наша Радянська», але заради укріплення своєї влади свідомо пригноблював патріотів з іншим баченням «українства». За його ініціативи було видано багатотомну працю «Історія міст і сіл». 4 вересня 1965 року в київському кінотеатрі «Україна» відбулася прем'єра фільму Сергія Параджанова «Тіні забутих предків», на якій Іван Дзюба, Василь Стус та В'ячеслав Чорновіл, публічно виступили проти арештів інакодумців.

#### Застій і дисидентство
1964 року група опозиційних партійців на чолі з Леонідом Брежнєвим змістила Хрущова із займаних посад та відправили його на пенсію. 1965 року в сільському господарстві та промисловості розпочались «косигінські реформи», що повертали жорстку централізацію, а підприємства переводились на госпрозрахунок. На селі це викликало укрупнення колгоспів та зникнення великої кількості невеличких «неперспективних» сіл та хуторів. Загалом впродовж восьмої п'ятирічки соціальний добробут населення покращувався, але вже з 1970-х років розпочалась системна криза екстенсивного шляху розвитку економіки. Намагання подолати ідеологічну та економічну кризу розвитку держави призвело до появи ідей побудови «розвиненого соціалізму» замість «основної бази комунізму» до 1980 року та «застою» в економічному та соціальному житті. На міжнародній арені середина 1970-х років позначилась спробою налагодити стосунки між ідеологічними таборами Заходу і Сходу й зняти напруження очікування ядерної війни — «розрядка».
1972 року першим секретарем ЦК КПУ призначено Володимира Щербицького, протеже Брежнєва. Він зайнявся чисткою партійного апарату та розпочав нову хвилю арештів інтелігенції, частину засуджували, частину відправляли до психлікарень, багатьох просто звільняли з роботи. 1976 року було утворено Українську Гельсінську групу з моніторингу дотримання СРСР умов Гельсінських угод 1975 року (Микола Руденко, Петро Григоренко, Левко Лук'яненко, Іван Кандиба, Василь Стус, В'ячеслав Чорновіл та ін.). Вже наступного року більшість її учасників було запроторено до таборів. У суспільному житті шириться русифікація. У науковому середовищі відбуваються гоніння передусім на представників гуманітарних дисциплін, «технарі», що забезпечують матеріальну базу ВПК, перебувають у фаворі.

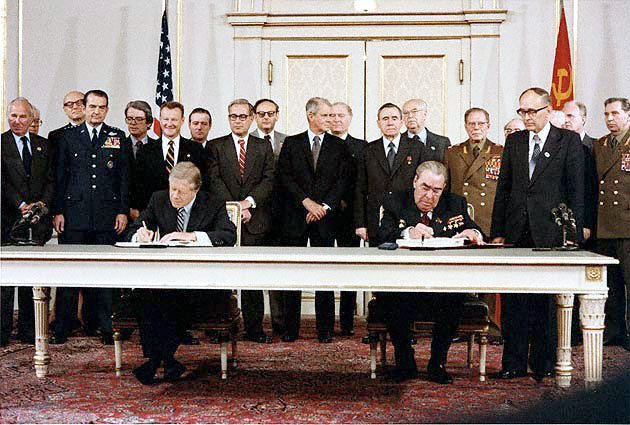
Леонід Брежнєв і Джиммі Картер, 1979 рік
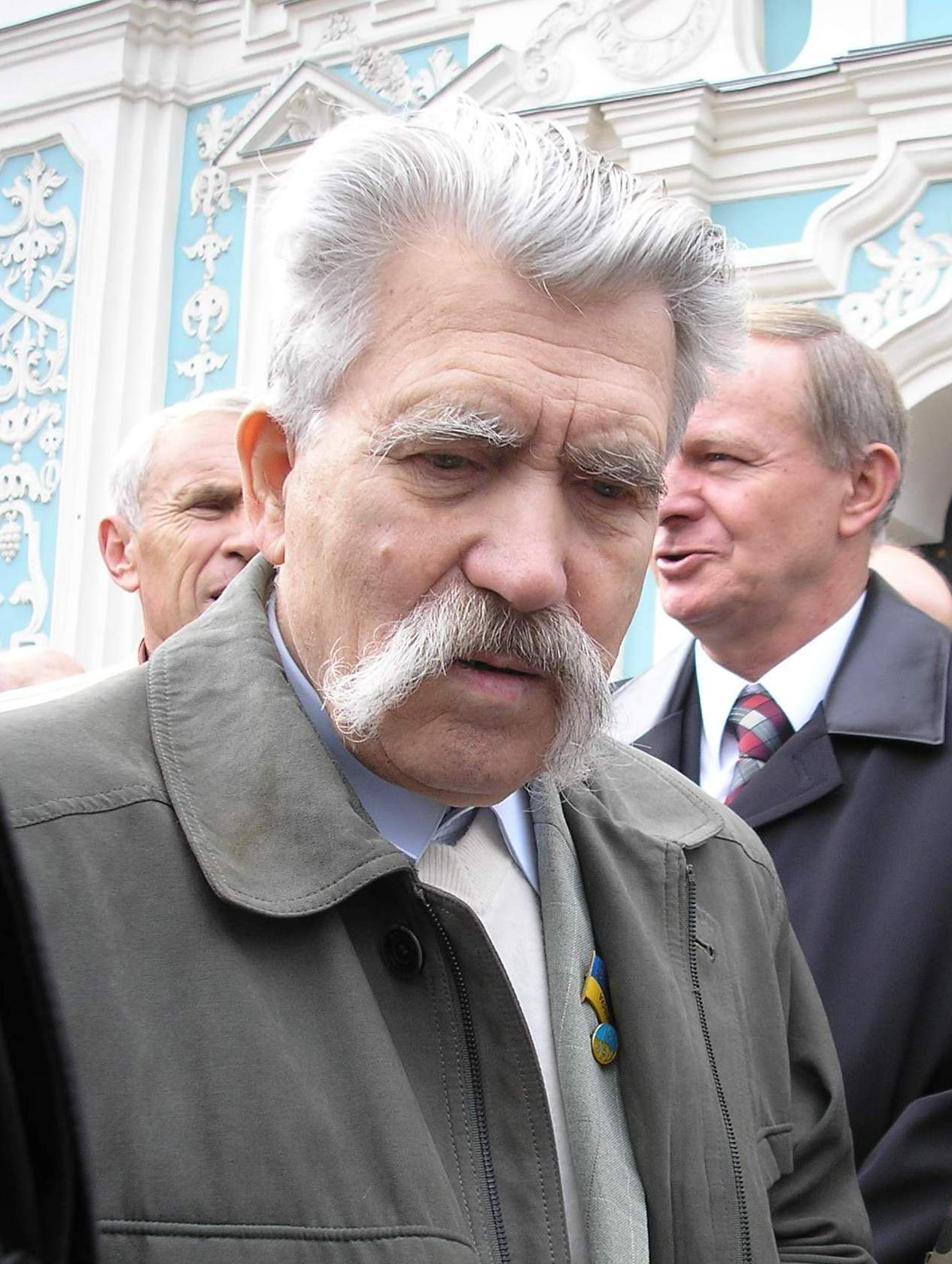
Левко Лук'яненко
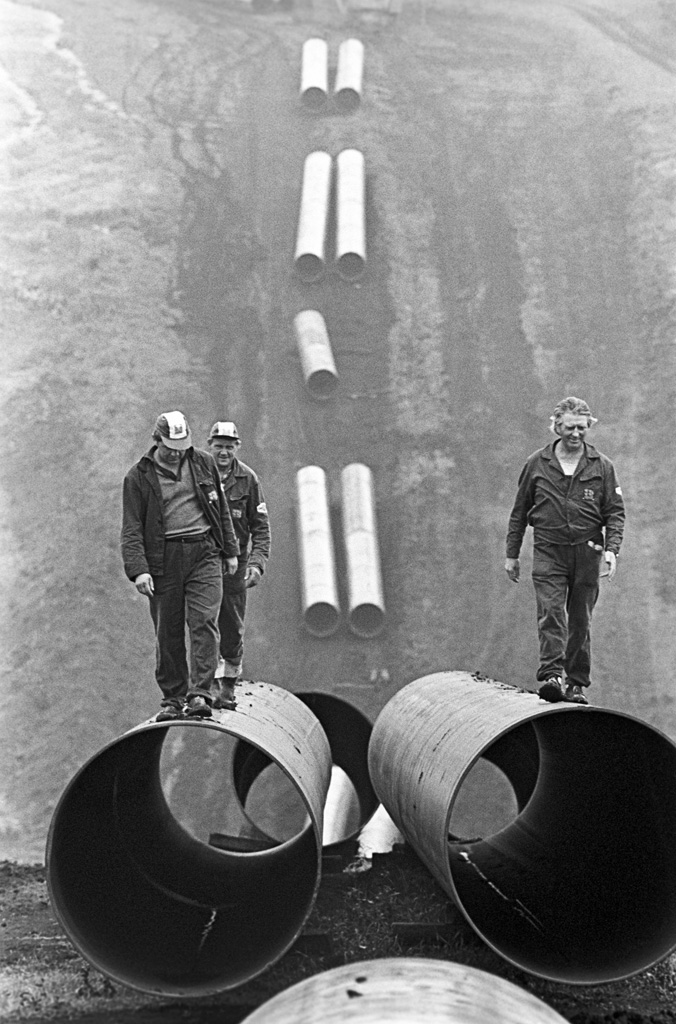
Будівництво нафто- й газогонів до Європи
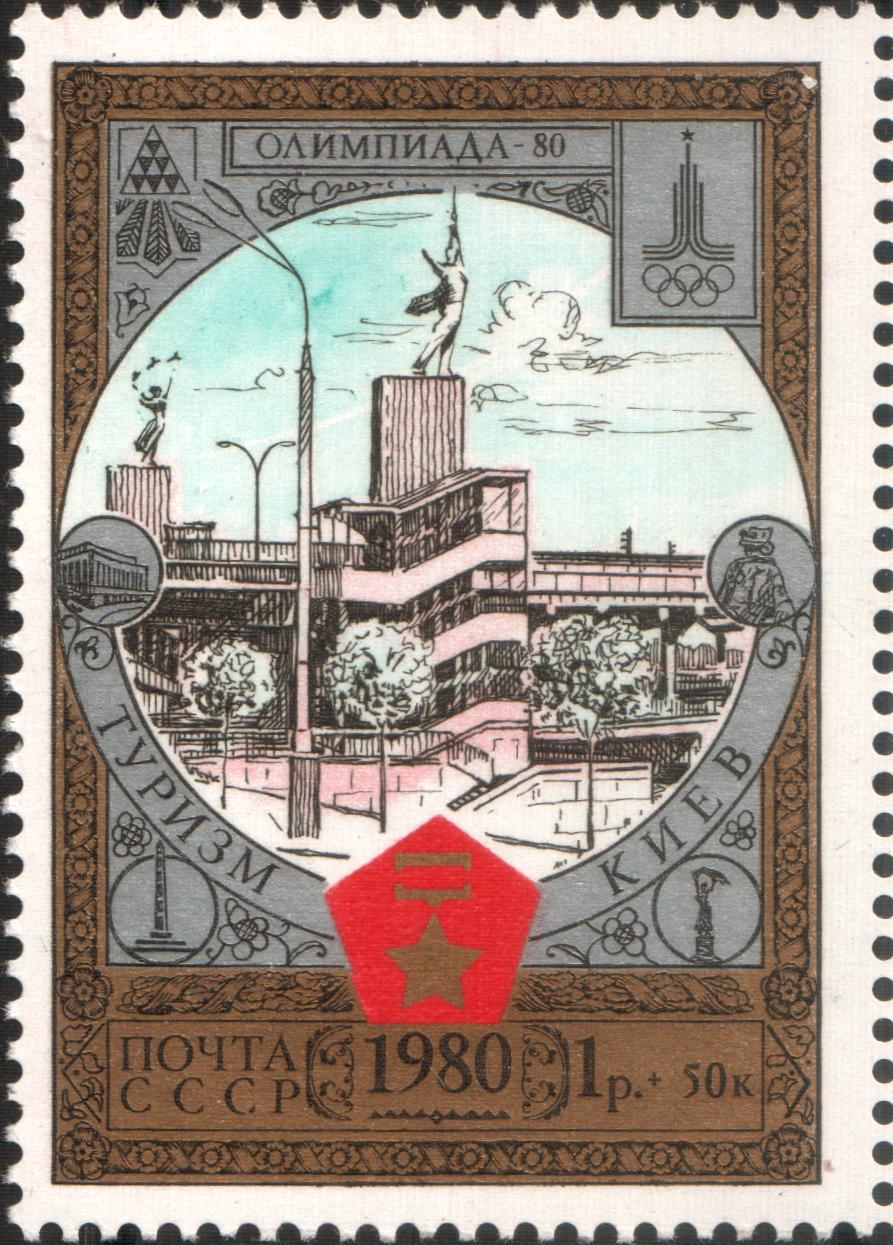
Метроміст на олімпійській поштовій марці, 1980 рік
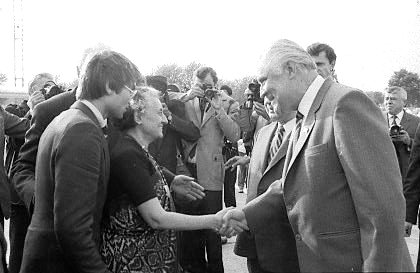
Володимир Щербицький та Індіра Ганді, Київ, 1982 рік

1977 року була прийнята нова Конституція СРСР, а 1978 нова Конституція УРСР. Заради отримання валюти з продажу природних ресурсів, активно освоювались нафтогазові родовища Сибіру, а через територію України силами країн соцтабору прокладалась мережа трубопроводів («Дружба», Уренгой — Ужгород). Централізація економічних потоків виснажувала ресурси України, не даючи навзаєм навіть можливості оновлювати виробничі потужності (більше половини виробничих фондів у 1980-х роках виробили свій ресурс). Прискорюється урбанізація, 4,6 млн українських селян переїздить до міст. Одночасно сповільнюються темпи народжуваності, відбувається загальне старіння населення. Більшість продуктів та споживчих товарів стає дефіцитними. Наприкінці 1979 року СРСР уводить війська до Афганістану на підтримку прорадянських сил й опиняється в міжнародній ізоляції на фоні падіння світових цін на вуглеводні, дохід від продажу яких дозволяв покривати проблеми в неефективній економіці впав на половину.

#### Перебудова
Після смерті Брежнєва 1982 року відбувається «парад генсеків», що помирають з року в рік на своїх посадах, поки до влади 1985 року не приходить молодий реформатор Михайло Горбачов. Він затято розпочав загравання із капіталістичними країнами в пошуках порятунку власної, згорнув «гонку озброєнь», вивів війська з Афганістану та дозволив інтеграцію НДР і ФРН. У внутрішній політиці почав реалізовувати програму реформування економічного (госпрозрахунок) та лібералізацію суспільного життя (гласність). Ці процеси отримали назву — Перебудова. 26 квітня 1986 року сталася аварія на Чорнобильській АЕС, що своїм непомітним «радіоактивним полум'ям» ніби підсвітила усі накопичені в радянському суспільстві проблеми. У результаті більше 50 тис. км² української території було уражено, сотні населених пунктів і 100 тис. місцевого населення було повністю відселено (Прип'ять → Славутич). Реформування, як і в часи Хрущова, здійснювалась волюнтаристські, так під час кампанії із пияцтвом у Криму та на Закарпатті знищили історичні виноградники. З іншого боку, свобода слова швидко заповнювала «білі плями» історичної свідомості народу й будила національні почуття, інтелігенція починає гуртуватись навколо різних товариств («УКУ», «Товариства Лева», «Меморіал», «ТУМ»). 1988 року було утворено Українську Гельсінську спілку, яку очолив Левко Лук'яненко. 1989 року утворюється «Народний рух за перебудову», країною котяться шахтарські страйки, а Щербицького замінюють Володимиром Івашком. 28 жовтня Верховна Рада відновлює державний статус української мови. 21 січня 1990 року на відзначення Акту злуки ЗУНР і УНР від Івано-Франківська через Львів до Києва простягнувся «живий ланцюг». У березні того ж року комуністична партія втратила керівну роль, з'явився політичний плюралізм та багатопартійність, відбулися перші альтернативні вибори до Верховної Ради. Першою українською політичною партією стає Українська республіканська партія Левка Лук'яненка. В оновленій Раді 125 новообраних депутатів сформували блок «Народна Рада» на чолі з Ігорем Юхновським, а 239 суверен-комуністів на чолі з Леонідом Кравчуком, який і очолив парламент, — «За радянську і суверенну Україну». 1990 року, через шалений дефіцит продовольства та щоб запобігти його відтоку в інші регіони, в Україні вводять карткову систему за якої «отоваритись» могли лише громадяни республіки. Того ж року відбувається легалізація «катакомбної» Української греко-католицької церкви. Під час «параду суверенітетів» радянських республік Україна 16 липня 1990 року також проголошує «Декларацію про державний суверенітет», через місяць (12 червня) після проголошення суверенітету Росією.

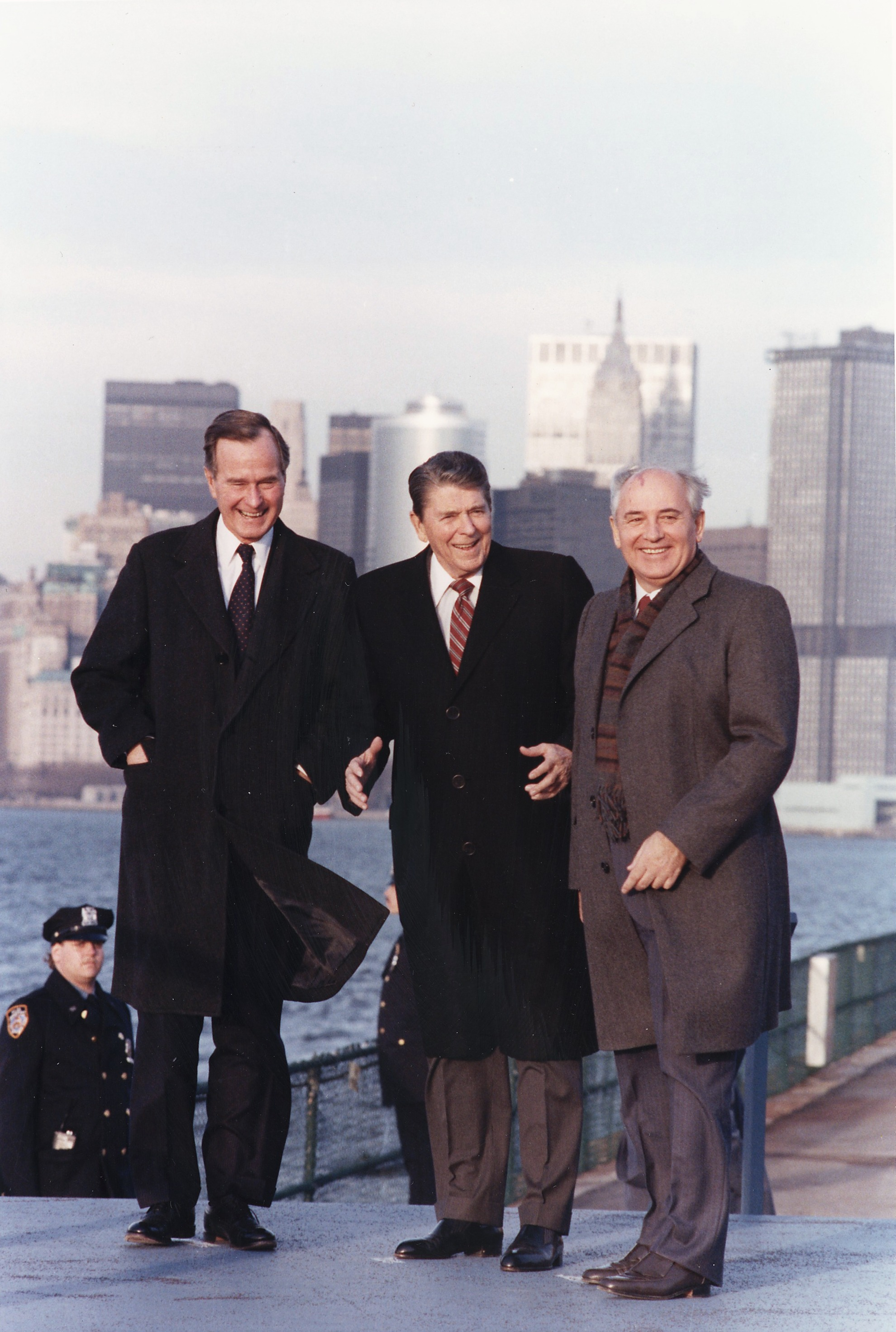
Михайло Горбачов разом із американськими президентами
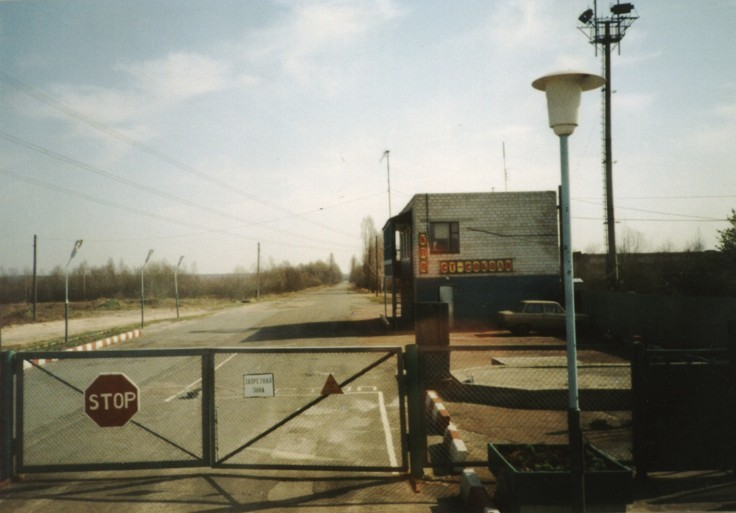
Чорнобильська зона відчуження
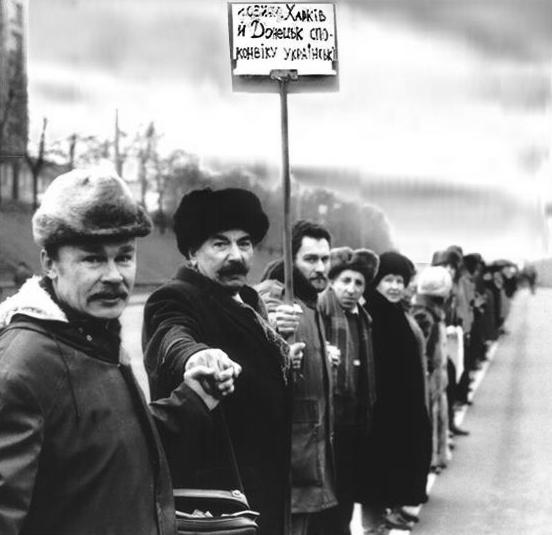
Живий ланцюг на день злуки, 1990 рік
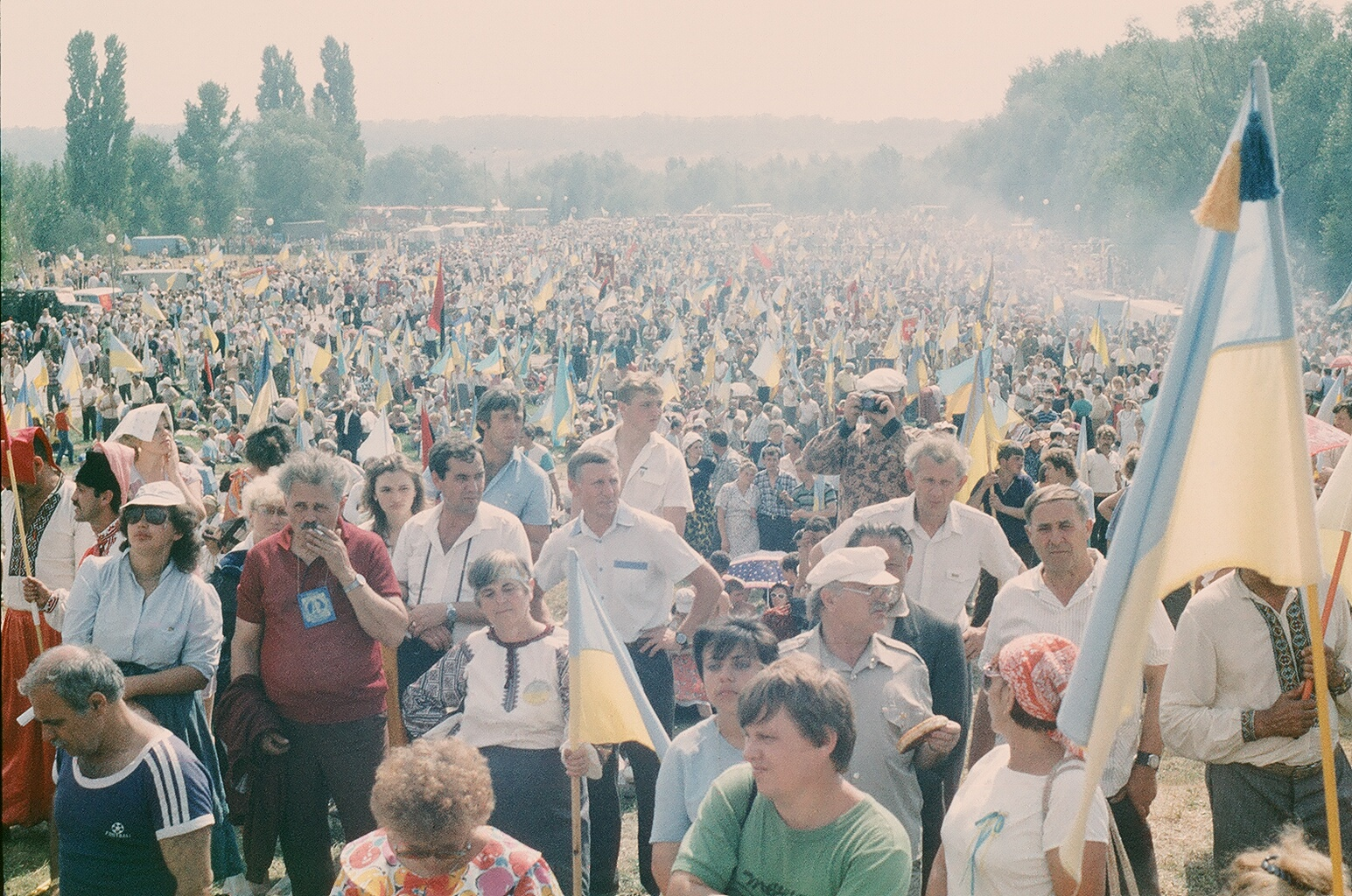
500 років українському козацтву в Запоріжжі, 1990 рік
Революція на граніті
- «Голос України» із текстом «Акту незалежності»

Не спроможні подавити військовою силою національні заворушення в різних куточках СРСР реакційні сили розпочали підготовку нового союзного договору — «новоогарьовський процес». У відповідь на це у жовтні київські студенти вийшли на Майдан і влаштували голодування, їх підтримала громадськість, голова уряду Віталій Масол подав у відставку — відбулась «Революція на граніті». У березні 1991 року на підтримку нового союзу було проведено референдум з двозначними питаннями, на якому 70 % висловились за збереження Союзу.
У травні-червні 1991 в місті Носівці, на той час районному центрі Чернігівської області, відбулися голодування вчителів та масові протести, які отримали розголос у всеукраїнських масмедіа та привели до зміни керівників Носівського району.
У вересні 1991 у своїй промові (так звана «котлета по-київськи») у Верховній Раді новосоюзний курс пропагував і президент США Джордж Буш. Не сподіваючись на політичне вирішення питання московська партноменклатура вдалась до змови. 19 серпня було утворено Державний комітет з надзвичайного стану (ДКНС), Горбачова ув'язнили на його дачі у Форосі в Криму, на вулиці Москви вивели війська. Але російський лідер Борис Єльцин натомість вивів на вулиці людей й 21 серпня ДКНС пав, компартія на території Росії була заборонена. В Україні комуністи спочатку зайняли вичікувальну позицію, але 24 серпня на позачерговому засіданні Верховної Ради, «виходячи із смертельної небезпеки» опинитись поза законом і в Україні, підтримали демократичні сили й проголосували за «Акт проголошення державної незалежності».

### Незалежна Україна

#### Президентство Л. Кравчука
8 жовтня 1991 року Верховна Рада прийняла закон про громадянство, 14 листопада — про державний кордон. На всеукраїнському референдумі 1 грудня 1991 року незалежність підтримали 90,3 % населення, одночасно першим президентом держави було обрано Леоніда Кравчука, «партія влади» залишилась при владі. Вже 2 грудня незалежну Україну визнали Канада та Польща, а за наступні 2 місяці ще 90 держав. 24 серпня 1991 року була прийнята постанова «Про військові формування на Україні», а 6 грудня прийнято закон «Про Збройні Сили України», згідно з яким до нової присяги було приведено перших військових. Ця подія відзначається як день Збройних сил України. 8 грудня у Біловезькій пущі лідери Білорусі, Росії та України підписали угоду про припинення існування СРСР та утворення нового об'єднання — Співдружності Незалежних Держав (СНД). 25 січня 1992 року Михайло Горбачов склав повноваження першого й останнього президента СРСР. Українці у січні-лютому 1992 року затвердили свій прапор, малий герб, мелодію національного гімну й розпочали розбудову самостійної держави й ринкової економіки. 1992 року Україна стала членом Міжнародного валютного фонду. 1994 року Сполучені Штати, Росія та Велика Британія надали Україні «безпекові гарантії» в обмін на відмову від третього за розмірами у світі ядерного арсеналу (Будапештський меморандум), країна приєдналась до Договору про нерозповсюдження ядерної зброї й позбавилась до 1996 року стратегічного озброєння. Україна, як і інші колишні країни соцтабору, потрапила до величезної економічної кризи, але, на відміну від інших країн, не спромоглася достатньо швидко й ефективно провести ринкові реформи, одночасно намагаючись виконувати обтяжливі для державного бюджету соціальні зобов'язання перед населенням, тому застрягла в перехідному етапі на декілька десятиліть. Промисловість опинилась у патовій ситуації, коли вона не мала коштів на модернізацію енергоміської складової та одночасно залежала від російських енергоносіїв. За часів президентства Кравчука ВВП країни впало вдвічі (56 %), як за часів Великої депресії в США. Гіперінфляція карбованця перших років становила тисячі відсотків. Україні вдалося обійти військові конфлікти, що розгорялись в інших пострадянських республіках, але вона не змогла скористатися з шансів, які відкривалися під час розпаду СРСР, через неготовність нових політичних еліт, короткозорість істеблішменту, романтизм національних рухів, саботажу з боку старої еліти та притаманне радянській свідомості пристосуванство.

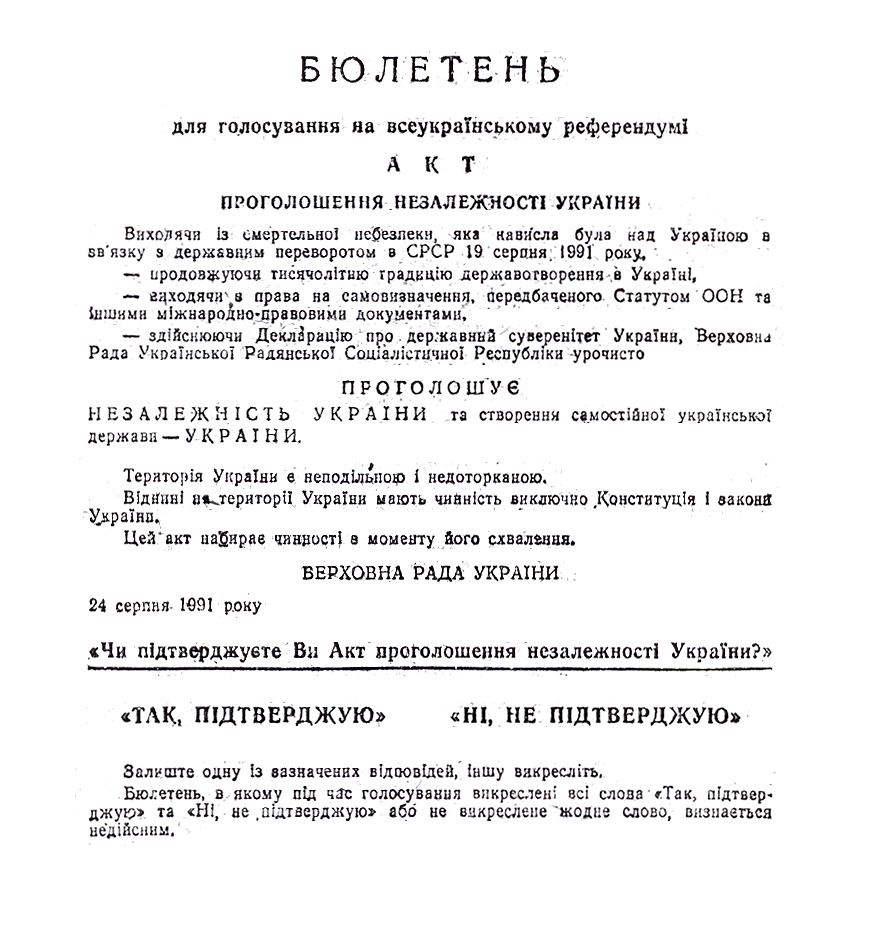
Бюлетень Всеукраїнського референдуму
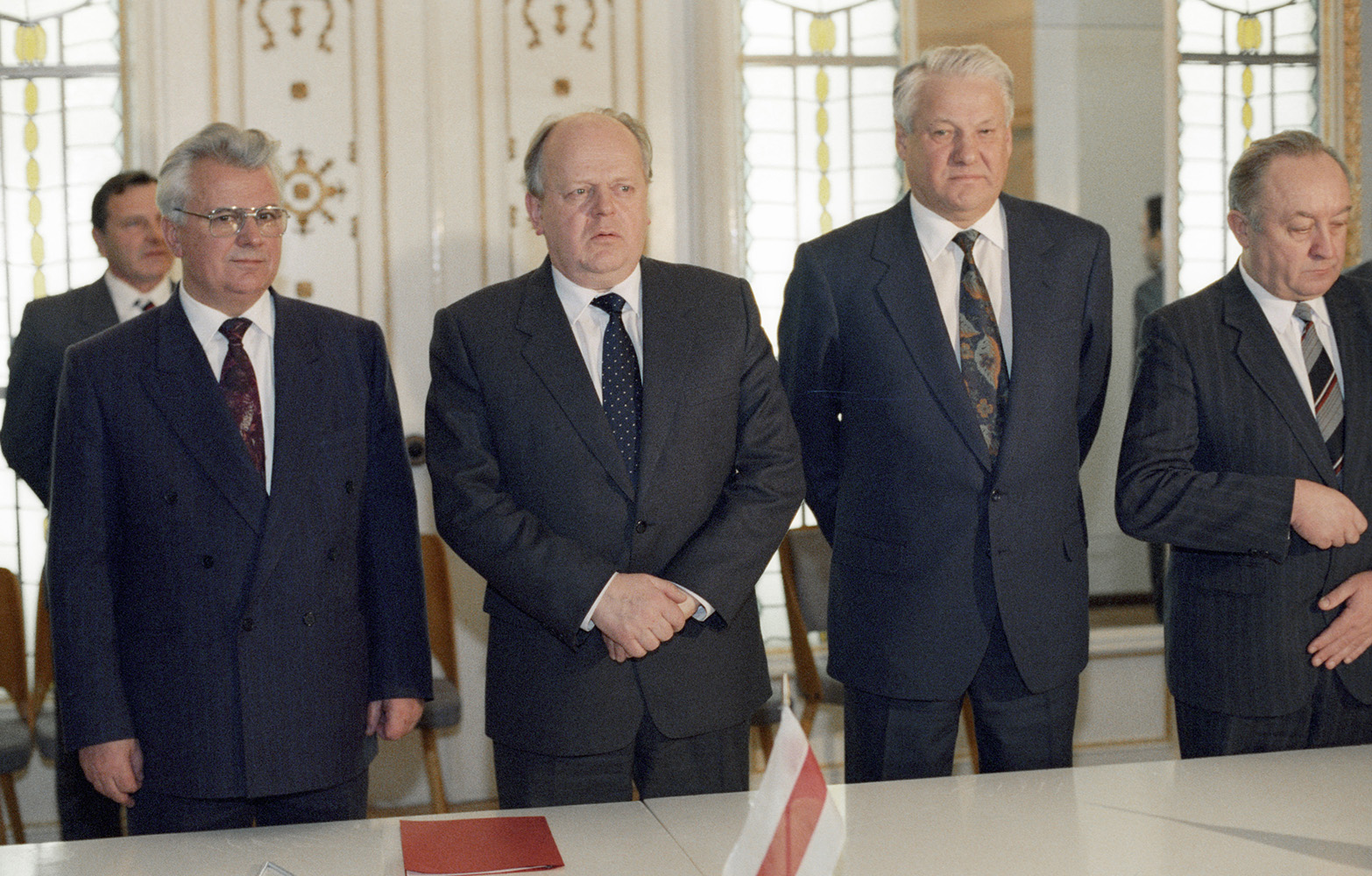
Підписання Біловезьких угод
Підписання Будапештського меморандуму
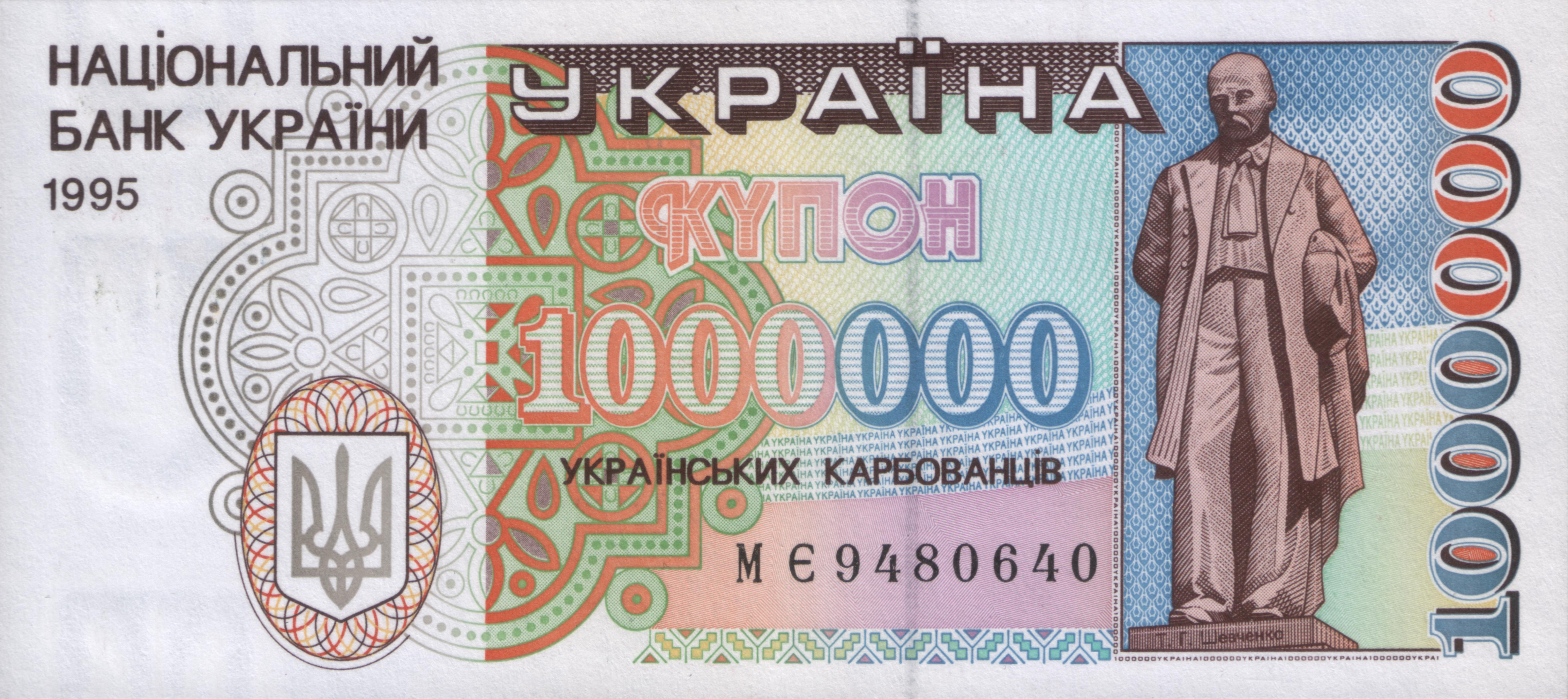
1 млн карбованців
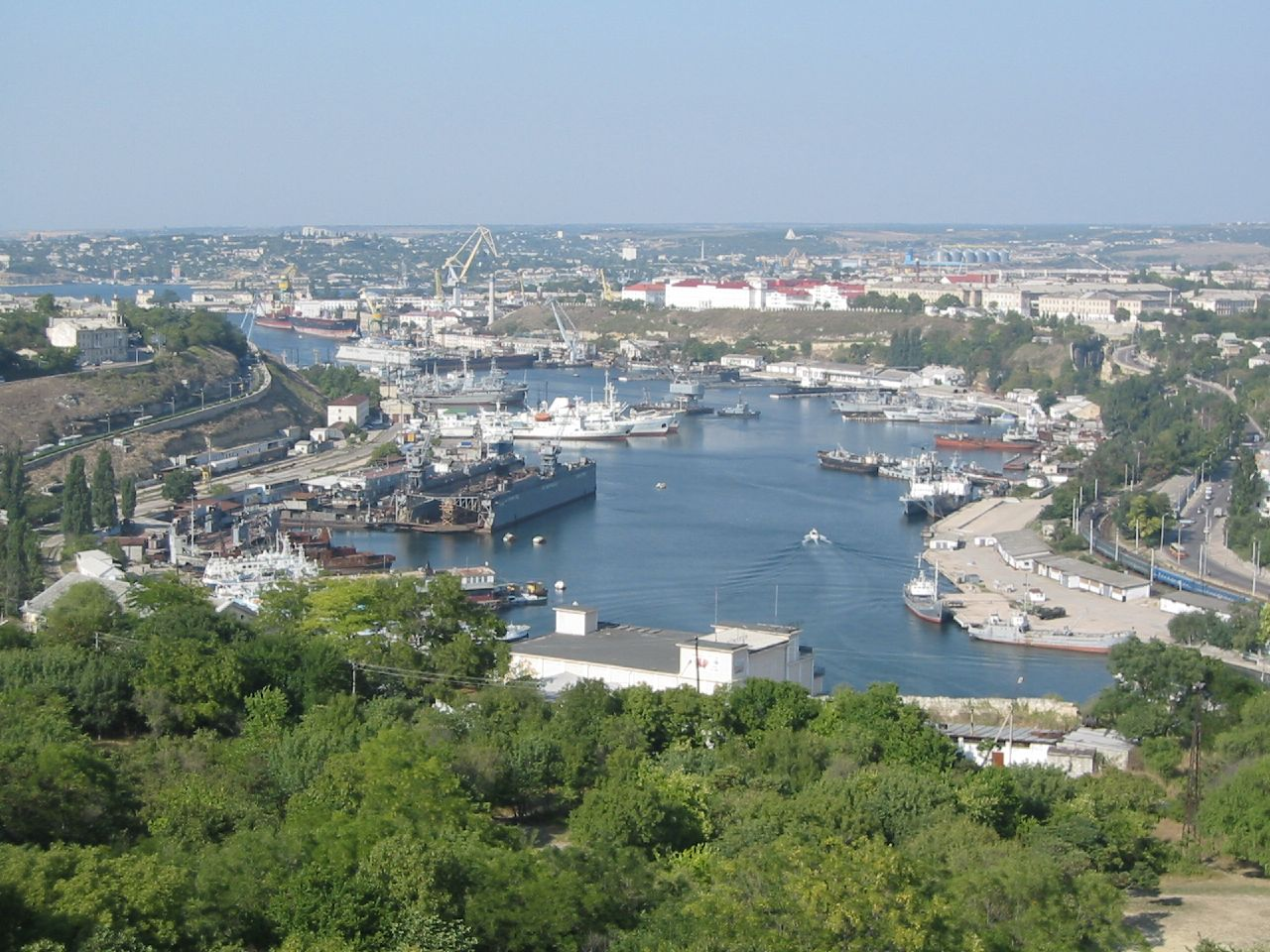
Севастополь — військово-морська база Росії

#### Президентство Л. Кучми
Загострення соціально-економічної ситуації в країні потягло спричинило й першу політичну кризу молодої країни — дострокові вибори президента 1994 року, на яких переміг Леонід Кучма, колишній директор Південмашу і прем'єр-міністр, представник «червоного директорату». Вперше було оновлено і склад Верховної Ради. Найбільше місць отримали комуністи — 96, Народний рух — 20, Селянська партія — 18 і Соціалістична партія — 14, головою було обрано Олександра Мороза, що засвідчило домінування лівих сил. Новий парламент затвердив прем'єр-міністром Віталія Масола. Перше президентство Кучми позначилось певною стабілізацією ситуації в країні, але не стільки завдяки ефективним реформам, скільки заморожуванню ситуації. 1994 року селяни отримали перші земельні паї в користування, але отримання повних майнових прав на землю затягнулось на десятиліття, 1999 року було остаточно ліквідовано КСП. 1995 року було залагоджено Кримську кризу і приборкано сепаратистські намагання місцевих депутатів. 28 червня 1996 року було прийнято Конституцію — основний закон країни, за яким було утверджено президентсько-парламентську форму правління; у вересні Національним банком проведено грошову реформу — запроваджено національну валюту — гривню. Завдяки «багатовекторному» зовнішньополітичному курсові Кучми Україні вдалося 1995 року стати членом Ради Європи, 1996 року підписати Стратегію інтеграції до ЄС, 1997 — Хартію про особливе партнерство між Україною та НАТО. На східному фланзі 1997 року було остаточно поділено Чорноморський флот, 18 % якого дісталося Україні, а за Росією залишалась військово-морська база в Севастополі до 2017 року. В обмін на це Україна за «Договором про дружбу» отримувала визнання незалежності та державних кордонів. Завдяки проведеному роздержавленню провідних підприємств (приватизація), головні галузі економіки опинились в руках невеликої кількості нових олігархів (Павло Лазаренко) та старих «червоних директорів» (Юхим Звягільський), людей наближених до владних кіл (Віктор Пінчук), та представників російського капіталу (Вадим Новинський). Як результат, зменшення конкуренції як на внутрішньому ринку, так і стосовно імпорту продукції в певних галузях (наприклад, паливо-мастильних матеріалів).
У березні 1998 року вперше парламентські вибори проведено за мішаною (пропорційно-мажоритарною) системою, 225 депутатів було обрано в одномандатних виборчих округах, а 225 — за списками від політичних партій і блоків у багатомандатному загальнодержавному виборчому окрузі. За підсумками голосування чотиривідсотковий бар'єр подолали КПУ (24,65 %), Народний рух (9,4 %), виборчий блок соціалістів та партії селян «За правду, за народ, за Україну!» (8,6 %), Партія зелених (5,4 %), Народно-демократична партія (5 %), Всеукраїнське об'єднання «Громада» (майже 4,7 %; 16), Прогресивна соціалістична партія України (4 %). Головою Верховної Ради було обрано Івана Плюща. Президентські вибори 1999 року в другому турі вдруге виграв Кучма, який заручився підтримкою олігархів й повторив єльцинський успіх 1996 року, як єдина альтернатива комуністам. Лідер національно-демократичних сил В'ячеслав Чорновол трагічно загинув до виборів. За другого президентства Кучма за допомоги молодих реформаторів, прем'єр-міністра Віктора Ющенка та його заступника Юлії Тимошенко, зумів досягти певного економічного зростання. Здебільшого, лише через частковий вивід з тіні економіки держави. Позитивно вплинуло на прискорення державотворчих процесів і проведення реформ формування парламентської більшості депутатами 11 парламентських груп і фракцій та позафракційними, яка підтримувала дії уряду Ющенка.
16 квітня 2000 року за народною ініціативою відбувся Всеукраїнський референдум. Понад 80 % виборців, що взяли участь у голосуванні, висловились за створення двопалатного парламенту, скорочення числа депутатів з 450 до 300, ліквідацію депутатської недоторканності, право Президента достроково припиняти повноваження ВРУ. Проте рішення референдуму так і не було втілено у життя. Навесні 2001 року політичне положення Кучми підкосив «касетний скандал» і вбивство журналіста Георгія Гонгадзе. Записи майора Служби безпеки України Миколи Мельниченка, зроблені ним у кабінеті президента, свідчили про причетність до цього й інших резонансних злочинів представників найвищих ешелонів влади. Країною прокотились акції «Україна без Кучми!». Демонстрація 9 березня 2001 року завершилась сутичками з поліцією, а 18 учасників акції були засуджені від 2 до 5 років ув'язнення. Того ж року уряд реформаторів було відправлено у відставку.

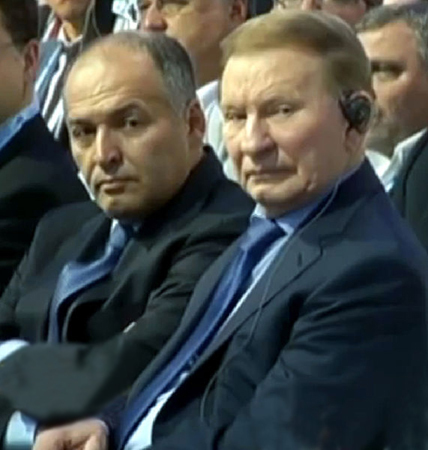
Президент Леонід Кучма та його зять, олігарх Віктор Пінчук
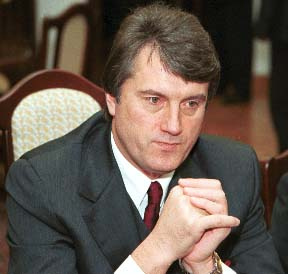
Віктор Ющенко
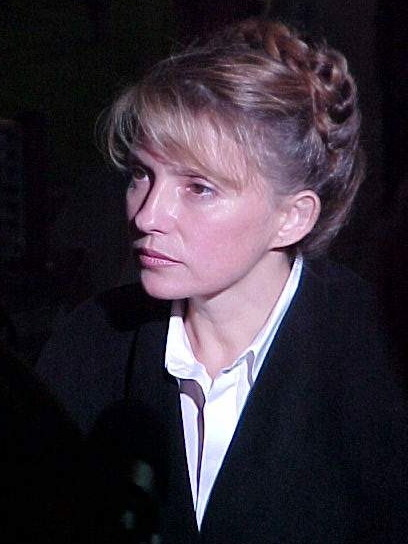
Юлія Тимошенко
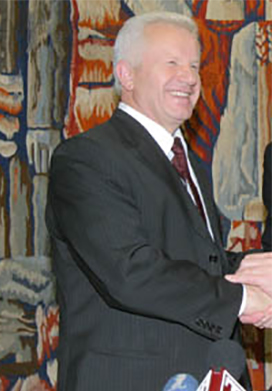
Олександр Мороз
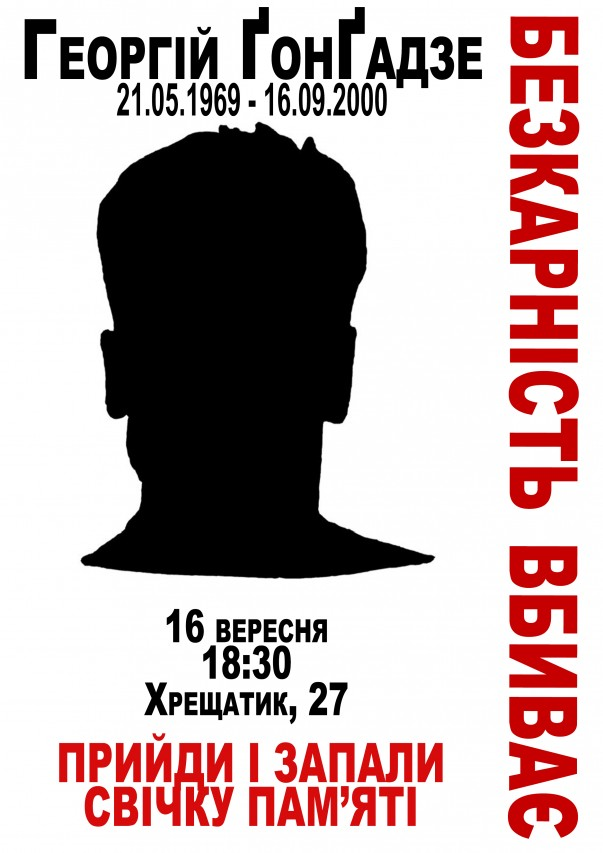
Плакат до дня пам'яті Георгія Гонгадзе

За результатами парламентських виборів 2002 року політичний спектр у Верховній Раді представляли блоки «Наша Україна» Ющенка (23,55 %), комуністи (20,01 %), пропрезидентський «За єдину Україну!» (11,79 %) та блок Юлії Тимошенко (7,25 %), соціалісти (6,87 %) та медведчуківський проєкт СДПУ(о) (6,27 %). Парламентську більшість було сформовано на базі пропрезидентських сил, за допомоги мажоритарників перемогу опозиції було знівельовано. Того ж року Україна потрапляє до міжнародної ізоляції через скандал навколо продажу радарів «Кольчуга» Саддамові Хусейну під час війни в Іраку та збиття російського літака над Чорним морем з 72 громадянами Ізраїлю під час спільних російсько-українських військових навчань.

#### Помаранчева Революція. Президенство В. Ющенка
За результатами першого туру президентських виборів 31 жовтня 2004 року голоси виборців розподілилися таким чином: Віктор Ющенко (39,26 % голосів), Віктор Янукович (39,11 %), Олександр Мороз (5,82 %), Петро Симоненко (4,97 %). Після першого туру підтримати Ющенка закликали інші кандидати, Олександр Мороз та Анатолій Кінах, Віктора Януковича — Наталія Вітренко. Під час другого туру 21 листопада відбулися численні махінації на півдні та сході на користь ставленика Кучми, прем'єр-міністра Віктора Януковича, якого в результаті було офіційно оголошено президентом. Численні прибічники кандидата від опозиції, Віктора Ющенка, того ж дня вийшли на Майдан Незалежності в Києві на захист свої голосів — розпочалася Помаранчева революція. За результатами судового розгляду Верховний Суд України скасував результати другого туру, було оголошено про третій тур 26 грудня, на якому перемогу здобув Ющенко (51,99 %). Під час Помаранчевої революції до України була прикута увага всієї світової преси. На переголосування до України приїхала рекордна кількість міжнародних спостерігачів (12 тис. осіб). Інавгурація нового президента відбулась 23 січня 2005 року. Як політичний компроміс Верховна Рада більшістю перетворила форму правління в країні на парламентсько-президентську.

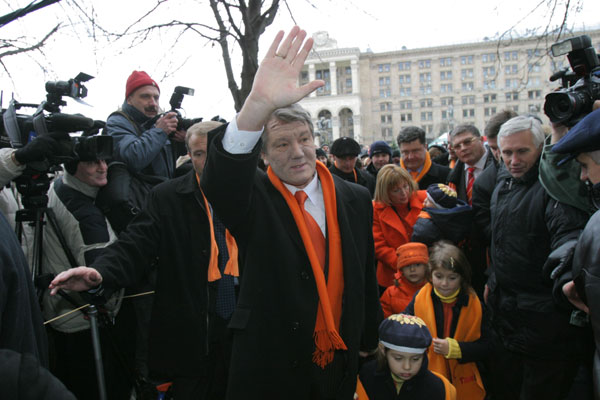
Віктор Ющенко на Майдані
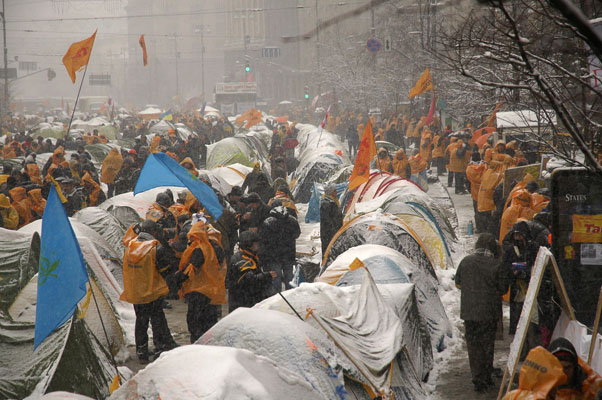
Мітингувальники на Хрещатику
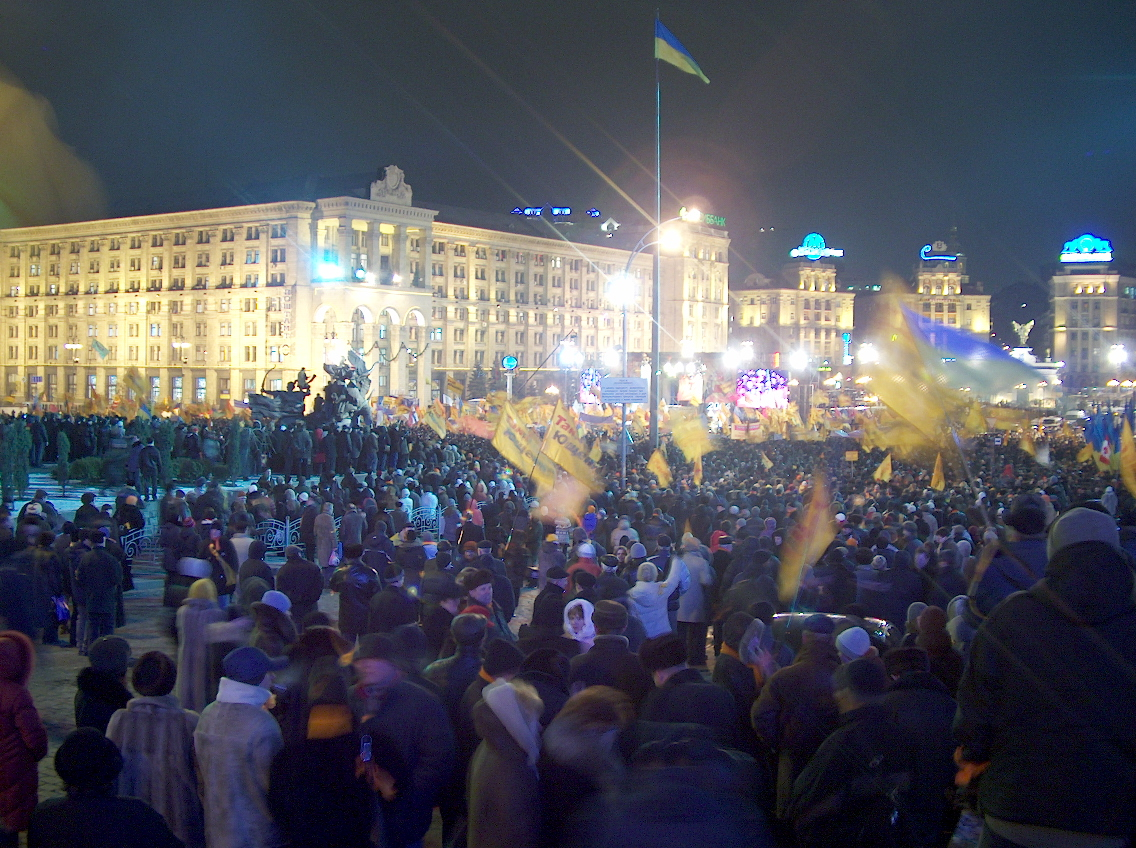
Майдан вночі
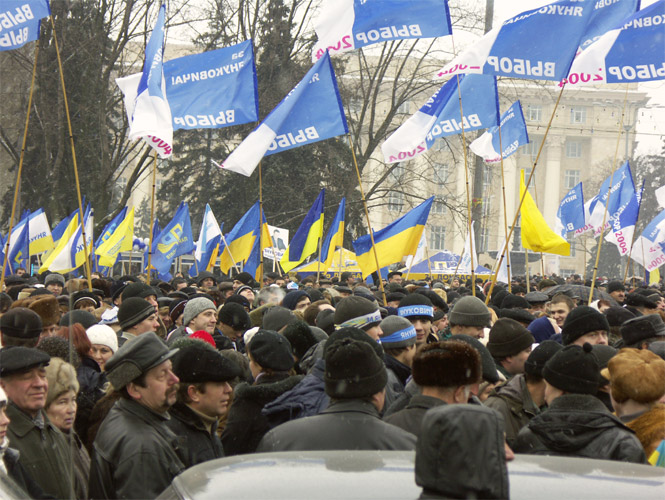
Мітинг прихильників Віктора Януковича в Донецьку
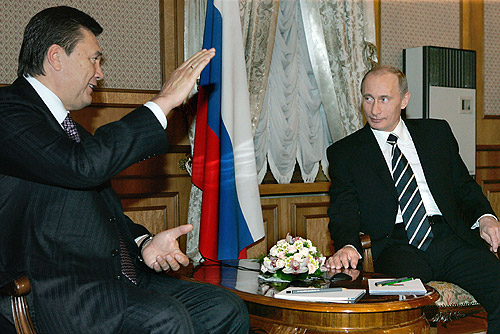
Зустріч Віктора Януковича із Володимиром Путіним, 2006 рік

За роки президентства Ющенка економіка України відновила показники ВВП 1990 року, отримала інвестиції із заходу, 2008 року стала членом Світової організації торгівлі, але світова економічна криза того ж року обвалила ВВП на третину. «Газові війни» з Росією закінчились 2009 року підписанням у Москві прем'єр-міністром Юлією Тимошенко вкрай невигідних умов постачання газу до країни. У політичному житті відбувся розвал помаранчевої команди, Тимошенко перейшла до опозиції. На дострокових парламентських виборах 2007 року Партія регіонів Януковича отримала більшість місць у парламенті.

#### Президентство В. Януковича
7 лютого 2010 року Віктор Янукович в результаті перемоги в другому турі президентських виборів став президентом України. 11 березня було сформовано новий уряд на чолі з Миколою Азаровим. Він різко змінює політичне життя в бік авторитаризму, повертаючи конституційні норми президентсько-парламентської держави Кучми, запроторюючи свою політичну опонентку Юлію Тимошенко до в'язниці. Відразу укладає з Росією «Харківські угоди», за якими в обмін на знижку ціни на газ термін дислокації флоту Росії у Севастополі подовжується до 2042 року. Вже 27 квітня цю угоду синхронно ратифікували Верховна Рада і Державна дума. Економічна політика уряду прем'єр-міністра Миколи Азарова призводить 2013 року Україну на межу дефолту й до економічної кризи. Того ж року Росії вдалося запобігти підписанню Угоди про асоціацію з Європейським Союзом на Вільнюському саміті у листопаді, з метою навернути Україну до євразійського Митного союзу. 30 листопада вночі правоохоронці жорстоко розігнали мирну акцію протесту незгодних із такою політикою студентів-демонстрантів на Майдані, проти чого повстали вже тисячі киян. Так розпочався Євромайдан, який переріс у Революцію гідності.

#### Революція Гідності
30 грудня 2013 року на мітингу лідери трьох опозиційних партій, Віталій Кличко, Олег Тягнибок і Арсеній Яценюк оголоси рішення про створення Штабу національного спротиву. Наступного дня відбувається спроба провокації біля будівлі адміністрації президента. На Майдані влаштовують постійний табір з наметів, у вихідні дні на народне віче збираються сотні тисяч прихильників — «Марш мільйонів», організовується автомайдан. Одночасно партія влади зганяє на провладні мітинги бюджетників та «тітушок», у Маріїнському парку організовують табір Антимайдану. 8 грудня був знесений пам'ятник Леніну — перша ластівка майбутнього ленінопаду. 11 грудня, попри офіційні обіцянки світовим лідерам не застосовувати силу, була здійснена перша спроба очистити Майдан від мітингувальників. Стійкість демонстрантів змусила владу розпочати марудні перемовини. Перед новим роком Янукович отримав від Росії 15 млрд доларів на підтримку економіки, фактично ж — сигнал підтримки його авторитарного режиму. 16 січня 2014 року Верховна Рада пропрезидентською більшістю прийняла «диктаторські закони», які ще більше підійняли напругу в суспільстві. Наприкінці січня відбуваються захоплення адміністративних будівель, переважно на заході країни, активні зіткнення поблизу стадіону імені Лобановського, спроби штурму урядового кварталу мітингувальниками та перші загиблі (Сергій Нігоян та Михайло Жизневський). 28 січня Микола Азаров подав у відставку, а наступного дня Верховна Рада скасувала свої «диктаторські закони» і оголосила амністію «мирним мітингувальникам». Штаб національного спротиву ухвалив рішення про початок «мирного наступу» до Верховної Ради, що розглядала зміни до Конституції. 18-20 лютого під час ходи протестувальників до Верховної Ради правоохоронці відкрили вогонь на ураження. Людські жертви «Небесної сотні» засудила Верховна Рада, частина підрозділів «Беркуту» були виведені з Києва. 21 лютого Янукович вночі тікає до Росії, столицю покидають й інші високопосадовці, виконувачем обов'язків президента став спікер парламенту Олександр Турчинов.

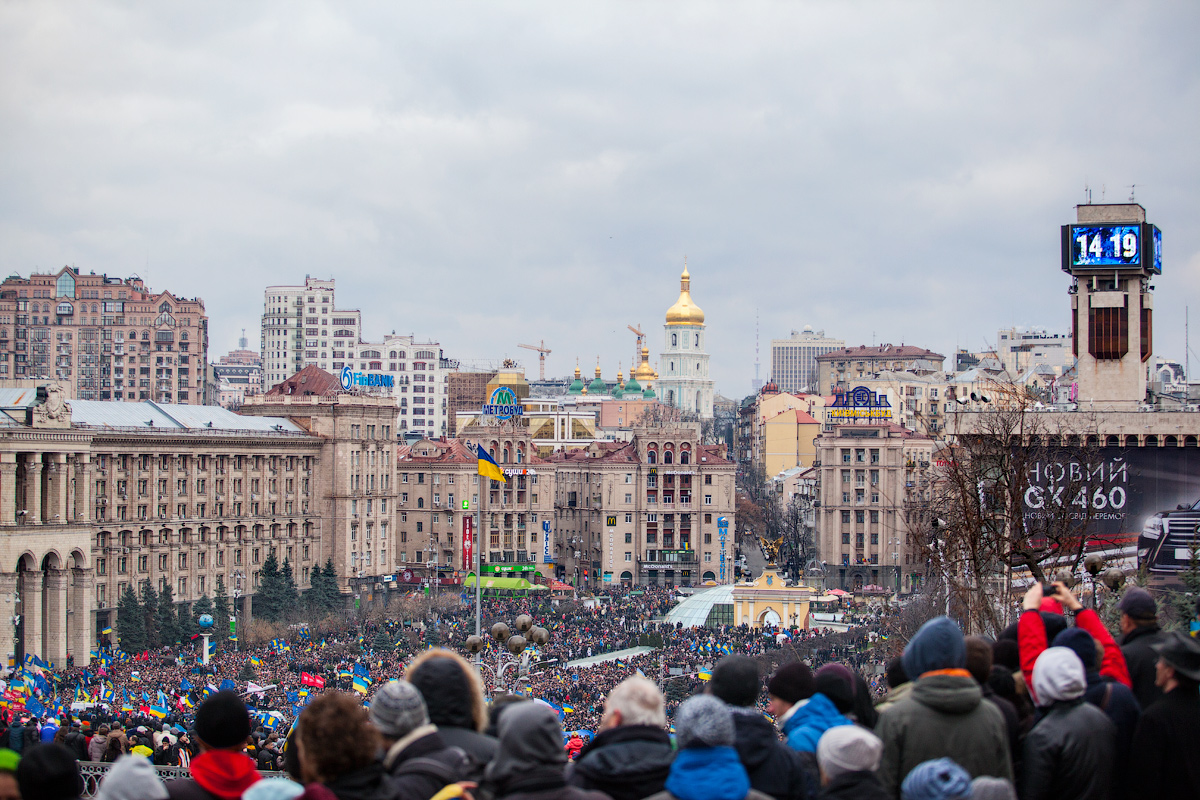
Євромайдан в Києві, 1 грудня 2013 року
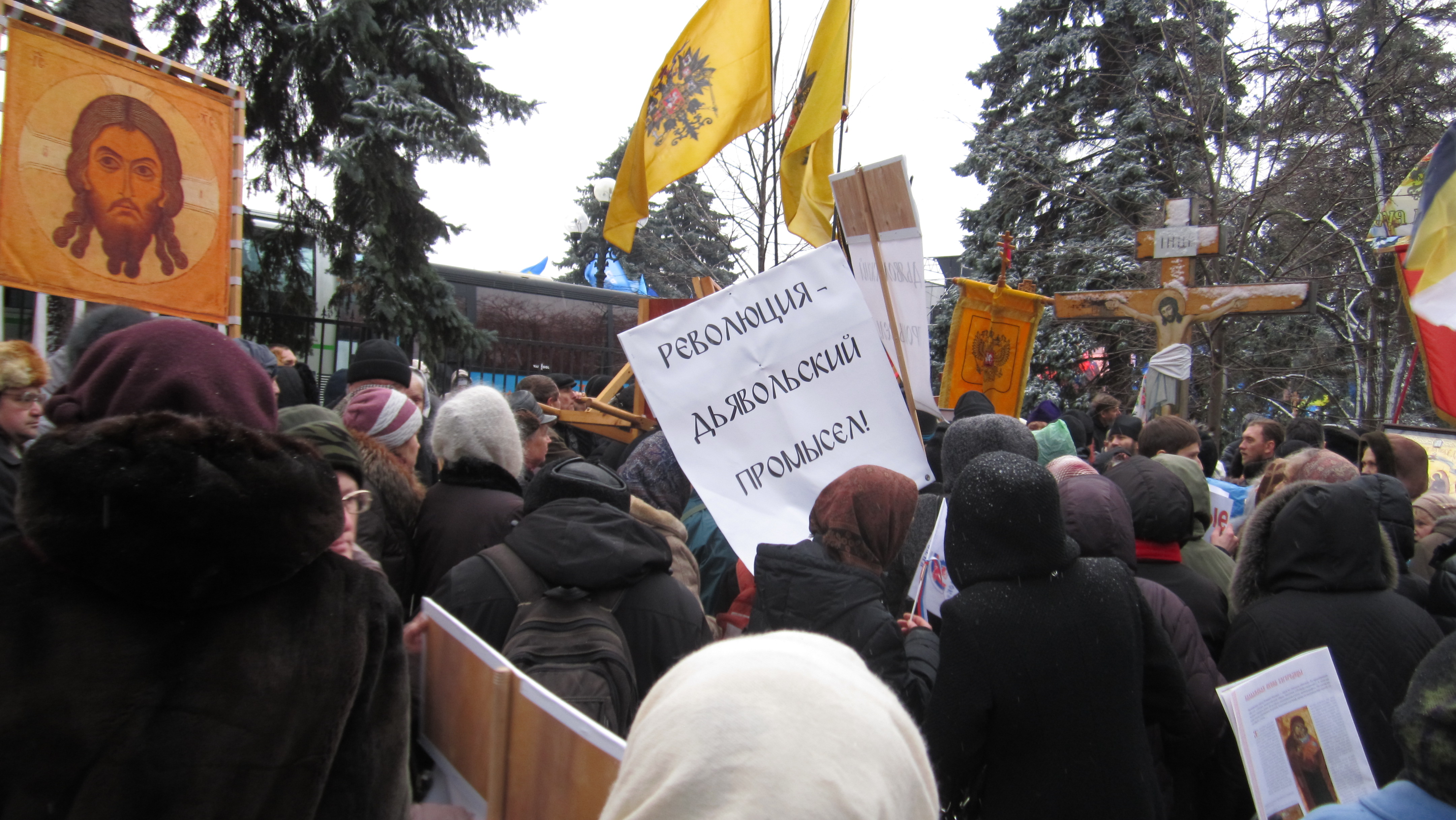
Проросійські учасники Антимайдану
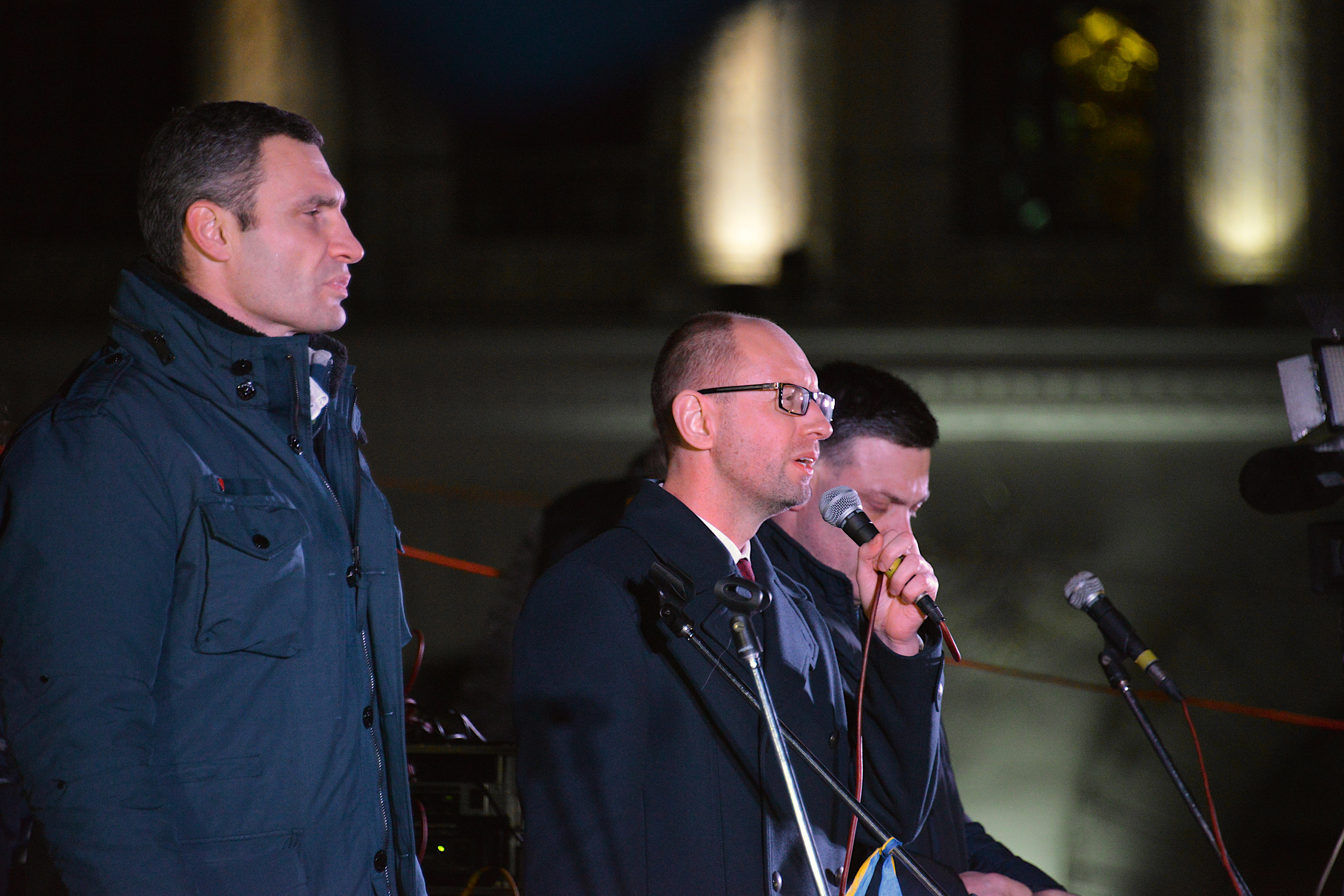
Лідери опозиції Віталій Кличко, Арсеній Яценюк та Олег Тягнибок
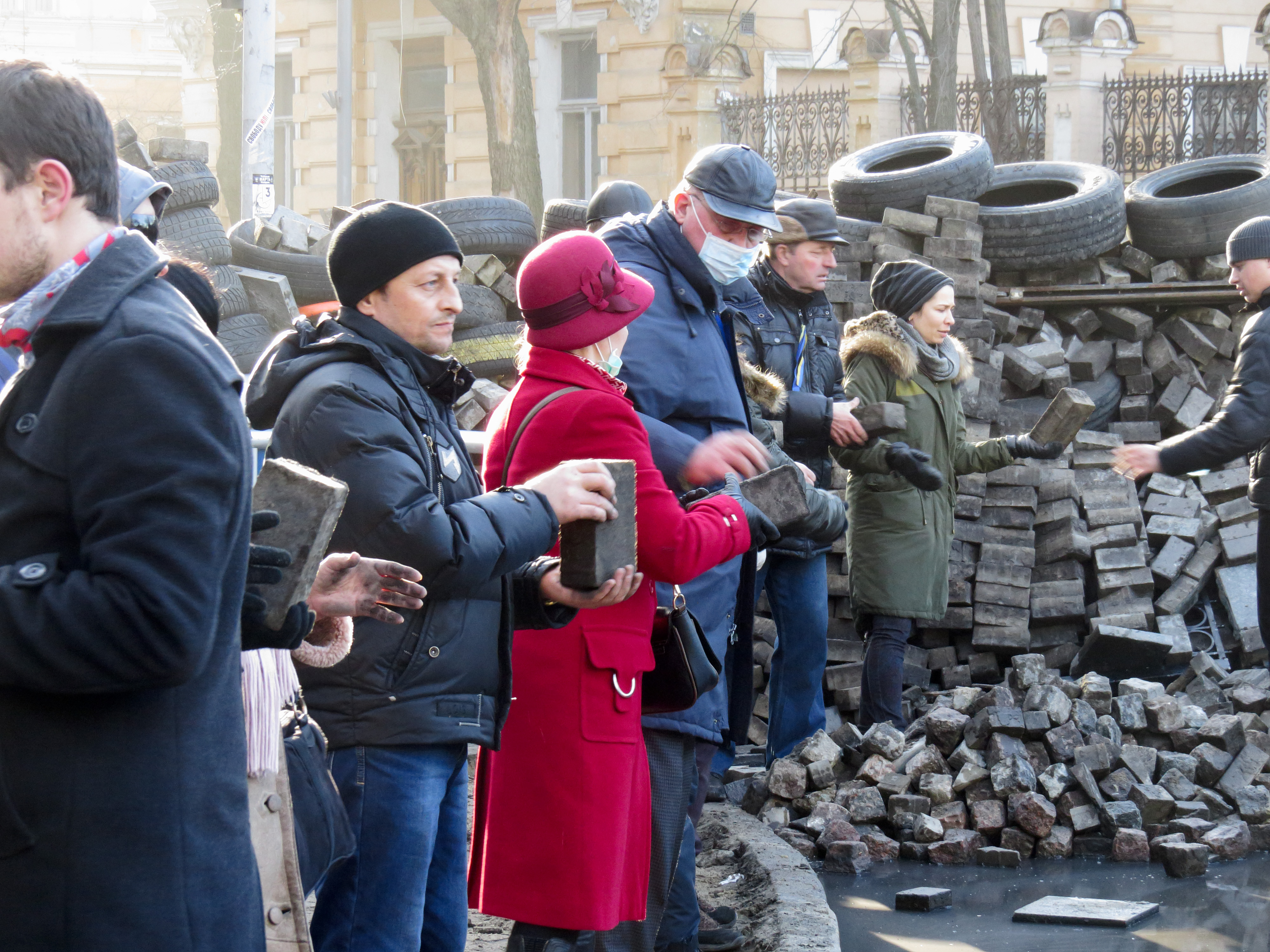
Будівництво барикад 18 лютого
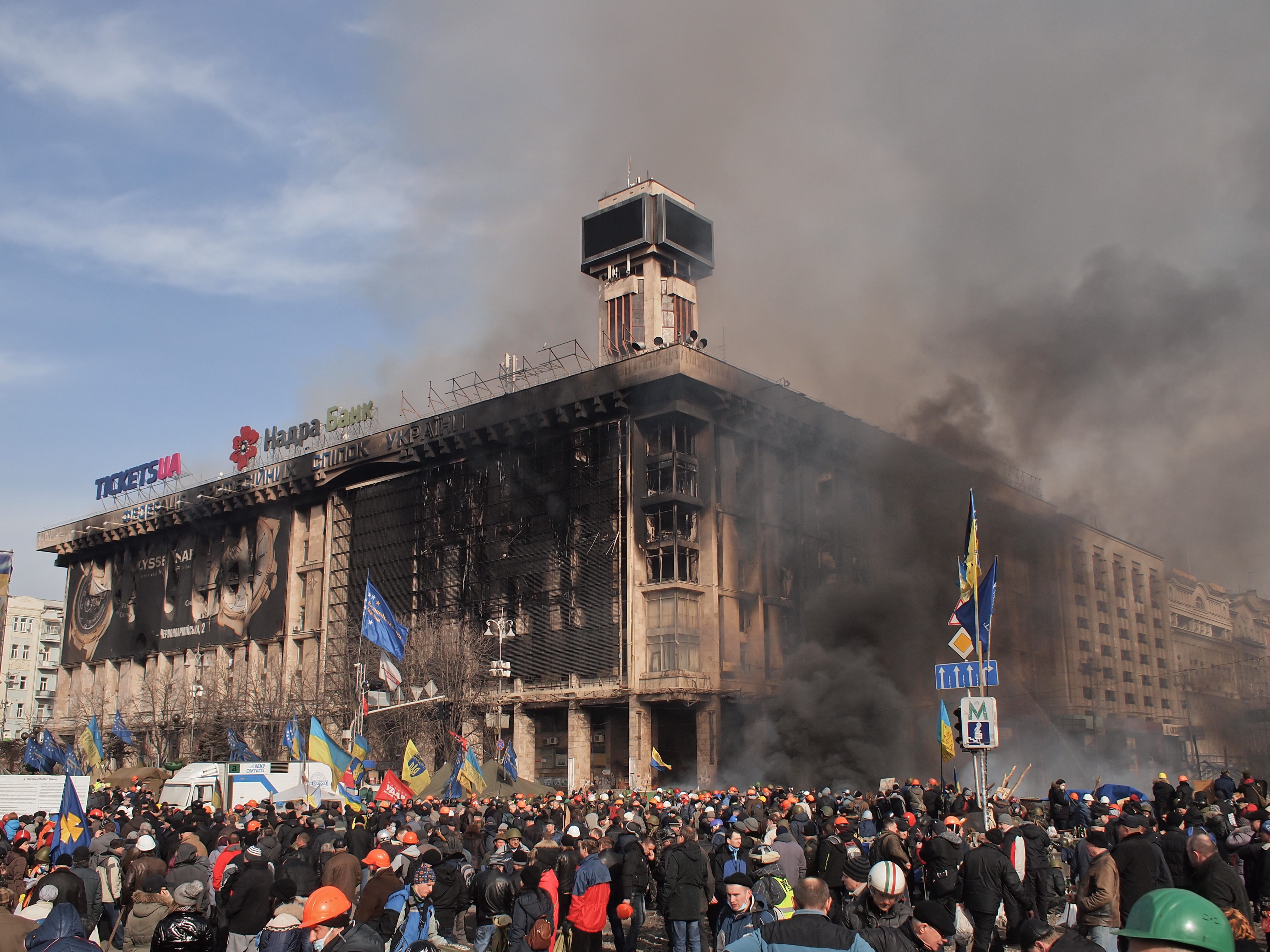
Палаючий Будинок профспілок 19 лютого
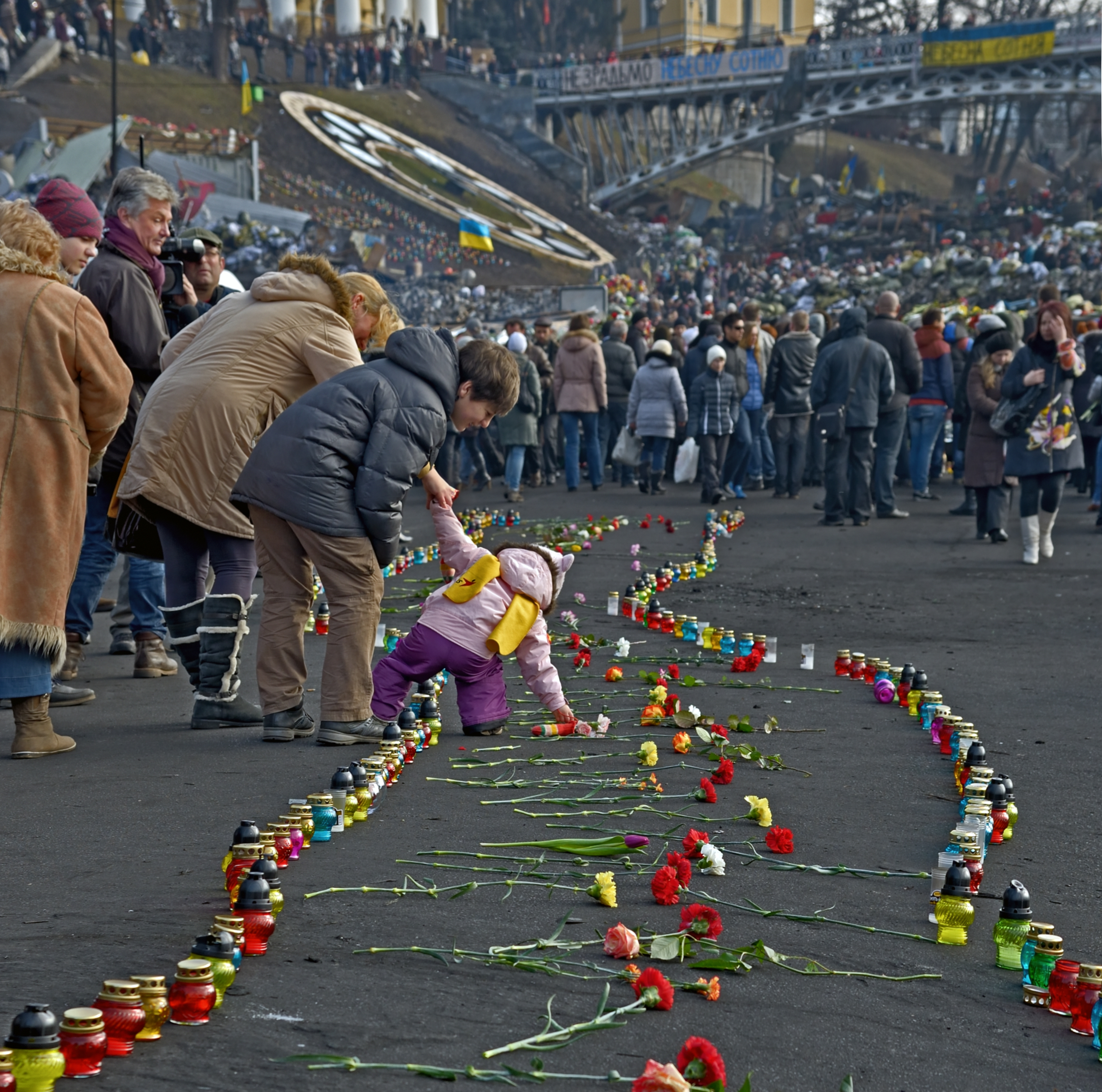
Уквітчаний шлях Небесної сотні

#### Російсько-українська війна
Росія заявила, що призначення Турчинова було неконституційним. Східний сусід скористався політичною нестабільністю заради досягнення власних геополітичних цілей. У Криму, де офіційно перебували російські війська, будівлі парламенту та уряду автономної республіки, українські військові частини беруть «під охорону» військові без розпізнавальних знаків («зелені чоловічки»). 16 березня 2014 року під дулами автоматів місцева влада організовує «референдум» про приєднання до Російської Федерації. 18 березня Державна дума Російської Федерації офіційно затверджує анексію Криму. Одночасно Росія розпочинає дестабілізацію решти України та роздмухує сепаратистські рухи на півдні та сході, реалізовуючи власний проєкт «Новоросія» — проголошуються Донецька та Луганська народні республіки, аналогічні процеси в Харкові та Одесі були зірвані патріотично налаштованою більшістю населення. У відповідь, 13 квітня Україна розпочинає антитерористичну операцію спочатку силами внутрішніх органів, яким на допомогу в боротьбі із російськими диверсантами та найманцями приходять військові підрозділи. Мобілізуються масштабні волонтерські та добровольчі рухи, утворюються загони народного ополчення — добробати. У червні 2014 року на дострокових президентських виборах перемагає Петро Порошенко, який відразу підписує Угоду про асоціацію з ЄС. АТО переходить в активну фазу, від терористів звільняють Слов'янськ та більшу частину Донбасу. Ситуацію ускладнювало те, що Україна не контролювала значну частину державного кордону з Росією, тому терористи регулярно отримували підкріплення з-за кордону. 17 липня 2014 року російські військові збивають малайзійський пасажирський літак MH17 над територією України, у відповідь на що західні країни впроваджують перші санкції. Наприкінці літа пряме втручання російських військ ударами з тилу й обстрілами через державний кордон докорінно змінює ситуацію й призводить до масових втрат під Зеленопіллям, Іловайськом. 25-28 серпня російські війська зайняли Новоазовськ, що за 44 км від Маріуполя. Символом спротиву російській агресії стала оборона Донецького аеропорту українськими «кіборгами», що тривала 242 доби, довше ніж оборона Сталінграда.

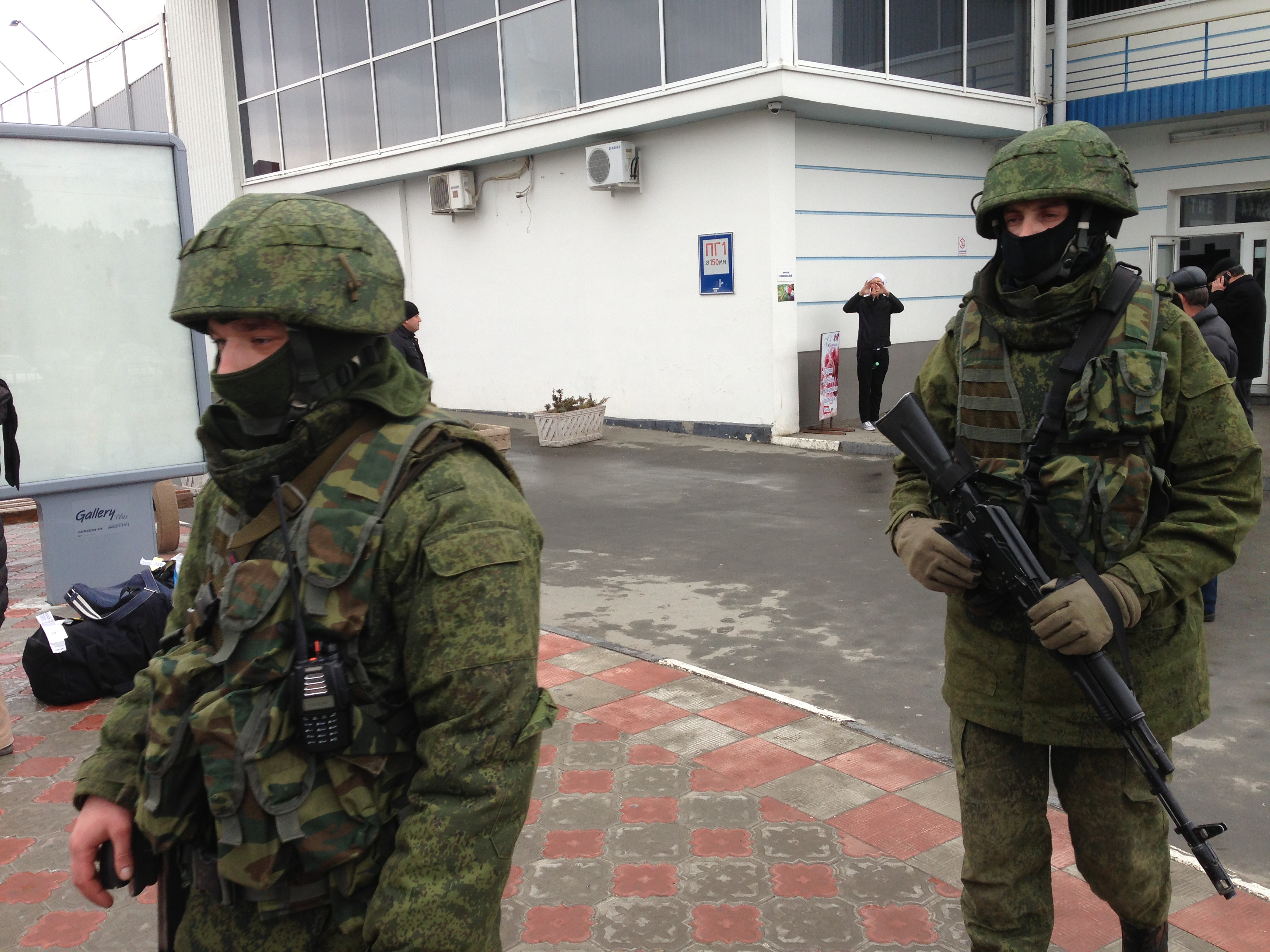
Російські «ввічливі чоловічки» захоплюють аеропорт Сімферополя
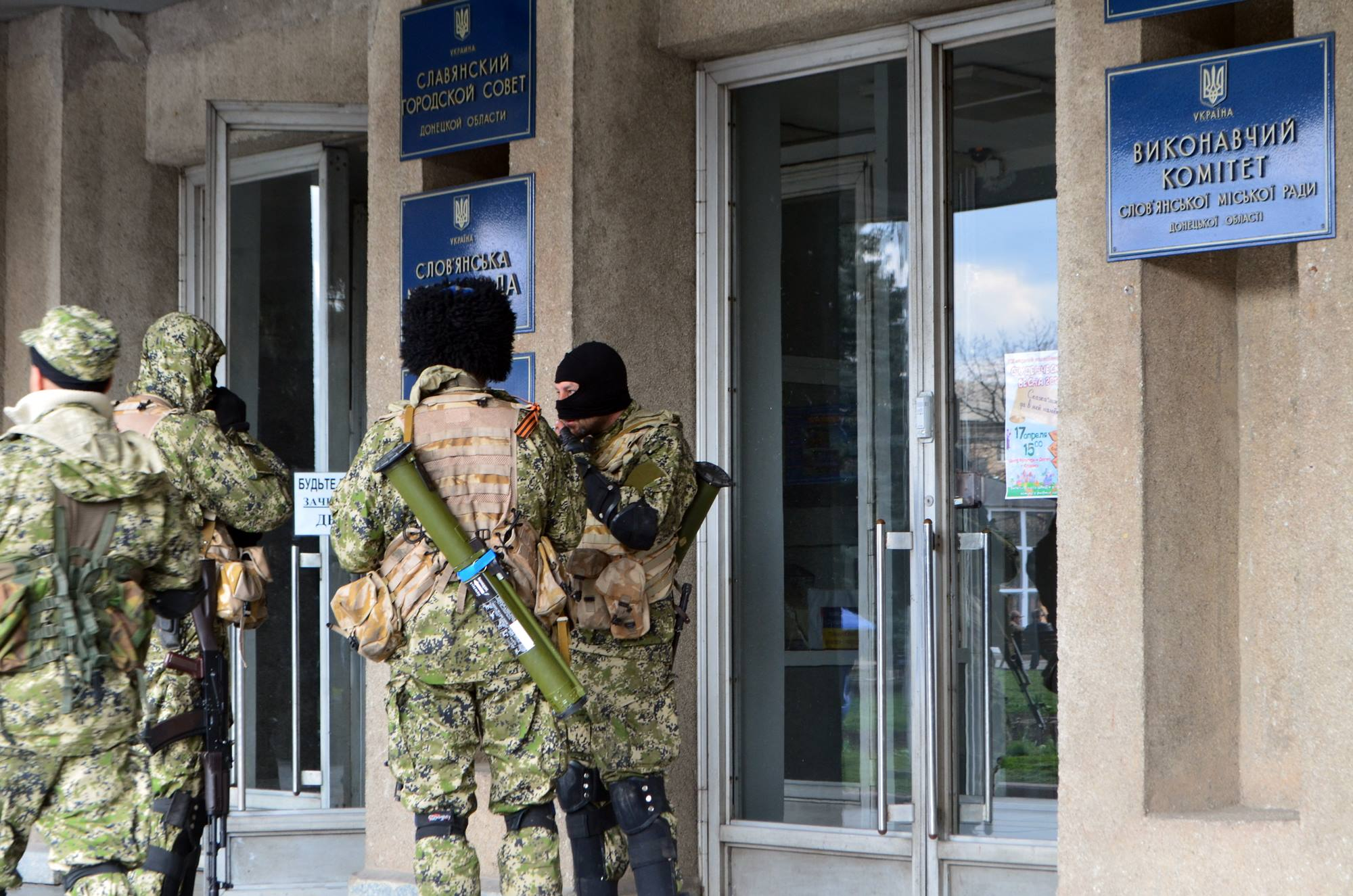
Захоплення терористами міськради Слов'янська
Розвиток збройної агресії на Донбасі
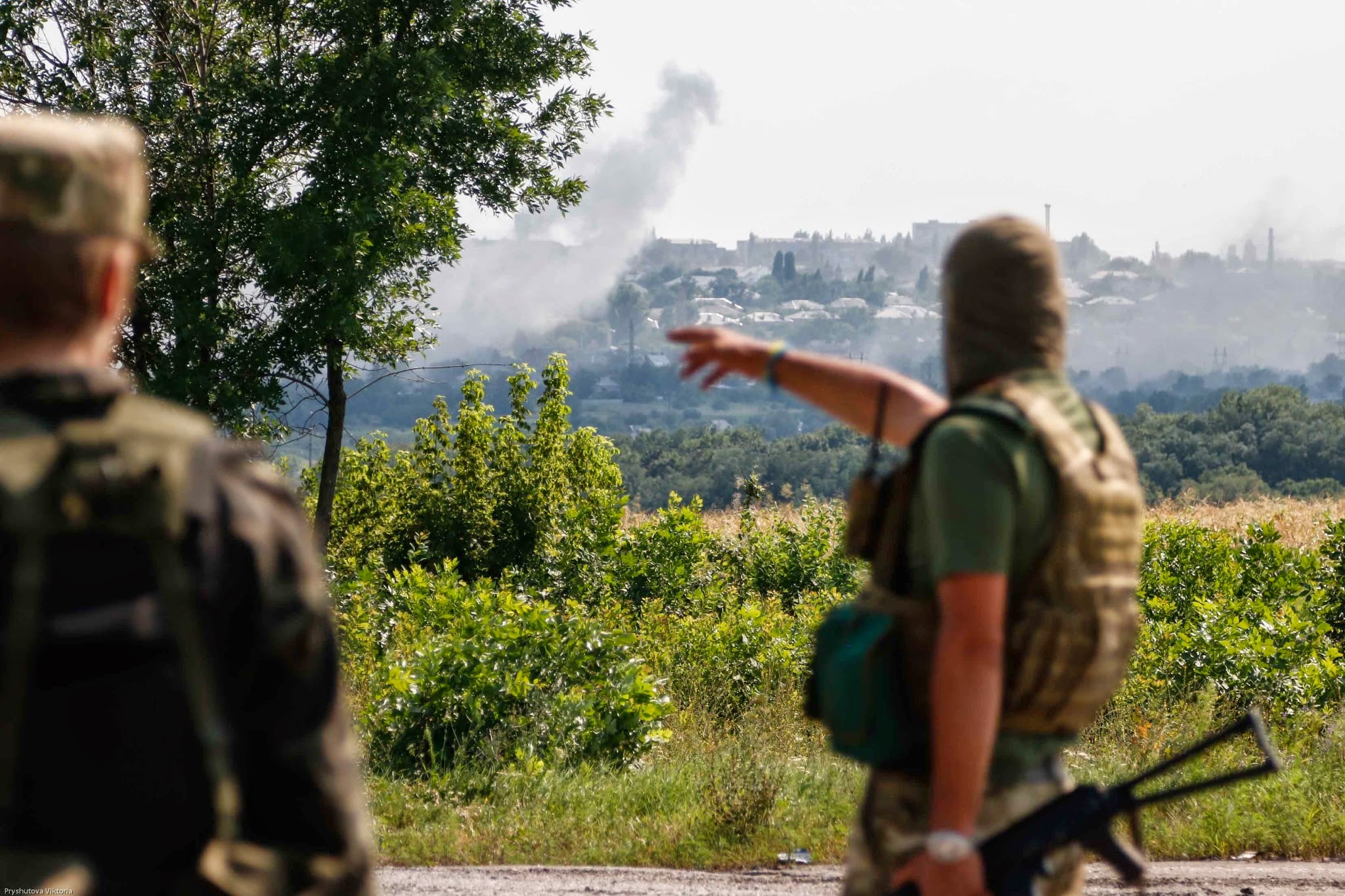
Бої під Первомайськом
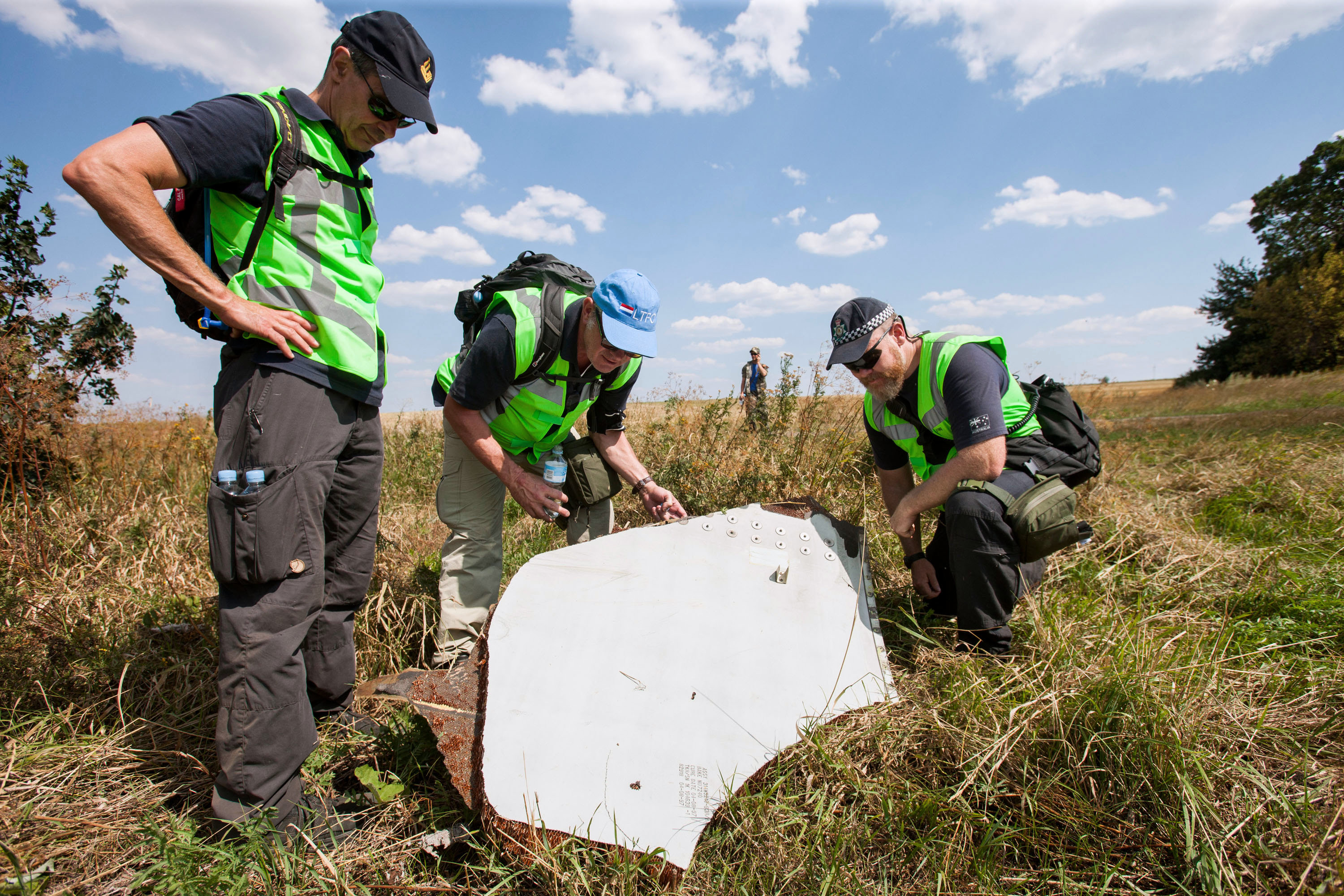
Уламки збитого малазійського Боїнга на рейсі MH-17
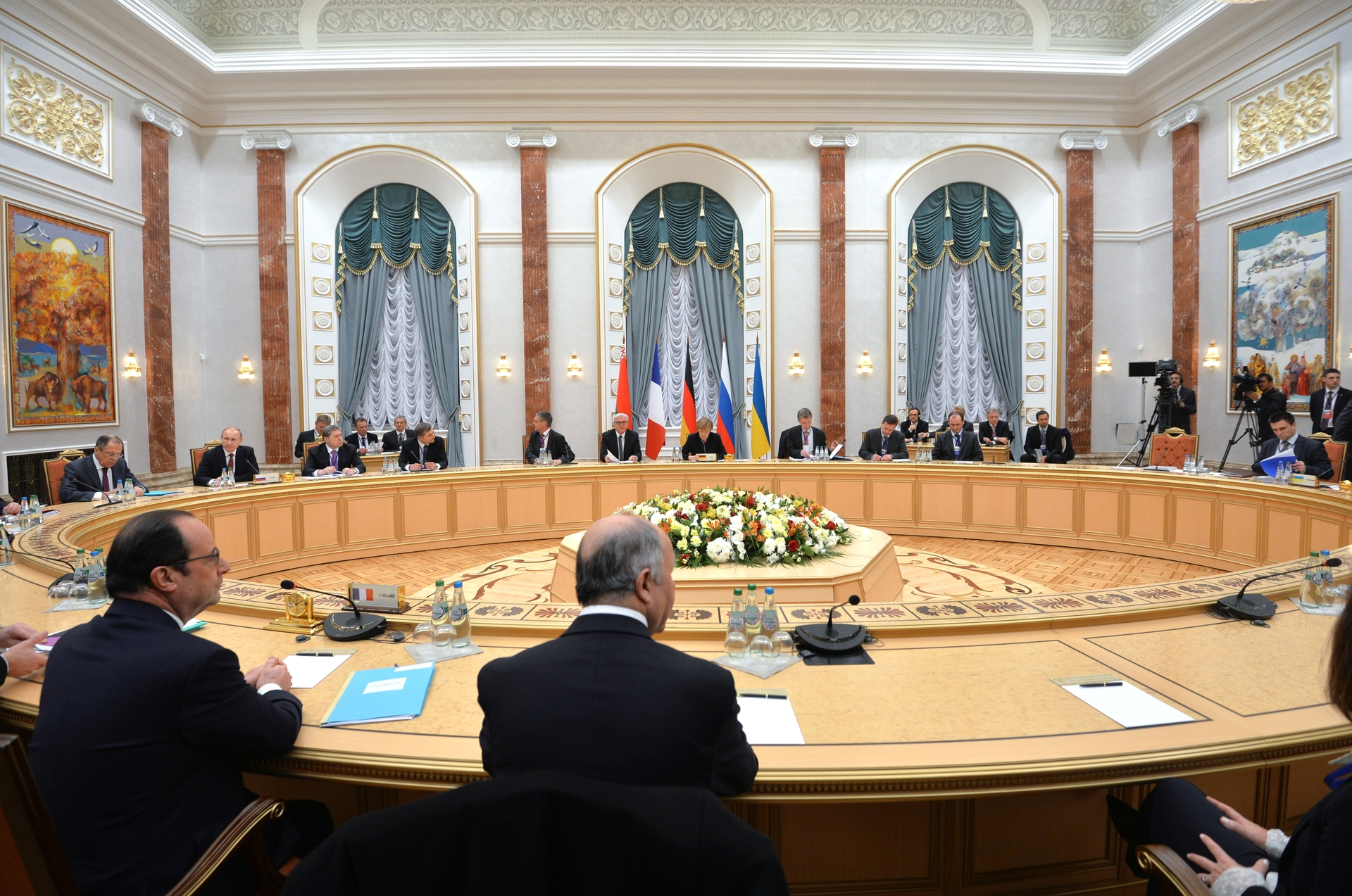
Чотиристоронні перемовини в нормандському форматі, Мінськ, Білорусь

Значні втрати українських сил, загроза захоплення Маріуполя та прориву російських сил до Запорізької області заради сухопутного коридору до Криму змусили керівництво України шукати шляхи до мирного врегулювання конфлікту. За посередництва лідерів Франції (Франсуа Олланд) та Німеччини (Ангела Меркель), так званий «нормандський формат», війну намагались зупинити підписанням Мінських угод, перші з яких були підписані 5 вересня 2014 року. Однією з умов припинення вогню з боку сепаратистів було прийняття закону «Про особливий порядок місцевого самоврядування в окремих районах Донецької та Луганської областей», який Верховна Рада України ухвалила 16 вересня, в один день із ратифікацією Угоди про асоціацію з Європейським Союзом. Зимою 2014—2015 років російські війська заради спрямлення лінії розмежування розпочали бої за Дебальцеве, важливий транспортний вузол між Донецьком і Луганськом. Активні бойові дії знов вдалось загасити за допомогою посередництва лідерів Франції та Німеччини й підписанням нового Мінського протоколу.

#### Президентство П. Порошенка
На дострокових президентських виборах у червні 2014 року переміг Петро Порошенко, якому дісталась країна в найтяжчому стані за всіх попередників — парламентська опозиція, економічна криза, війна. 20 червня було оголошено одностороннє тижневе перемир'я з одночасним ультиматумом проросійським найманцям та місцевим бойовикам полишити територію країни, після чого розпочалося звільнення території держави, яке було зірване вже неприкритою російською збройною агресією. За допомоги західних країн Україні вдалося заморозити війну на лінії розмежування, а Росії закріпити перманентний стан невизначеності на Донбасі в Мінських домовленостях. У жовтні 2014 року відбулися парламентські вибори. До Верховної Ради пройшли Народний фронт (22 %), Блок Петра Порошенка (22 %), Об'єднання «Самопоміч» (11 %),Опозиційний блок (9 %), Радикальна партія Олега Ляшка (7 %), Батьківщина (5,5 %). Уперше не потрапили заборонені пізніше комуністи. 2015 року президентом було підписано «декомунізаційний пакет законів» й розпочато демонтаж тоталітарного спадку. Порошенку вдалося за декілька років докорінно реформувати Збройні сили, але, через спротив командування старої школи, лише наблизити їх до стандартів НАТО. Аналогічно, половинчастим залишилось реформування іншого силового крила — міністерства внутрішніх справ. Перетворення міліції на поліцію, творення потужної Національної гвардії поєднувалось із розбудовою особистої «внутрішньої імперії» міністром Арсеном Аваковим. У лютому 2014 року за вичерпання золотовалютних запасів розпочалося швидке падіння курсу національної валюти, подальша війна та падіння світових цін на метали та продовольство опустили її курс до 25 гривень за долар у 2015 році. Реальний ВВП країни за 2014 рік впав на 6,0 %, за 2015 рік — на 43,3 %; інфляція за підсумком 2014 року — 24,9 %. За допомоги МВФ та жорсткій монетарній та фіскальній політиці вдалося стабілізувати фінансовий стан країни, наповнити порожню держскарбницю. У економічних реформах Порошенко спирався на іноземних спеціалістів, яких було залучено до роботи в уряді. Серед яких був і колишній грузинський президент Міхеіл Саакашвілі, що з часом стане в опозицію до президента, чим знизить рейтинг довіри до нього. Були націоналізовані Надра Банк Дмитра Фірташа та ПриватБанк Ігоря Коломойського, останній з яких перебував на межі банкрутства із заборгованістю $5,5 млрд через видачу багатомільярдних кредитів компаніям, пов'язаним із власниками банку. Щоб уникнути каскадного колапсу всієї фінансової системи України, відбулась націоналізація банку.

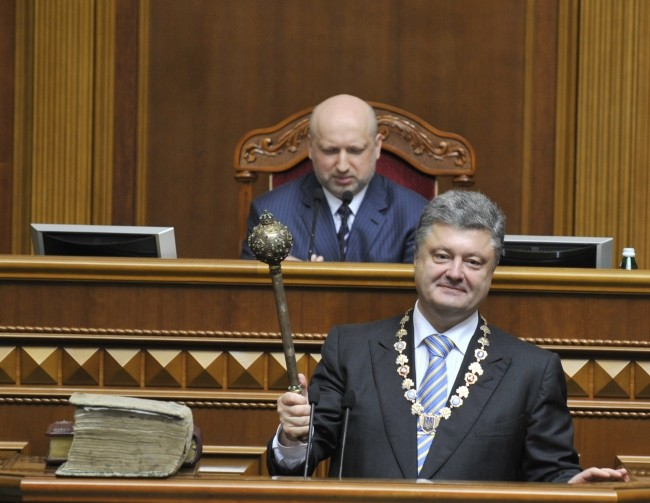
Інавгурація Петра Порошенка
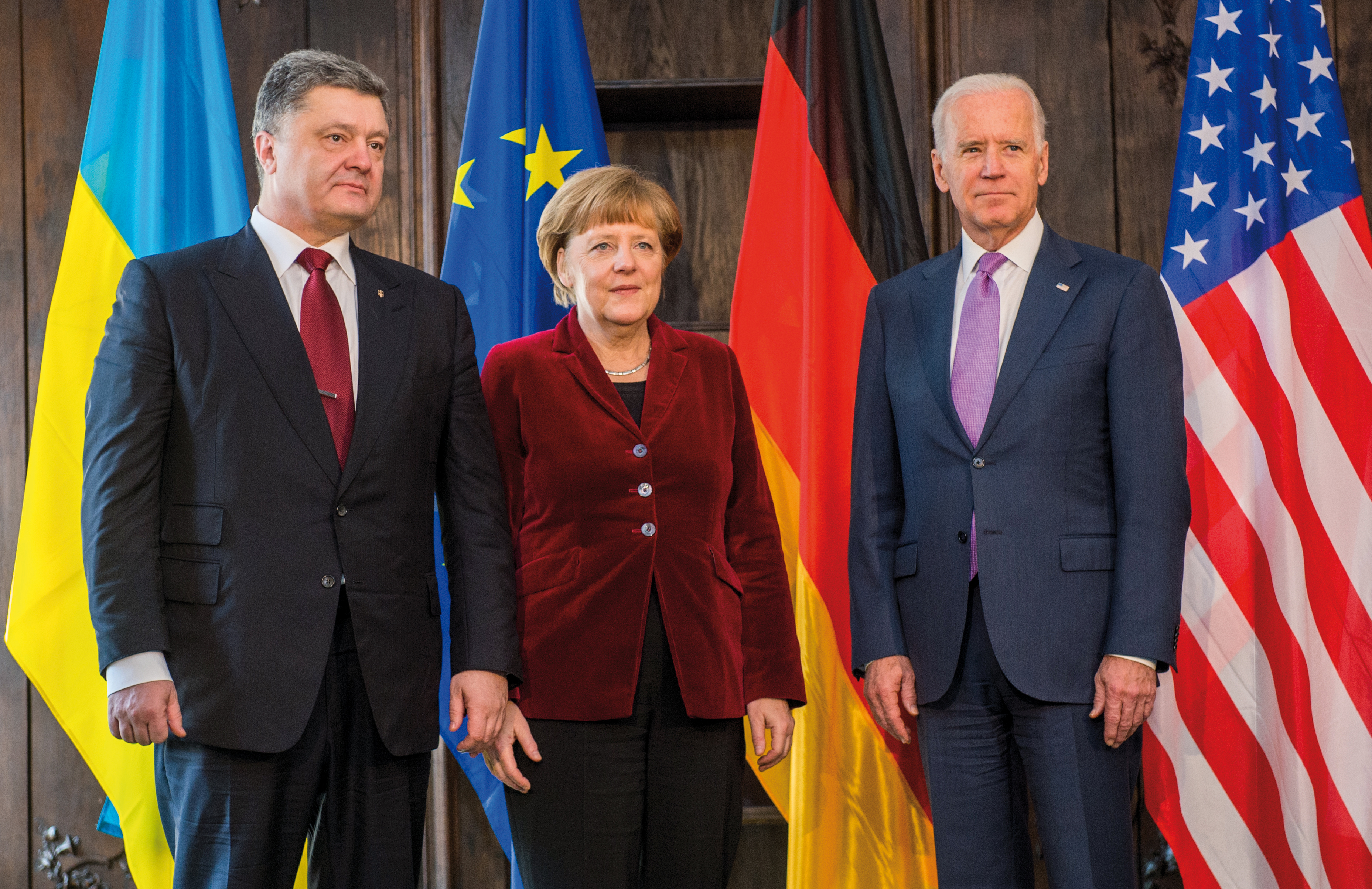
Петро Порошенко із Ангелою Меркель та Джо Байденом
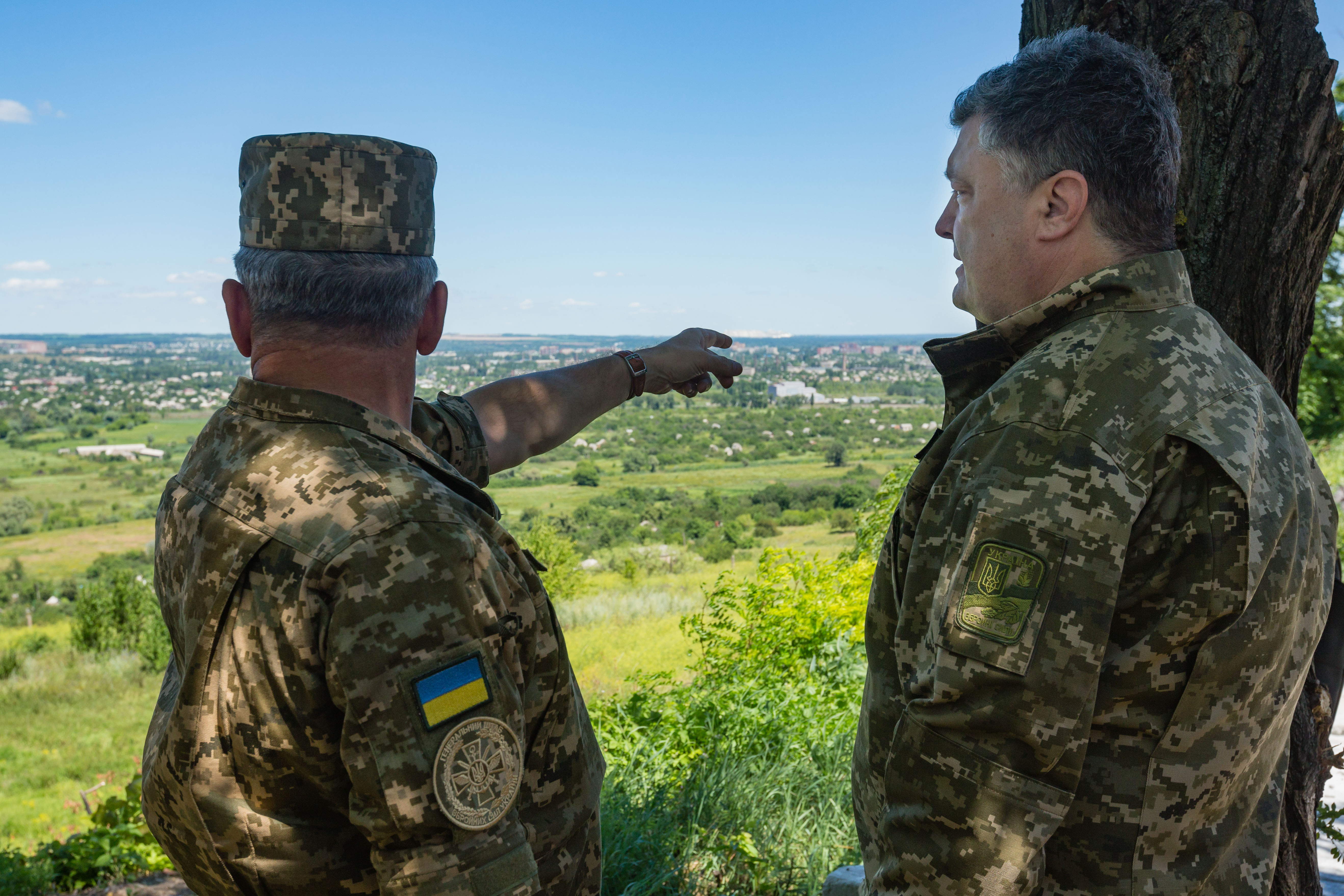
Порошенко на Донеччині, 2016 рік
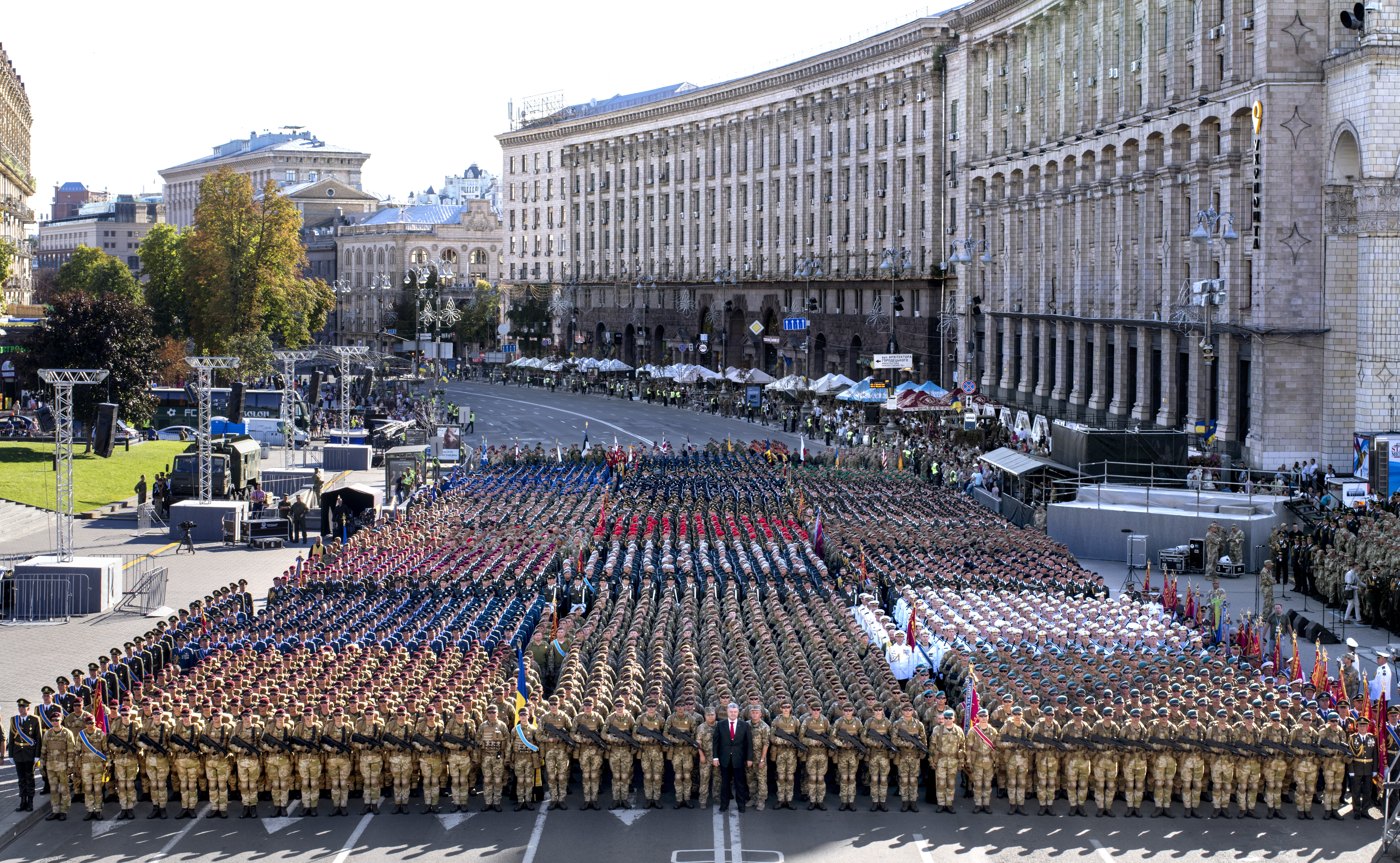
Нове українське військо на параді в Києві
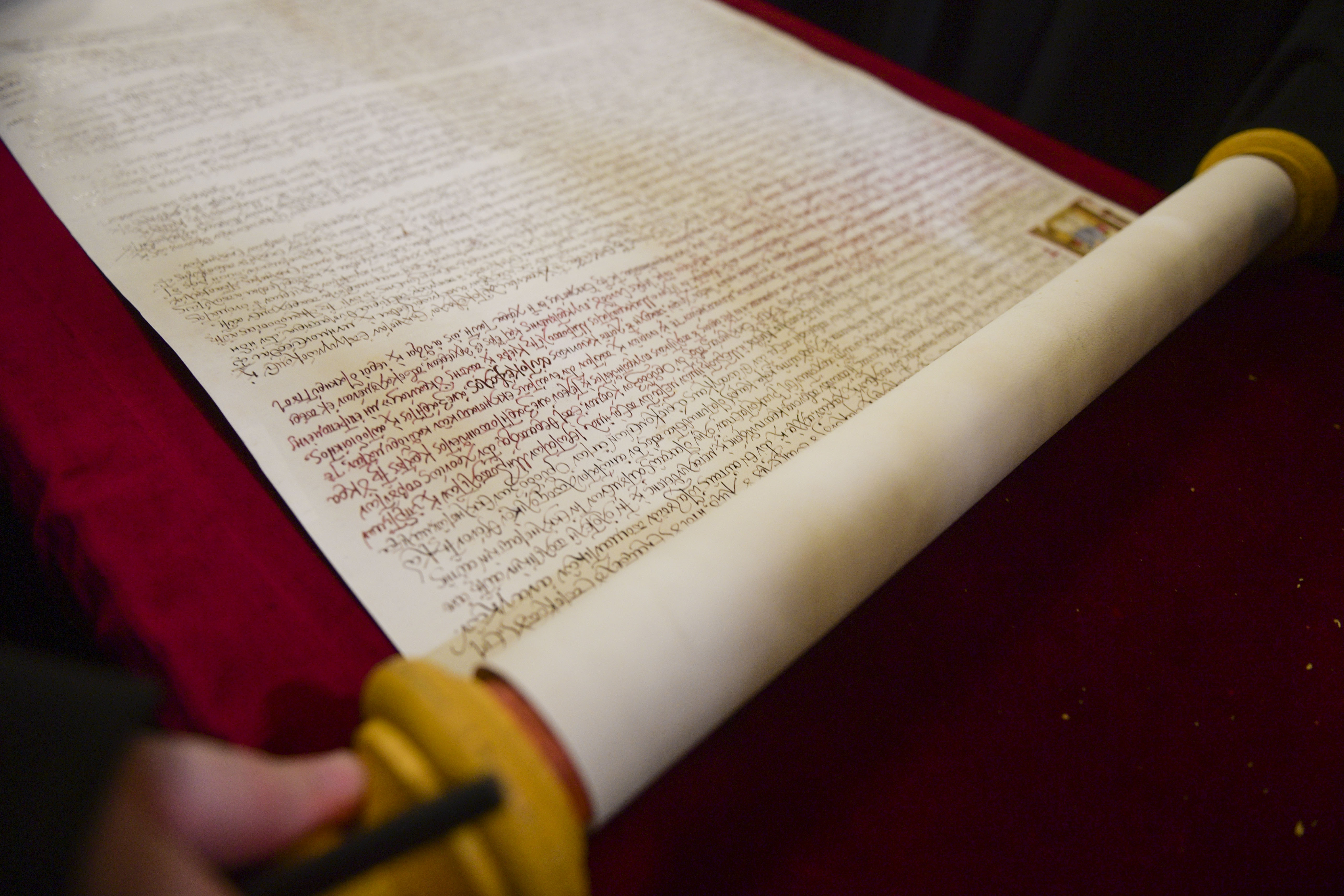
Томос про автокефалію православної церкви

Значні здобутки на зовнішньополітичній арені: підтримка антиросійськими санкціями, отримання безвізового режиму із країнами Європейського Союзу, поєднувались із потребою долати надскладні завдання всередині країни. Стара влада на місцях також не бажала змін: відбулось очищення влади від антимайданівців (люстрація), але часткове. Розпочата боротьба із корупцією, обмежувалась вироками дрібним посадовцям та електронним декларуванням, новостворені НАБУ та НАЗК у своїй роботі відзначились скандалами. Судова реформа поєднувалась із призначенням на посади старих, скомпрометованих суддів. Затягувалось розслідування злочинів проти майданівців. Щоб протидіяти в «інформаційній війні» масованій світовій російський антиукраїнській пропаганді було створено Міністерство інформаційної політики, яке за 5 років, окрім заборони російських соціальних мереж, пропагандистських ЗМІ, не показало ефективної роботи. 2017 року президент підписав закон «Про освіту», який зустрів спротив з боку нацменшин та посварив із урядом Угорщини.
19 травня 2018 року Порошенко підписав Указ, яким набрав чинності рішення Ради національної безпеки і оборони про остаточне припинення участі України у статутних органах Співдружности Незалежних Держав. Станом на лютий 2019 року Україна мінімізувала свою участь у Співдружності Незалежних Держав до критичного мінімуму та фактично завершила свій вихід. Верховна Рада України ніколи не ратифікувала вступ, тобто Україна ніколи не була членом СНД.
21 лютого 2019 р. було внесено зміни до Конституції України, норми про стратегічний курс України на членство в Європейському Союзі та НАТО закріплені у преамбулі Основного Закону, трьох статтях та перехідних положеннях.
Затягування із продажем власної кондитерської фабрики у Липецькій області Росії, скандал із використанням офшорів для мінімізації сплачуваних податків (панамагейт) теж не сприяли високому рейтингові президента. Навіть історичне здобуття автокефалії від Вселенського патріарха Вартоломія (томос) та створення незалежної Православної церкви України не допомогли повернути розтрачену довіру в українського народу. Це була одна з найефективніших п'ятирічок українського державотворення, але й одна з найсуперечливіших, коли президентові довелось долати невідкладні виклики сучасності, не маючи змоги остаточно порвати із минулим.

#### Президентство В. Зеленського
21 квітня 2019 року в другому турі президентських виборів переміг актор і шоумен Володимир Зеленський, який зумів консолідувати протестні настрої різноманітного політичного спектра навколо власної харизматичної особистості й отримати 73,23 % голосів виборців. 20 травня відбулася церемонія інавгурації, після якої Зеленський оголосив про розпуск Верховної Ради та призначив дострокові вибори. Позачергові парламентські вибори 21 липня дозволили новоствореній пропрезидентській партії Слуга народу вперше в історії незалежної України отримати абсолютну більшість місць (248). Спікером парламенту було обрано голову партії — Дмитра Разумкова. Монобільшість змогла самостійно, без формування коаліцій, 29 серпня сформувати уряд і затвердити Олексія Гончарука на посаді прем'єр-міністра. 4 березня 2020 року через падіння ВВП на 1,5 % (замість 4,5 % зростання на момент обрання) Верховна Рада звільнила уряд Гончарука, новим прем'єр-міністром став Денис Шмигаль.

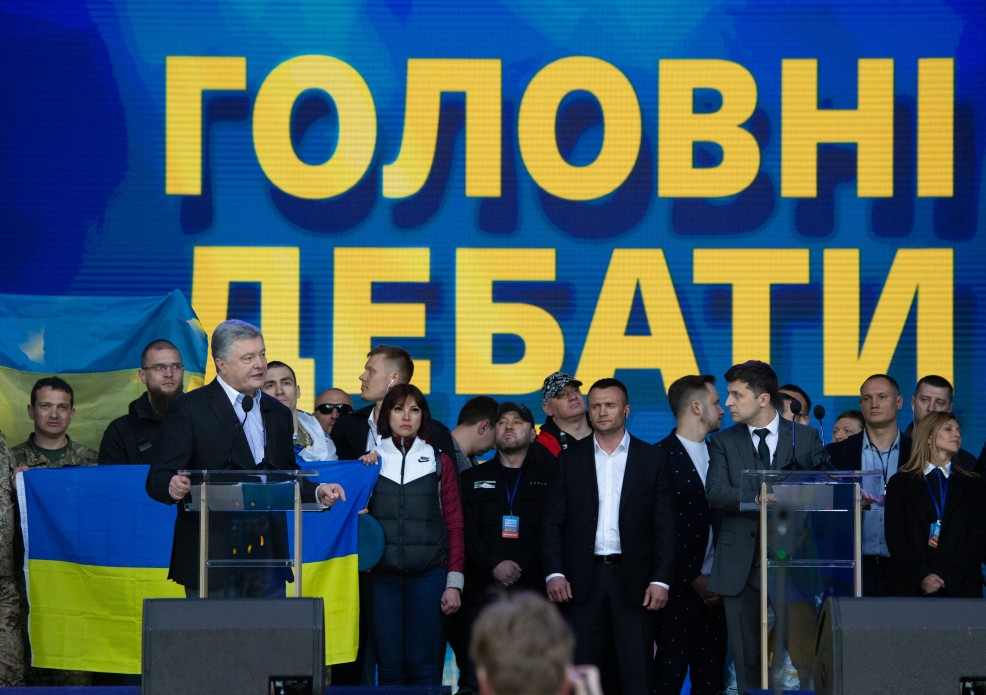
Передвиборчі дебати Порошенка і Зеленського
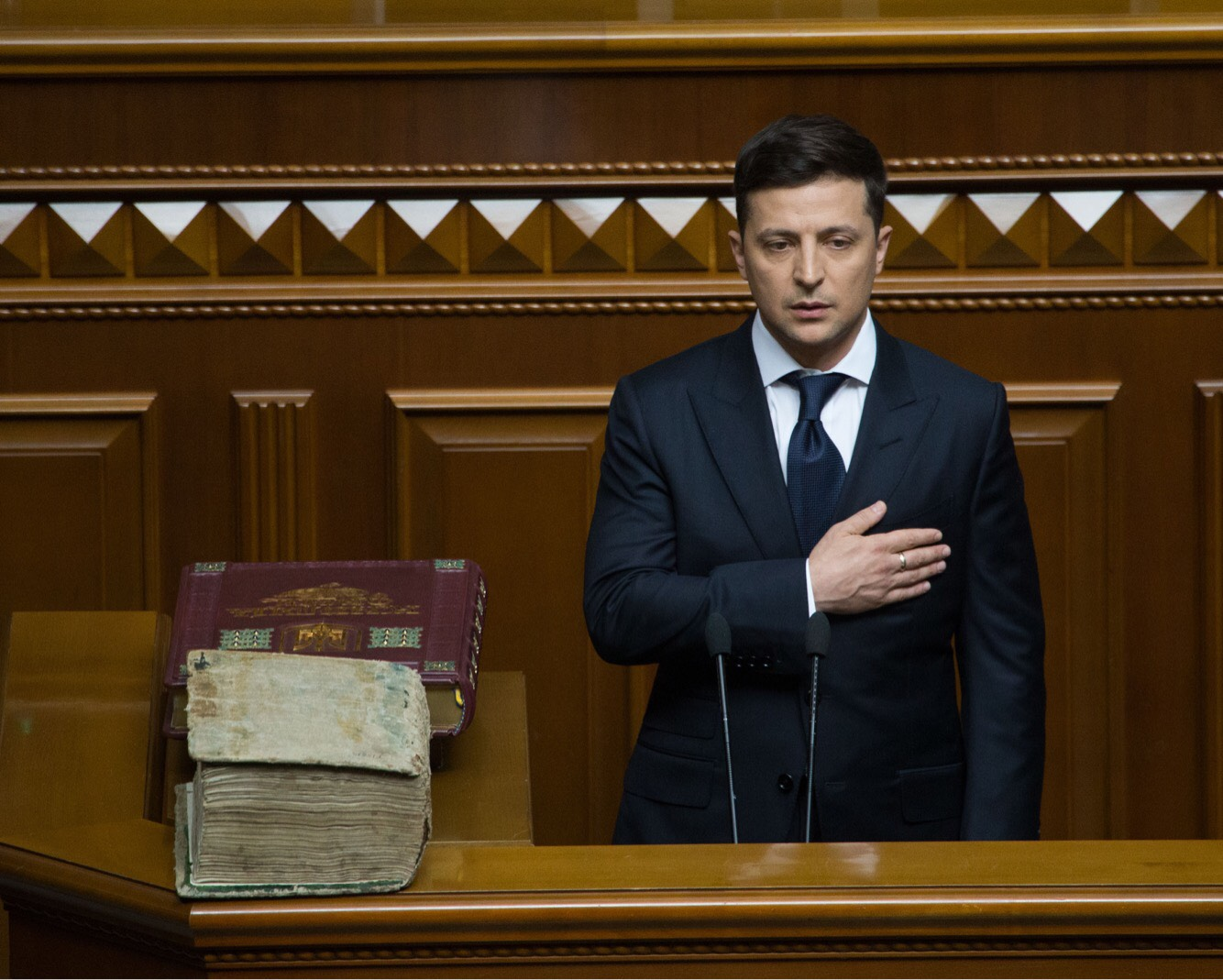
Інавгурація Володимира Зеленського
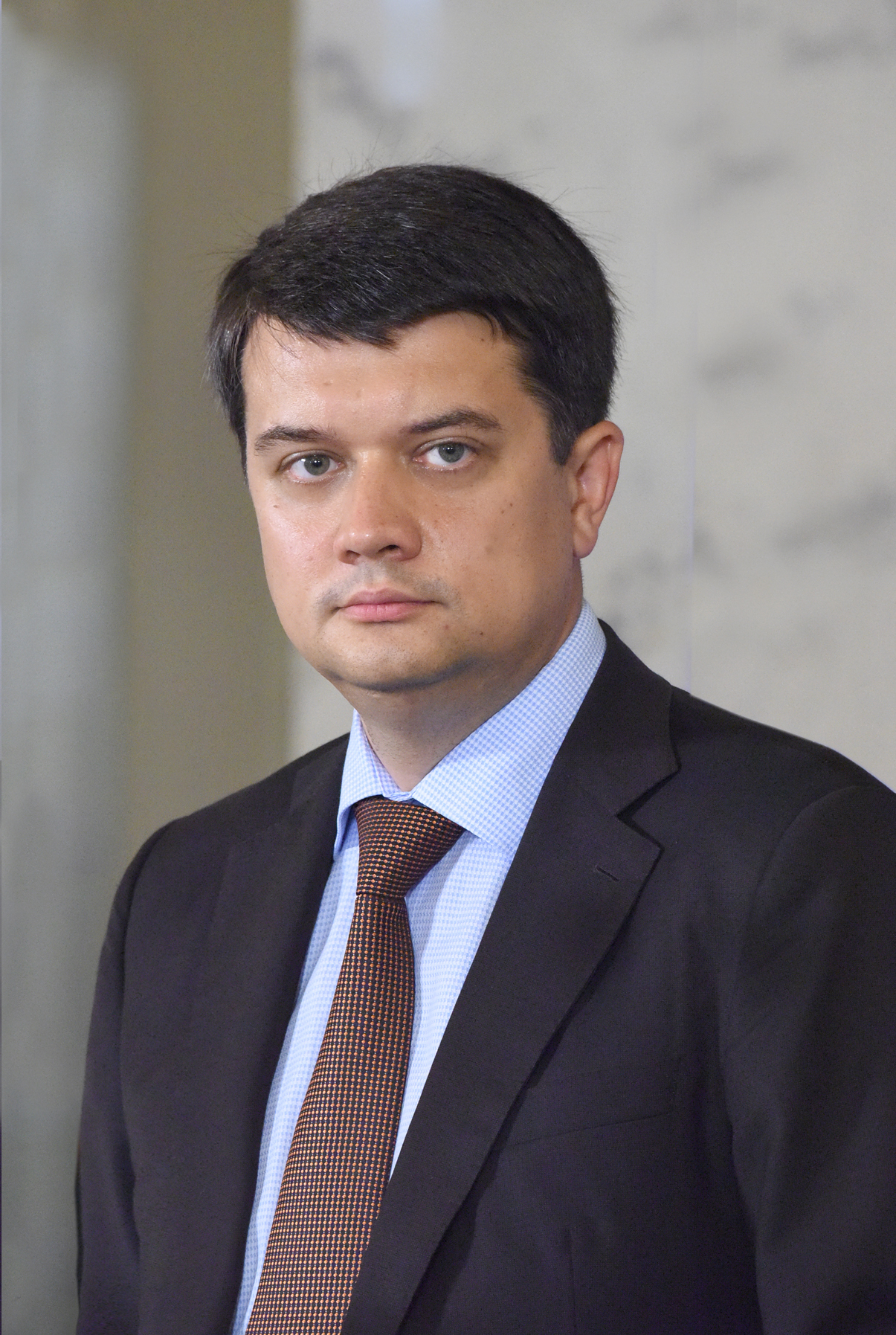
Дмитро Разумков
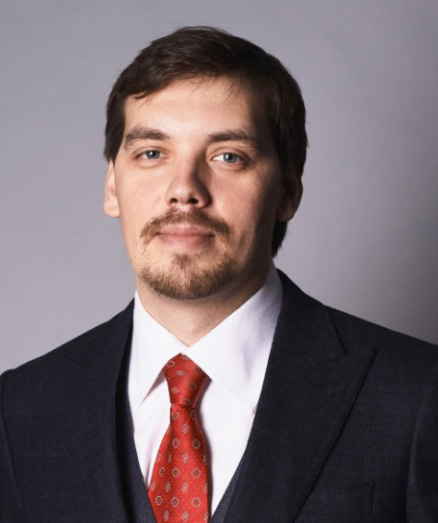
Олексій Гончарук
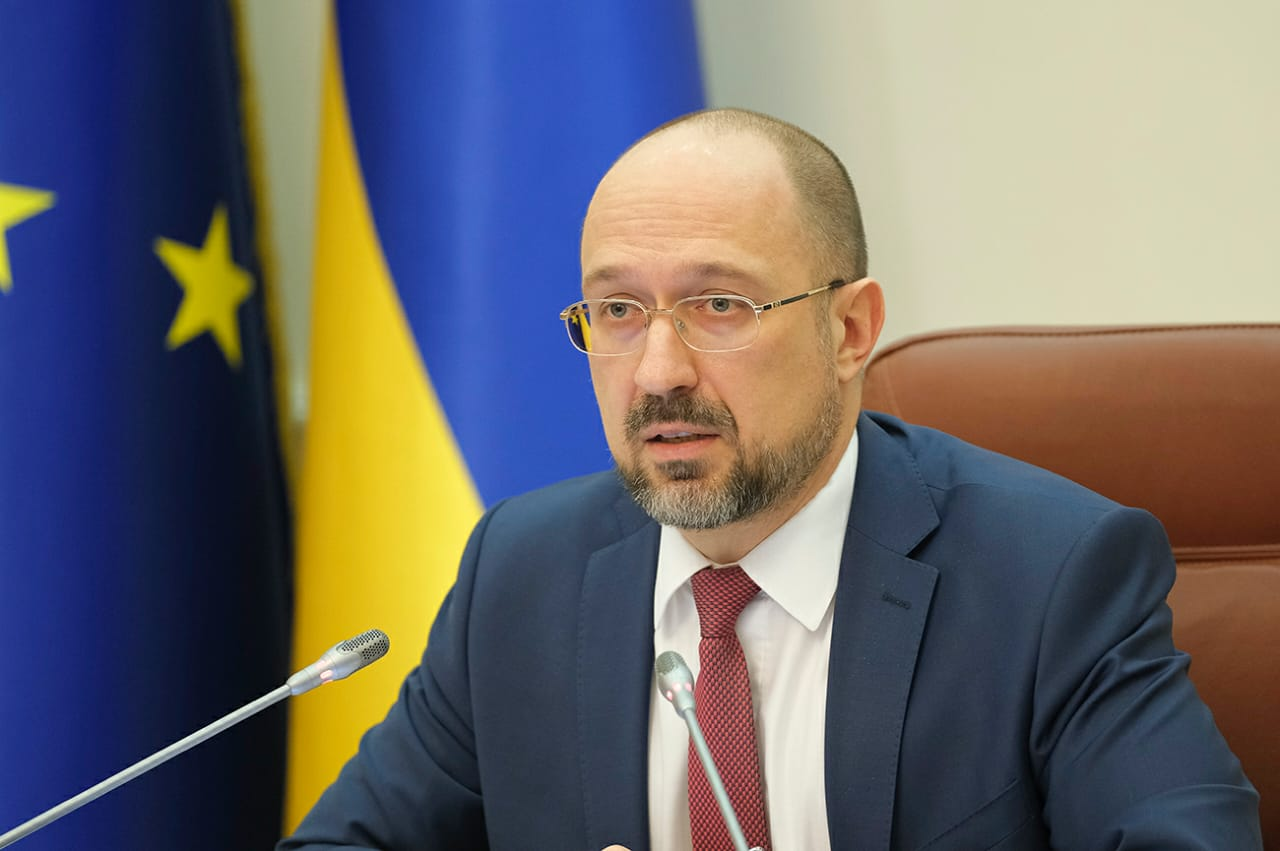
Денис Шмигаль

28 липня 2020 р. в Любліні Литва, Польща та Україна створили ініціативу «Люблінський трикутник», метою якої є подальша співпраця між трьома історичними країнами Речі Посполитої та подальша інтеграція України та вступ до ЄС та НАТО.
У 2020 році В. Зеленський призначив головою ТКГ Кравчука, а його заступником на цій посаді — Фокіна. Головою Офісу Президента став Єрмак, міністром освіти — Шкарлет. Аваков, попри обіцянки, й досі глава МВС. Було два гучних скандали: перестрілка у Броварах та зґвалтування у Кагарлику. Країною пройшлась серія протестів, суспільне невдоволення зростає. 27 липня почалося безстрокове перемир'я з так званими «ЛНР» та «ДНР». Станом на 25 серпня жоден український військовий не загинув, хоча бойовики інколи порушують режим тиші, ЗСУ не відповідає. 2 лютого 2021 року указом Президента було заборонено телетрансляцію проросійських телеканалів «112 Україна», NewsOne та ZIK. Рішенням РНБО та Указом Президента від 19 лютого 2021 року було накладено санкції на 8 фізичних та 19 юридичних осіб, серед яких є проросійський політик Віктор Медведчук та його дружина Оксана Марченко.
1 жовтня 2019 року Леонід Кучма у складі української делегації підписав Формулу Штайнмаєра, що передбачає закріплення «спеціального статусу» ОРДЛО після проведення виборів на постійній основі. Реакцією на цю подію стали протестні акції Ні капітуляції!
Резонансним став зрив спецоперації українських спецслужб відомої як Вагнергейт.
На червневому саміті в Брюсселі 2021 року лідери НАТО повторили рішення, прийняте на Бухарестському саміті 2008 року про те, що Україна стане членом Альянсу з Планом дій щодо членства (ПДЧ) як невіддільною частиною процесу та правом України визначати своє майбутнє і зовнішню політику, звичайно, без втручання ззовні.
17 травня 2021 року було утворене «Асоційоване тріо» шляхом підписання спільного меморандуму між міністрами закордонних справ Грузії, Молдови та України. Асоційоване тріо — це тристоронній формат для розширення співпраці, координації та діалогу між трьома країнами (які підписали Угоду про асоціацію з ЄС) з Європейським Союзом з питань, що становлять спільний інтерес, пов'язаних з євроінтеграцією, розширення співпраці в рамках Східного партнерства та зобов'язання щодо приєднання до Європейського Союзу. Станом на 2021 рік Україна готується офіційно подати заявку на членство в ЄС у 2024 році, аби приєднатися до Європейського Союзу у 2030-х роках.

#### Епідемія COVID-19
2 березня 2020 року було підтверджено перший випадок інфікування COVID-19 у Чернівцях. Згодом було введено карантин, закрито кордони й оголошено надзвичайну ситуацію. Епідемія охопила всі області України. Щодня міністерство охорони здоров'я публікує нову інформацію [Архівовано 12 серпня 2021 у Wayback Machine.] про поширення пандемії. Через карантинні обмеження в країні посилилась економічна криза, кількість офіційних безробітних зросла на 67 %. 20 березня вилікувався перший хворий, на той час хворі були вже в кількох областях.
23 лютого 2021 року в Україні було зареєстровано 2 вакцини проти коронавірусу: AstraZeneca та Pfizer/BioNTech. 24 лютого було вакциновано першу людину.

### Стародавні часи
- Томашівський С. Історія України: Старинні і середні віки. — Мюнхен : Український Вільний Університет, 1948. — 134 с.
- Баран В. Д. Давні слов'яни. — К., 1998.
- Етнічна історія Давньої України / П. П. Толочко (кер. авт. кол.), Д. Н. Козак, О. П. Моця, В. Ю. Мурзін, B. В. Отрощенко, C. П. Сегеда. — К. : НАН України. Інститут археології, 2000. — 280 с. — ISBN 966-02-1758-7.
- Залізняк Л. Л. Стародавня історія України. — К. : Темпора, 2012. — 541 с. — 1 тис. прим. — ISBN 978-617-569-083-3.
- (рос.) Ильинская В. А., Тереножкин А. И. Скифия VII–IV вв. до н. э. — К., 1983.
- Крижицький С. Д. та ін. Античні держави Північного Причорномор'я. — К., 1998.
- Павленко Ю. В. Передісторія давніх русів у світовому контексті. — К., 1994.

### Середньовіччя
- Історія русів / Укр. пер. І. Драча; іл.. О. Штанка. — К. : Веселка, 2001. — 366 с.
- Яковенко Н. М. Нарис історії середньовічної та ранньомодерної України : навч. посіб. для уч. гуманіт. гімназій і ліцеїв та студ. іст. ф-тів ВНЗ. — 3-тє вид., перероб. та розширене. — К. : Критика, 2006. — 584 с.

### Модерний час
- Брицький П. П., Бочан П. О. Німці, французи і англійці про Україну та український народ у XVII—XIX століттях : монографія. — Чернівці : Технодрук, 2011. — 308 с. — ISBN 978-966-8658-82-2.
- Грицак Я. Й. Нарис історії України : формування модерної української нації XIX — XX ст. : навч. посібник. — К. : Генеза, 1996. — 360 с.
- (рос.) Виппер Р. Ю. Учебник истории. Новое время. — Рига : Издание акц. общ. Вальтере и Рапа, 1928. — 473 с.

### Новітній час
- Нагаєвський І. Історія української держави XX століття. — К., 1994.
- Салабай В. Ф., Панчук Л. О., Титаренко Я. А. Політична історія XX століття : Навч. посібник. — К., 2001.
- Україна : Політична історія XX — початок XXI ст. — К., 2007. — 1028 с. — ISBN 966-611-135-x.
- Брецко Ф. Ф. Історія України 1939—2009 років : Конспект-довідник. — Тернопіль : Мандрівець, 2010. — 328 с.
- Golczewski F. Deutsche und Ukrainer. 1914 — 1939. — Paderborn : Ferdinand Schöningh Verlag, 2010. — 1085 p.
- Мартин Т. Імперія національного вирівнювання. Нації та націоналізм у Радянському Союзі (1923—1939 роки) / пер. з англ. С. Вакуленко; наук. ред.: В. Кравченко, Г. Єфіменко ; Укр. наук. ін-т Гарвард. ун-ту, Схід. ін-т українознавства ім. Ковальських, Ін-т Критики. — К. : Критика, 2013. — 640 с. — ISBN 978-966-8978-57-9.
- Новітня історія України (1945—2020 роки): навч. посібник / Костянтин Кондратюк, Володимир Качмар. — Львів: ЛНУ імені Івана Франка, 2020. — 212 с.

### Довідники, словники, енциклопедії
- Аскольд і Дір, Рюриковичі, Ігор Старий // Енциклопедія історії України : у 10 т. / редкол.: В. А. Смолій (голова) та ін. ; Інститут історії України НАН України. — К. : Наукова думка, 2003—2019. — ISBN 966-00-0632-2.
- Онацький Є. Українська мала енциклопедія: у 4 т. Т. 1. : А—І / Євген Онацький ; упоряд., наук. ред., передм. С. Білокінь. — Київ : Університетське видавництво «Пульсари», 2016. — 576 с. — Накл. 1000 прим. — ISBN 978-617-615-060-2, ISBN 978-617-615-061-1 (том 1).

- Україна крізь віки : в 15 т / ред. В. А. Смолій ; НАН України, Ін-т археол. — К. : Альтернативи, 1998-2000. — ISBN 966-7217-26-4.
- Довідник з історії України : в 3-х т / ред. І. З. Підкова, Р. М. Шуст ; Інститут історичних досліджень ЛНУ ім. І. Франка. — К. : Генеза, 1993—1999.
- Історія України. Комплексний довідник + профільний рівень / уклад. Воропаєва В. В. та ін. — 5-те, допов. та перероб. — Х. : Весна, 2014. — 703 с. — (Крок до ВНЗ) — 3 тис. прим. — ISBN 978-966-2342-25-3.
- Котляр М., Кульчицький С. Довідник з історії України. — К. : Україна, 1996. — 463 с. — с. — ISBN 966-524-000-5.
- Кучерук О. Ілюстрована енциклопедія історії України : у 3 т / Іл. та худож. оформл. Л. Голембовська, С. Голембовська. — К. : Спалах, 2004. — 215 с. — ISBN 966-512-226-6.
- Михальчук П. А. Термінологічний і хронологічний довідник з історії України. — 4-те вид. — Тернопіль : Підручники і посібники, 2009. — 192 с. — (Довідники з історії України) — 1 тис. прим. — ISBN 978-966-07-0860-0.
- Прохорова І. А. Довідник з історії України : навч. посіб. для вступників до вищ. навч. закл. — К. : Гнозіс, 2008. — 230 с. — ISBN 978-966-8840-63-0.
- Соневицький Л. Історія України - Синхроністично-Хронологічна Таблиця. — Париж ; Нью-Йорк : Наукове Товариство ім'я Шевченка, 1960.
- Смолій В., Кульчицький С., Майборода О. та ін. Малий словник історії України. — К. : Либідь, 1997.
- Уривалкін О. М. Довідник з історії України. — К. : КНТ, 2009. — 1008 с. — ISBN 978-966-8379-54-3.
- Яцюк М. В., Жванко Л. М., Рябченко О. Л., Фесенко Г. Г. Історія України : словник-довідник для студентів вищих навчальних закладів / за ред. М. В. Яцюка ; Харк. нац. акад. міськ. госп-ва. — Х. : ХНАМГ, 2010. — 247 с.

### Освітні ресурси для школи та абітурієнтів
- Історія України — електронна бібліотека з історії України та всесвітньої історії.
- Історія України в історіях [Архівовано 13 листопада 2020 у Wayback Machine.] — повний курс з історії України для підготовки до ЗНО. Спецпроєкт EDERA та Освіторії.

### Медіафайли
- Документальний серіал «Собор на крові», 10 серій на YouTube від студії TeleconStudio. — розповідає про боротьбу за соборність і незалежність України в період 1919—1949 років.
- Документальний фільм «Україна. Становлення нації» на YouTube польського режисера Єжи Гоффмана. — після Першого Майдану відомий кінорежисер спробував показати маловідому європейцям історію української нації.